# Česká architektura

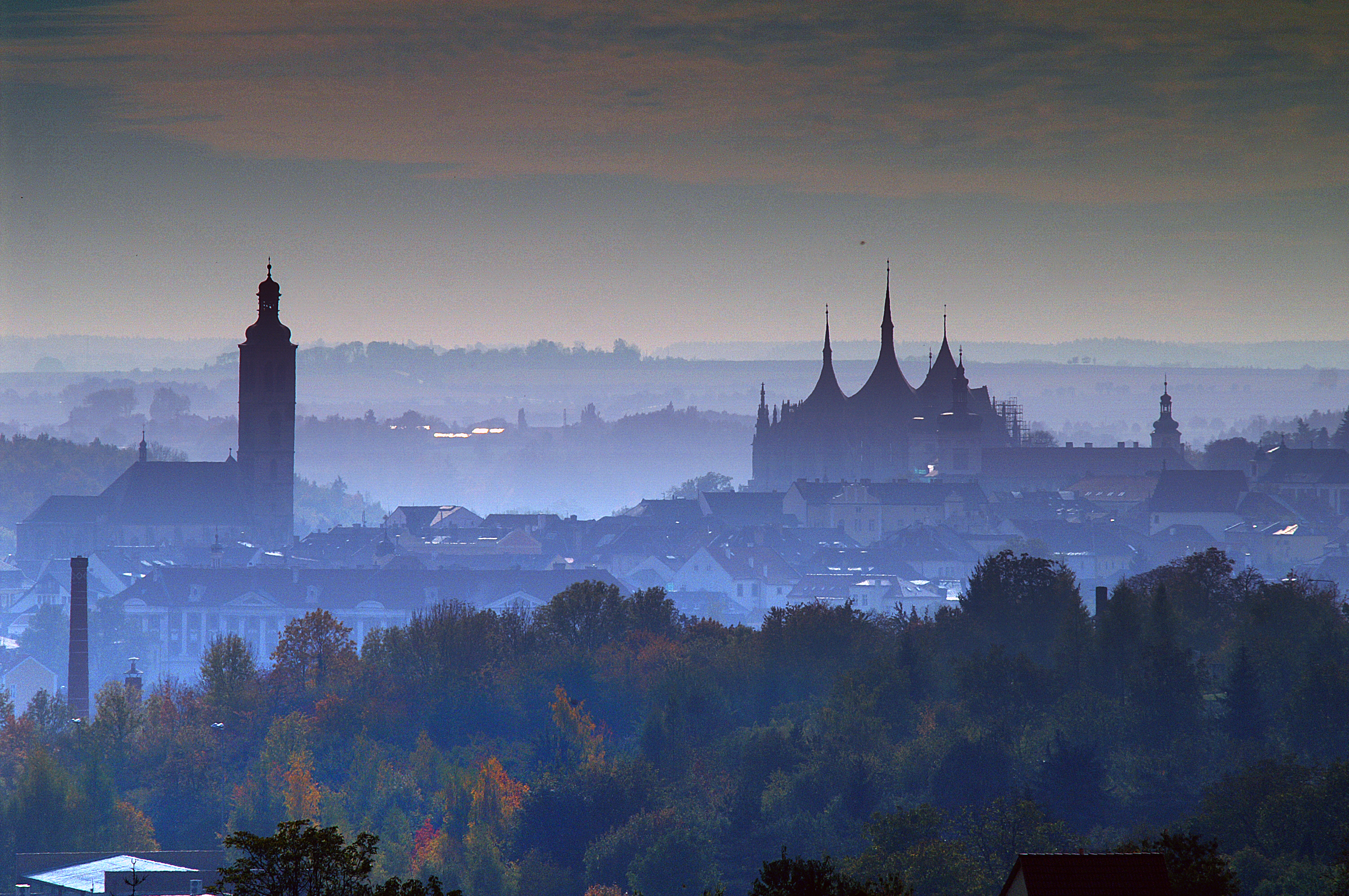
Panorama Kutné Hory, vlevo kostel svatého Jakuba, vpravo chrám svaté Barbory

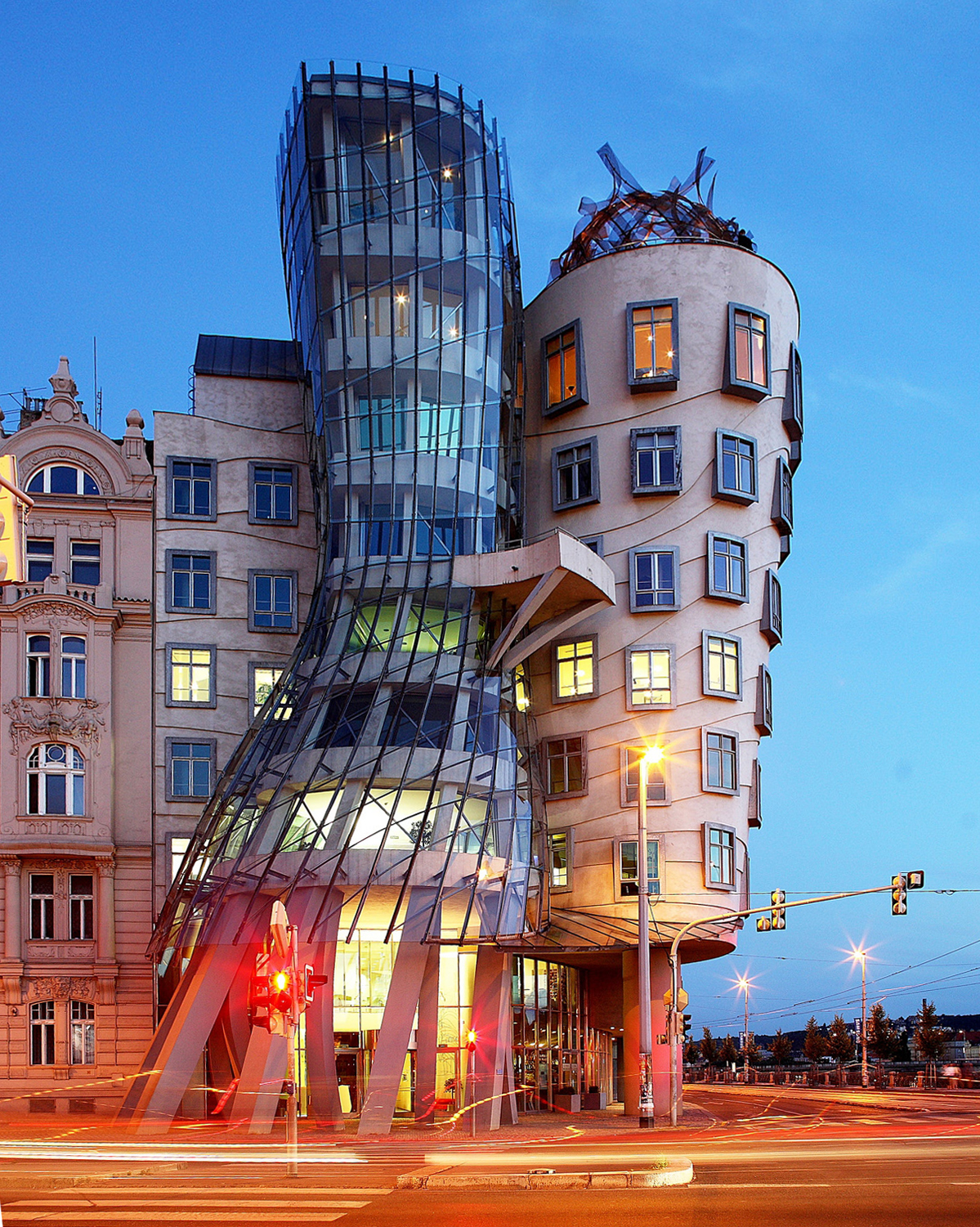
Tančící dům v Praze od architektů Franka Gehryho a Vlada Miluniće

Česká architektura, či přesněji architektura v Česku je pojem, který zahrnuje množství významných historických i moderních architektonických památek v Čechách, na Moravě a ve Slezsku. Od prvních počátků do současnosti jsou v ní zastoupeny snad všechny historické styly, najdeme mezi nimi mnoho památek z různých historických období. Některé z nich jsou zapsány na seznamu Světového dědictví UNESCO.

## Podmínky a předpoklady
České země díky své poloze uprostřed evropského kontinentu byly odedávna častým místem střetávání mnoha kultur. Z této rozmanitosti těžily také v oblasti architektury, která je tak na českém území mimořádně bohatá, co do množství různých architektonických slohů a stavebních stylů i jejich koncentrace.
Na rozvoj architektury mělo vliv rovněž bohatství přírodních zdrojů stavebního materiálu a v neposlední řadě schopné, pracovité a zároveň poměrně vzdělané obyvatelstvo. V českých zemích již od středověku působilo také mnoho zahraničních architektů, zejména z německých zemí, ale také z Itálie či Francie, kteří zde realizovali stavební a umělecká díla stylů přinesené ze své vlasti. Specifickou oblastí jsou také projevy lidové architektury.

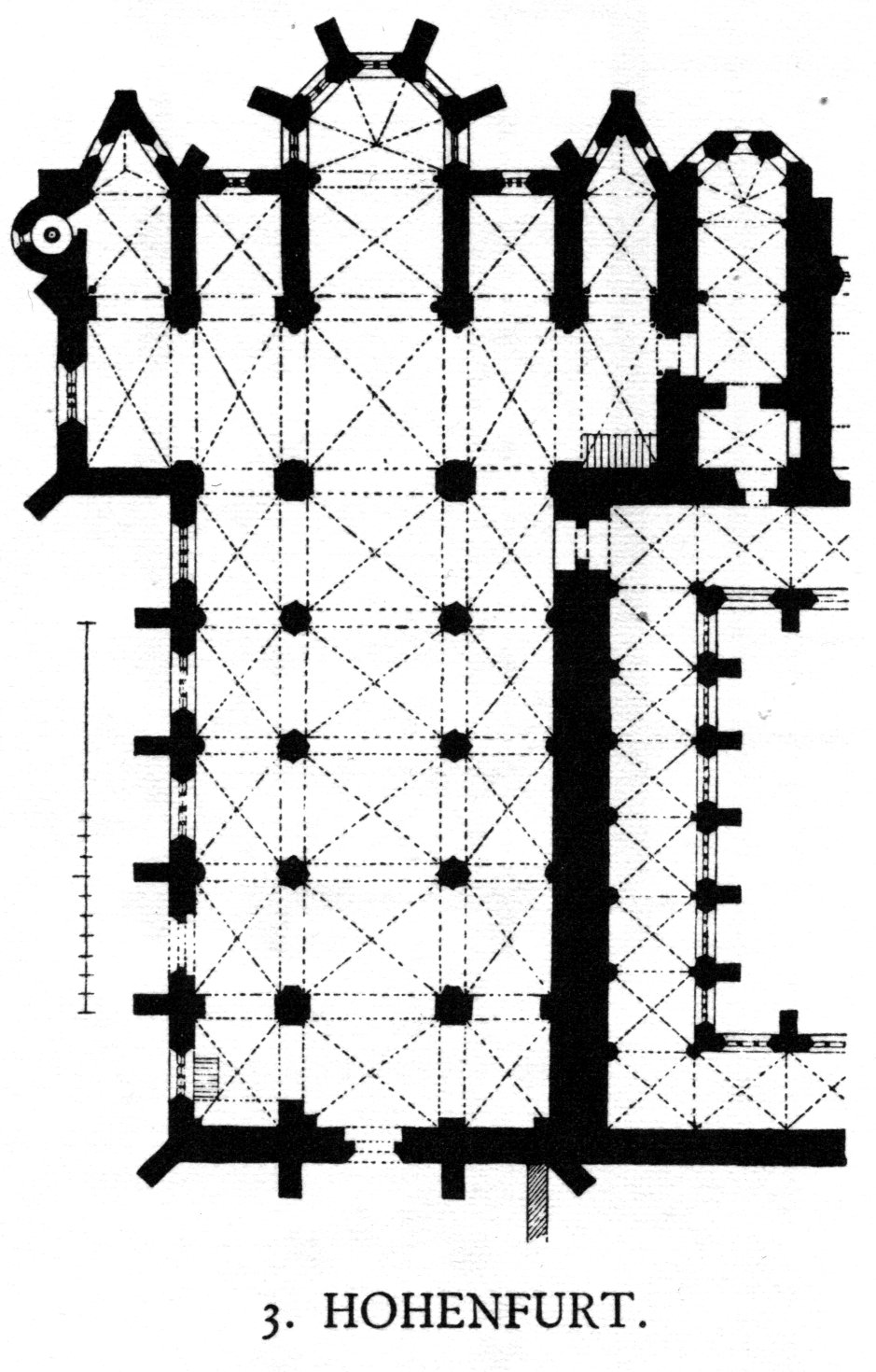
Plán gotického kostela ve Vyšebrodském klášteře
Plán Starobrněnského kláštera
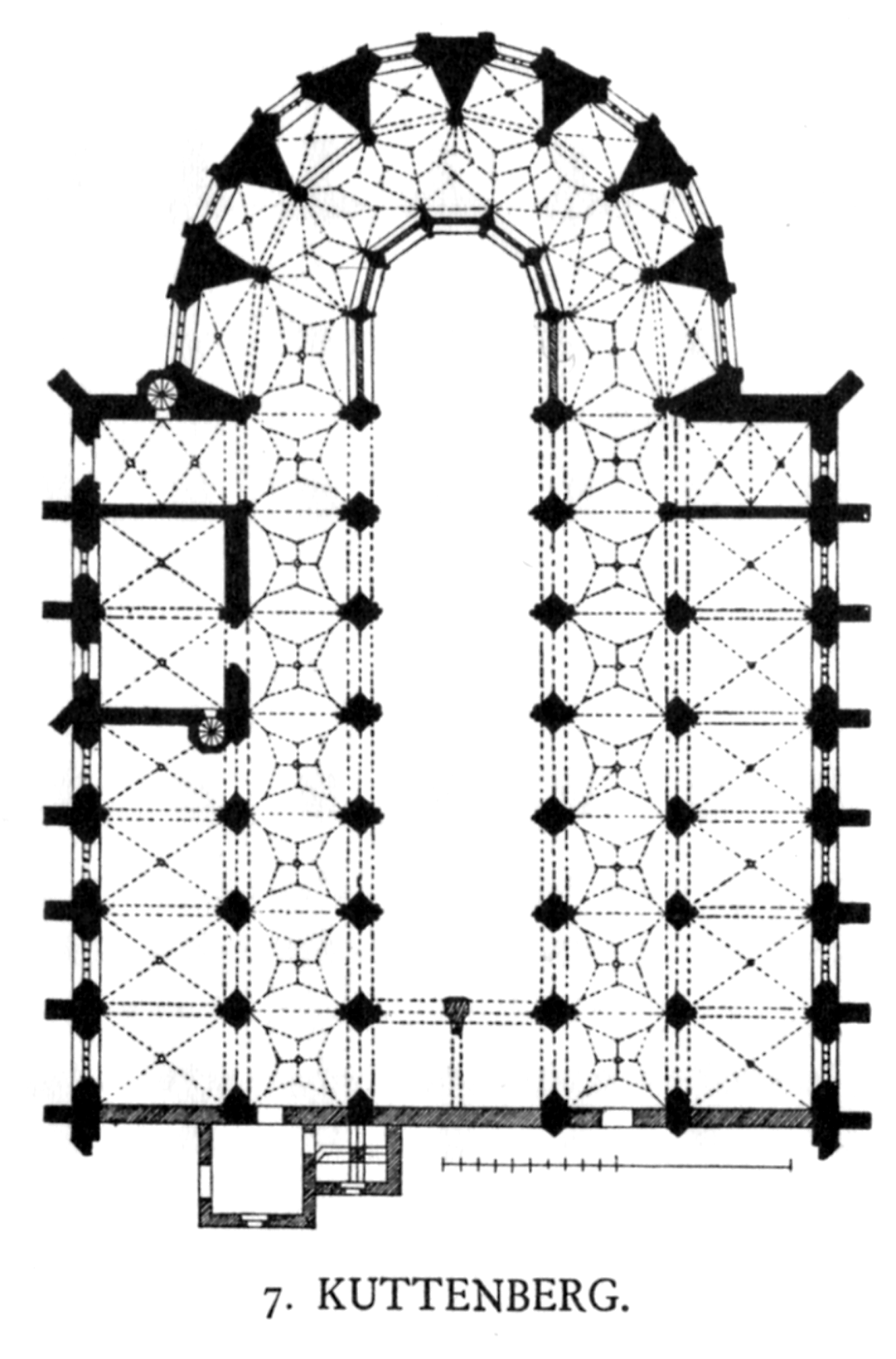
Kutná Hora, plán chrámu svaté Barbory
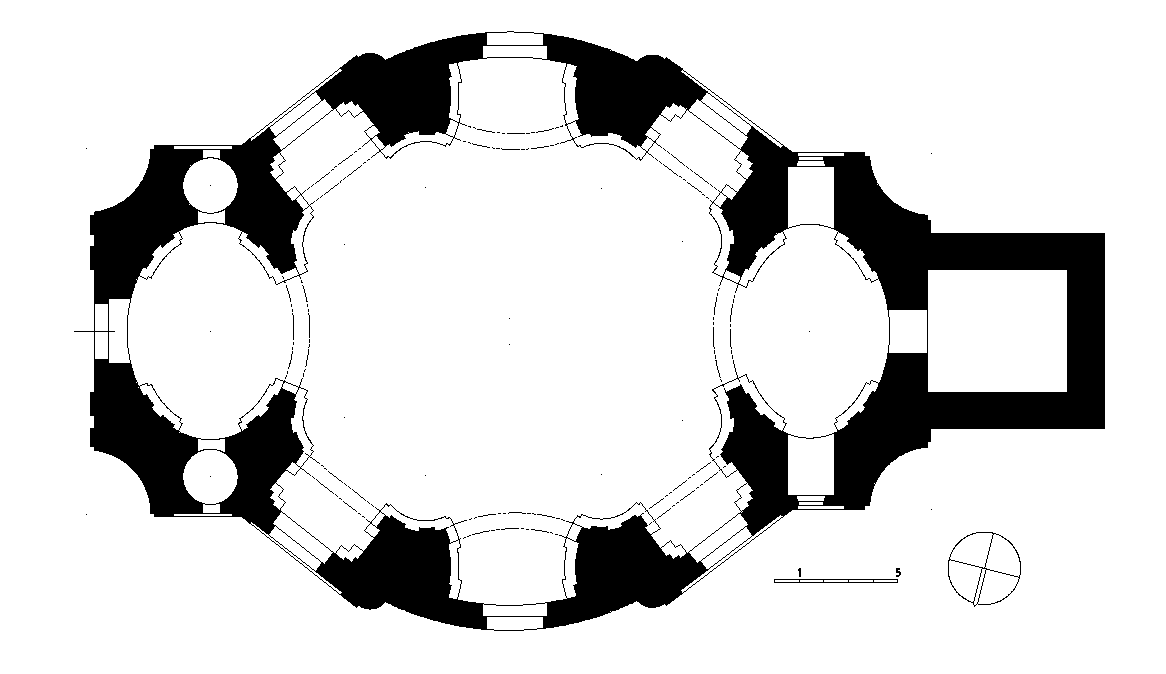
Architekt K. I. Dientzenhofer, barokní kostel sv. Máří Magdalény v Božanově

Některým historickým a architektonickým památkám v Českých zemích se bouřlivé historické události naštěstí většině vyhnuly, jiným ne, ale na rozdíl od jiných států se zde i tak dochovalo mnoho skvostů od dob románských do současnosti. České, a moravské gotické, barokní a rokokové chrámy, zámky a paláce, či secesní a modernistické budovy jsou dnes neodmyslitelnou součástí západoevropské architektury.
Architektonické památky jsou chráněny státem, prostřednictvím Státního památkového ústavu a dalších vládních i nevládních institucí. I přesto jsou po celém Česku rozesety rozvaliny starodávných pevností, tvrzí a zříceniny hradů, zanedbaných zámků či opuštěných klášterů a chátrajících kostelů. Zkázu mnoha historicky cenných objektů přinesla částečně vojska cizích armád například za třicetileté války, ale především o dvě stě let dříve husité. Ti dobyli množství hradů, a vydrancovali, zničili a vypálili mnoho chrámů, kostelů i klášterů v Čechách na Moravě i na území dnešního Slovenska. Naopak v tzv. době temna po Bílé hoře vzniklo největší množství často velmi cenných barokních památek. Osvícenská doba za panování císaře Josefa II. znamenala rušení klášterů a kostelů a jejich přeměnu na objekty pro světské a vojenské účely. Další velkou pohromou pro mnoho architektonických skvostů pak nebyli němečtí okupanti, nýbrž opět domácí komunisté, kteří zlikvidovali či zestátnili veškeré zámky a kláštery a následně v nich zaváděli podniky průmyslové výroby, či je přeměňovali pro potřeby armády apod. S následky často velmi necitlivého zacházení jsou na mnoha místech patrné dodnes.

## Česká architektura na starých rytinách
Některé staré dobové rytiny zachycující některé již neexistující objekty, či je možné z nich vyčíst přibližnou historickou podobu.

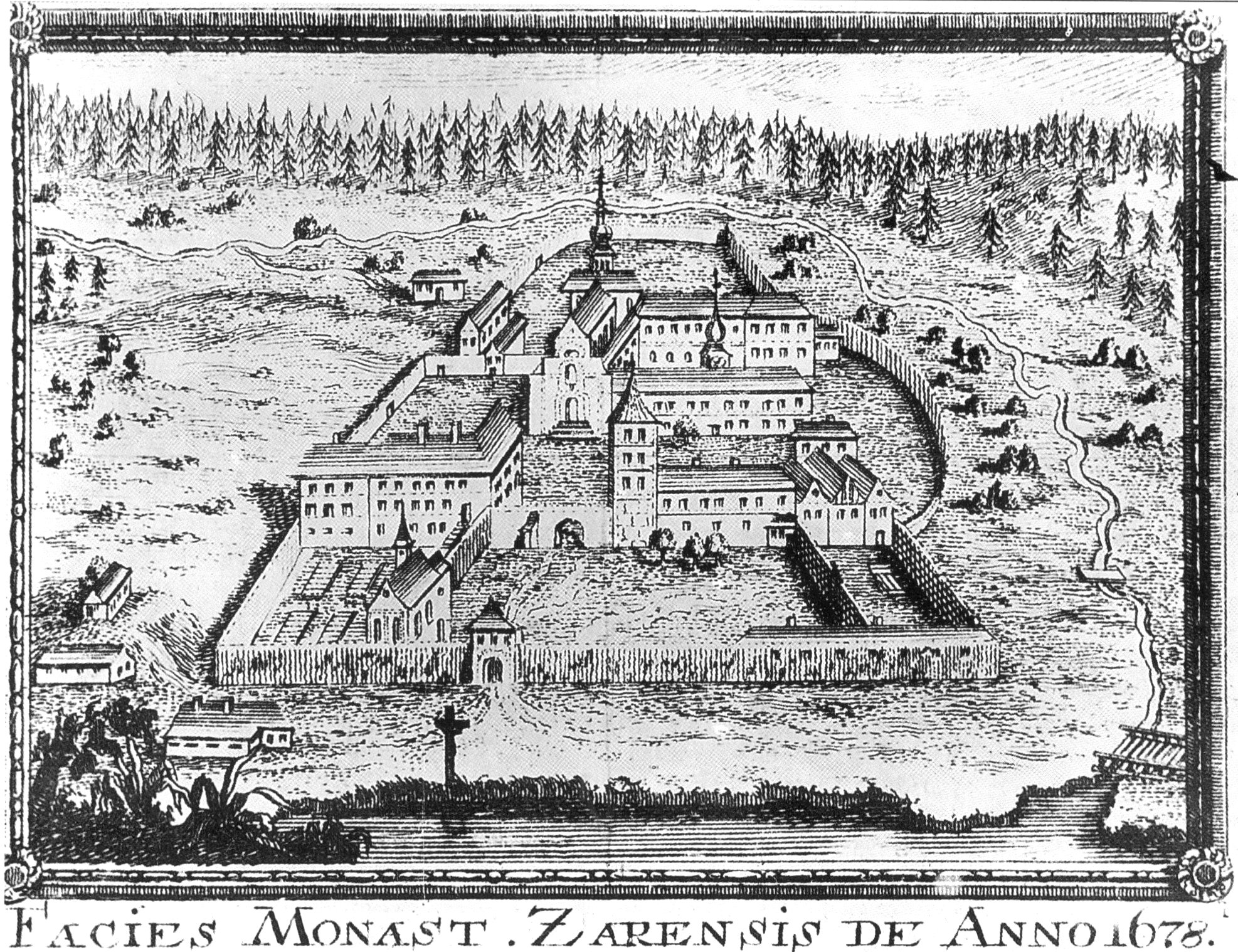
Klášter Žďár nad Sázavou
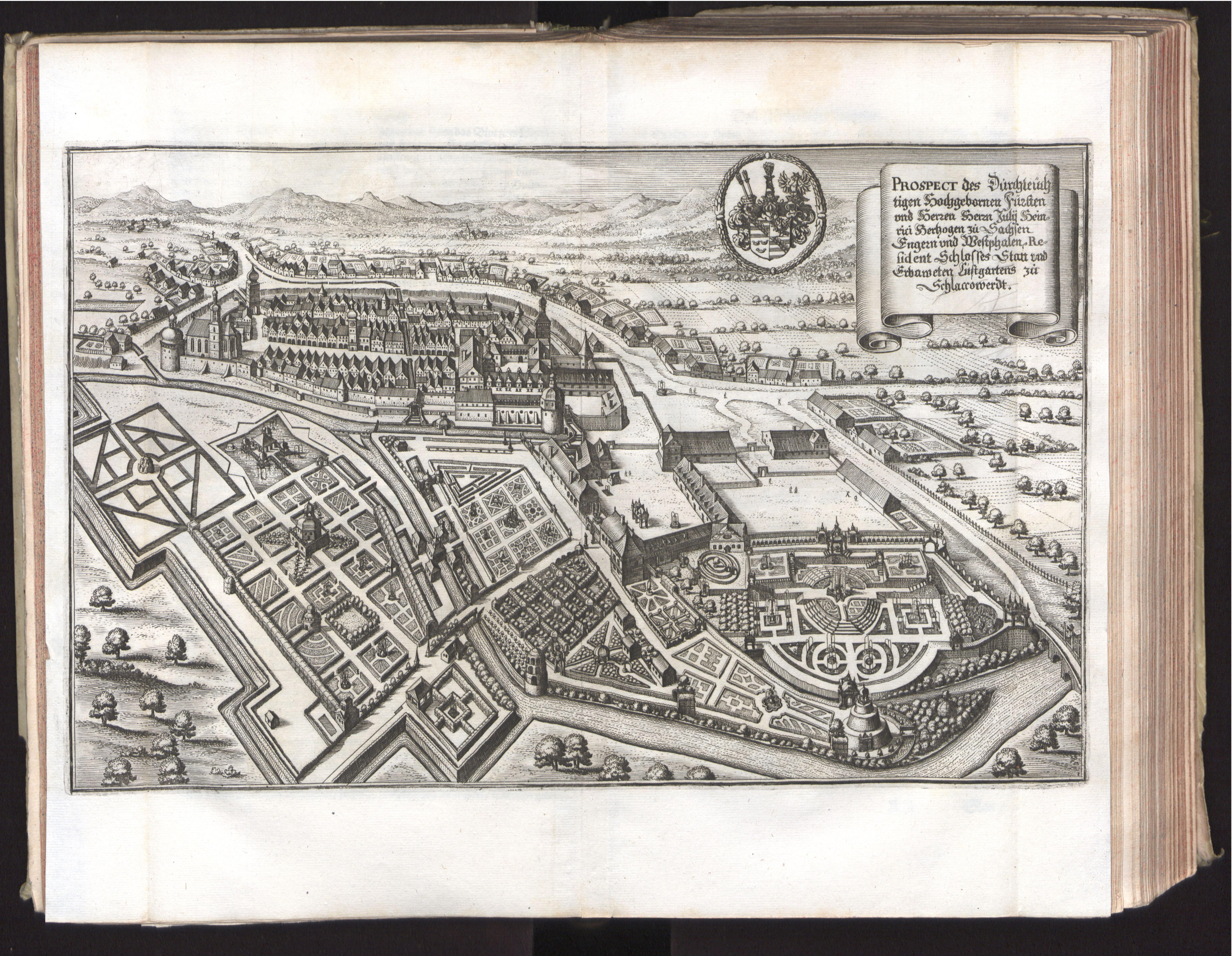
Matthäus Merian, Topographia Bohemiæ, Moraviæ Et Silesiæ: sasko-lauenburský zámek Ostrov v Čechách
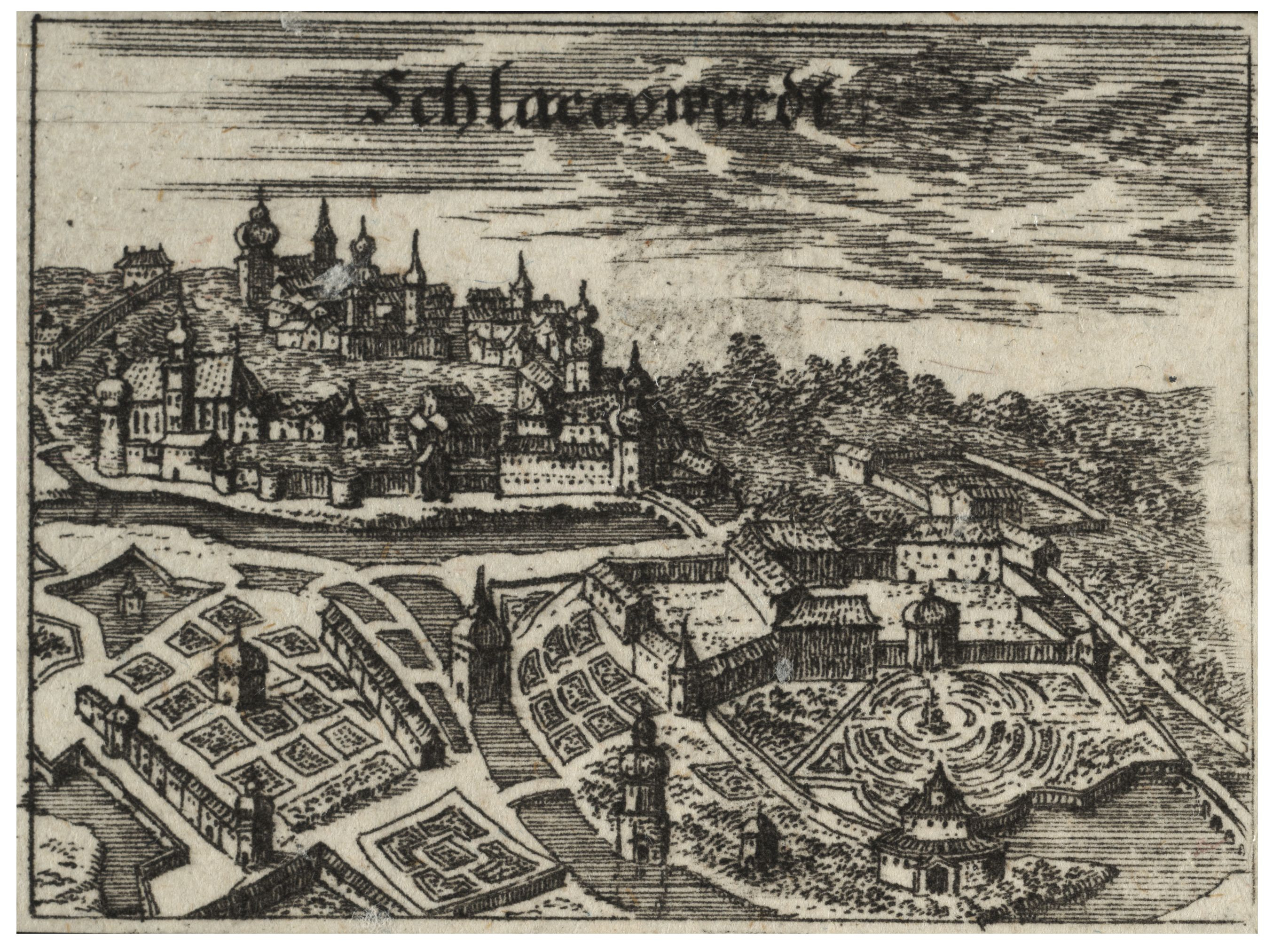
Václav Hollar, zámek Ostrov
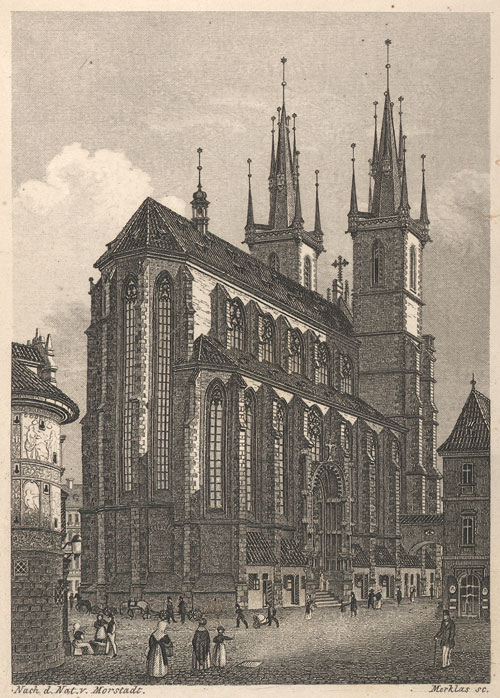
Týnský chrám v roce 1869

## Pozůstatky staveb a zříceniny
Mnohé významné stavby nejstaršího období české architektury dnes již připomínají jen zříceniny a ruiny případně jen základy, které po nich zůstaly. Mezi nejvýznamnější patří:
- základy románské baziliky v Sázavském klášteře, či gotická klenba klášterního kostela sv. Prokopa tamtéž
- zbytky rotundy svatého Víta na Pražském hradě, její základy jsou na místě dnešní pražské katedrály sv. Víta.
- rotunda svatého Václava v Praze (pouze základy pod malostranským profesním domem)

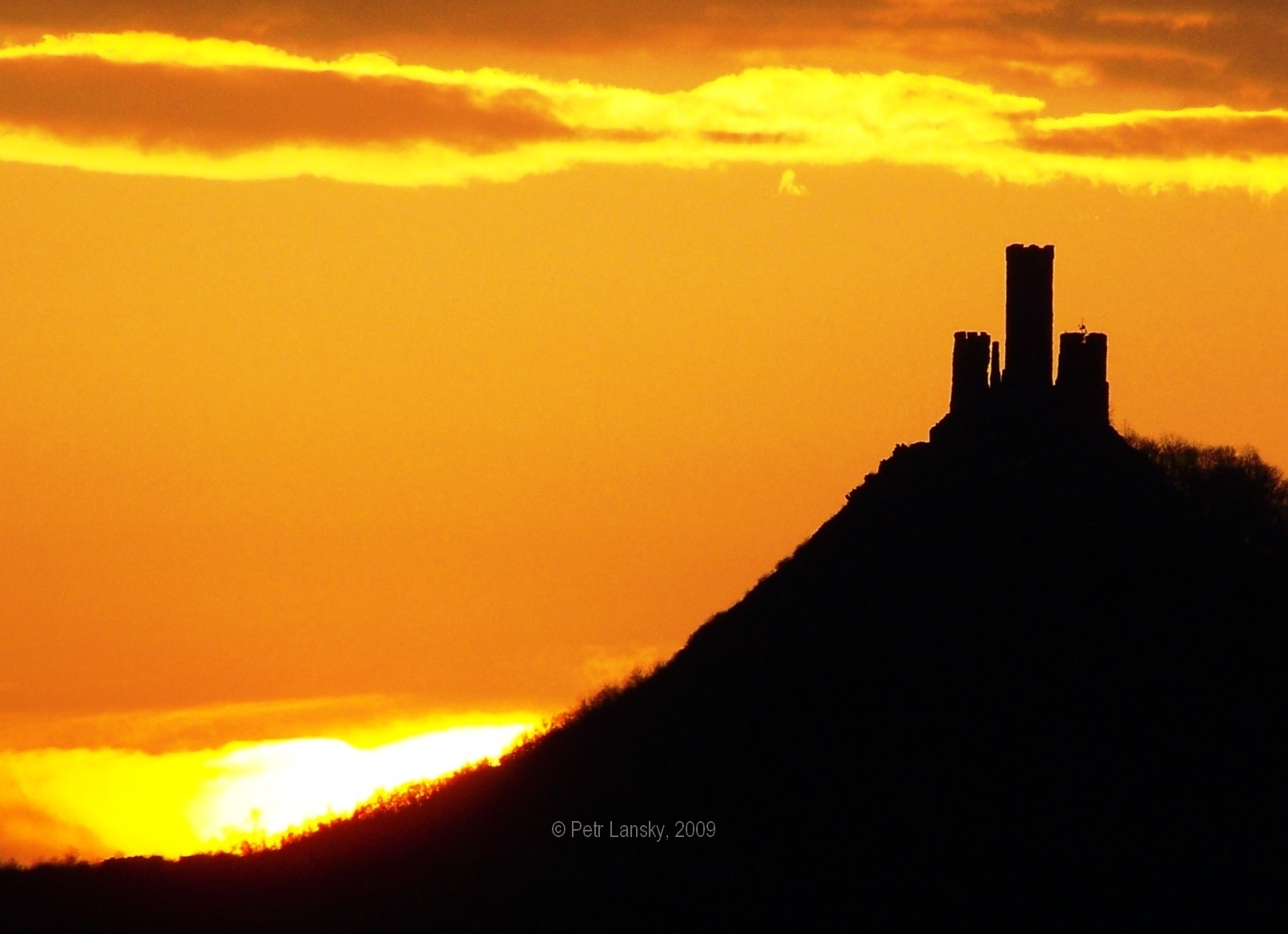
Věže hradu Hazmburka
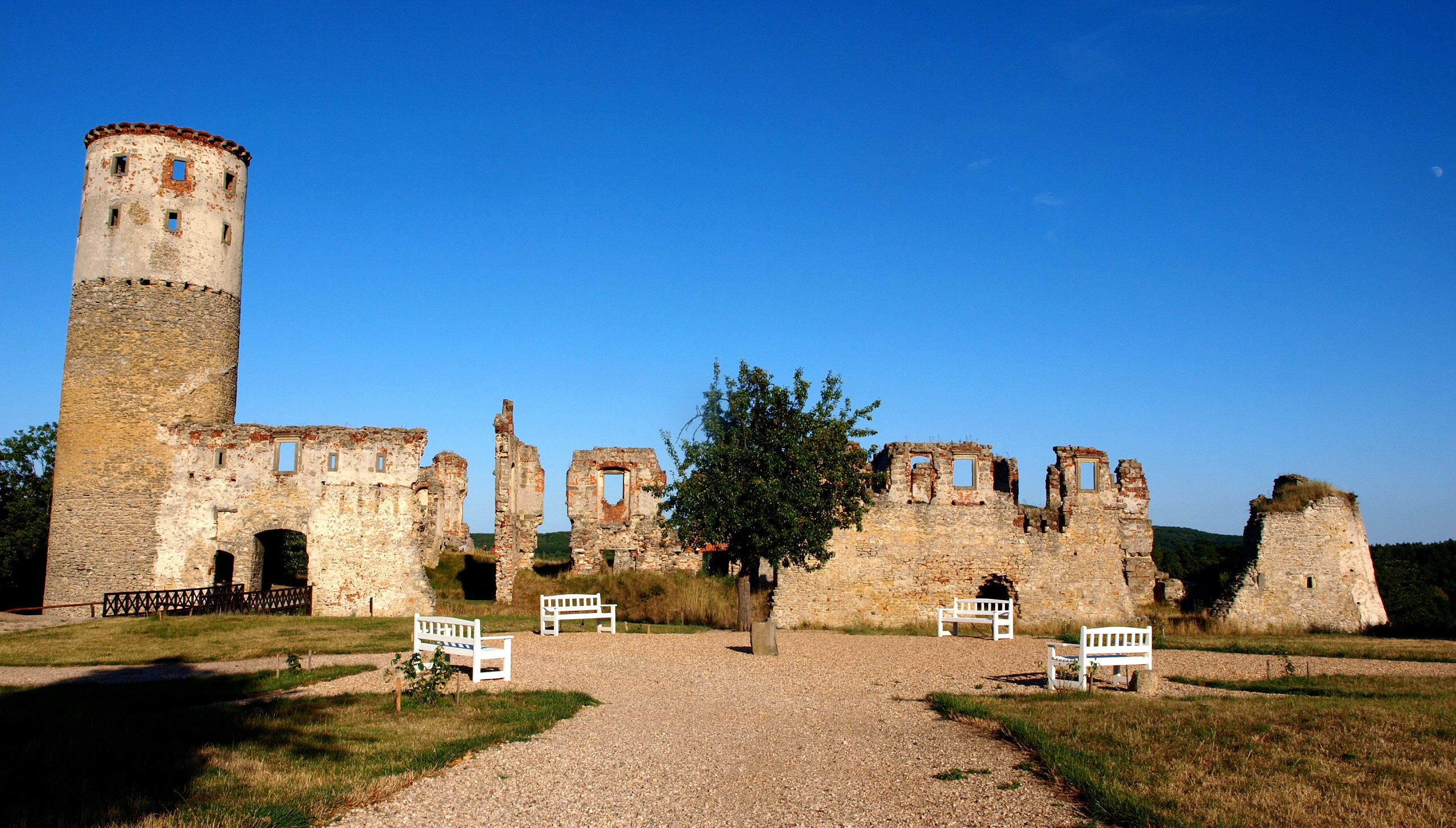
Zbytky hradu Zvířetice
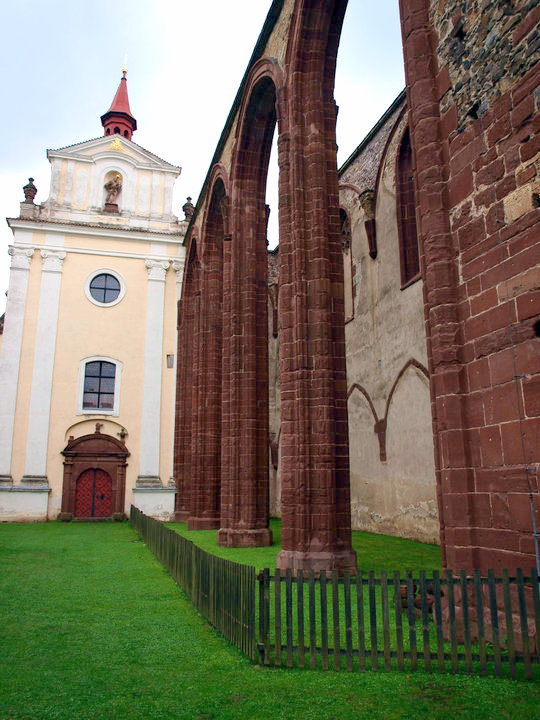
Sázavský klášter, zbytky gotické klenby klášterního kostela sv. Prokopa
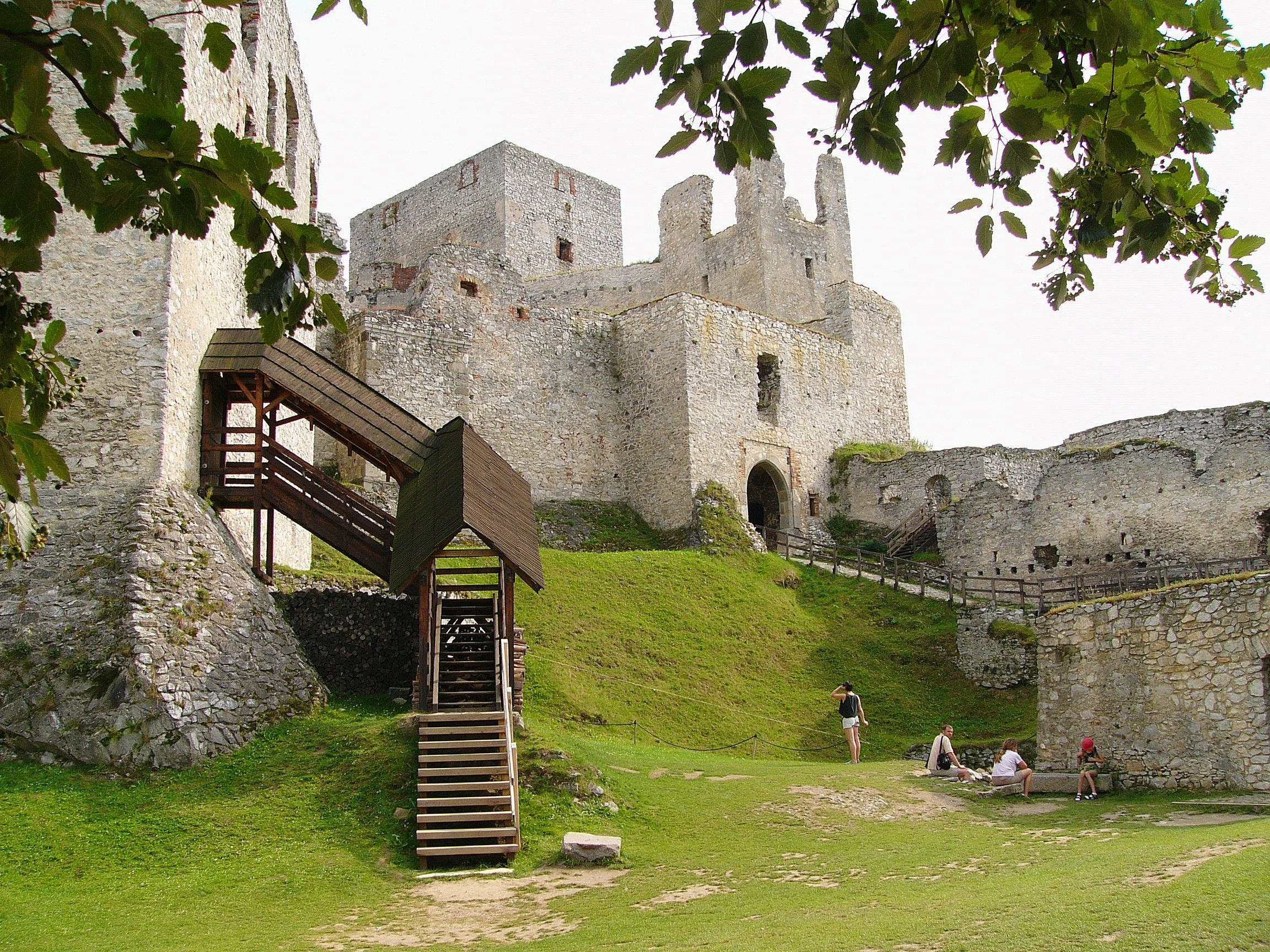
Zbytky hradu Rabí

## Románský sloh

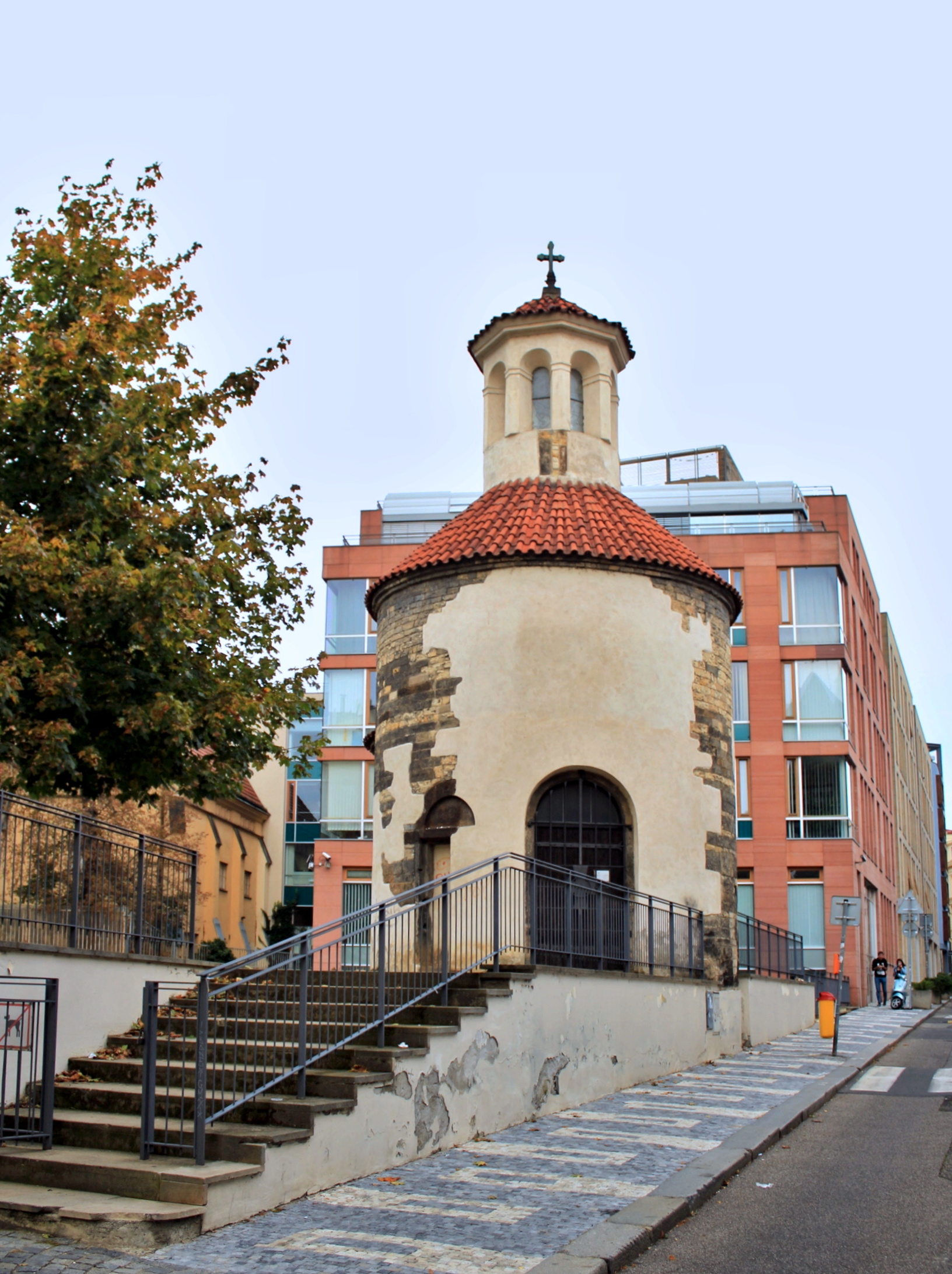
Rotunda svatého Longina nedaleko gotického kostela sv. Štěpána na Novém Městě pražském

Písemná svědectví o přítomnosti osídlení na území Prahy pocházejí ze druhé poloviny 9. století, ačkoli slovanské osídlení zde existovalo již od 6. století. S obdobím panování nejstarších Přemyslovců jsou spojeny některé kostely. Na konci 9. století byl na příkaz knížete Bořivoje založen první kostel zasvěcený Panně Marii. Významná je zpráva о městě Praze od arabsko-židovského kupce Ibrahima ibn Jakúba z poloviny 10. století o „stoletém městě postaveném z kamene a dřeva a s rozvinutým obchodem“, poukazuje na tehdejší dobu bohaté město. To se rozkládalo na území dnešního Starého Města.
Mezi další přemyslovské kostely patří kostely sv. Klimenta na Levém Hradci, Panny Marie v Praze a nejstarší dosud stojící česká stavba, rotunda sv. Petra a Pavla na Budči, kterou nechal roku 895 vybudovat kníže Spytihněv I. O málo mladší byly bazilika sv. Jiří a rotunda sv. Víta na Pražském hradě. Kostely na hradištích hradské soustavy budované Boleslavem I. dokládá zachovalá rotunda sv. Petra ve Staré Plzni. Kamenný otonský kostel postavili také Slavníkovci na svém hradišti v Libici, zbořen byl již v roce 995 při jejich vyvraždění.
V roce 973 bylo založeno pražské biskupství, při kterém vznikla rotunda svatého Víta, knížecí palác a sídlo biskupa, bazilika svatého Jiří s klášterem benediktinek, zatím ještě z kamene a ze dřeva.
Po roce 1061 novým střediskem městského života stal Vyšehrad, kde se roku 1067 usídlil také český panovník, první král Vratislav II. a nechal zde postavit rotunda svatého Martina, která se dochovala dodnes.
Ve 12. století proběhla výstavba nových opevněných zdí s věžemi na Pražském hradě, která byla dokončena na konci století. Na křižovatce cest v údolí pod hradem vzniklo tržiště a velké náměstí. Na Malé Straně se usídlila židovská komunita, o jejíž nejstarší synagoze se ve své kronice roku 1124 zmiňuje Kosmas.
Také na pravém břehu řeky se postupně utvořilo obchodně-finanční centrum – Týn, dvůr chráněný zdmi a příkopem. Z obchodnického osídlení pod hradem se postupně stalo středověké město, kde zemědělské hospodaření bylo zcela nahrazeno řemesly, obchodními a finančními transakcemi. Vesnice a sídla na obou březích Vltavy pak spojil nejprve dřevěný most, který však poničily povodně. Kolem roku 1165 byl starý dřevěný most nahrazen kamenným mostem královny Judity.
Stavby románského období v českých zemích (přibližně z let 1100-1250) se vyznačují určitou „opatrností“ stavitelů: mohutnými, až několik metrů silnými zdmi, jsou obvykle vystavěné z kamenných bloků bez malty zpevněných kovovými sponami, s malými zdvojenými okny. Fasádu mívaly prostou a neomítnutou, vstupní portály jsou zaoblené, v tympanech hrubě tesané plastiky obvykle s biblickou tematikou. Klenba je ještě prostá okrouhlá, bez žebrování a lomení.
V Česku je románský sloh zastoupen nejhojněji v podobě rotund. Mezi zachovalými románskými budovami jsou:
- rotunda svaté Kateřiny ve Znojmě
- rotunda svatého Martina na Vyšehradě z konce 11. století,
- rotunda svatého Longina na Novém Městě pražském
- rotunda svatého Kříže na Starém Městě pražském, obě z počátku 12. století.
- Rotunda svatého Jiří na Řípu
- Strahovský klášter
- Bazilika svatého Jiří
- zbytky rotundy svatého Víta na Pražském hradě, její základy jsou na místě dnešní pražské katedrály sv. Víta.
- rotunda svatého Václava v Praze (pouze základy pod malostranským profesním domem)

Mezi nejodvážnější románské stavby v českých zemích patří kostel Nanebevzetí Panny Marie v Tismicích či pozdně románská bazilika svatého Prokopa v Třebíči (UNESCO), či bazilika sv. Jiří na Pražském hradě ad.

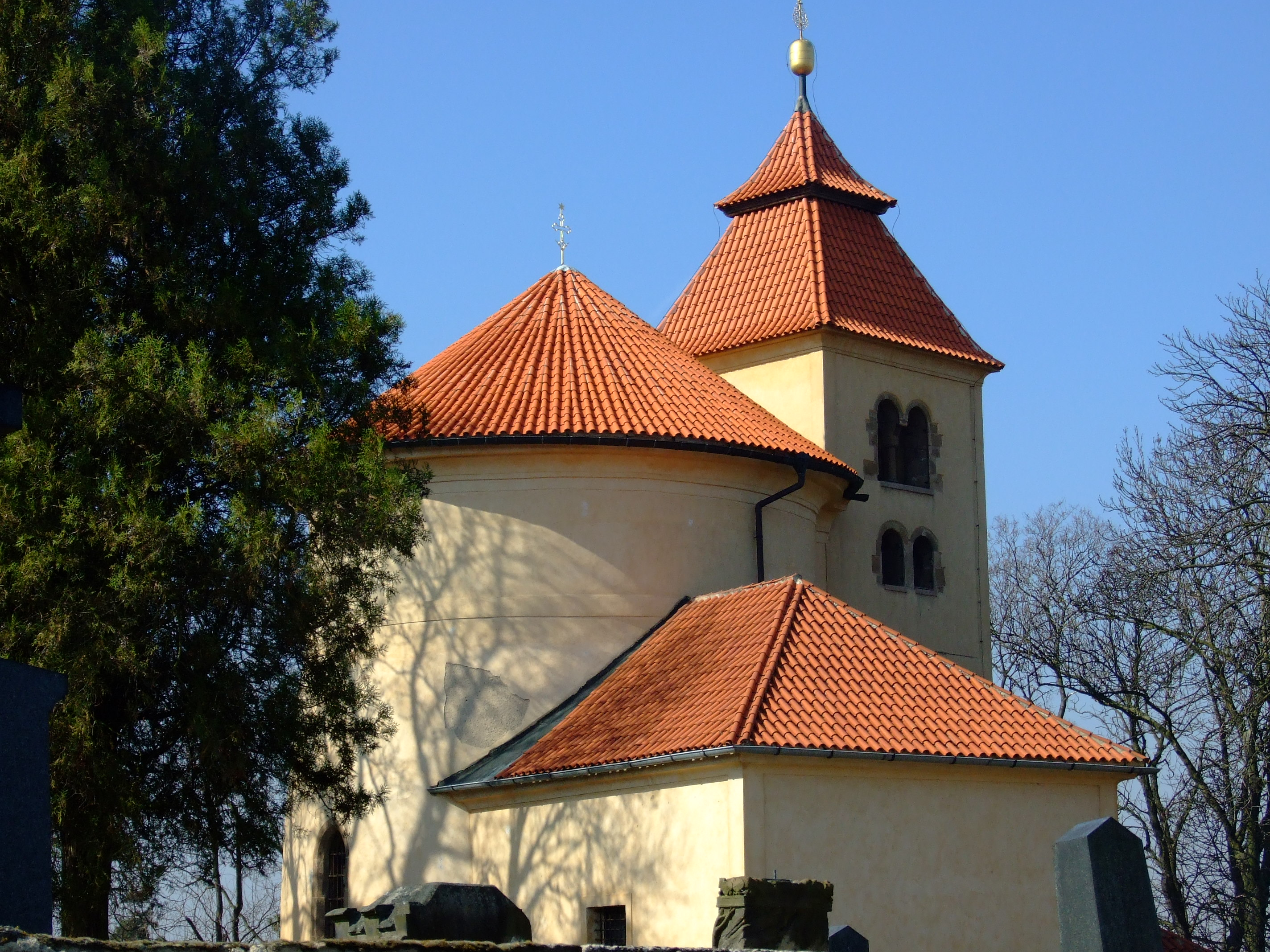
Rotunda sv. Petra a Pavla knížete Spytihněva I. na Budči z roku 895 je nejstarší dochovaná a dosud funkční stavba na českém území
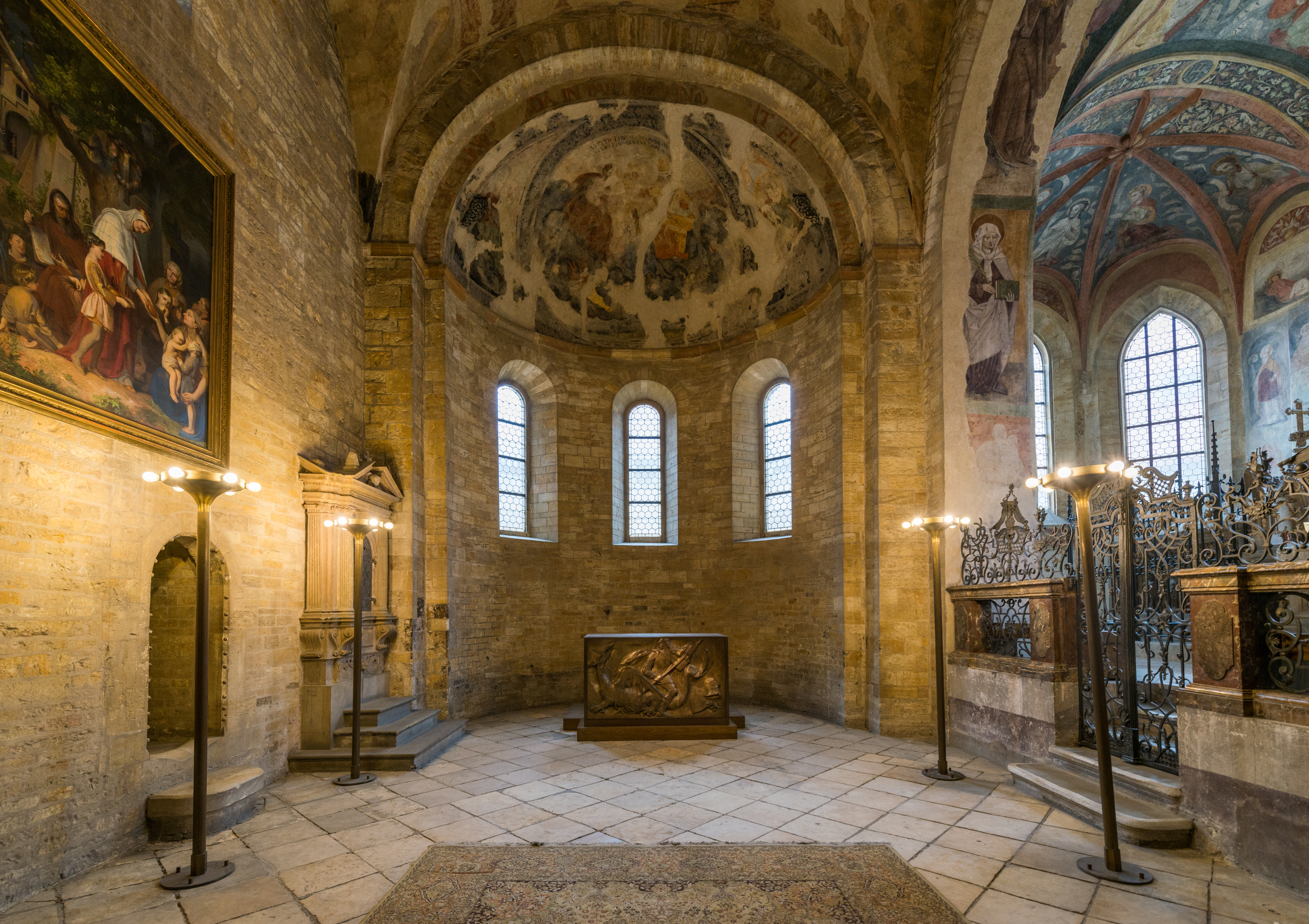
Interiér románské baziliky sv. Jiří na Pražském hradě
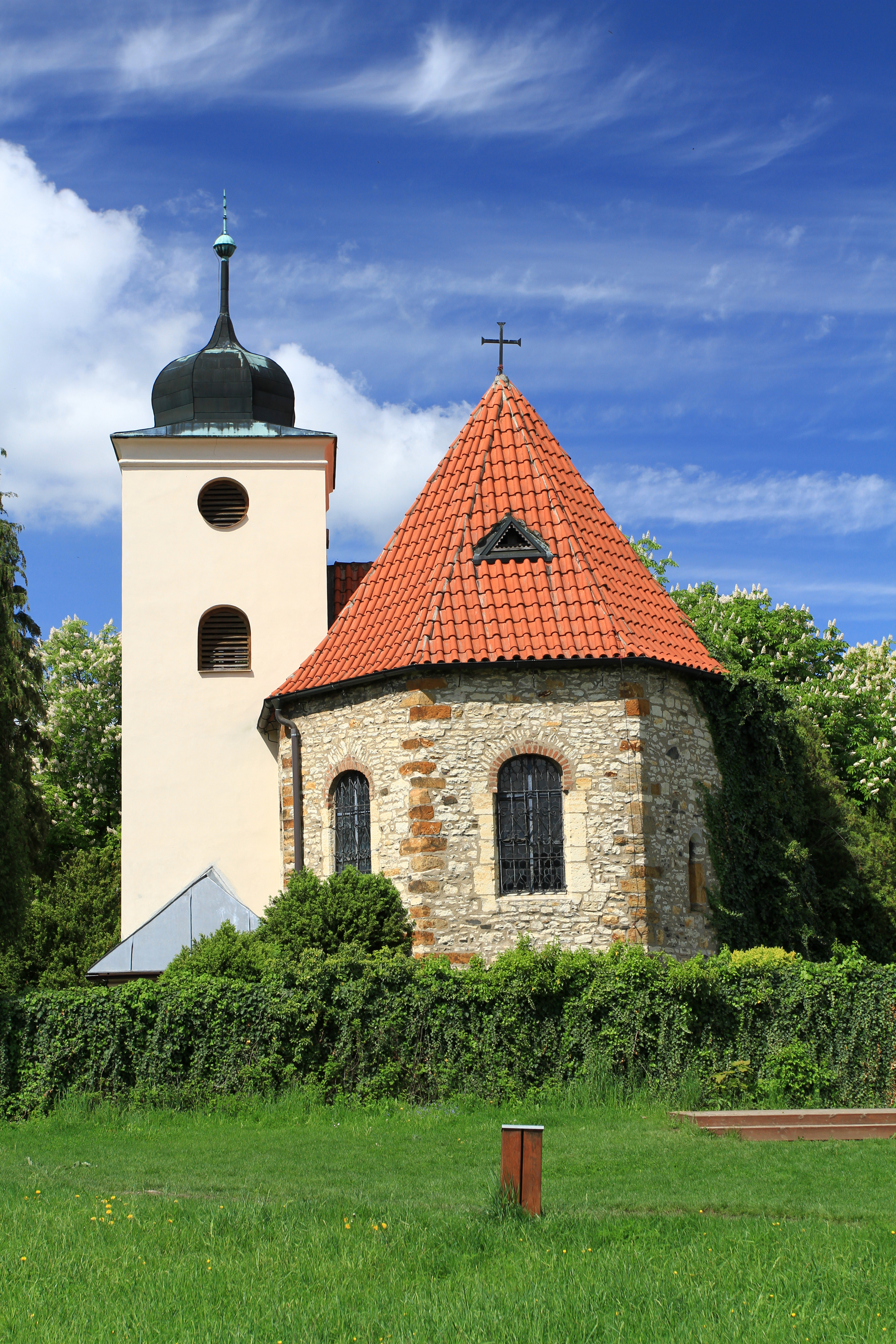
Kostely sv. Klimenta na Levém Hradci
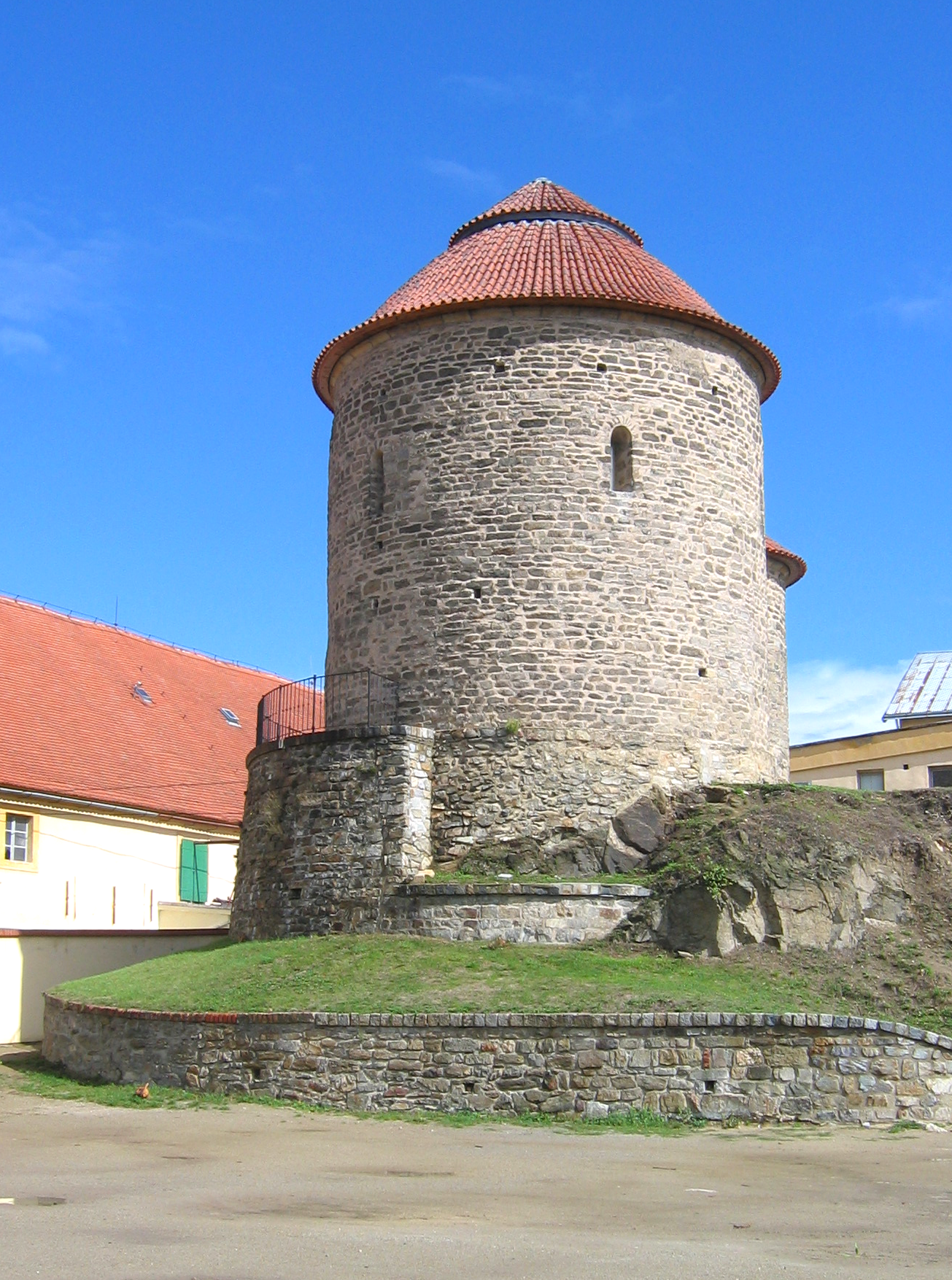
Rotunda svaté Kateřiny v areálu přemyslovského hradu ve Znojmě
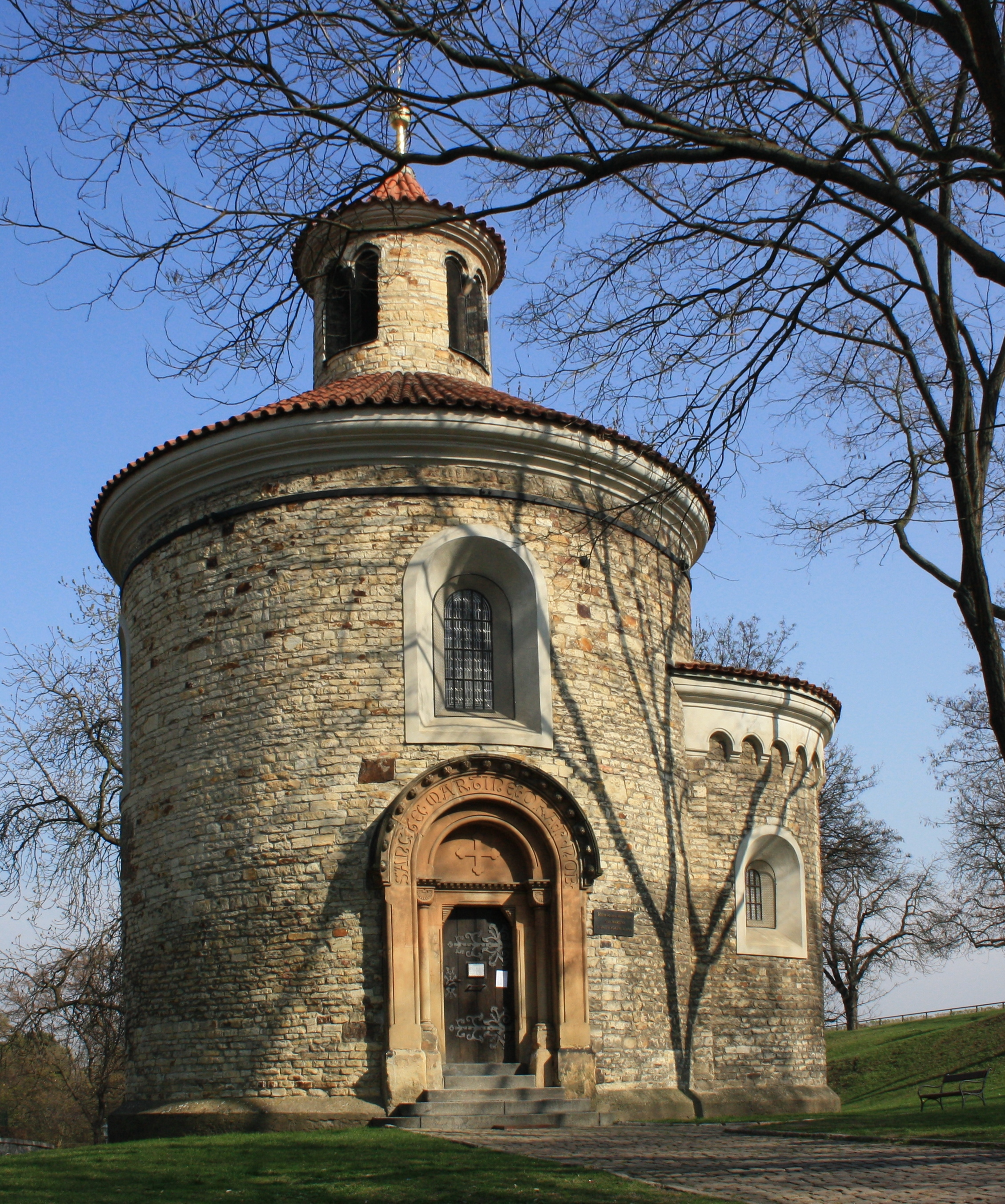
Rotunda svatého Martina na Vyšehradě
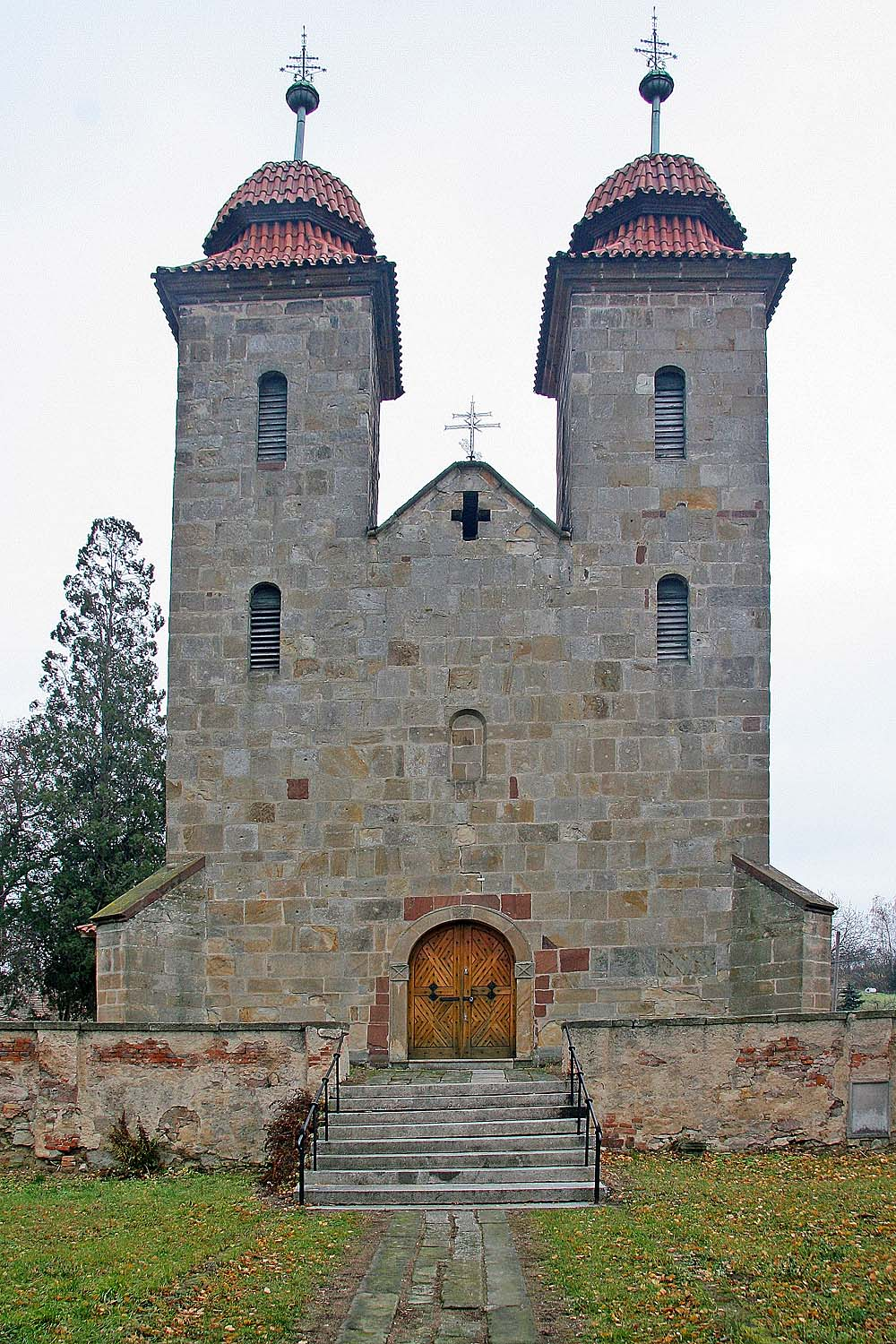
Kostel Nanebevzetí Panny Marie v Tismicích
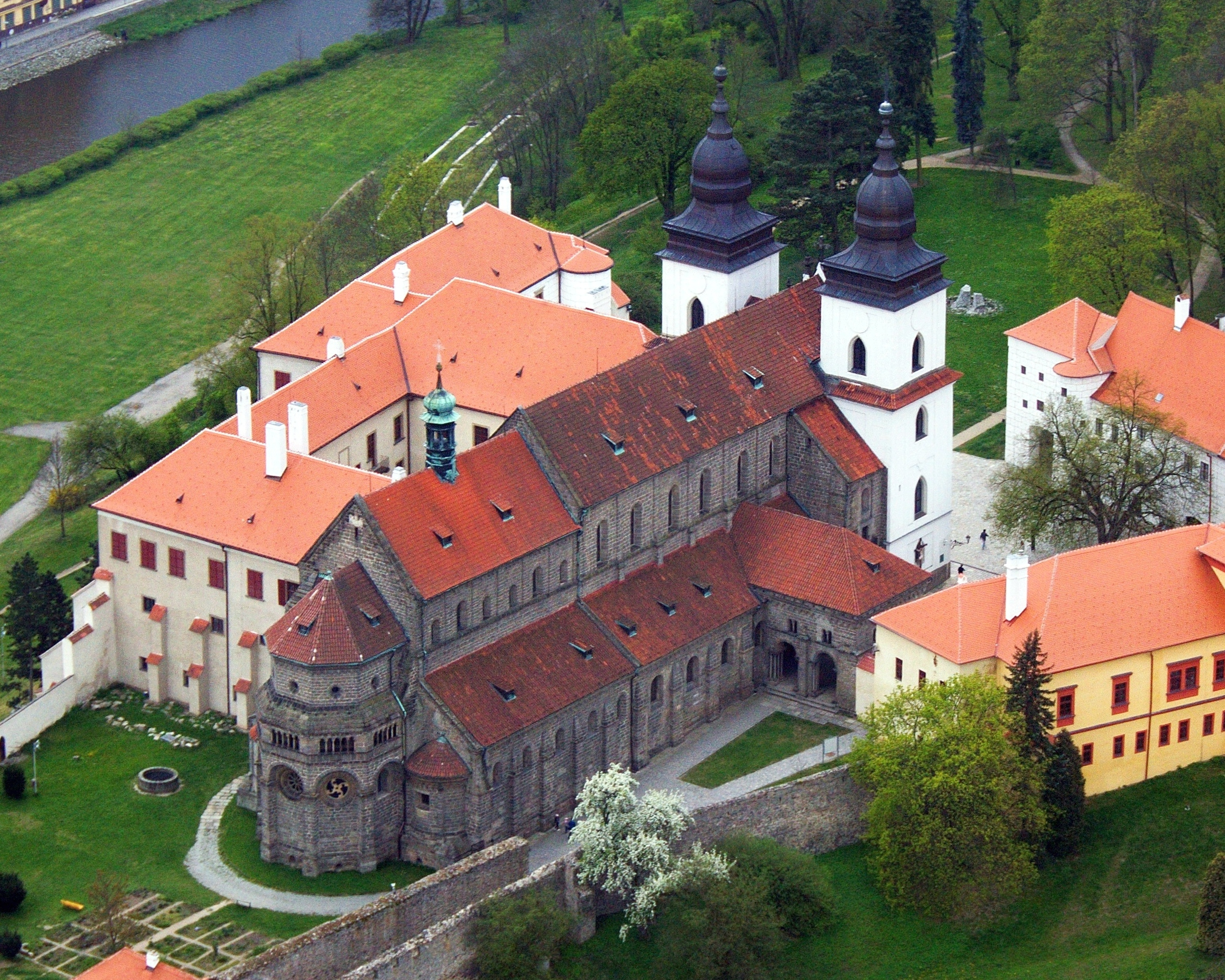
Románsko-gotická bazilika svatého Prokopa v Třebíči

## Gotika

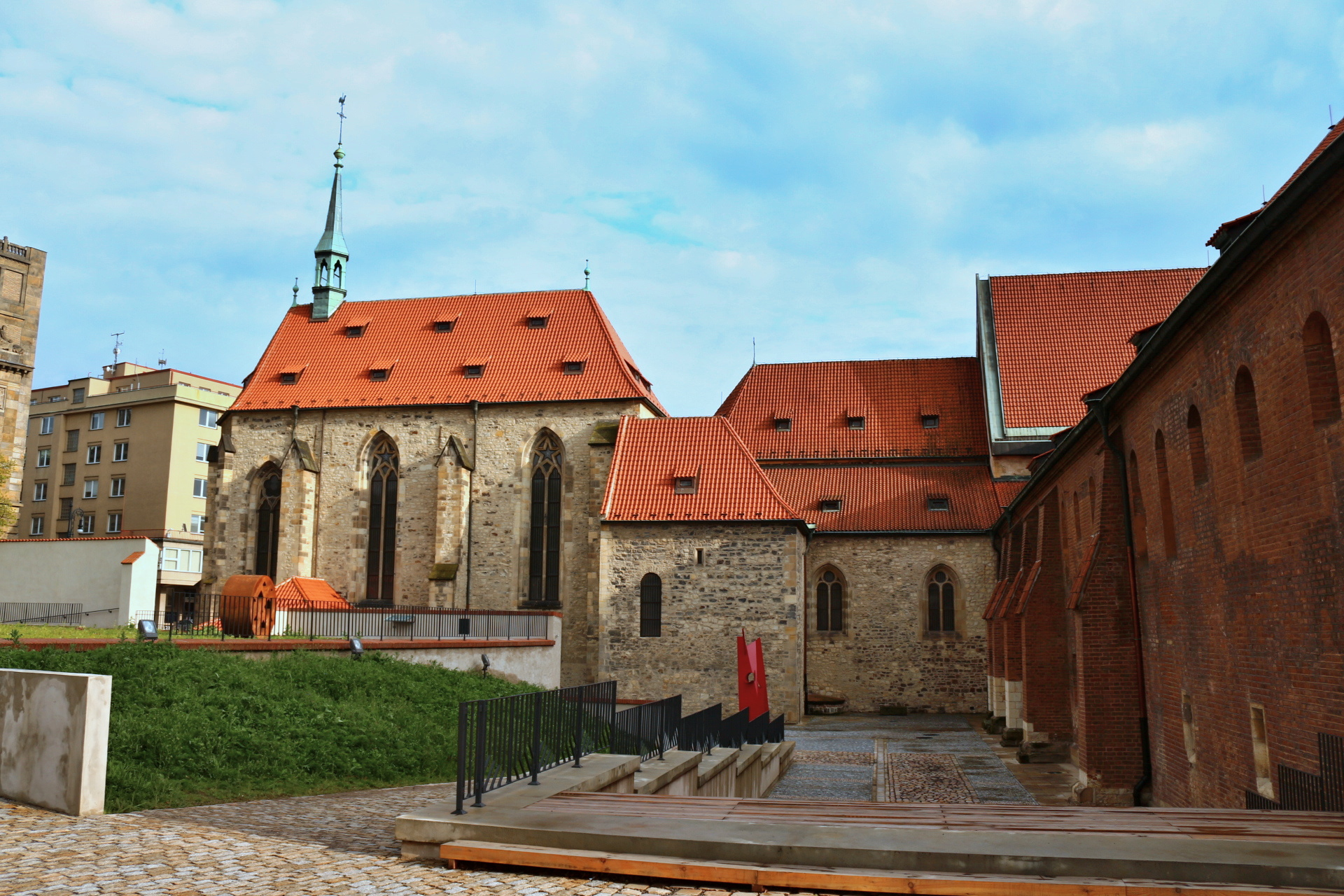
Kostel sv. Salvátora a sv. Františka v Anežském klášteře, nejstarší exempláře gotické architektury na českém území

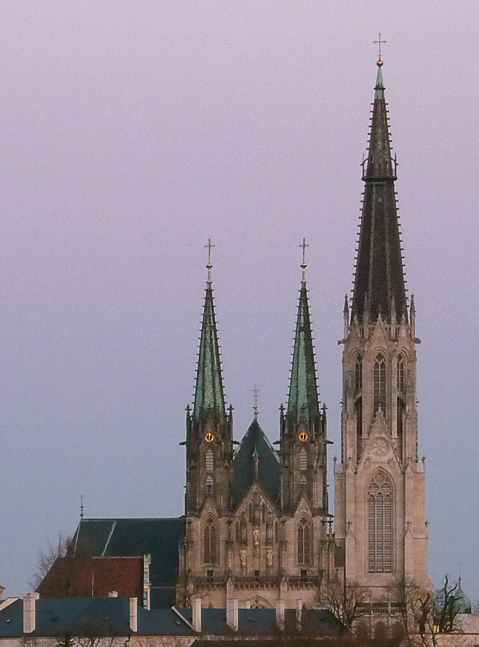
Katedrála svatého Václava v Olomouci

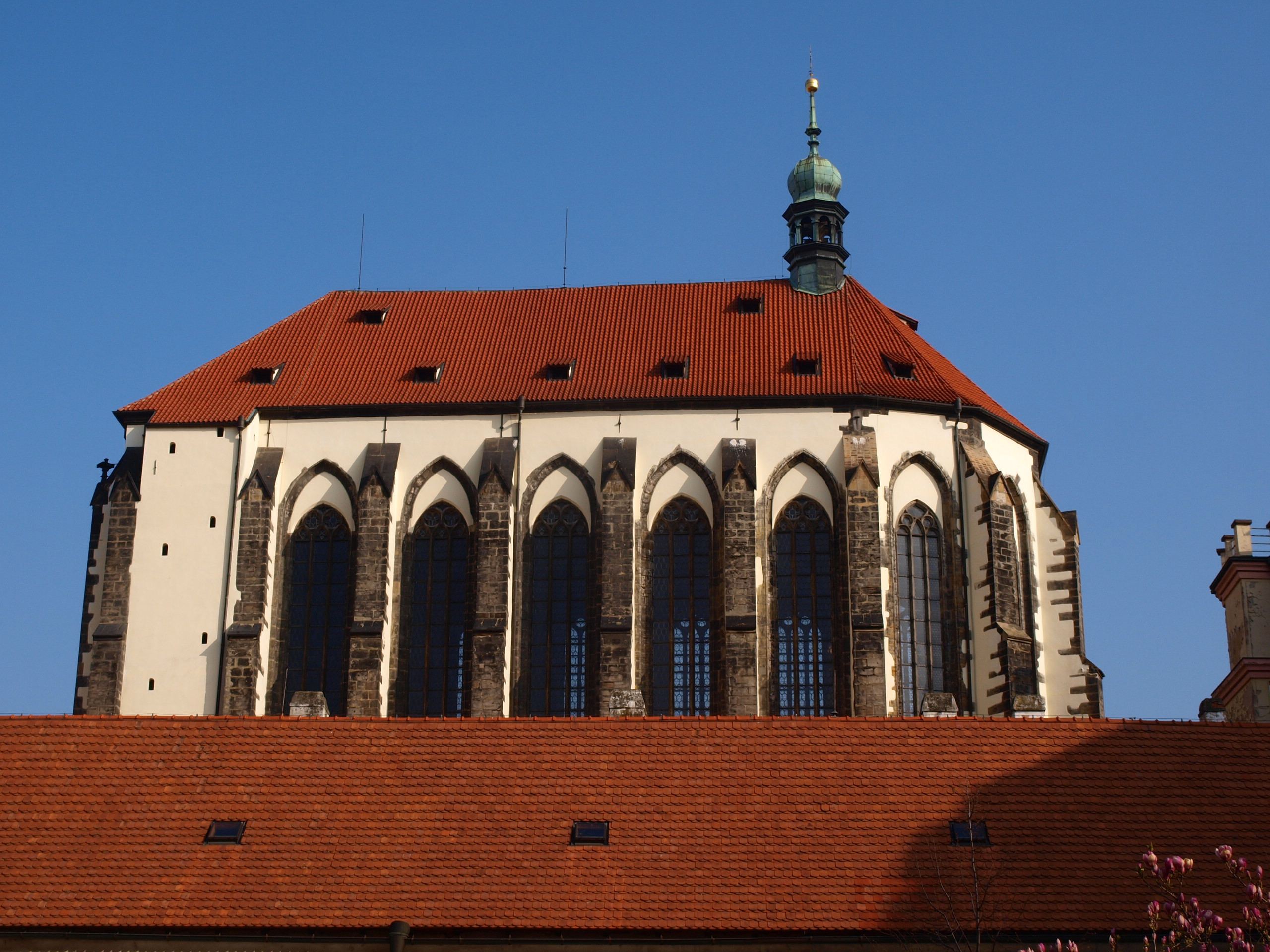
Gotická klenba kostela Panny Marie Sněžné v Praze s barokní věžičkou

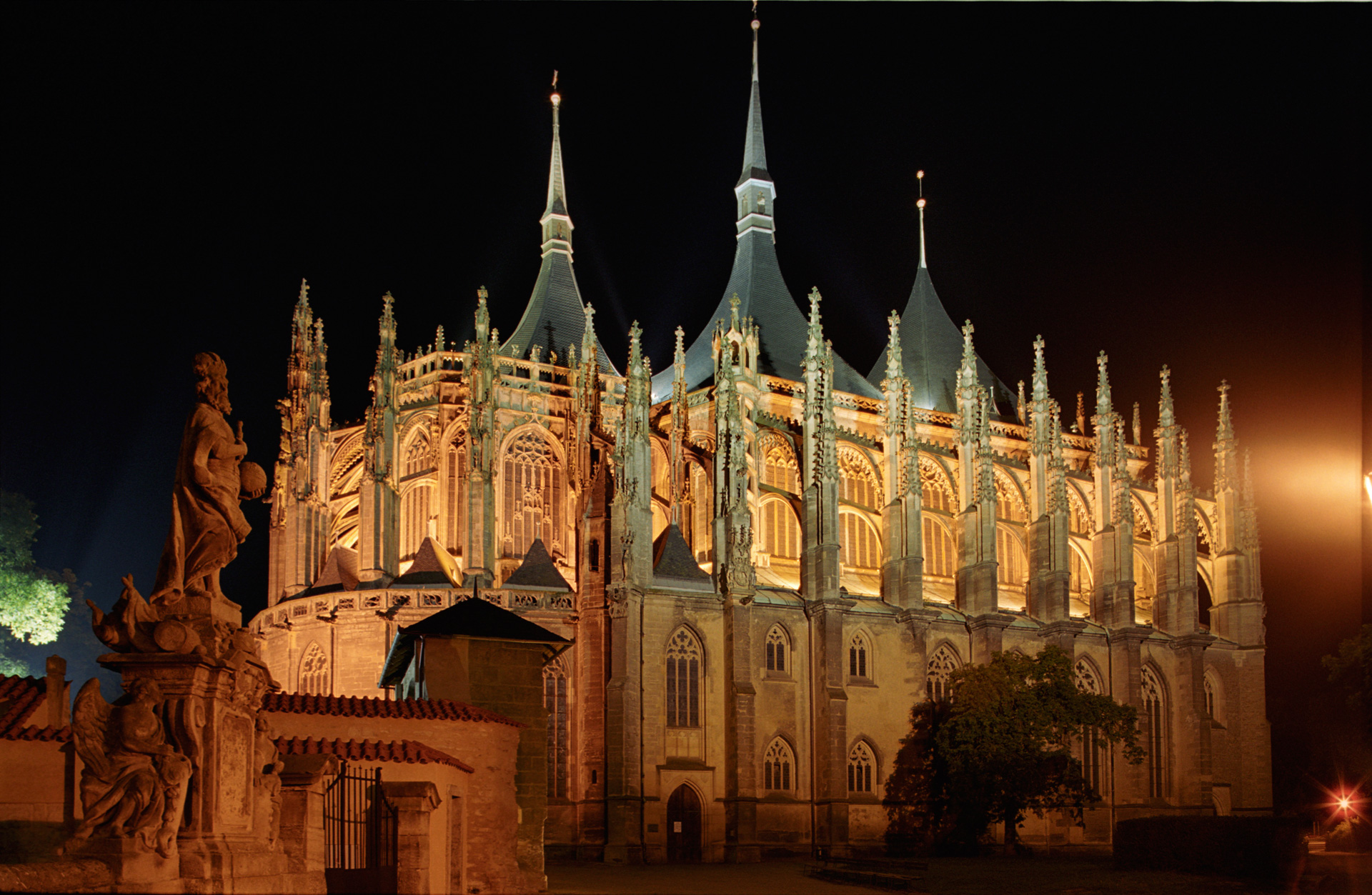
Chrám svaté Barbory v Kutné Hoře, ukázka mistrovského díla vrcholné gotiky v Českých zemích

V období gotiky (ve 13.–14. a částečně také v 15. století) se České království svým významem zařadilo mezi nejdůležitější země Evropy. I přes svou formální podřízenost Svaté říši římské mělo značnou samostatnost. Český král byl nejmocnějším z kurfiřtů, a pokud nebyl sám zároveň císařem (Karel IV. a Zikmund Lucemburský) nebo aspoň německým králem (Václav IV.), tak zastával funkci nejvyššího říšského číšníka. V zemi se aktivně rozvíjely obchod a řemesla, rozkvétaly městský život a kultura a společně s nimi také architektura.
Stavitelé si rychle osvojili nové architektonické ideje přicházející ze západních zemí Evropy (Francie, Německo). Zranitelné, zvláště požárům téměř bez obrany vystavené dřevěné budovy, byly nahrazovány kamennými stavbami, což umožnilo jejich zachování po celá další staletí. Gotické chrámy se staly výraznými dominantami mnoha českých, moravských a slezských měst. Kolem nich byly stavěny radnice anebo významné měšťanské domy s gotickými ochozy v patře, což se stalo charakteristickým prvkem mnoha měst tohoto období v Českých zemích.
Gotické chrámy v současném Česku jsou často sálového typu, kdy centrální loď je stejně vysoká nebo vyšší než postranní lodi. Transept se nerozvíjel, neboť prakticky nebyl využíván. Obvodové zdi jsou silné, mohutné, bez dalších opor, podobně jako ve francouzských chrámech. Výška hrála významnou roli v prostorové orientaci. Úzká vysoká okna byla zdobena vitrážemi. Postupně však docházelo k výraznému zpomalení výstavby z důvodu složitosti stavebních postupů a také probíhající války měly neblahý vliv a velké chrámy tak často zůstávaly nedokončené. Takový osud potkal například velkolepý chrám svatého Víta v Praze. Ten byl dokončen teprve na přelomu 19. a 20. století za použití parléřovského stylu a tzv. barokní gotiky. Právě gotické chrámy však v mnoha případech patří mezi největší chrámy v Českých zemích.

### Raná gotika
Architektura jako projev kulturního rozvoje se začala v českých zemích prudce rozvíjet za panování pěti posledních přemyslovských králů (1197–1306), a to ve slohu nazývaném raná gotika. Z roku 1233 byl v tomto stylu postaven Anežský klášter v Praze, později staronová synagoga v Praze (druhá nejstarší stále fungující synagoga v Evropě), baziliky v Kouřimi, Kolíně, Písku, Jindřichově Hradci, hrady Zvíkov či Bezděz, roku 1263 klášter Zlatá Koruna, most v Roudnici nad Labem, později řada pražských staveb: kostel sv. Jakuba, klášter sv. Anny, kostel sv. Jiljí.
Z této doby pochází také nejstarší dochovaný most v Česku, Kamenný most v Písku přes řeku Otavu.

### Vrcholná gotika
Gotická architektura v českých zemích vrcholila za panování českého krále a římského císaře Karla IV., jenž ze své rodné Prahy učinil hlavní město Svaté říše římské. Nechal zde postavit ve vrcholně gotickém slohu Karlův most a byla zahájena velkorysá výstavba katedrály sv. Víta, s pomocí architekta Petra Parléře a jeho syna Jana Parléře. Císař Karel rovněž nechal zhotovit nové korunovační klenoty a pověřil francouzského architekta Matyáše z Arrasu, aby ve středních Čechách nad Berounkou vystavěl hrad Karlštejn, kde měly být české klenoty přechovávány společně s korunovačními klenoty Svaté říše. Ke Karlovým dalším významným počinům patřilo založení Nového Města pražského s františkánským klášterem při chrámu Panny Marie Sněžné, či klášterem svatého Karla Velikého na pražském Karlově.
Zajímavostí je numerologická, či geometrická symbolika či dokonce mystika obsažené v mnoha jeho stavebních počinech. Například pět pražských kostelů tvoří pravidelný symbol kříže (v centru kříže stojí kostel sv. Apolináře a ramena tvoří kostely sv. Kateřiny, kostel Panny Marie na Slupi, Panny Marie v klášteře Na Slovanech), či datum a hodina zahájení výstavby Kamenného (Karlova) mostu 1357. Astronom Zdeněk Horský (1929–1988) vytvořil spekulativní hypotézu o datu 9. července 1357, v 5 hodin a 31 minut. Bylo to prý z toho důvodu, že datum odpovídá sledu lichých čísel od jedné do devíti a zpět, tedy 1-3-5-7-9-7-5-3-1.
V neposlední řadě je třeba také připomenout založení Pražské univerzity v roce 1348, první ve Střední Evropě, čímž nesmírně přispěl k rozvoji vzdělanosti v Českém království s přesahem do okolních zemí.
Dalšího vrcholu dosáhla gotika v éře vlády Jagellonců (zde se někdy hovoří o vladislavské či jagellonské gotice), když král Vladislav Jagellonský zahájil velkolepou přestavbu Pražského hradu a povolal ze Saska stavitele Benedikta Rejta. Mezi jeho nejvýznamnější počiny v Čechách patří Vladislavský sál s prvními náznaky renesanční architektury a chrám svaté Barbory v Kutné Hoře, na jehož výstavbě se podílel další známý stavitel Matěj Rejsek, autor pražské Prašné brány. Antonín Pilgram v té době zanechal otisky pozdní gotiky v Brně.
Mezi nejvýznamnější gotické stavby v Česku patří:
- Katedrála svatého Víta, Václava a Vojtěcha, Praha
- Katedrála svatého Václava, Olomouc
- Kostel Nanebevzetí Panny Marie a svatého Jana Křtitele, Sedlec u Kutné Hory
- Kostel Nanebevzetí Panny Marie, svatého Wolfganga a svatého Benedikta, Kladrubský klášter
- Katedrála svatého Bartoloměje, Plzeň, s nejvyšší kostelní věží v Česku
- Kostel svatého Mikuláše, Znojmo
- Kostel svatých Petra a Pavla, Mělník

Vrcholem pozdní gotiky v Čechách je chrám svaté Barbory v Kutné Hoře.

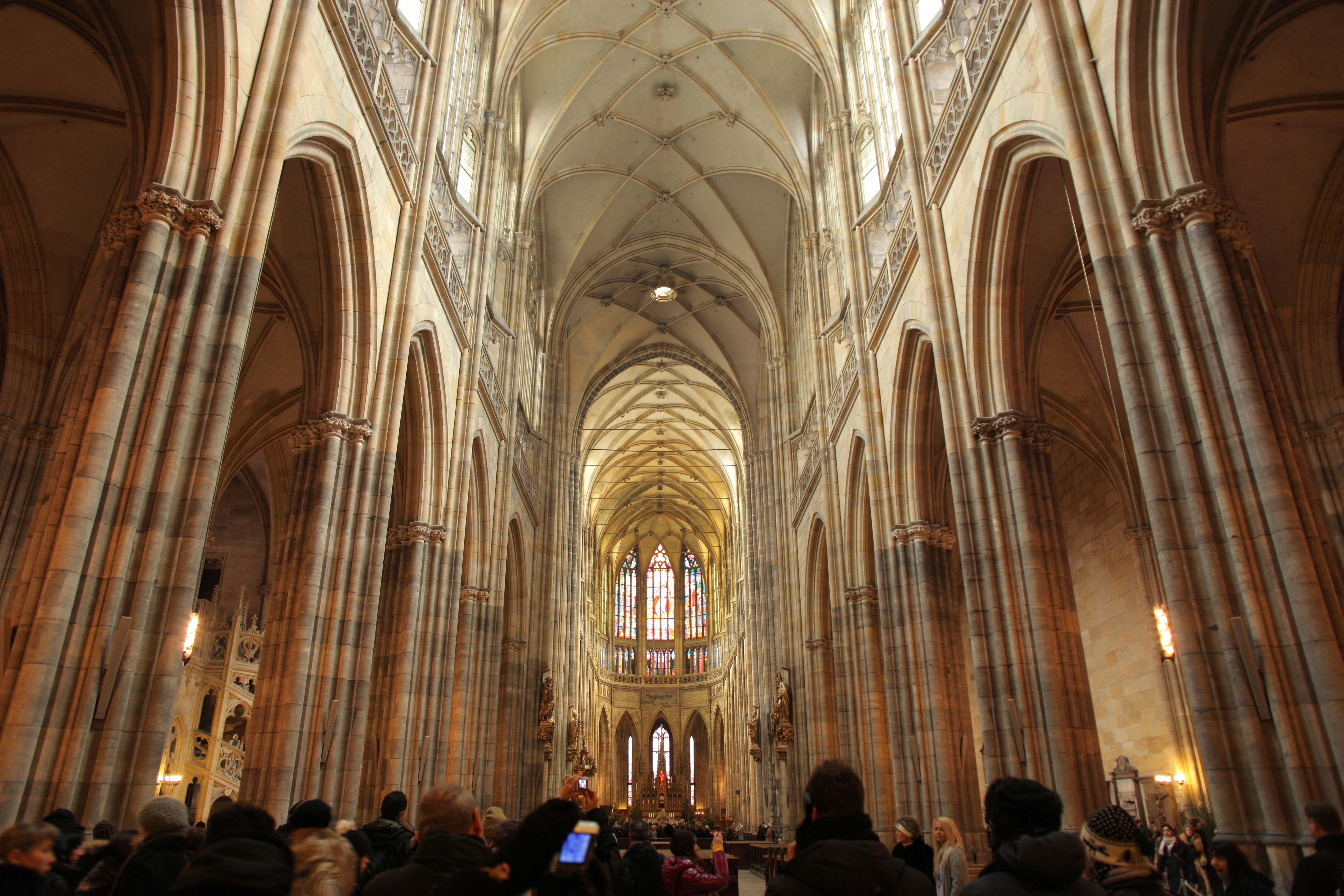
Gotická klenba, katedrála svatého Víta, Václava a Vojtěcha v Praze
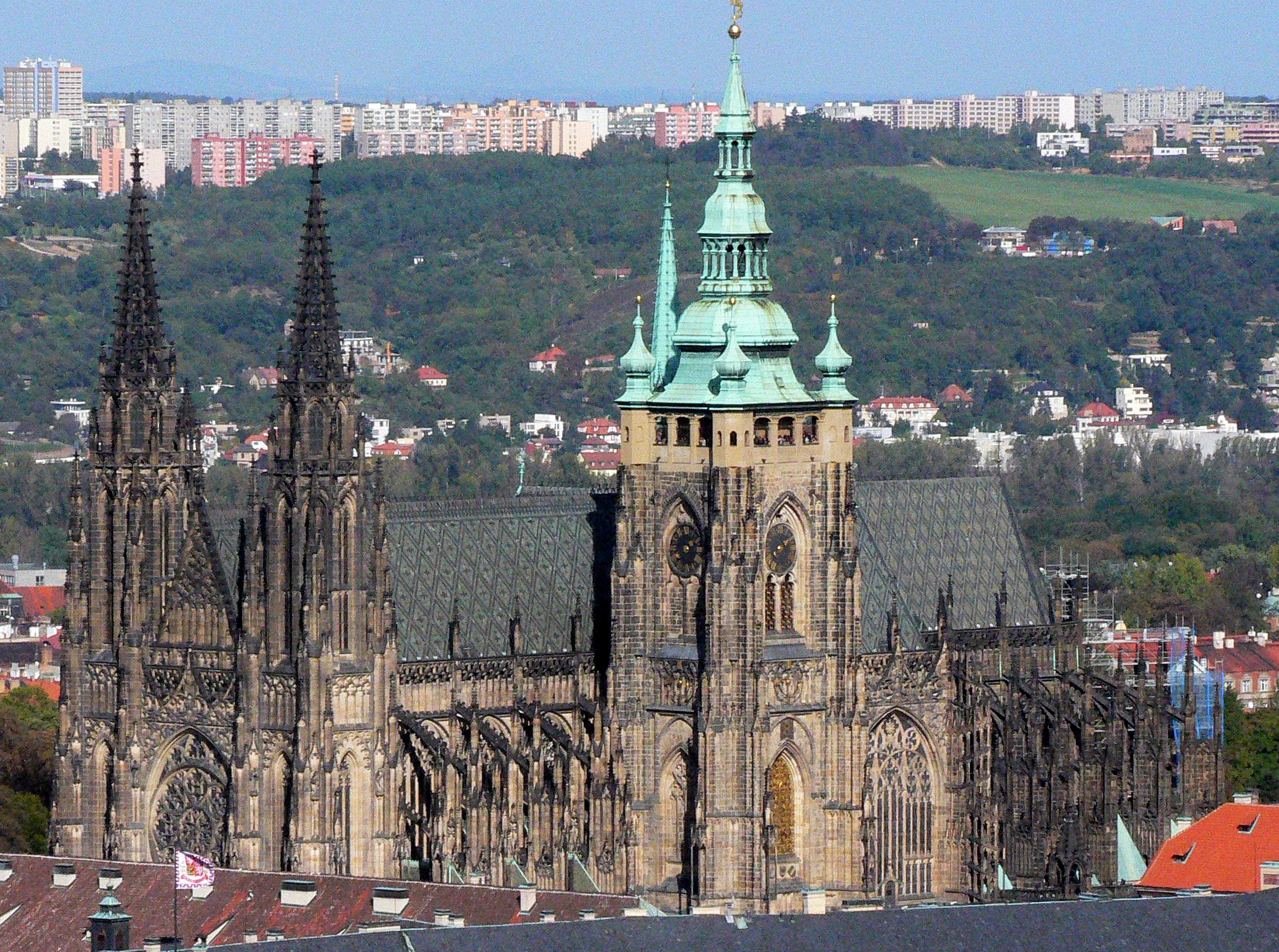
Katedrála svatého Víta, Václava a Vojtěcha na území Pražského hradu
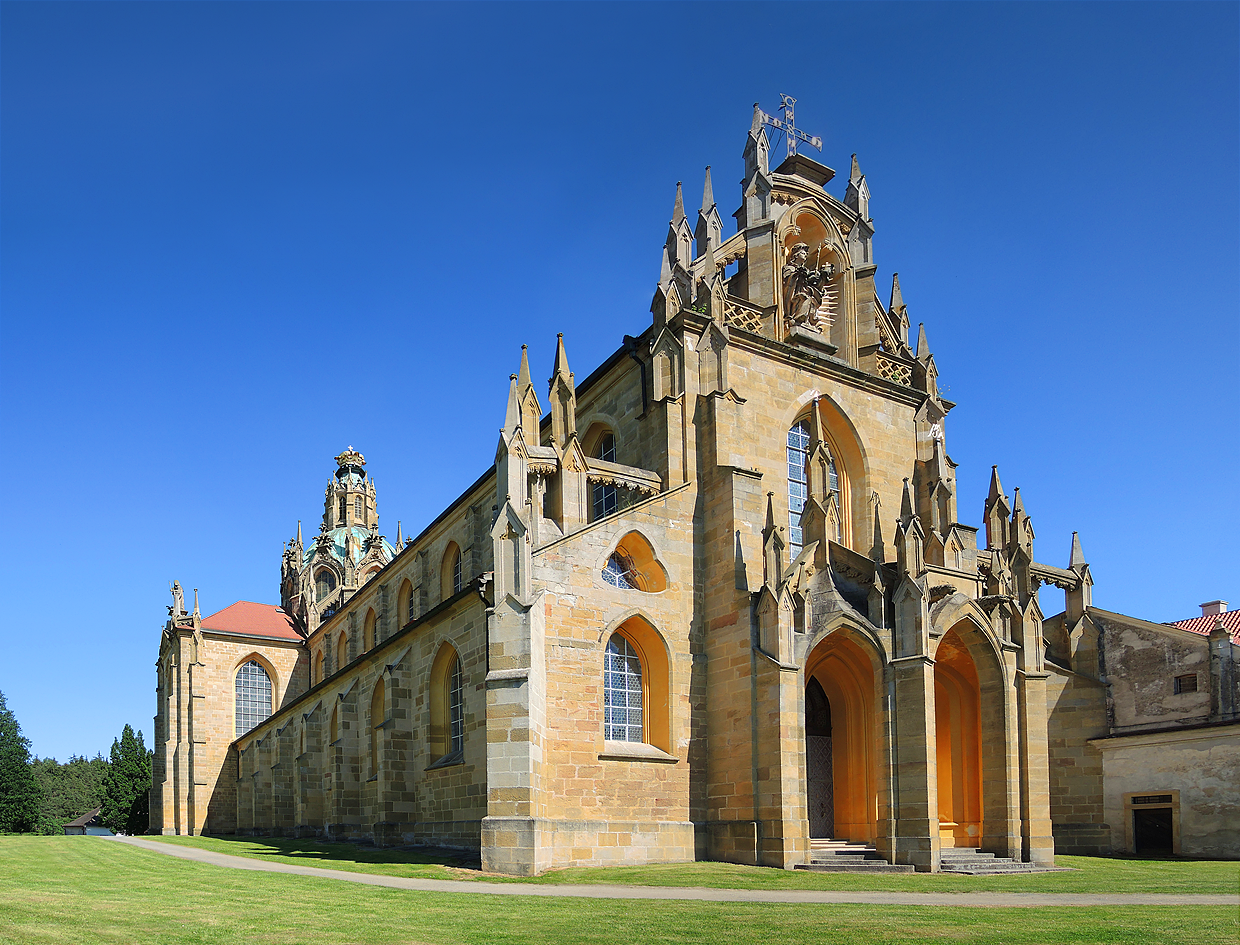
Kostel Nanebevzetí Panny Marie, svatého Wolfganga a svatého Benedikta, Kladrubský klášter
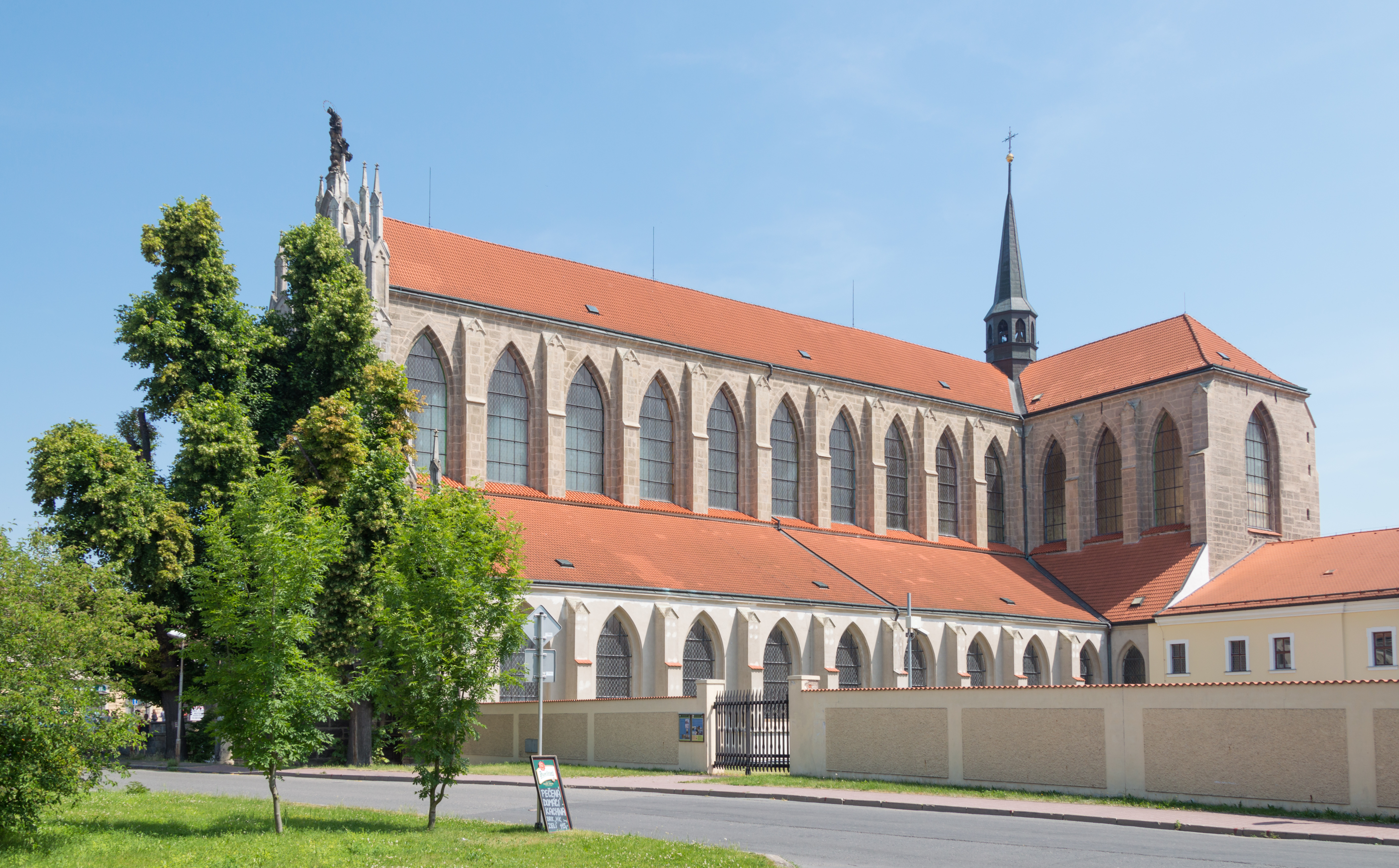
Kostel Nanebevzetí Panny Marie a svatého Jana Křtitele, Sedlec u Kutné Hory
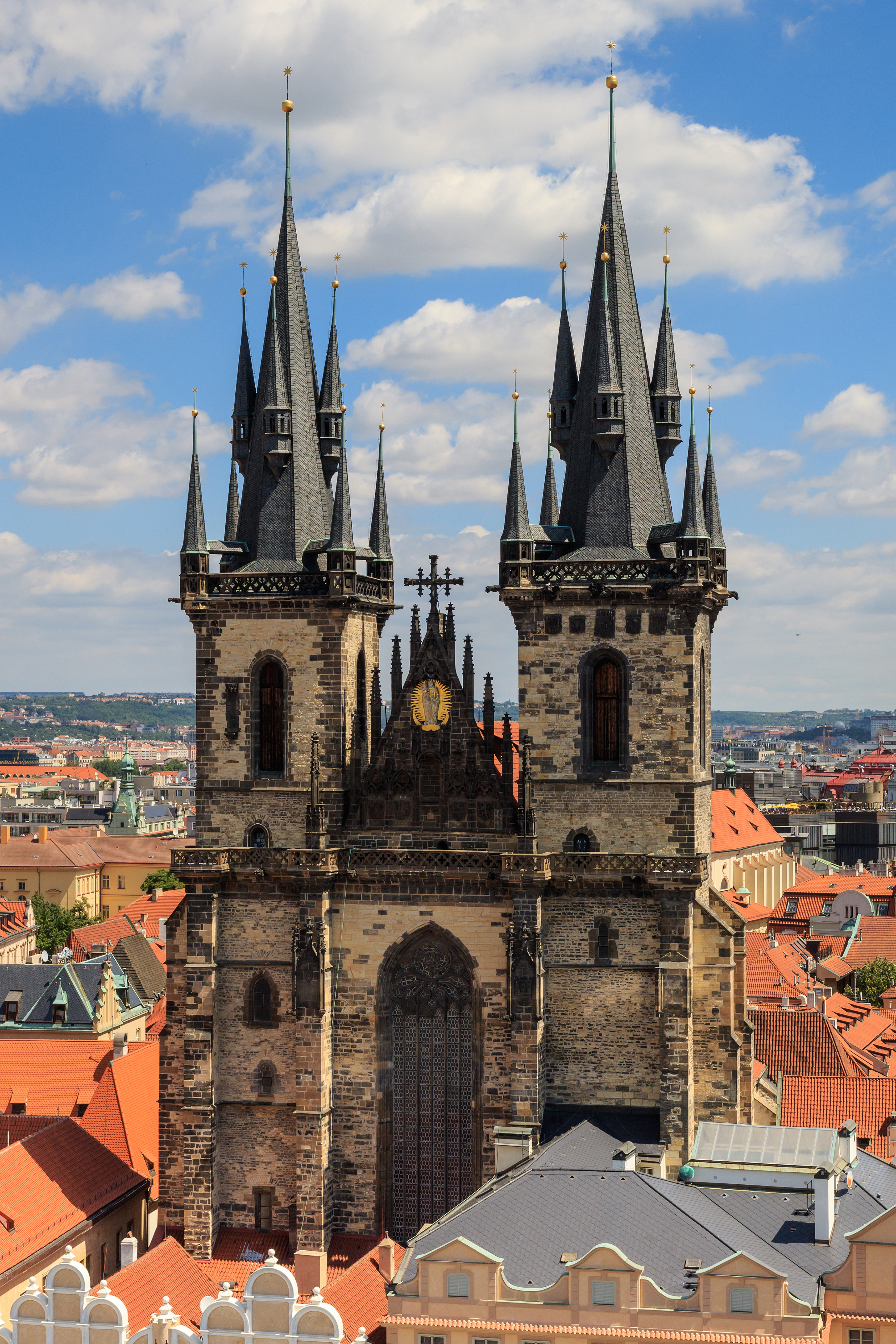
Kostel Matky Boží před Týnem (Týnský chrám), Praha-Staré Město
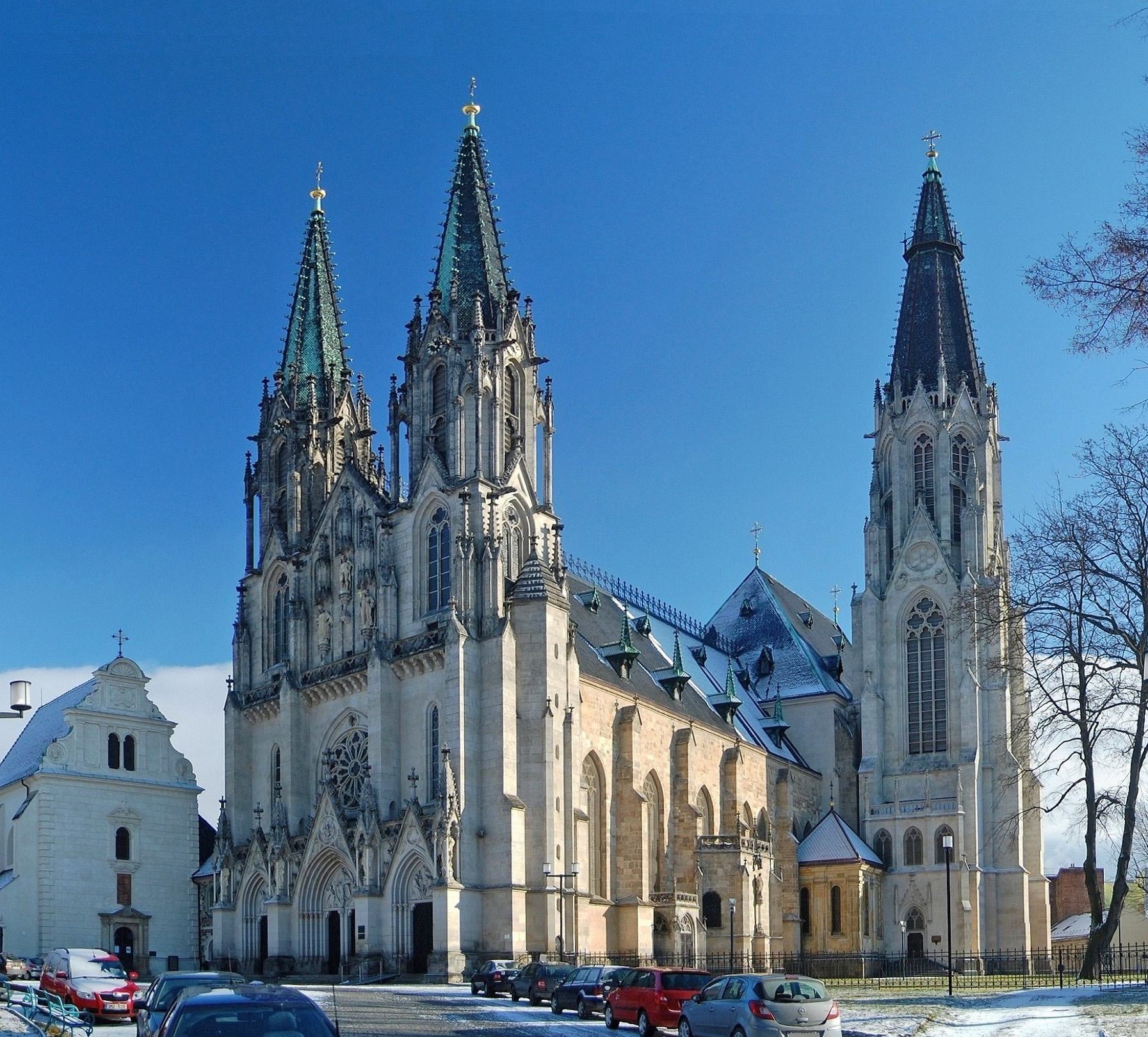
Katedrála svatého Václava, Olomouc
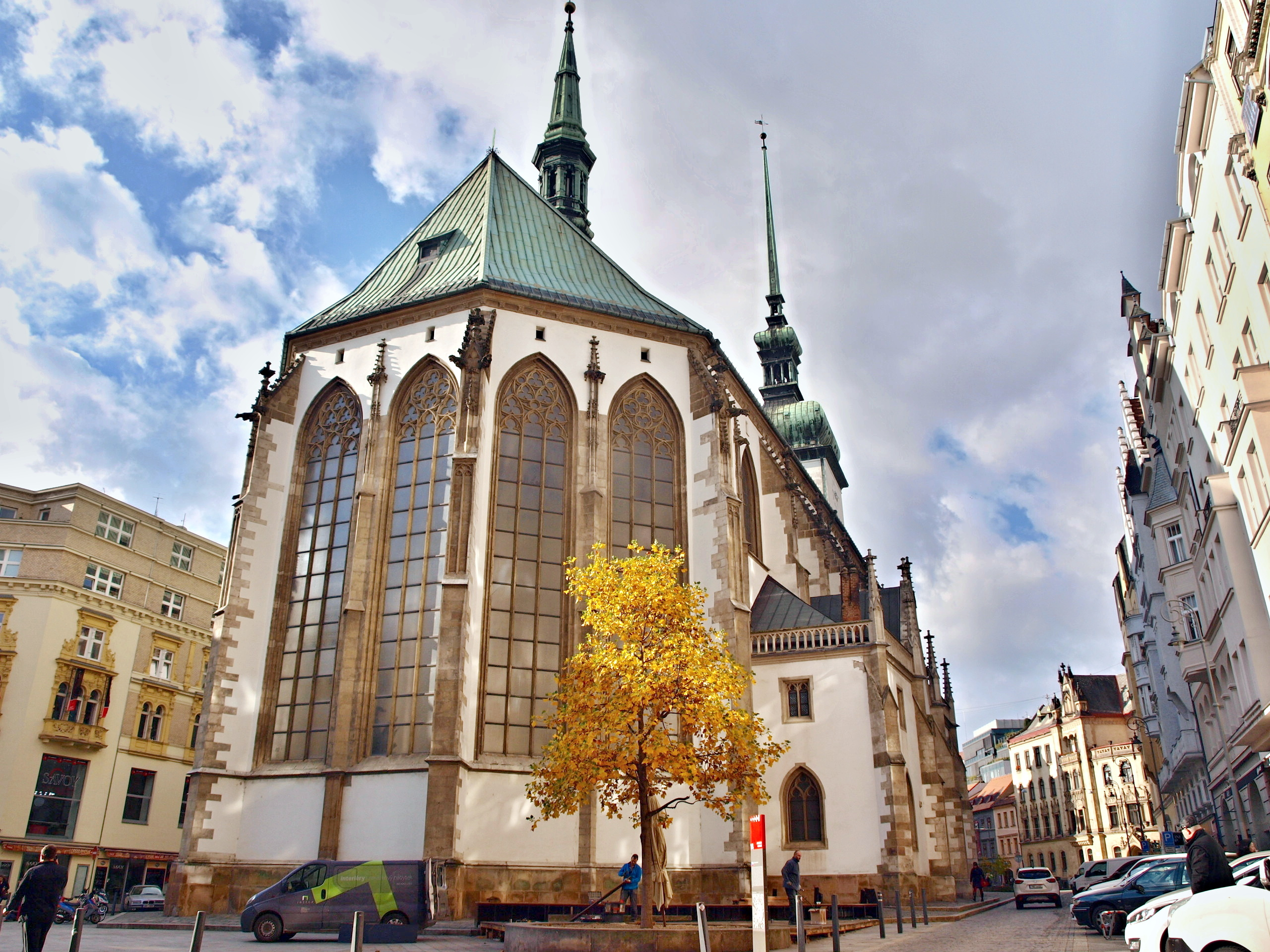
Kostel svatého Jakuba Staršího, Brno
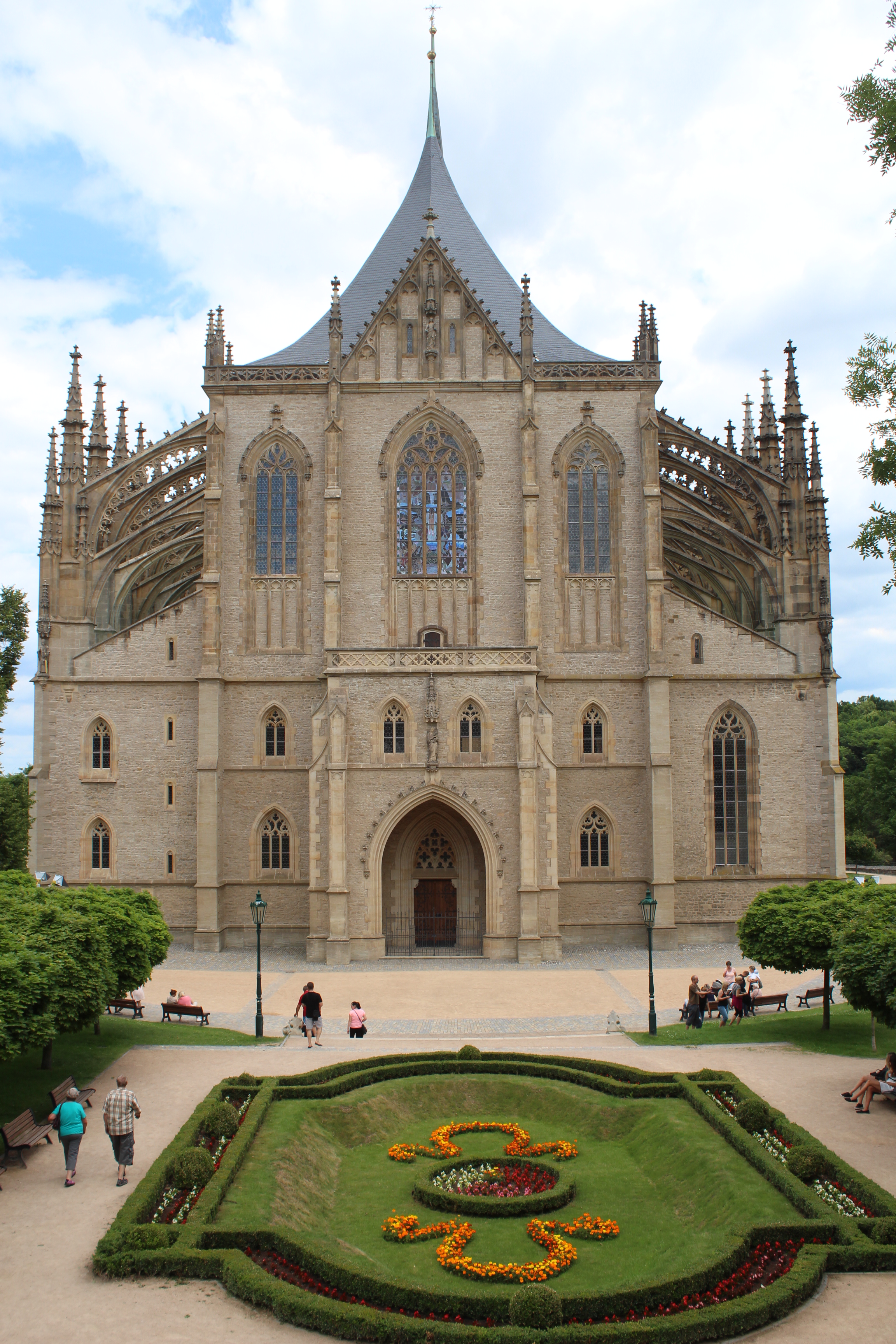
Chrám svaté Barbory, Kutná Hora
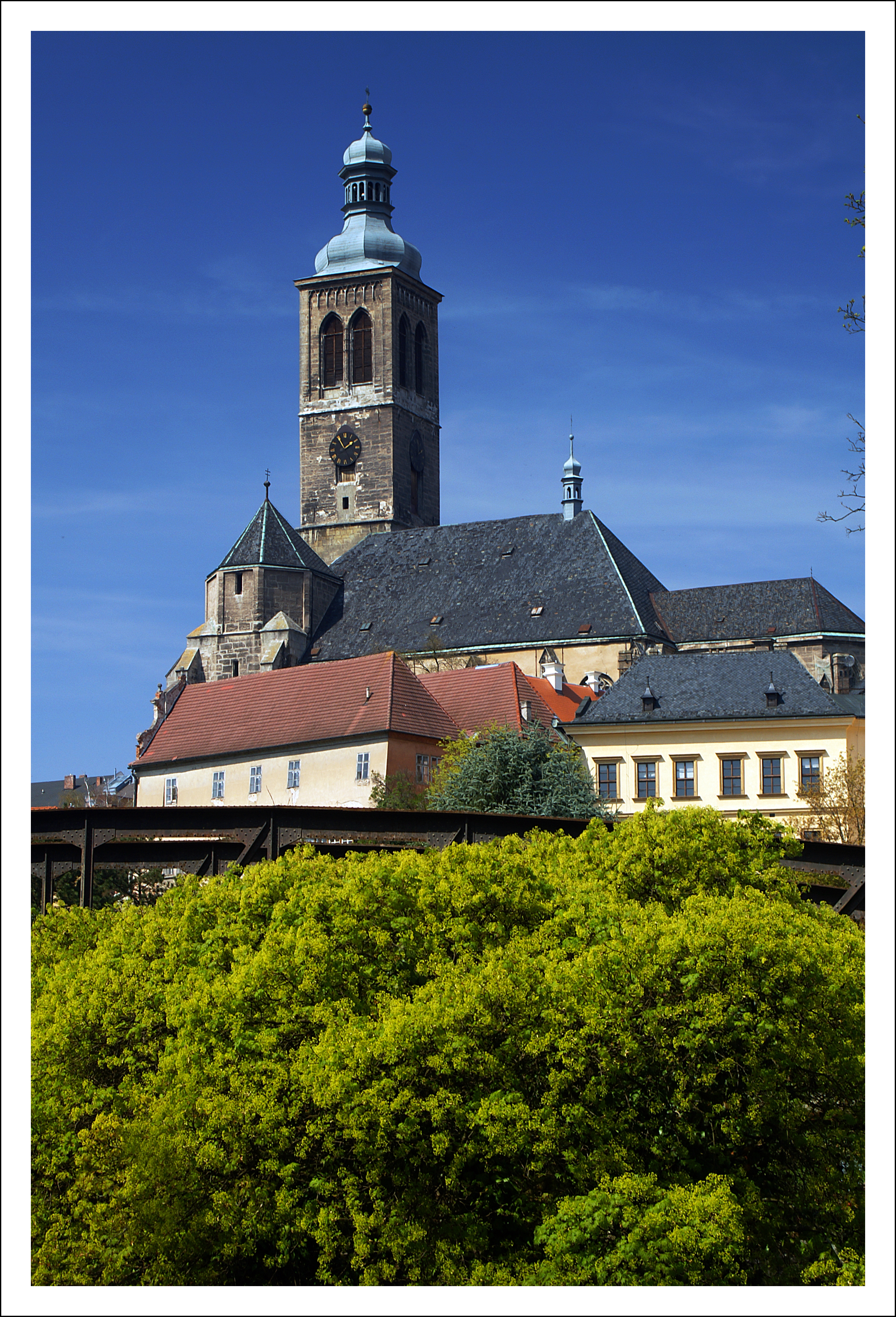
Kostel svatého Jakuba Staršího, Kutná Hora
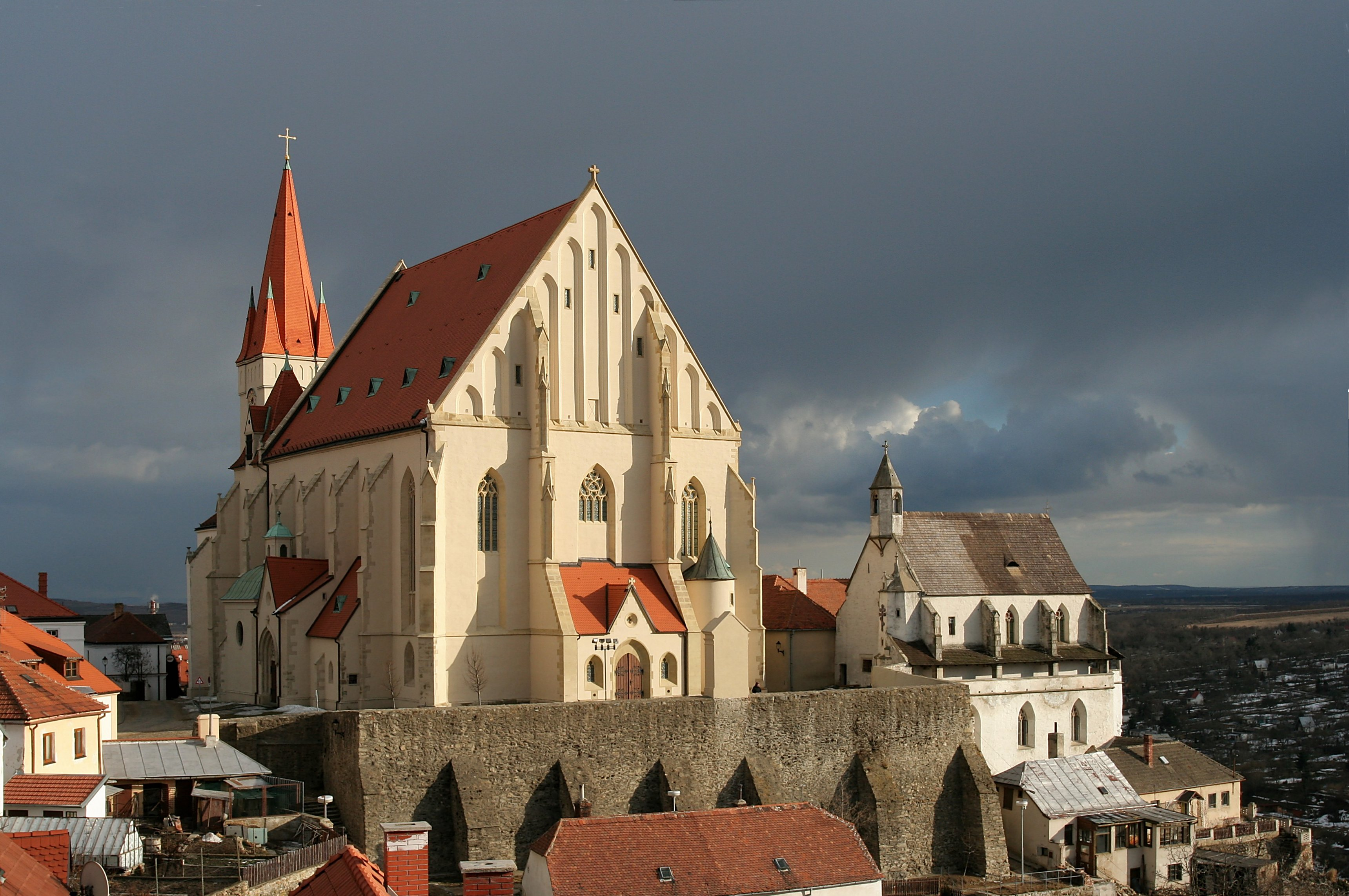
Kostel svatého Mikuláše, Znojmo

## Období renesance a manýrismu

### Renesance

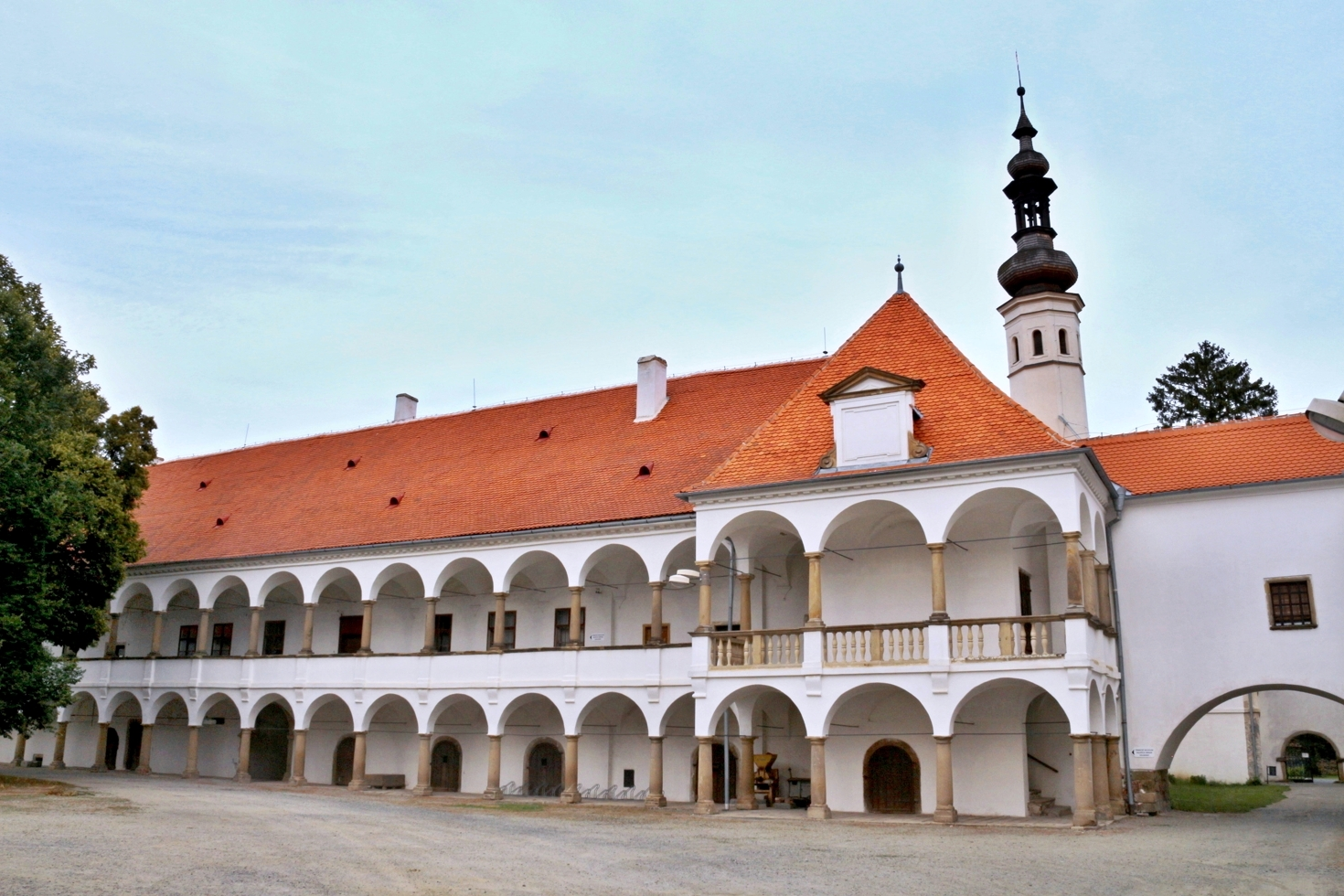
Nádvoří zámku v Oslavanech

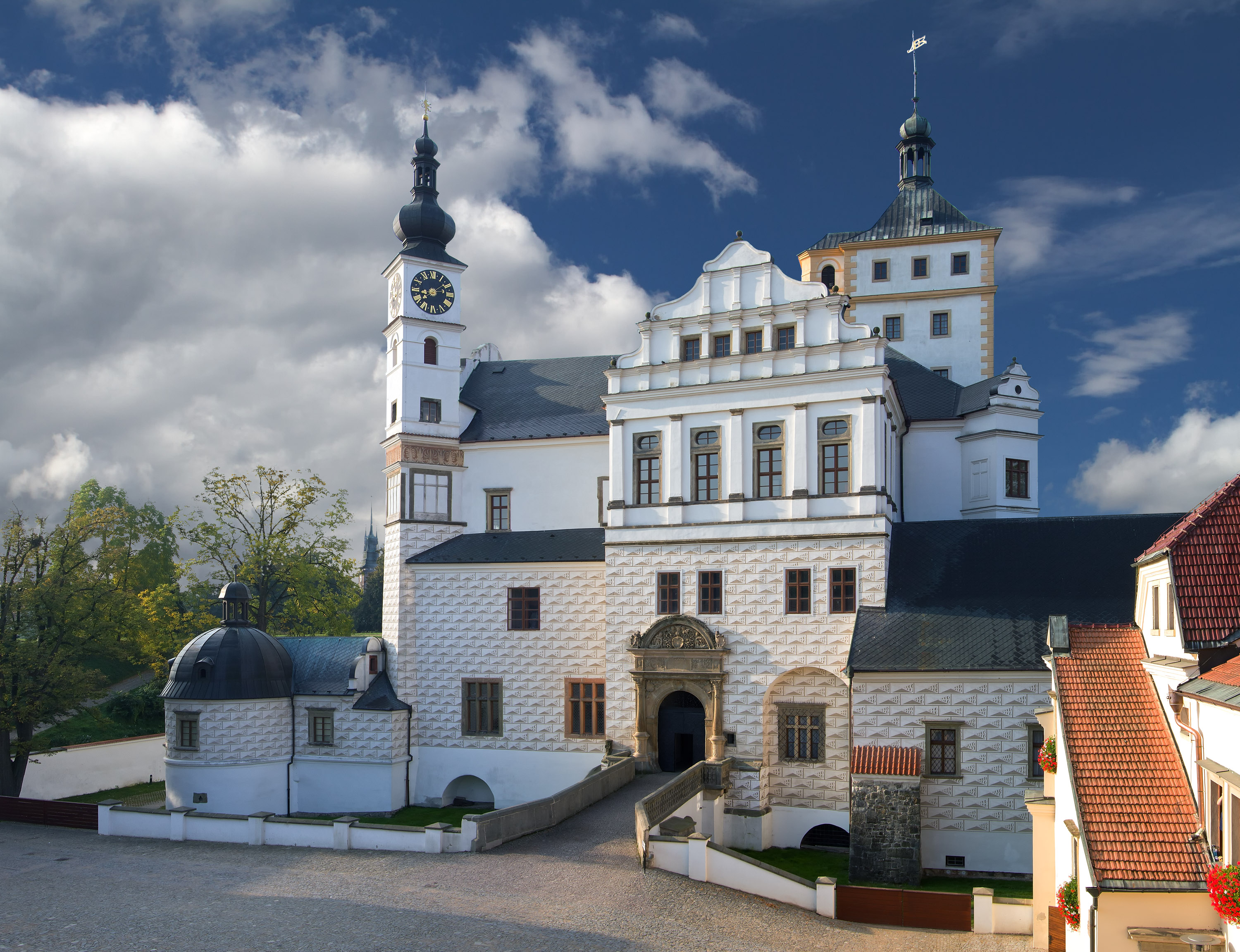
Zámek Pardubice

Ve 2. polovině 15. století do Českého království pronikají myšlenky italské renesance a v architektuře tvoří významnou fázi vývoje. V českých zemích se renesanční sloh projevoval přibližně od konce 15. století do první poloviny 17. století, přičemž do českých zemí se renesance šířila nepřímo, a to zejména z Uher, odkud se renesanční sloh přes Moravu dostal do zbytku Českého království. Nejstarší prvky renesanční architektury na Moravě jsou portály zámků v Tovačově a Moravské Třebové z roku 1492.
V porovnání s gotikou trvalo období renesance na českém území poměrně krátce. V Čechách přetrvávala silná gotická tradice – ještě na počátku 16. století se dokončovaly velké gotické kostely (např. Týnský chrám). Stavební aktivita se soustředila především na obytnou architekturu, mezi kterou patří zámky, paláce nebo měšťanské domy.

### Sakrální renesanční stavby
Obecně lze říci, že renesanční architektura se na českém území v naprosté většině případů projevovala ve světské tvorbě. Sakrální architektura tohoto období se projevovala spíše vzácně, což souvisí s tehdejší oslabenou majetkovou pozicí církve. Nové kostely byly financovány městy, Českou komorou (královským úřadem), ale nejčastěji šlechtou. České renesanční kostely se často podřizovaly starší gotické tradici.
Mezi nemnohé dochované renesanční kostely patří:
- kostel svatého Rocha na Hradčanech
- luteránský kostel svatého Salvátora na Starém Městě Pražském
- Kostel svatého Floriána v Krásném Březně
- Kostel svatého Jakuba Většího v České Kamenici

Na konci 16. století se začaly v souvislosti se stavebními aktivitami jezuitů objevovat první stavby, které již nerespektovaly gotický půdorys (Vlašská kaple Nanebevzetí Panny Marie při Klementinu). Pozoruhodné jsou renesanční kostely Jednoty bratrské v Mladé Boleslavi a Lipníku nad Bečvou.
Významné bylo období renesance pro výstavbu několika pražských synagog. Dobře zachované jsou Pinkasova a Vysoká synagoga, na původní renesanční dispozici pak jen lehce upomíná dnešní Maiselova synagoga. Další významnou židovskou památkou je například Šachova synagoga v Holešově.

### Jagellonská renesance

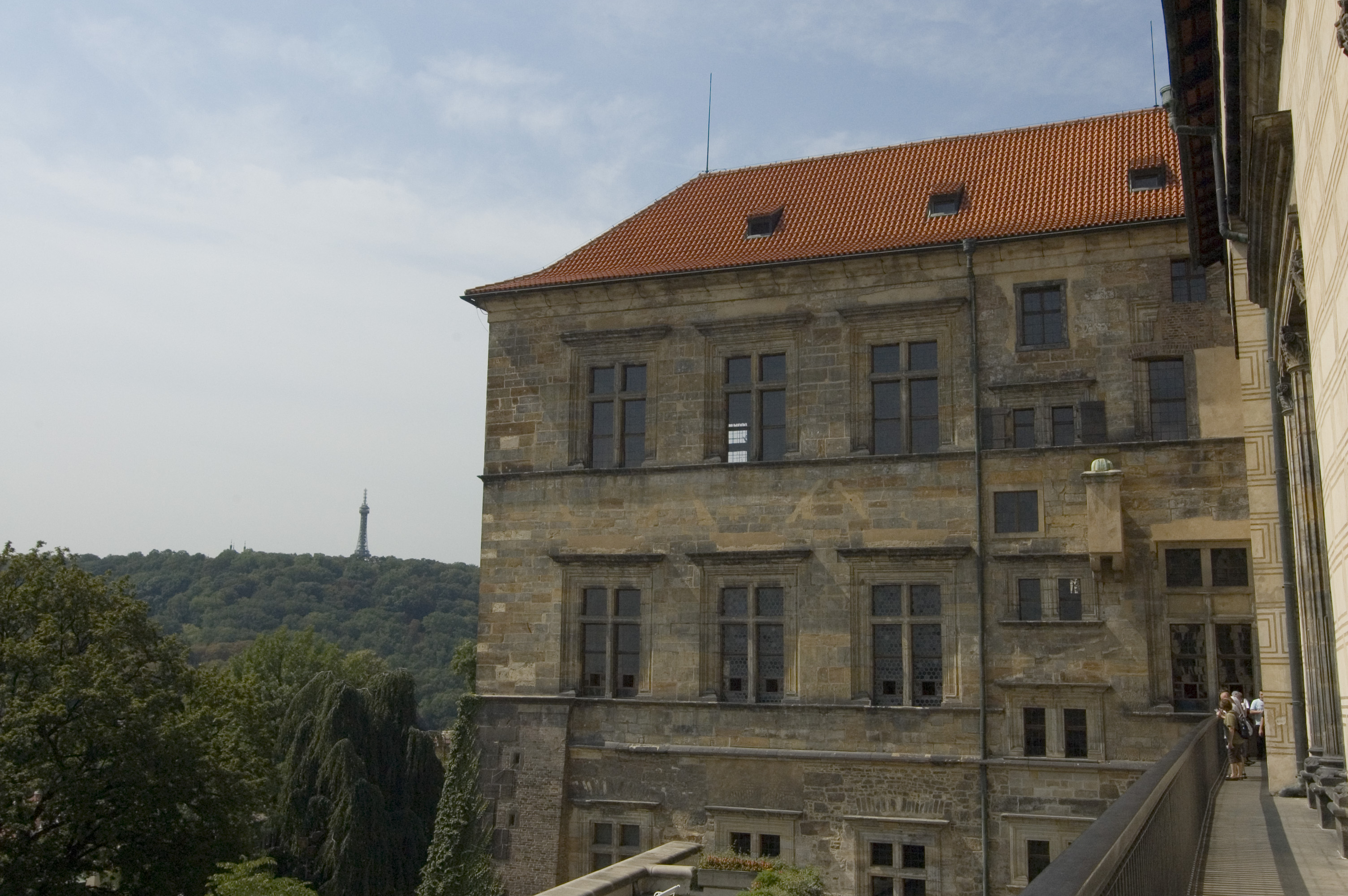
Renesanční Ludvíkovo křídlo Pražského hradu

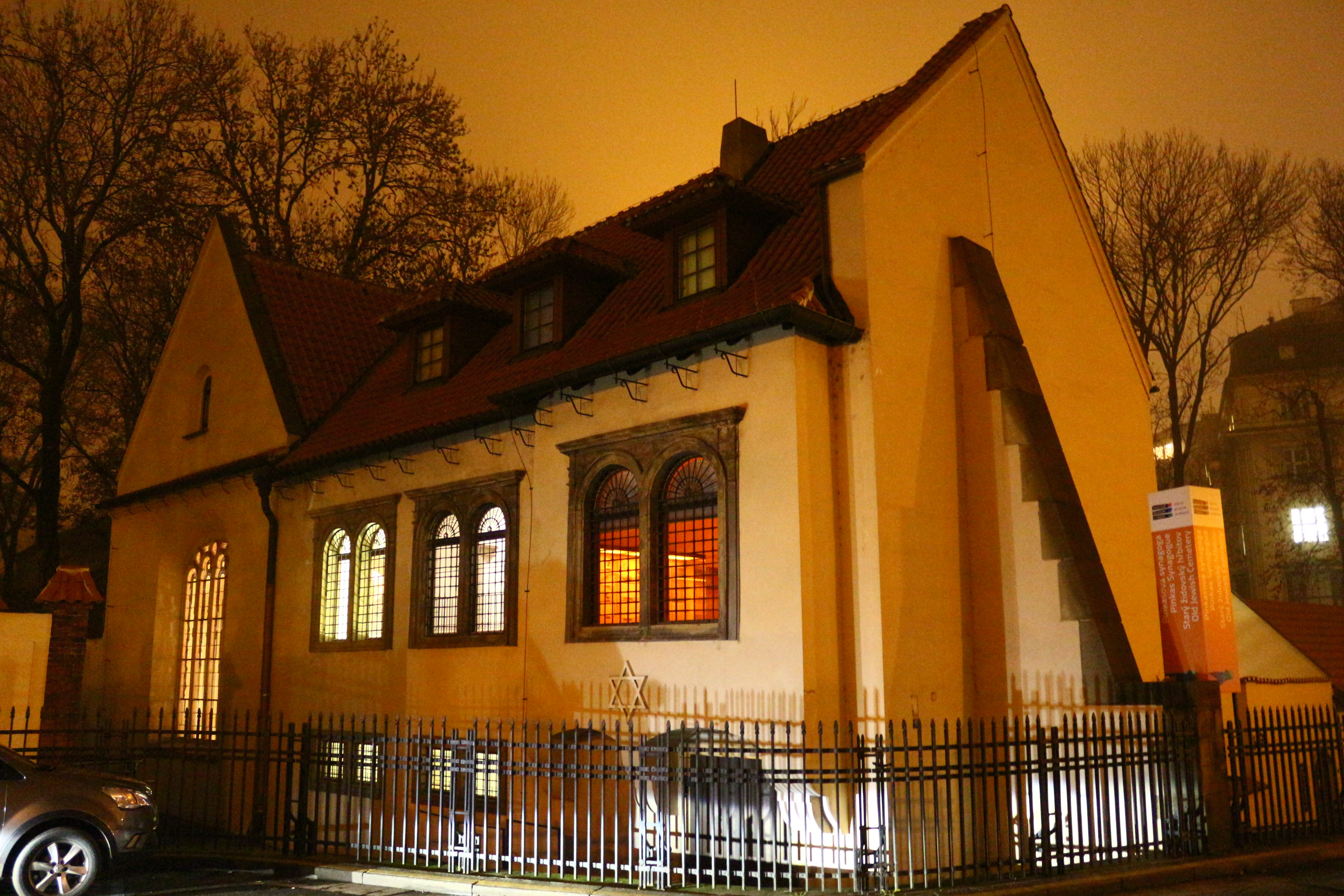
Pinkasova synagoga, Praha

V tomto prvním období se renesanční styl ještě mísí s gotickými prvky (typická je kupříkladu kroužená nebo sklípková klenba).
Prvním významným počinem v renesanční architektuře – byť dosud se zřetelným gotickým základem – byla výstavba již zmíněného velkolepého Vladislavského sálu na Pražském hradě, respektive jeho oken a portálů, datovaná do roku 1493. Architektonické formy tohoto světského necírkevního palácového sálu určeného pro reprezentativní účely, královské slavnosti, hostiny a turnaje, jsou dosud poněkud těžkopádné, plné kompromisů. Stále ještě vyrůstají z gotických představ, o čemž svědčí klenba s nervurami. Stavba je dílem Benedikta Rejta, jehož dílem je i Ludvíkovo křídlo Starého královského paláce Pražského hradu z počátku 16. století, které je považováno za nejstarší renesanční palácovou stavbu v Čechách, ačkoli ještě v některých prostorech využívá pozdně gotických kleneb.

### Renesance za prvních Habsburků
První skutečně plně renesanční stavbou v Praze by Královský letohrádek v Královské zahradě Pražského hradu, jehož architekty byli patrně Italové Paolo della Stella a Giovanni Spazzio a později i Bonifác Wolmut. Tato stavba bývá považována za nejčistší renesanční stavbu (ve smyslu italské renesance) na sever od Alp. Bonifác Wolmut v zahradě postavil ještě Míčovnu a svatovítskou katedrálu doplnil o renesanční kruchtu.
V blízkosti Prahy byl z iniciativy královské rodiny postaven další významný renesanční letohrádek – Hvězda na Bílé hoře. Návrh architektonické koncepce patrně vytvořil samotný český princ, arcivévoda Ferdinand II. Tyrolský, jenž tu dobu v Praze působil jako královský místodržící zastupující svého otce Ferdinanda.
V letech 1545–1563 postavil na Hradčanském náměstí italský architekt, česky nazývaný jako Augustin Vlach, renesanční palác pro rodinu Lobkoviců, dnes označovaný jako Schwarzenberský palác. Palác je zajímavý svou sgrafitovou fasádou. Další významné pražské renesanční paláce jsou například palác pánů z Hradce a Martinický palác.
Mimo Prahu vznikla řada renesančních zámků, a to buď jako novostavby, nebo přestavbou starších středověkých sídel. Mezi ně patří například Litomyšl, Telč, Český Krumlov (tyto tři na seznamu Světového dědictví), Kratochvíle, Jindřichův Hradec, Nelahozeves, Opočno, Velké Losiny, Bučovice nebo Moravská Třebová. V severních Čechách se uplatňuje tzv. saská renesance s typickými štíty ovlivněná architekturou sousedního Saska.
Kvůli dobře zachovaným renesančním měšťanským domům jsou proslulá např. města Telč, Český Krumlov, Slavonice, Jindřichův Hradec, Prachatice, Pardubice, Nové Město nad Metují nebo Litoměřice.
Nejvýznamnějšími architekty druhé poloviny 16. století byli Italové Ulrico Aostali, působící především v Praze, a Baldassare Maggi, působící v jižních Čechách.
Vzniká několik zámků s otevřenými arkádami vnitřních nádvoří podle vzoru paláců v Itálii (zámky Litomyšl, Jindřichův Hradec) a podle tehdejší tradice je část průčelí zdobena sgrafity nebo náměty biblických scén či výjevů bitev.

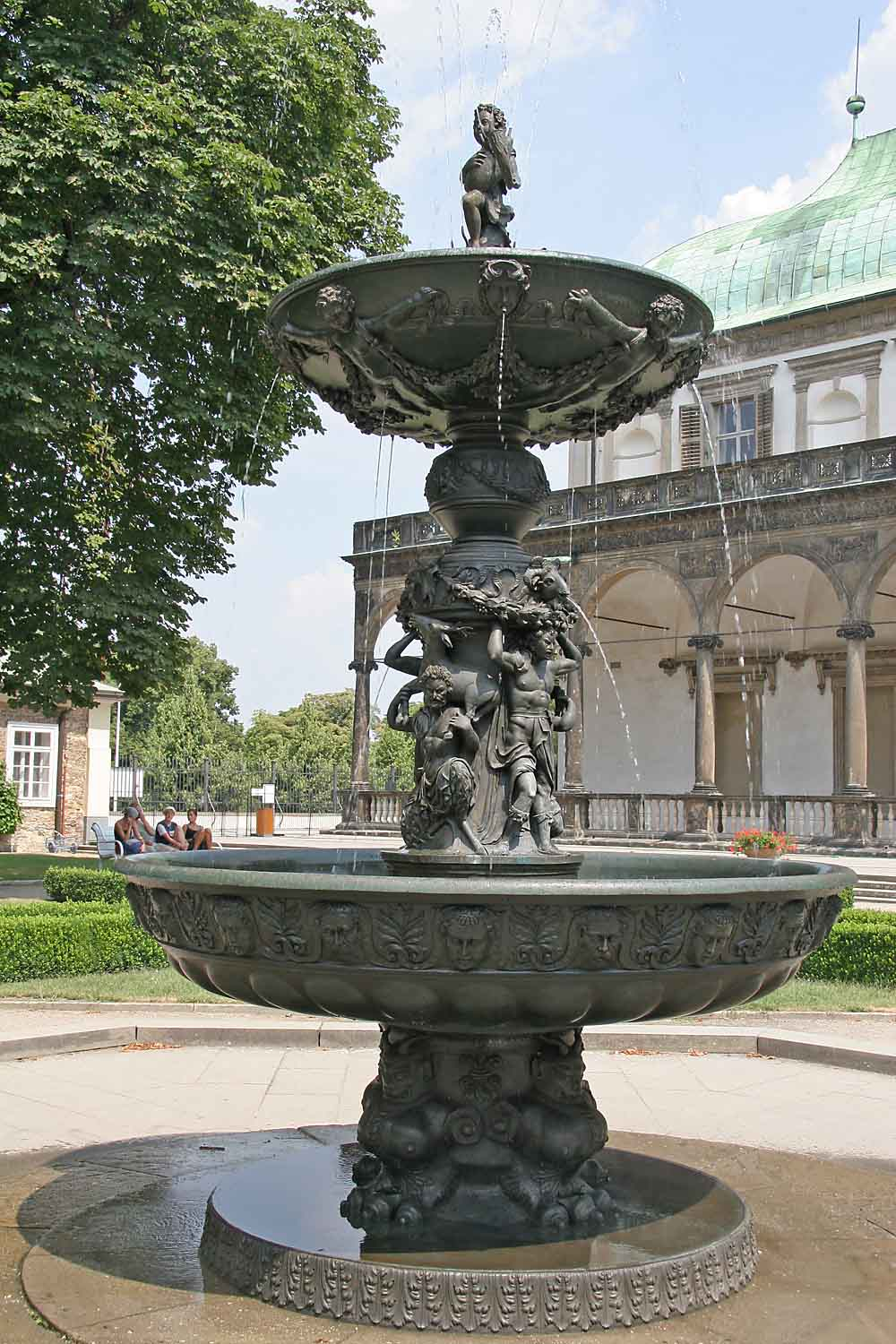
Zpívající fontána v Královských zahradách Pražského hradu
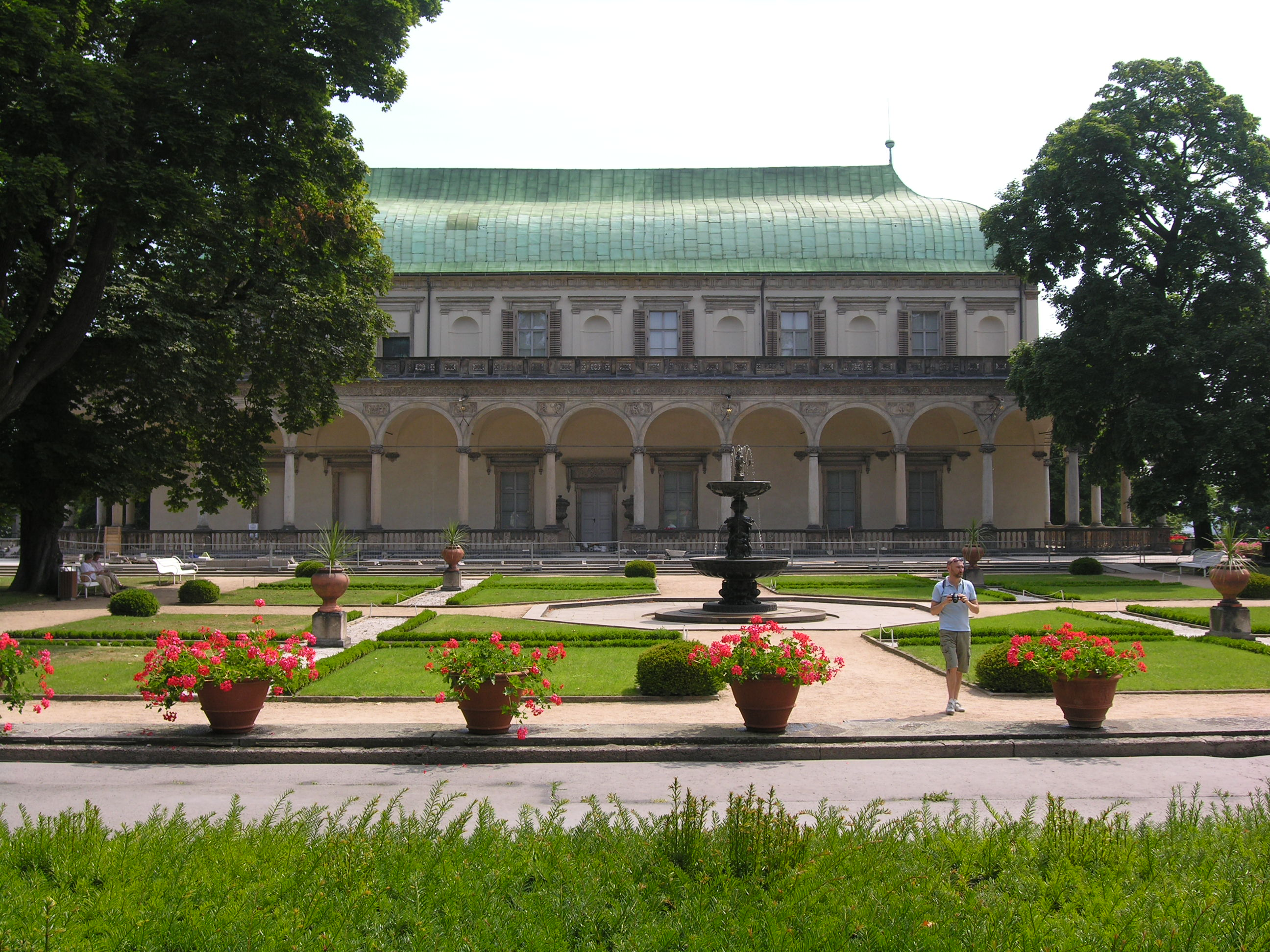
Letohrádek královny Anny (Belveder)
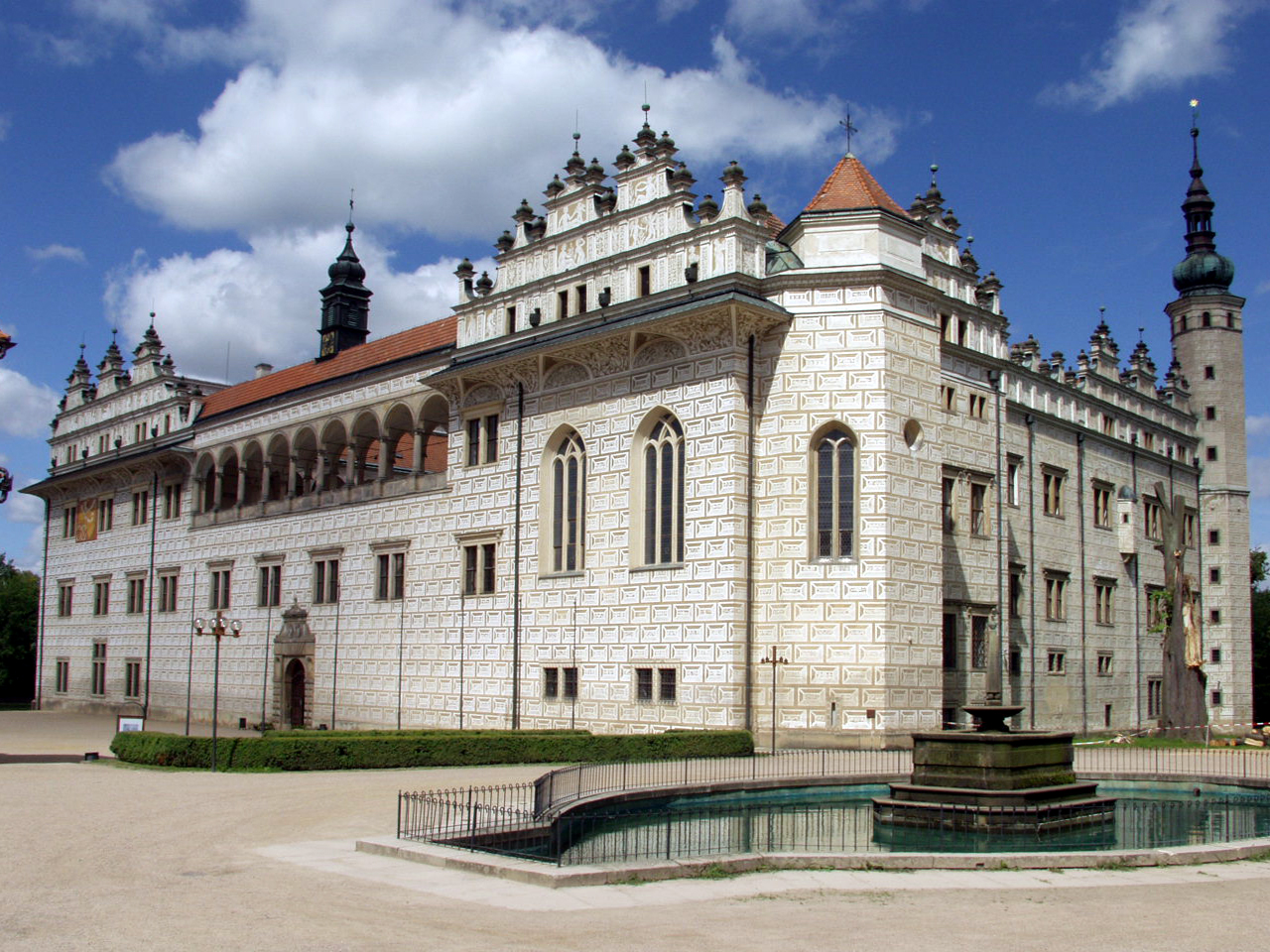
Zámek Litomyšl
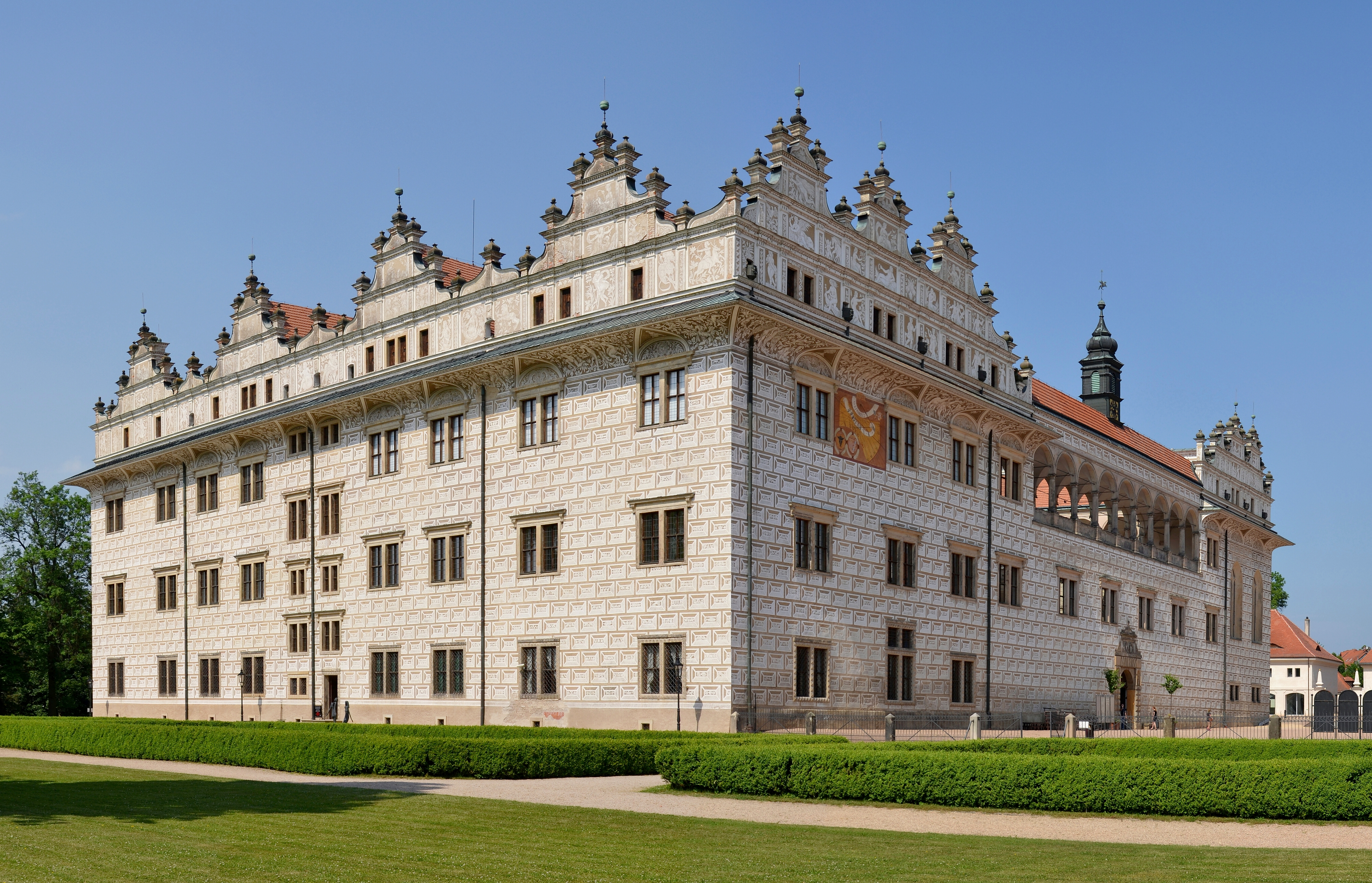
Zámek Litomyšl
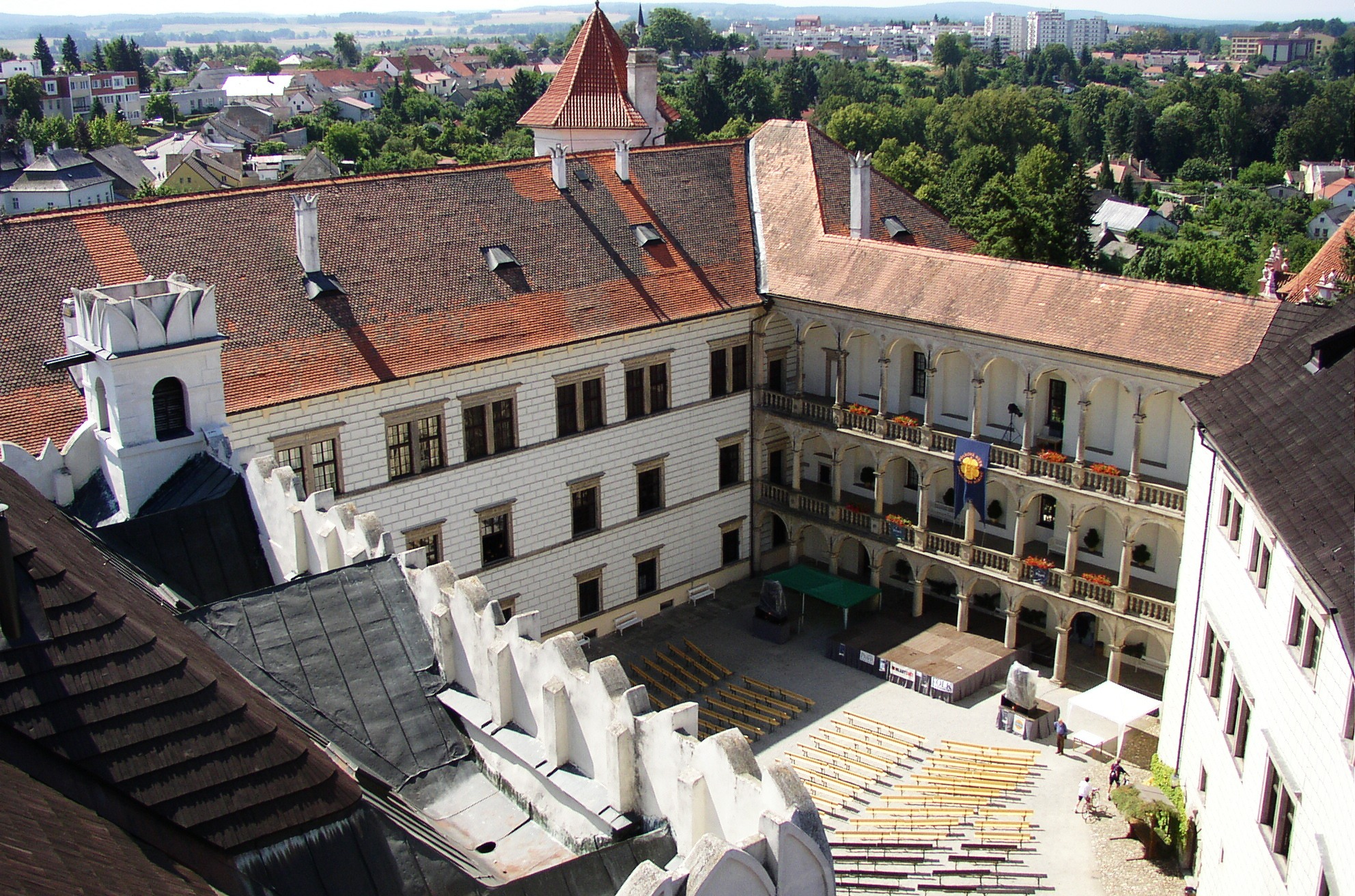
Zámek Jindřichův Hradec, vnitřní nádvoří
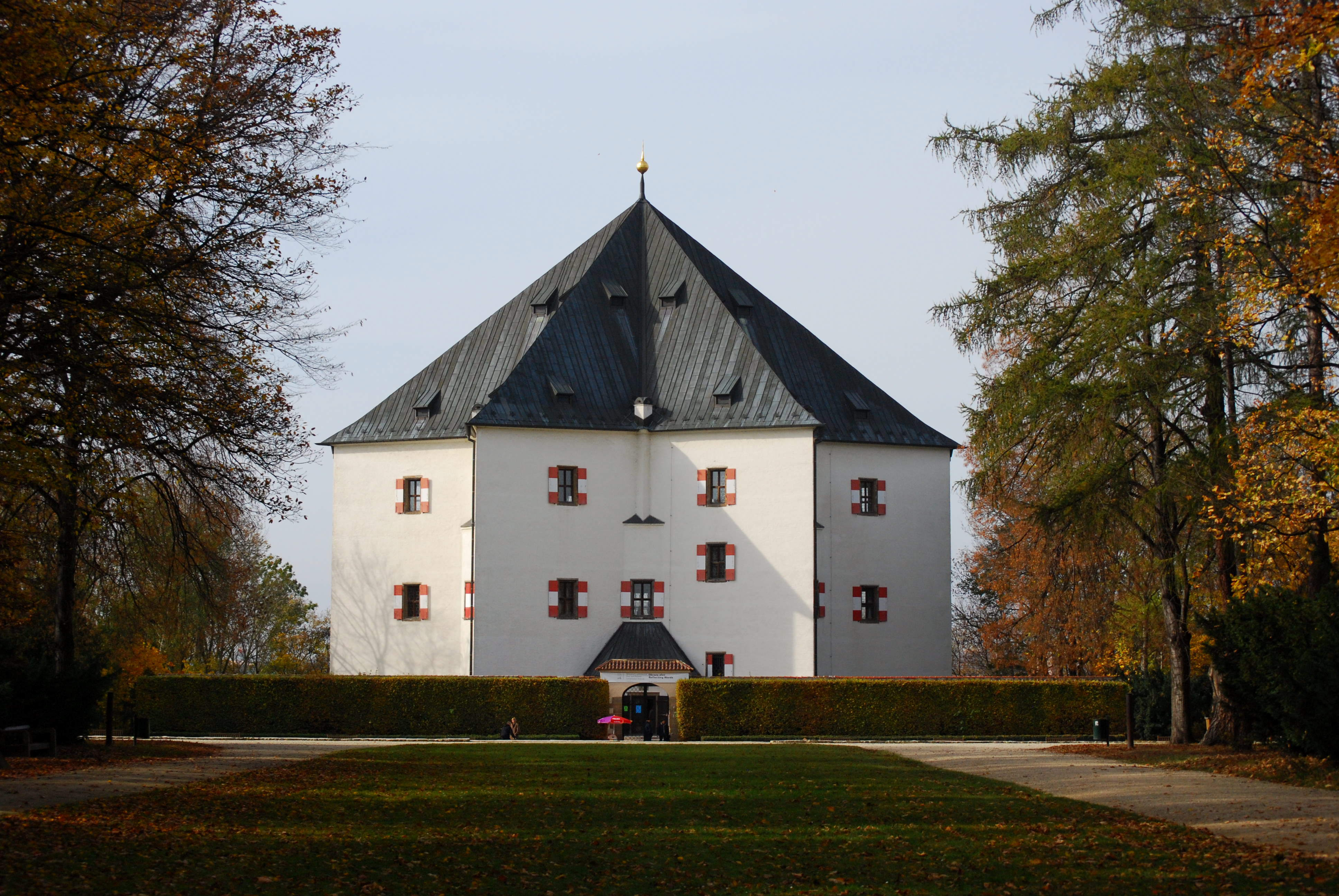
Letohrádek Hvězda v Praze
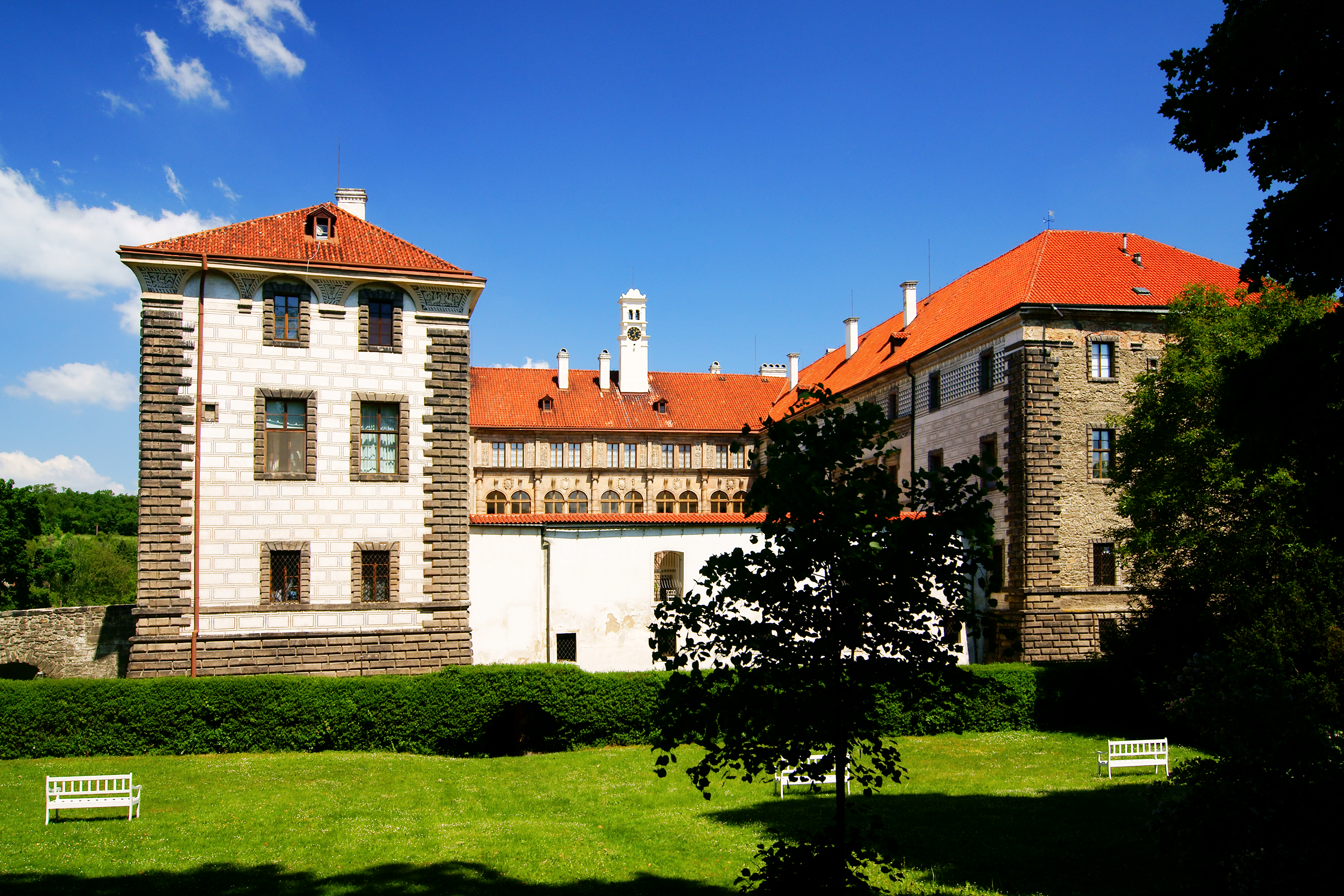
Zámek Nelahozeves
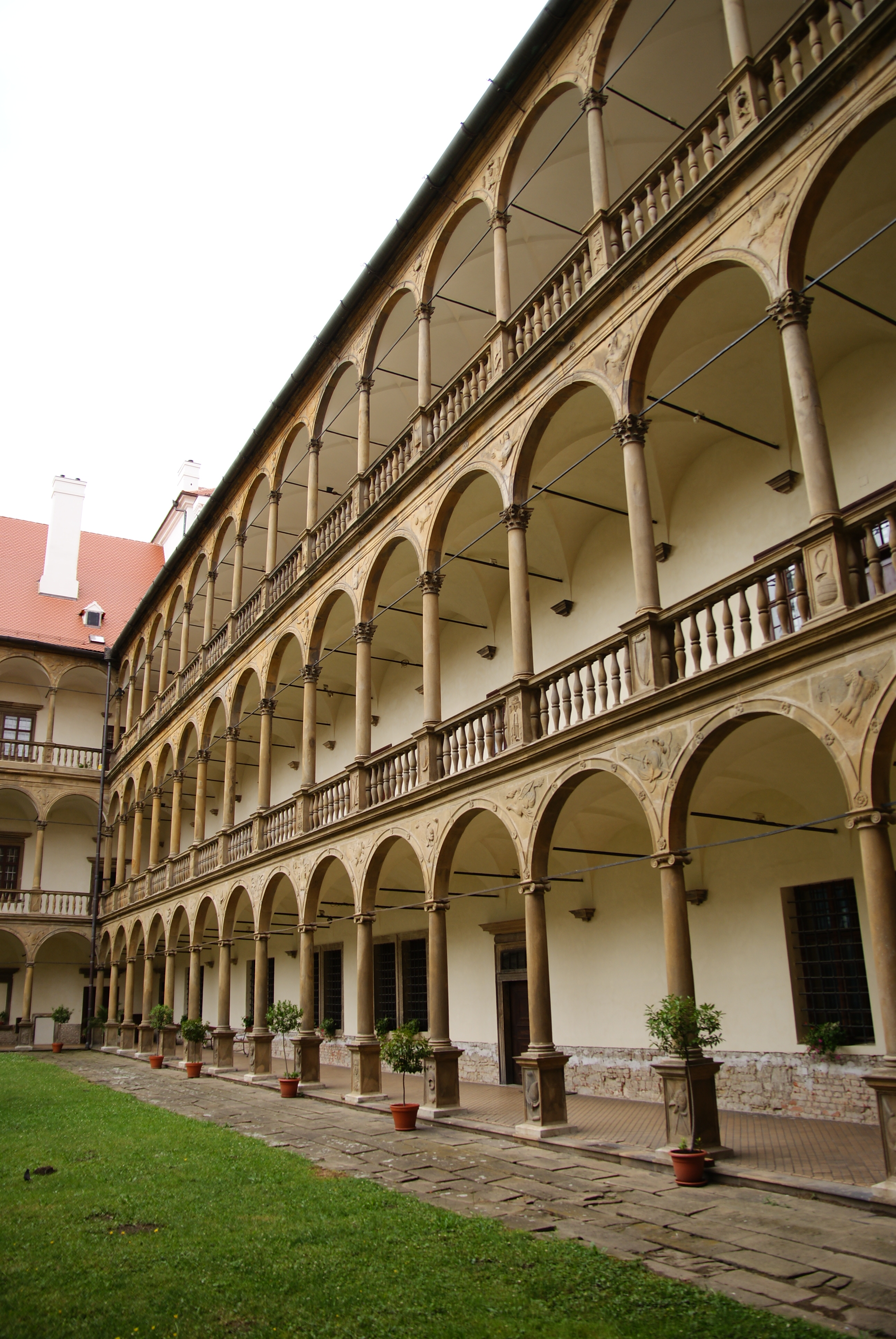
Zámek Bučovice
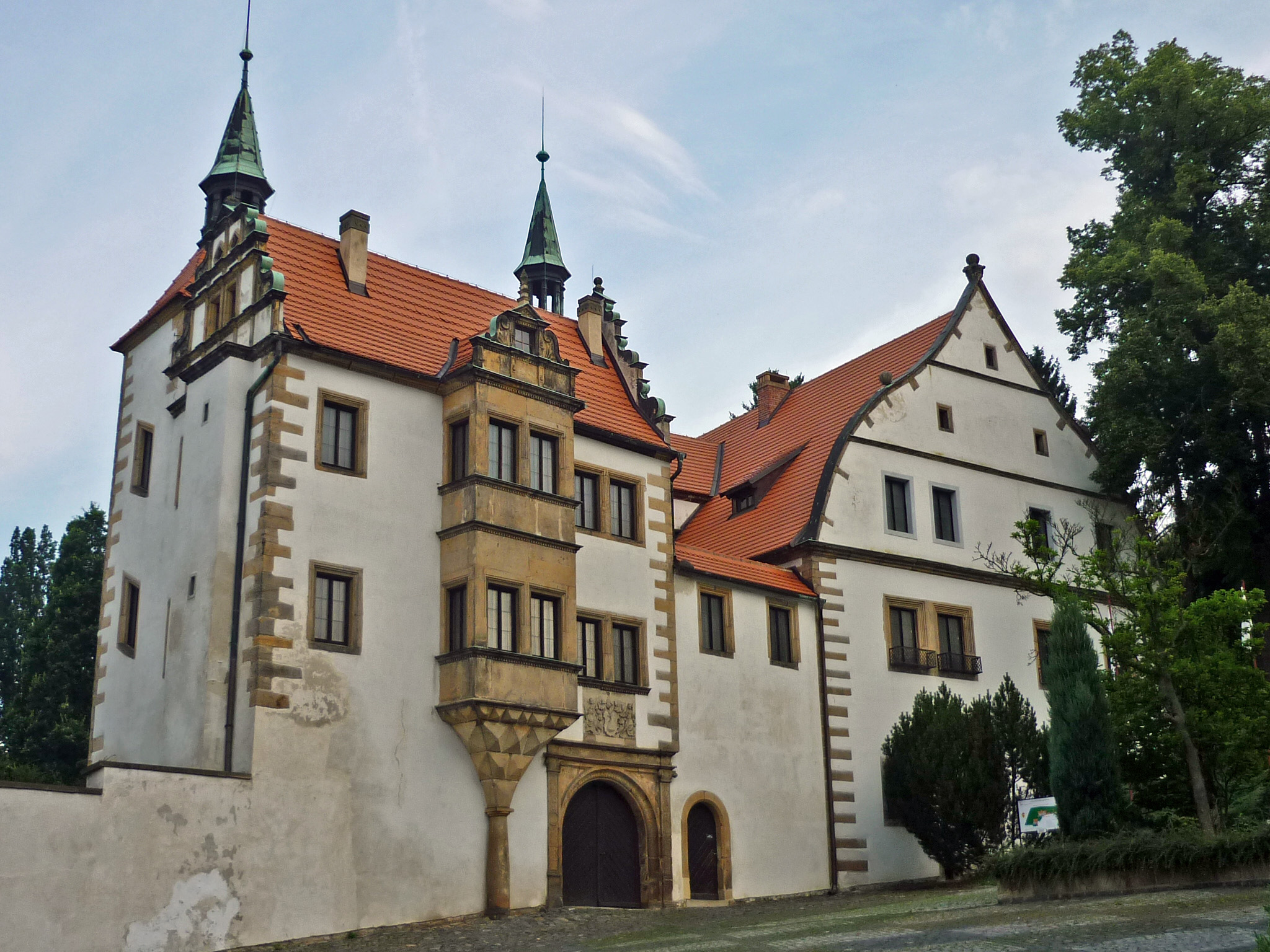
Zámek Benešov nad Ploučnicí (saská renesance)
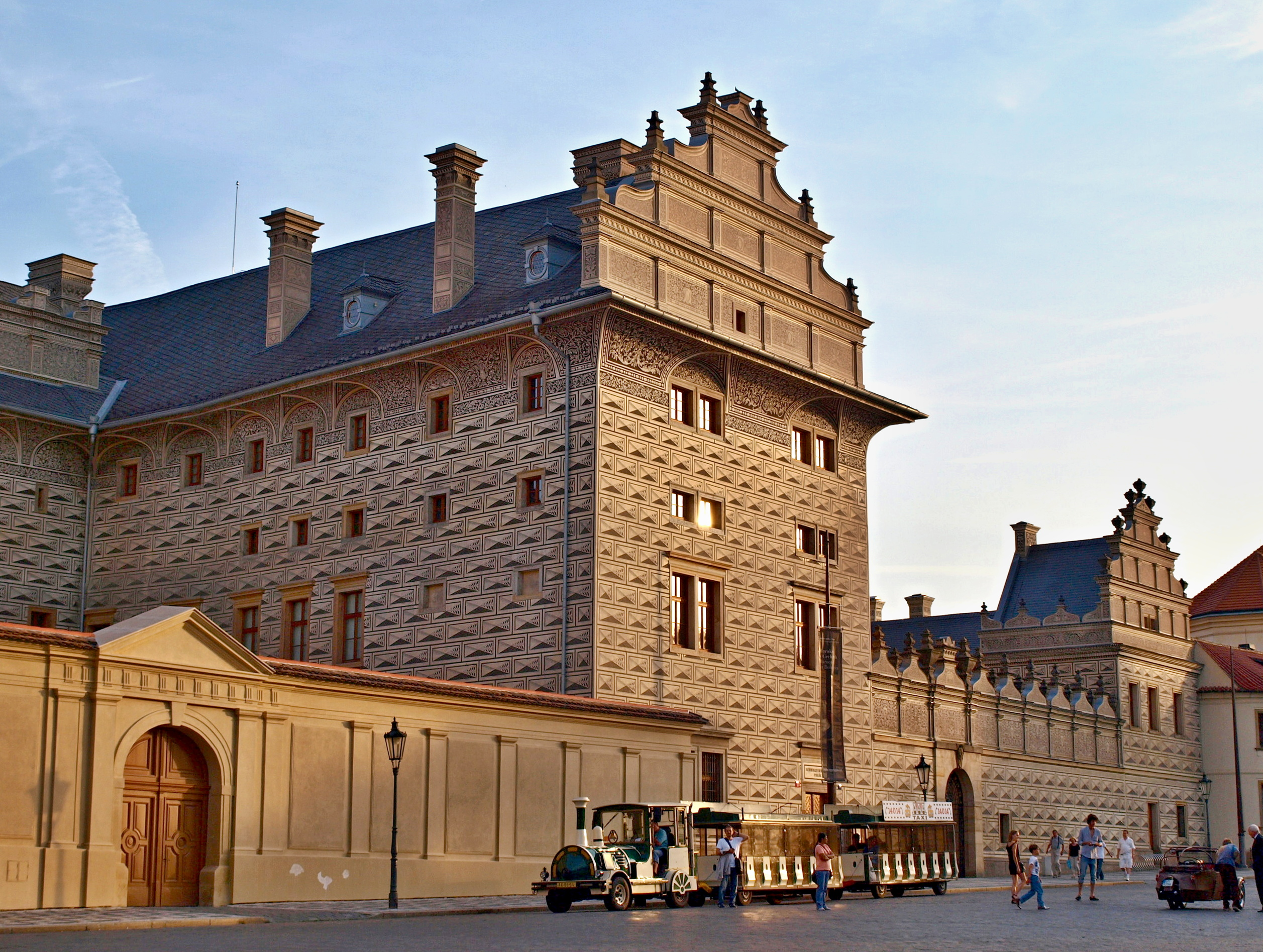
Praha, Schwarzenberský palác
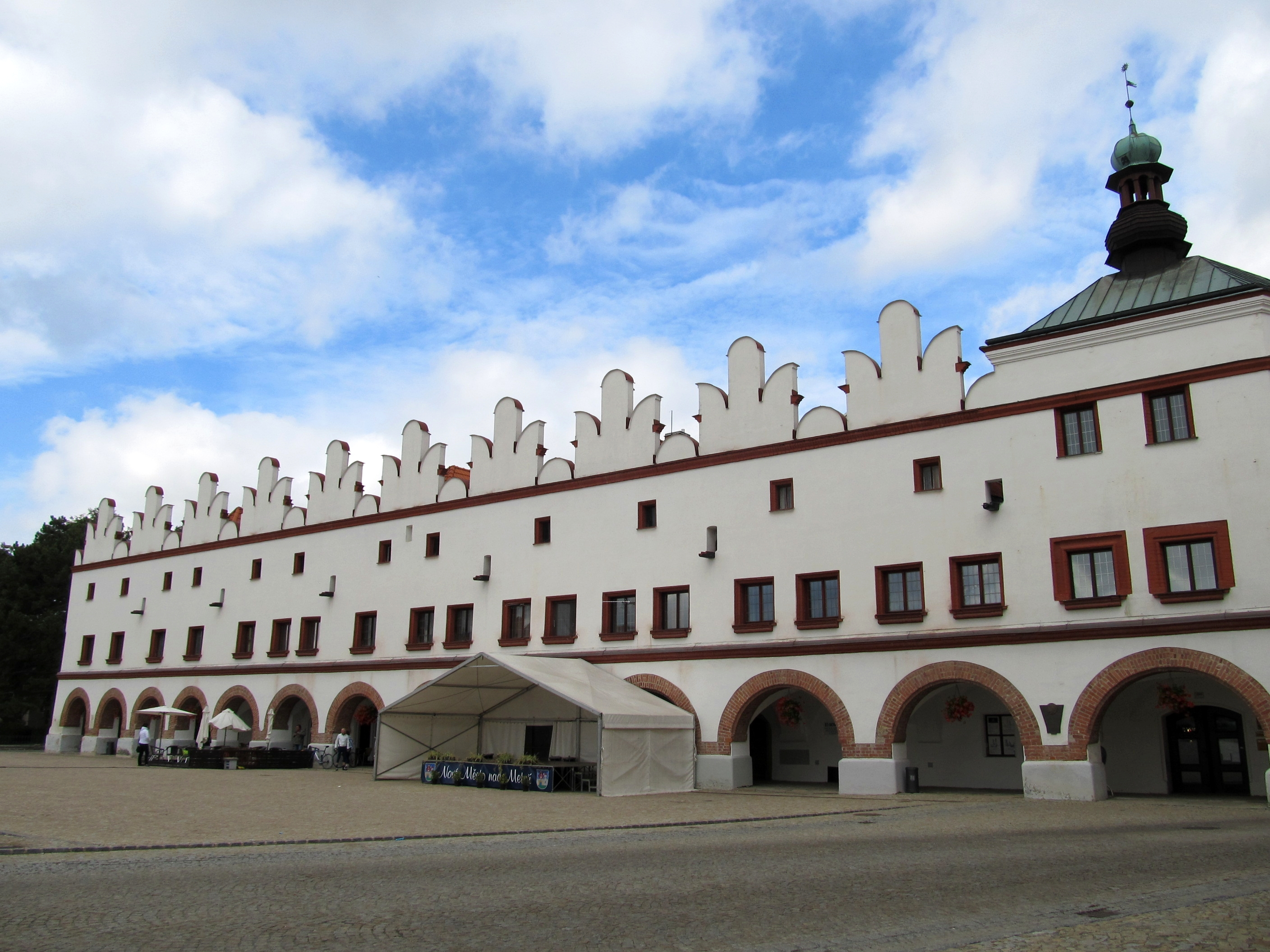
Nové Město nad Metují, měšťanské domy
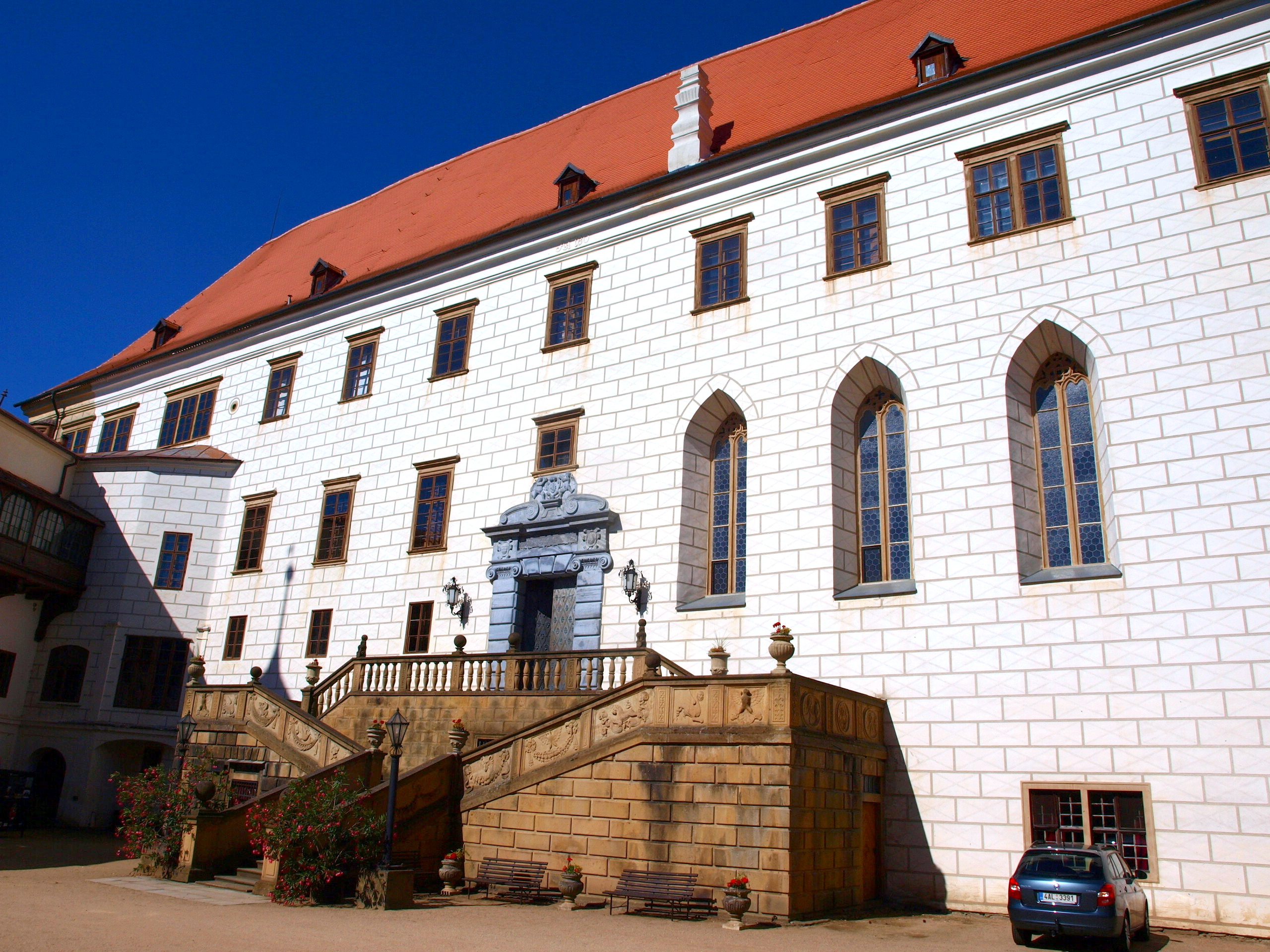
Zámek Náměšť nad Oslavou
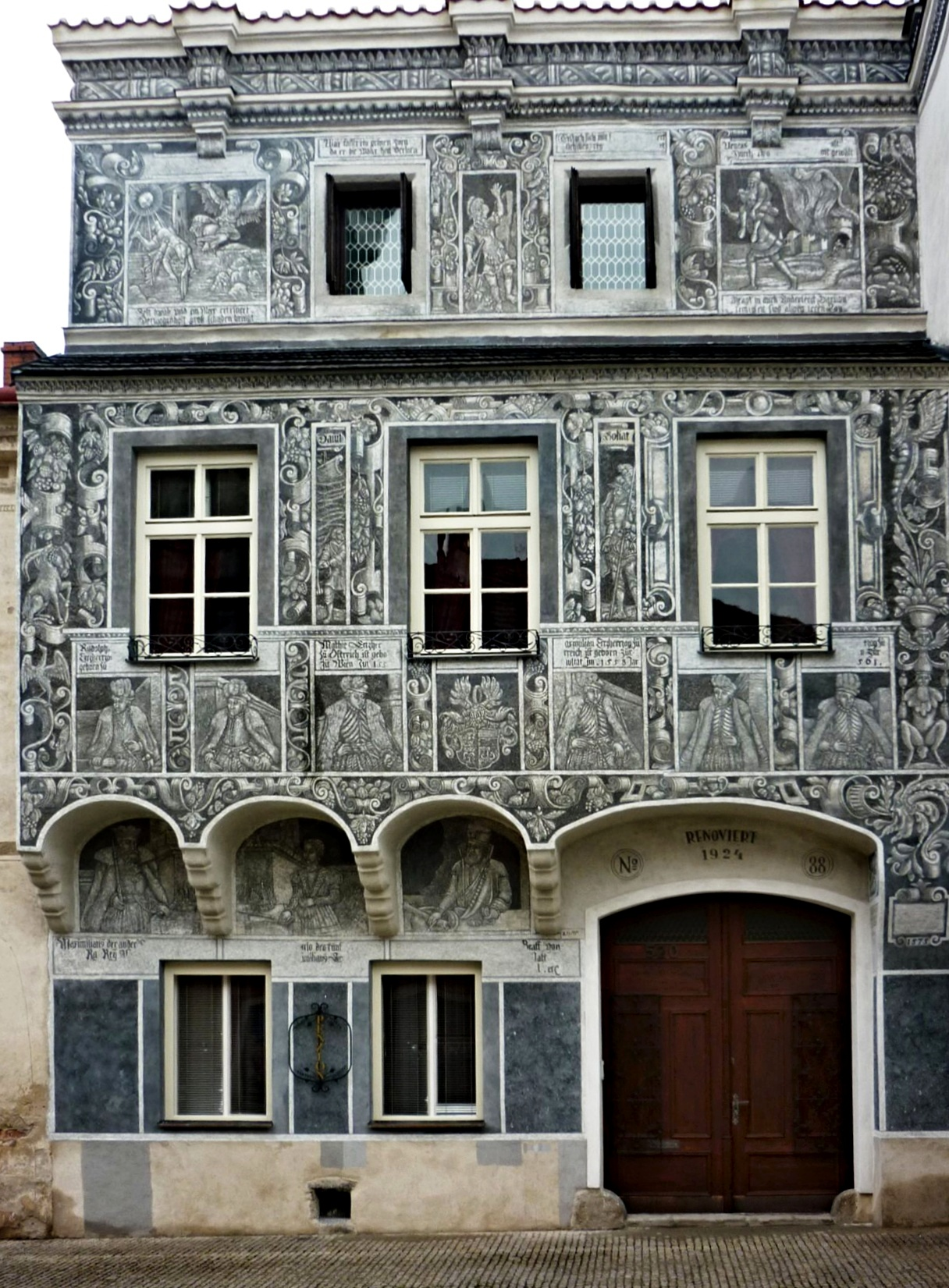
Slavonice, dům čp. 520 na Horním náměstí
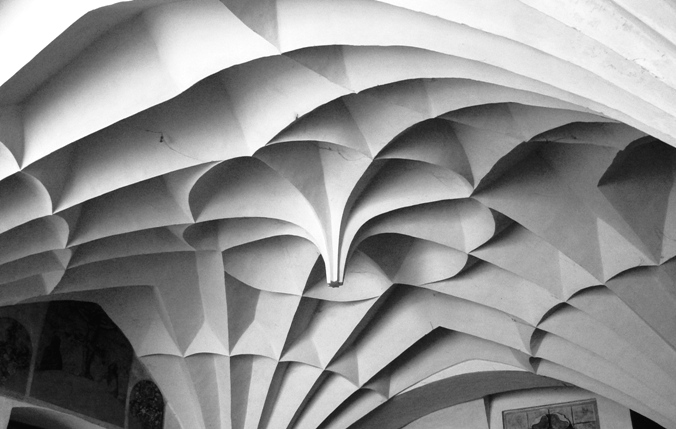
Slavonice, sklípková klenba
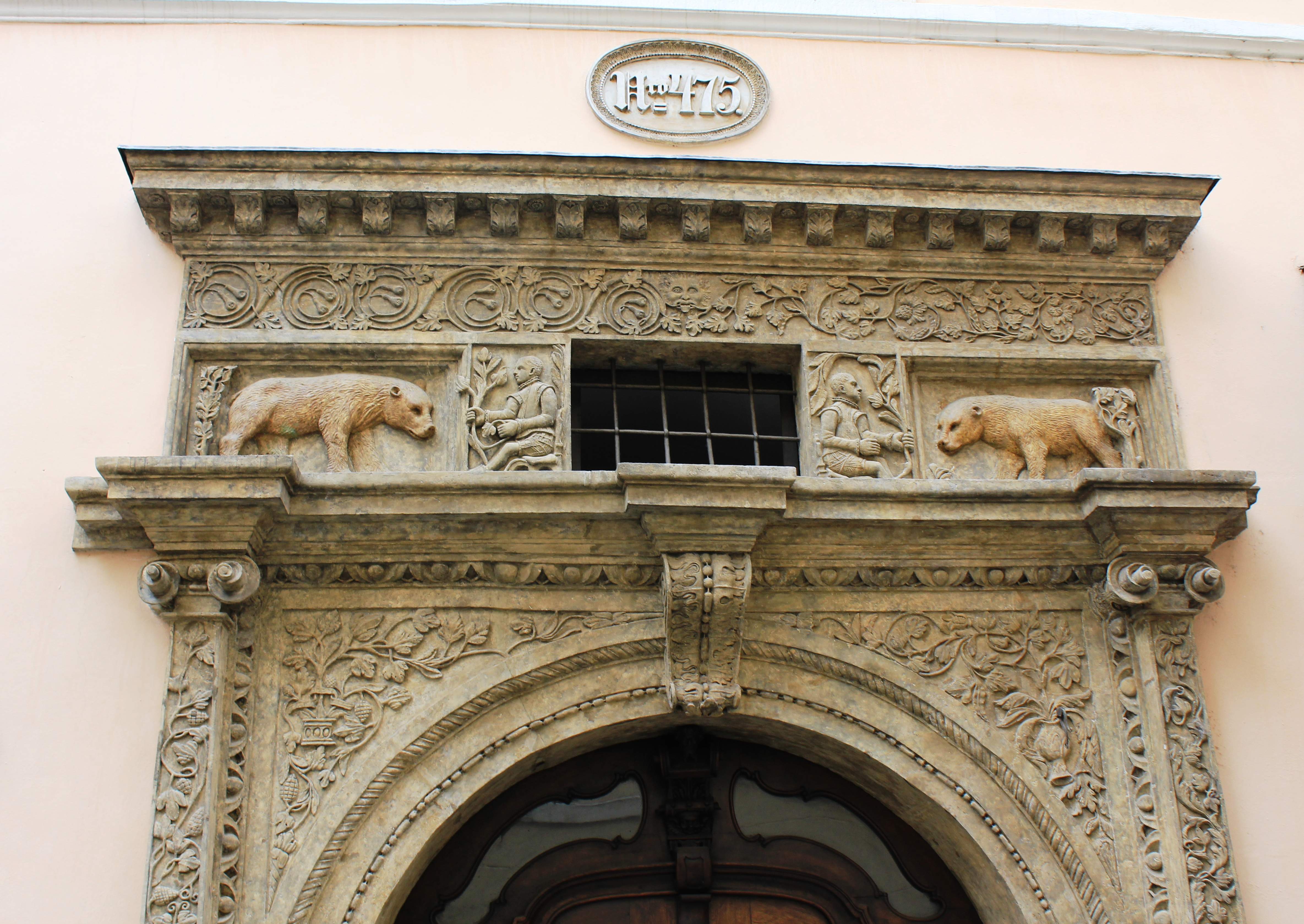
Praha, dům U Dvou zlatých medvědů

## Manýrismus

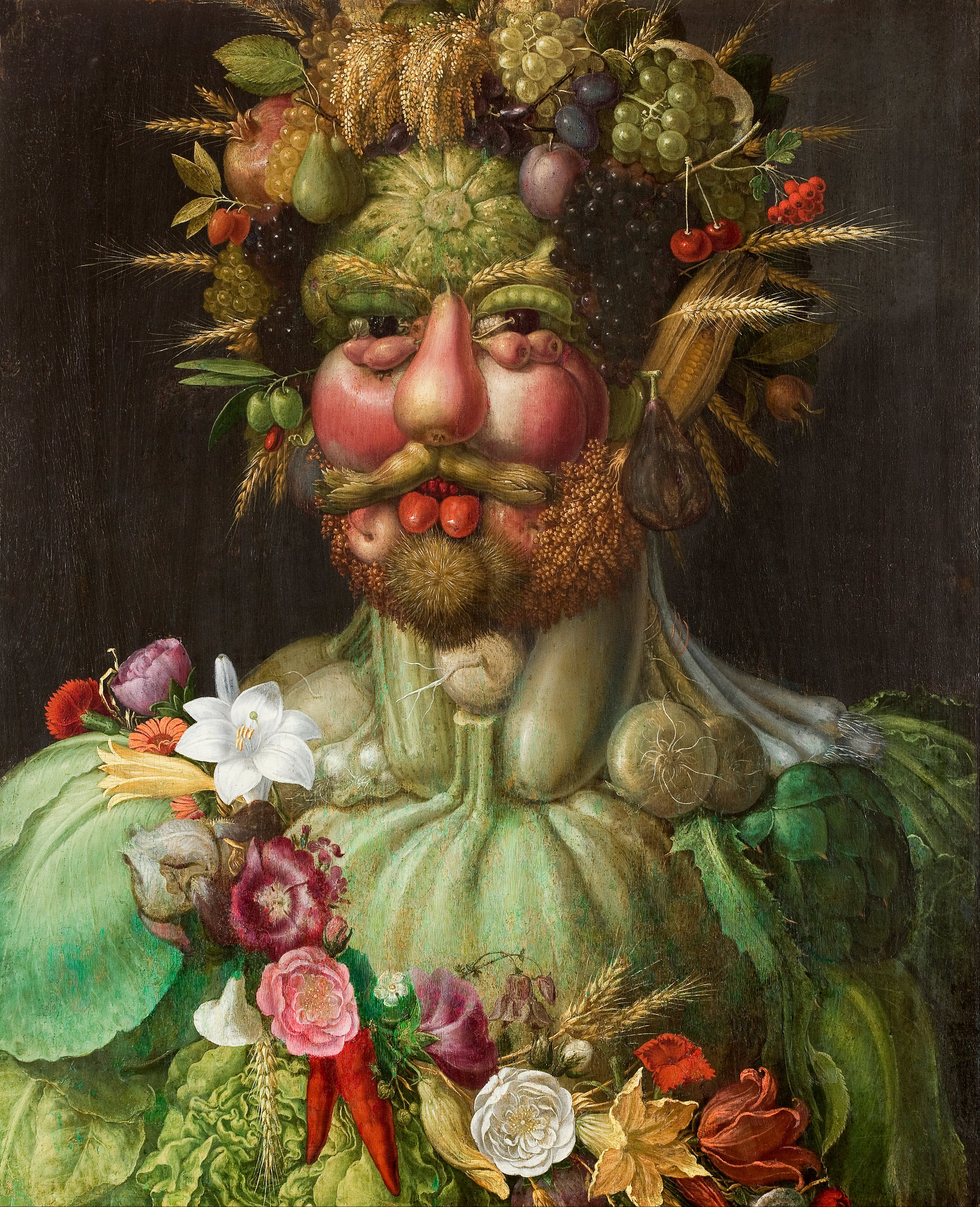
Manýristický obraz Vertumnus - typizovaný portrét Rudolfa II. od Giuseppa Arcimbolda, olej na dřevě, rok 1590

Manýrismus byl přechodovou fází mezi renesančním a barokním uměním. I přes to, že Praha byla na konci 16. a počátku 17. století významným evropským centrem manýrismu, v české architektuře se tento styl příliš neprojevil a měl čistě palácový charakter. Byl ve velmi těsném sepětí se dvorem císaře Rudolfа II., kde působili významní představitelé manýrismu (Giuseppe Arcimboldo, Adrian de Vries, Bartholomeus Spranger), kteří však nebyli architekty. Manýrismus se v Čechách projevoval spíše zájmem o vše neobvyklé, výjimečné, (Zpívající fontána sochaře Francesca Terzia, 1562), kabinet kuriozit Rudolfа II. se sbírkami zvláštních až obskurních artefaktů od minerálů a antických mincí po výtvory amerických indiánů). Rudolf II. shromáždil velmi rozsáhlou sbírku originálů i kopií mnoha uměleckých děl, obrazů, soch, zbraní a dalších artefaktů, které bohužel později padly za oběť švédskému drancování Prahy. Zájem o vše neobvyklé měl přesah i do českého baroka.

## Baroko a rokoko

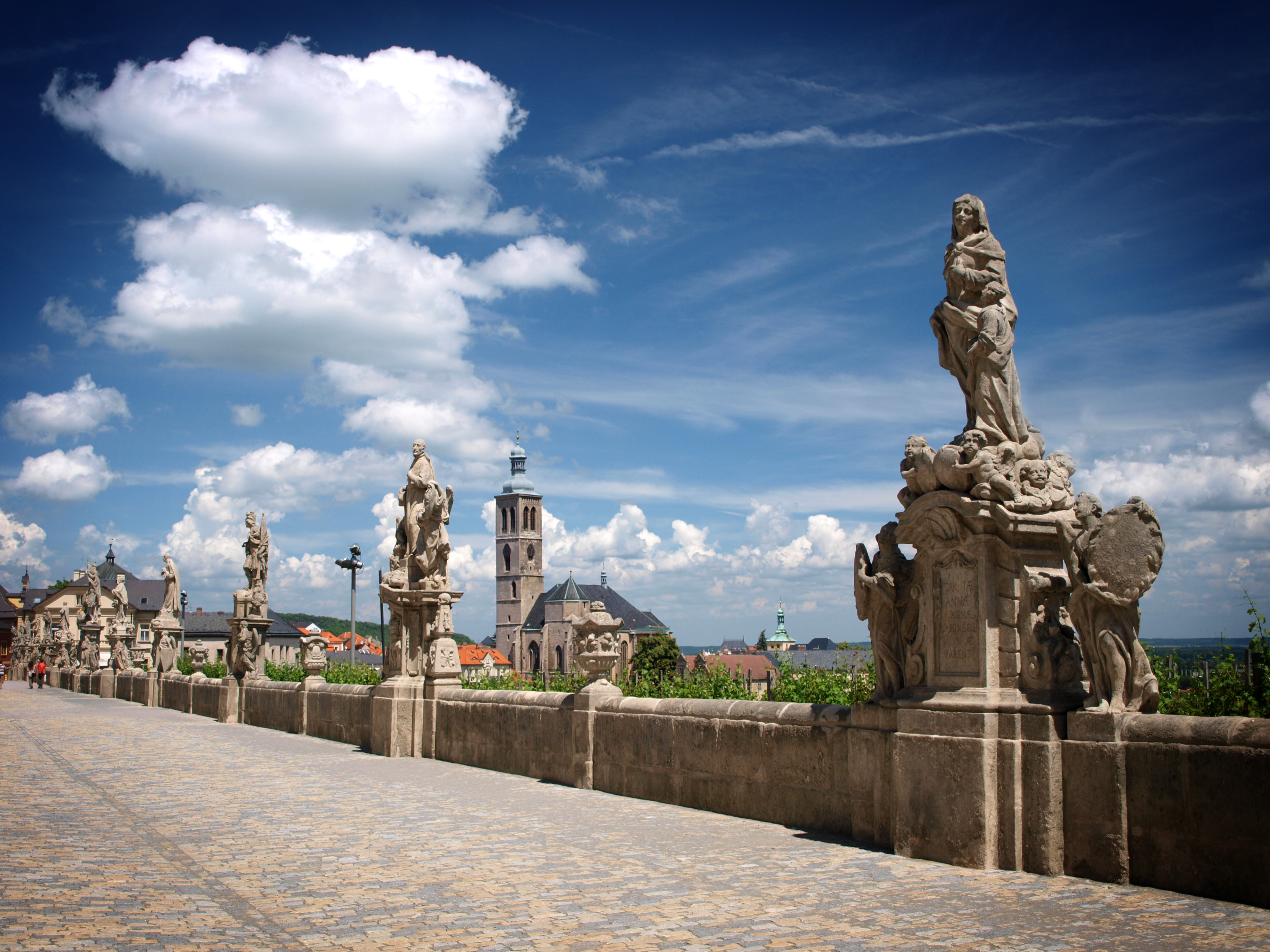
Barokní sochy na ochozu před Jezuitskou kolejí v Kutné Hoře. V pozadí je gotický kostel sv. Jakuba Staršího

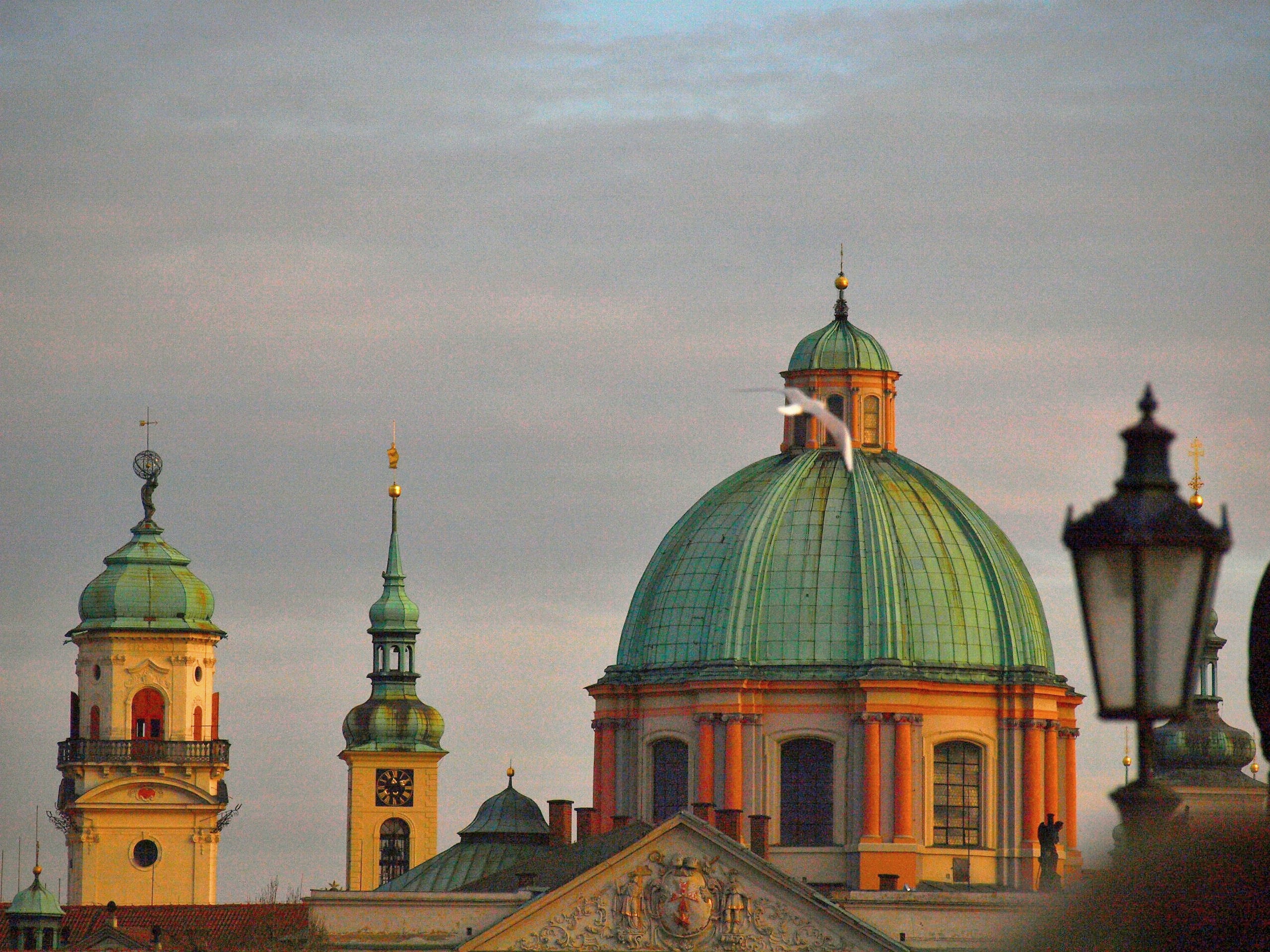
Zprava doleva: kupole křižovnického kostela sv. Františka Serafínského, hodinová věž a astronomická observatoř Klementina

### Baroko

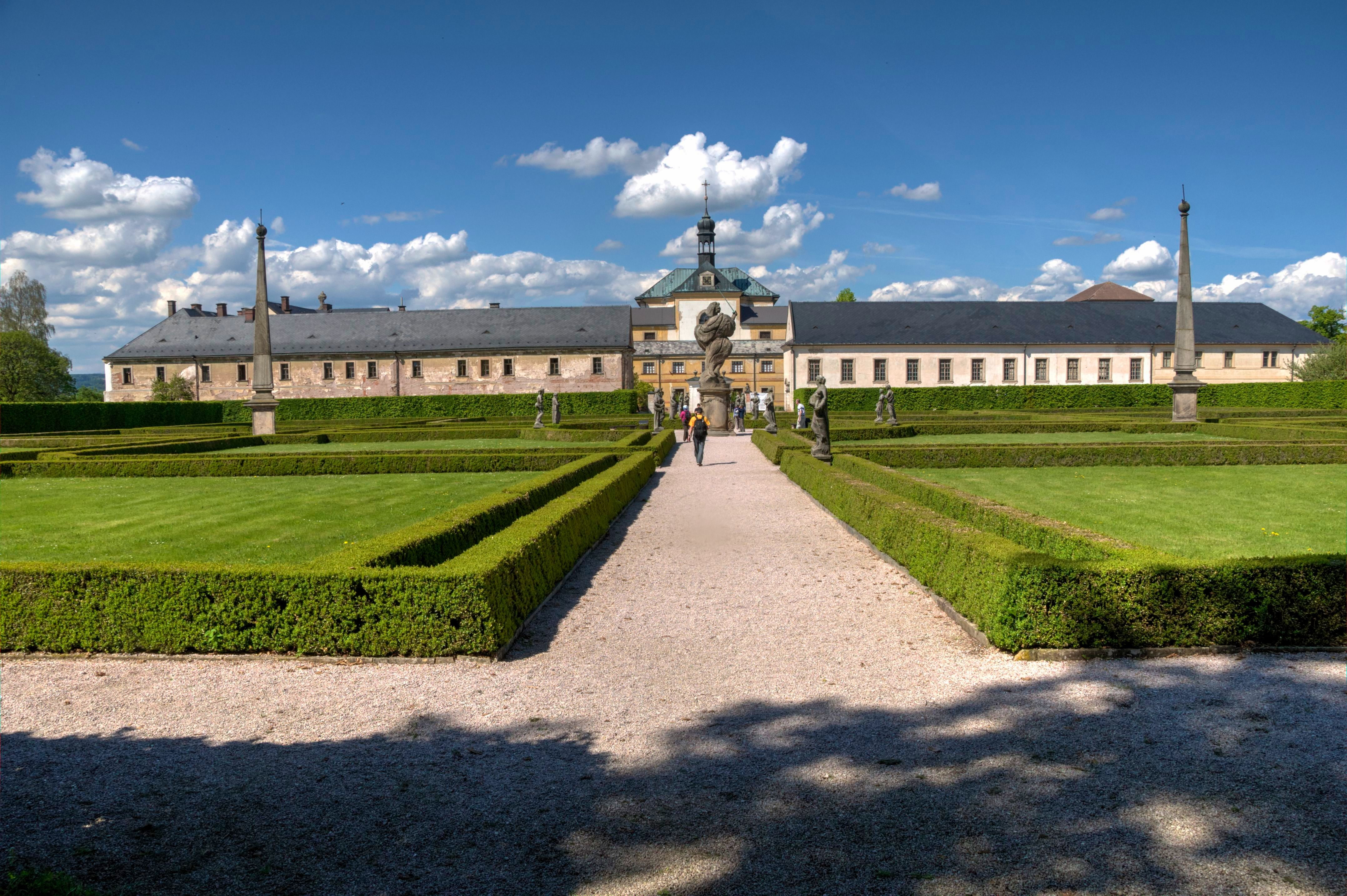
Areál barokního špitálu a kostela zámku Kuks, architekt Giovanni Battista Alliprandi

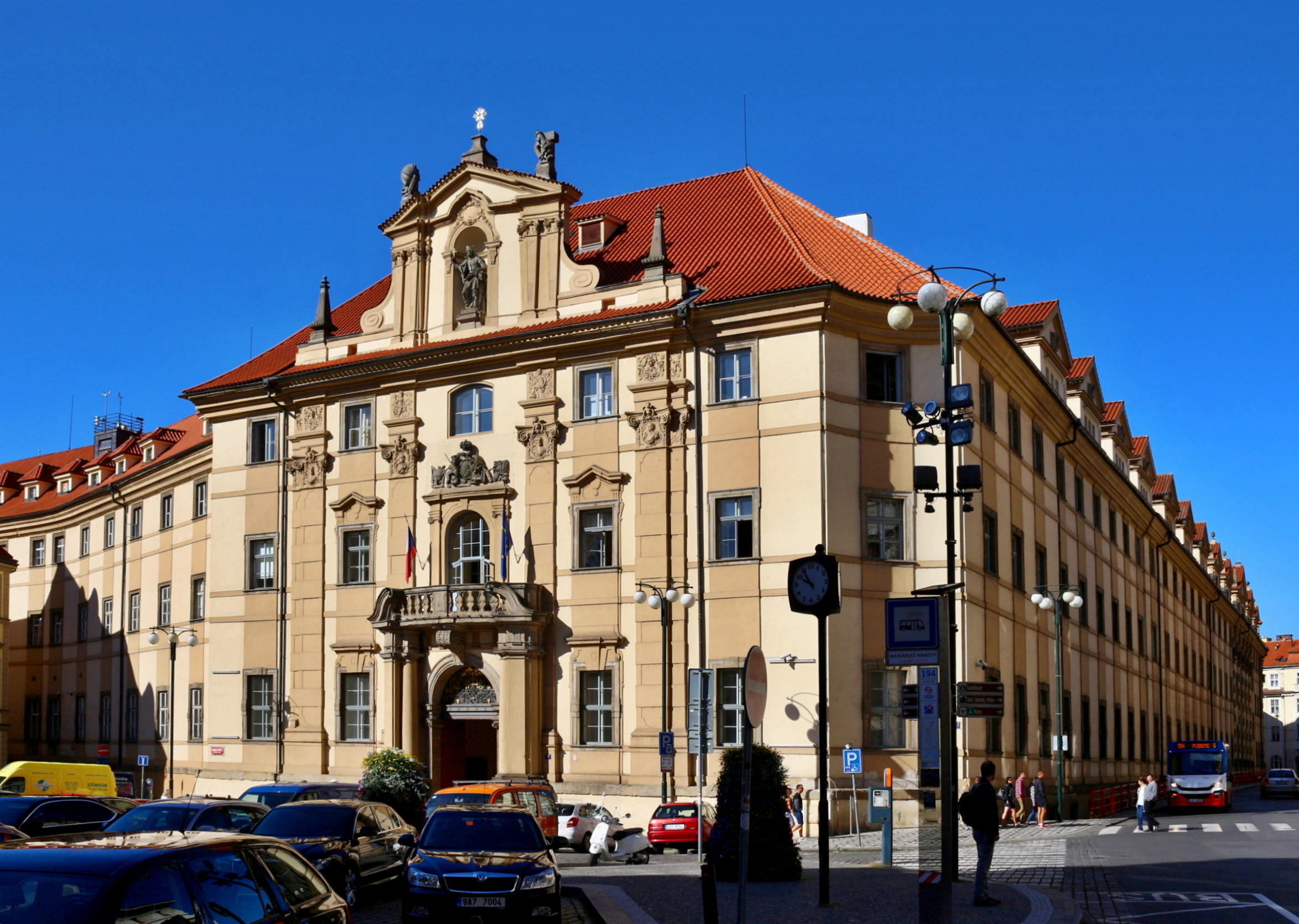
Klementinum, Praha, východní průčelí

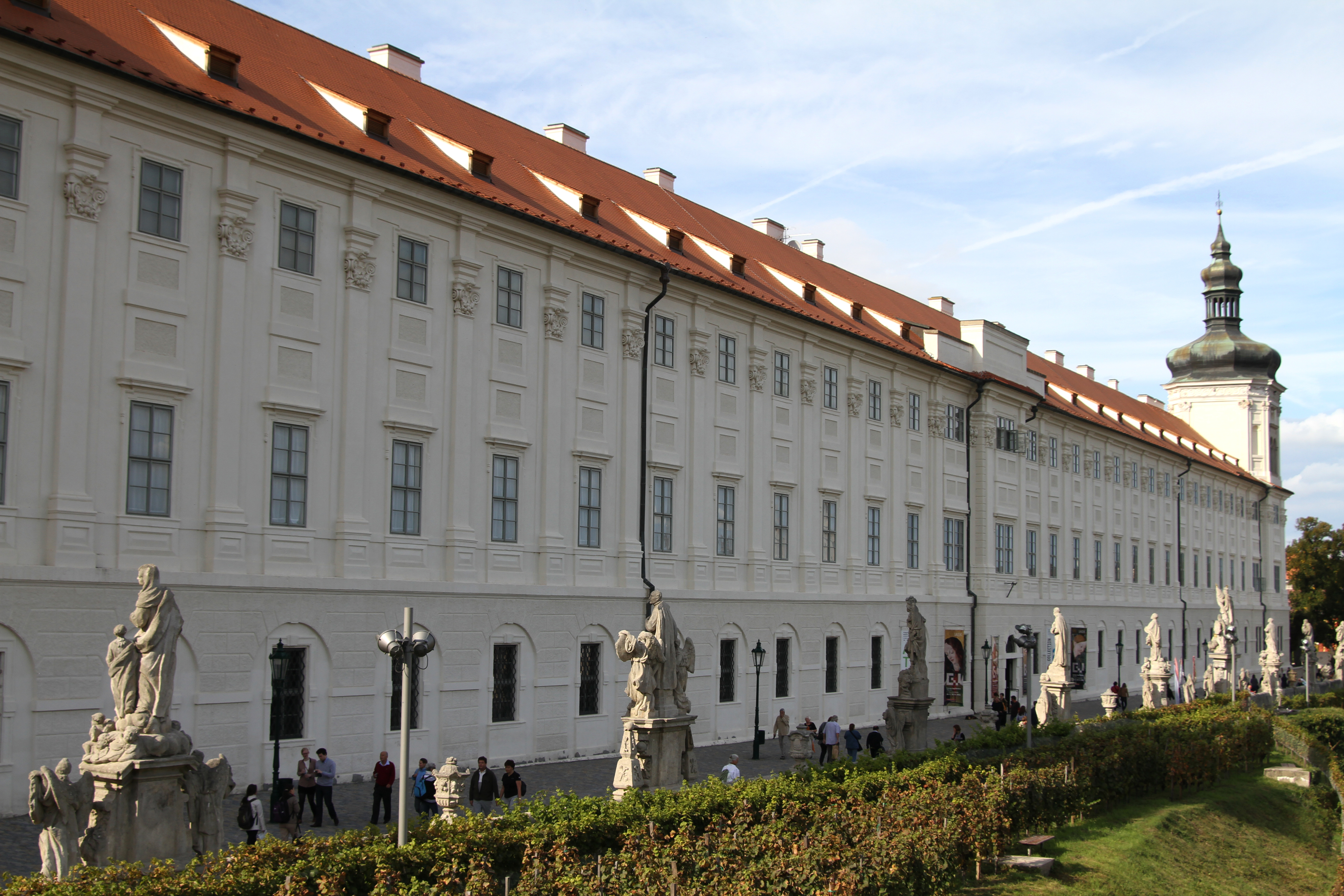
Jezuitská kolej, Kutná Hora

Baroko do Českého království postupně přinesli stoupenci vítězné katolické strany po porážce stavovského povstání v bitvě na Bílé hoře v roce 1620. Povstání bylo počátkem třicetileté války, do níž byla zavlečena velká část západní Evropy. V této době zaznamenaly české země na jedné straně společenský, hospodářský i politický úpadek, který bývá poněkud nepřesně nazýván dobou temna. Na druhé straně proběhl nevídaný rozvoj umění, který zanechal na českém území velké, snad dokonce největší množství cenných kulturních památek architektonických, stejně jako sochařských a malířských děl, ale i literárních a především hudebních. V té době do Českého království přichází množství nových rodů z katolických zemí, kteří na svých nových panstvích zahájili výstavbu zámků, paláců, kostelů, kaplí, zakládali kláštery a nemocnice, ve velké míře podporovali umění a vědu. V té době české země zažily skutečný stavební rozkvět. Aby práce probíhaly, co nejrychleji a co nejefektivněji, byli do země ve velkém množství zváni architekti a stavitelé z Itálie, Rakous, německých zemí, a někteří dokonce i z Francie. V českých zemích pracovalo velké množství zahraničních i domácích architektů, malířů, sochařů, či zahradních architektů, kteří po sobě zanechali mnoho skutečných skvostů.
V té době totiž působila v českých zemích řada významných architektů jako Carlo Lurago (Klementinum), Francesco Caratti (Černínský palác), Jan Baptista Mathey (Arcibiskupský palác, Toskánský palác, letohrádek v Tróji), Jan Blažej Santini-Aichel (kostel na Zelené hoře), František Maxmilián Kaňka (Karlova Koruna), Kryštof Dientzenhofer (kostel svaté Markéty v Břevnovském klášteře) nebo jeho syn Kilián Ignác Dientzenhofer (malostranský i staroměstský kostel sv. Mikuláše).

### Rané baroko
Typickými příklady projevů barokní architektury byla zejména výstavba sakrálních staveb, ale také celých komplexů šlechtických sídel. Příkladem může být výstavba Valdštejnského paláce s Valdštejnskou zahradou poté, co generalissimus Albrecht z Valdštejna získal několik domů a pozemků pod Pražským hradem. Domy nechal zbořit a na jejich místě vystavěl velkolepý palác se zahradami italského typu, do té doby v Praze nevídanými. Dalším velkým stavebním projektem bylo několikrát přestavované jezuitské Klementinum. Tvořilo ho několik vnitřních nádvoří, zahrnovalo dva kostely a zrcadlovou kapli, klášterní kolej a velikou knihovnu (dnešní Národní knihovna). Lze říci, že všichni přední architekti první generace se nějakým způsobem podíleli na vzniku Klementina: počínaje Giovannim Domenikem Orsim či Francescem Carattim po Janа Baptistu Matheye.
Po skončení třicetileté války se politická situace v Českém království stabilizovala. Baroko bylo obecně přijato jako stylová norma a dále se rozvíjelo. Nehledě na agresivní charakter raného baroka, udala první generace architektů a sochařů neobyčejně vysokou úroveň projektových řešení včetně praktických příkladů provedení. V barokním období vznikala mistrovská díla a lze říci, že baroko v českých zemích prakticky nemělo učednické období hledání nebo váhání.
Baroko v Českém království nebylo soustředěno v jediném místě, nýbrž zasáhlo celé území včetně venkova. Dodnes se v menších českých, moravských i slezských městech setkáváme s pozoruhodnými a významnými exempláři barokní architektury v podobě provinčních zámků, paláců, kostelů či kaplí. Pro barokní kostely či kaple je také typické, že byly záměrně stavěny na vyvýšená či jinak významná místa, čímž se mnoho z nich stalo dominantou celého blízkého okolí.
Prudký stavební rozvoj ovlivnil také sakrální a dekorativní sochařství, znamenal nový impulz k rozvoji šperkařství, výroby barokního nábytku, českého sklářství, а později též výroby porcelánu. Pouze české barokní malířství poněkud zaostávalo, a s výjimkou mistrů portrétu (Jan Kupecký, Petr Brandl, Karel Škréta) nemělo významnějších zástupců (jakými byli např. Annibale Carracci, Guercino, Pietro da Cortona, Giovanni Battista Tiepolo).

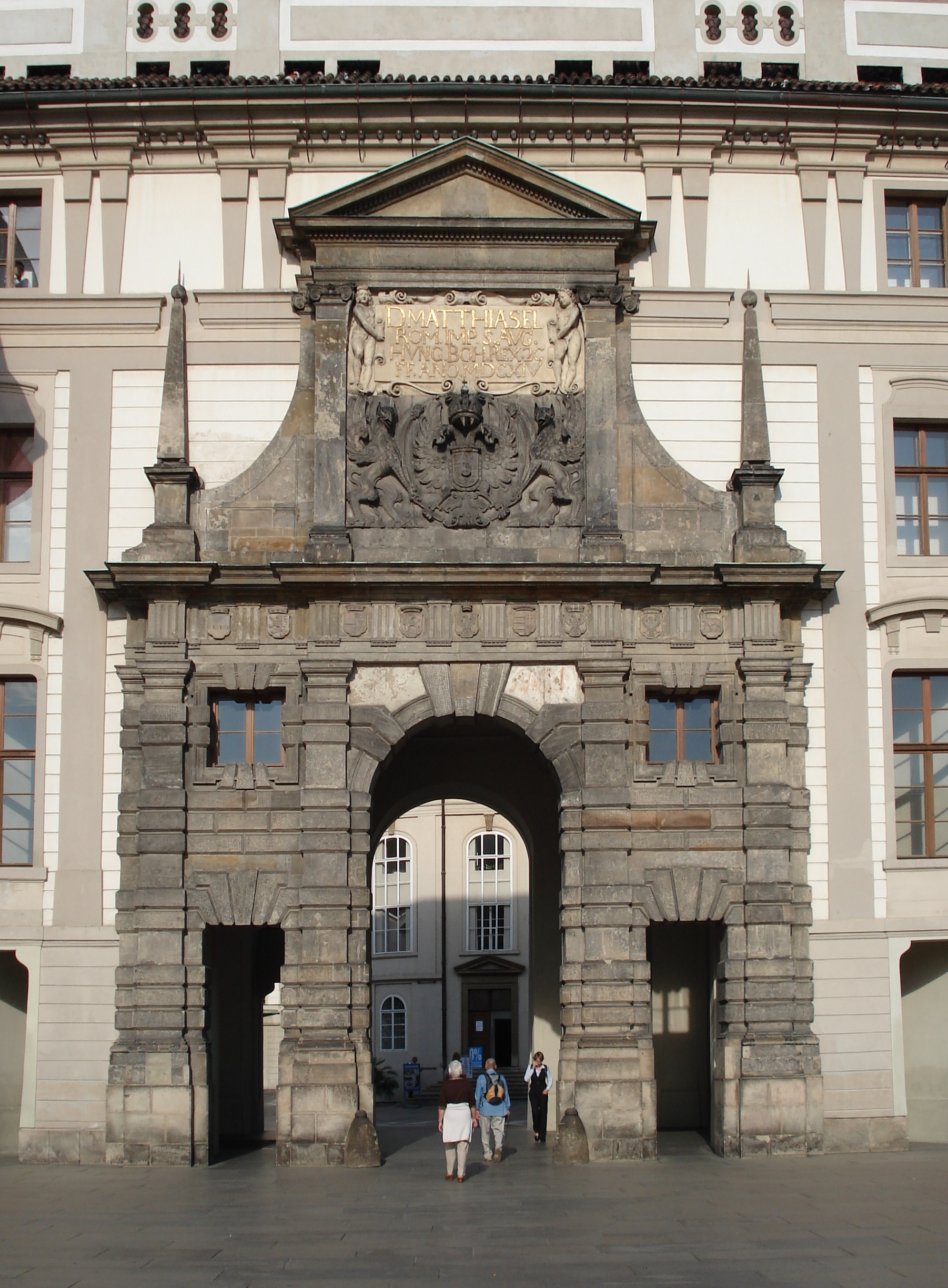
Matyášova brána Pražského hradu (před 1614) některými považovaná za první barokní stavbu v Praze.
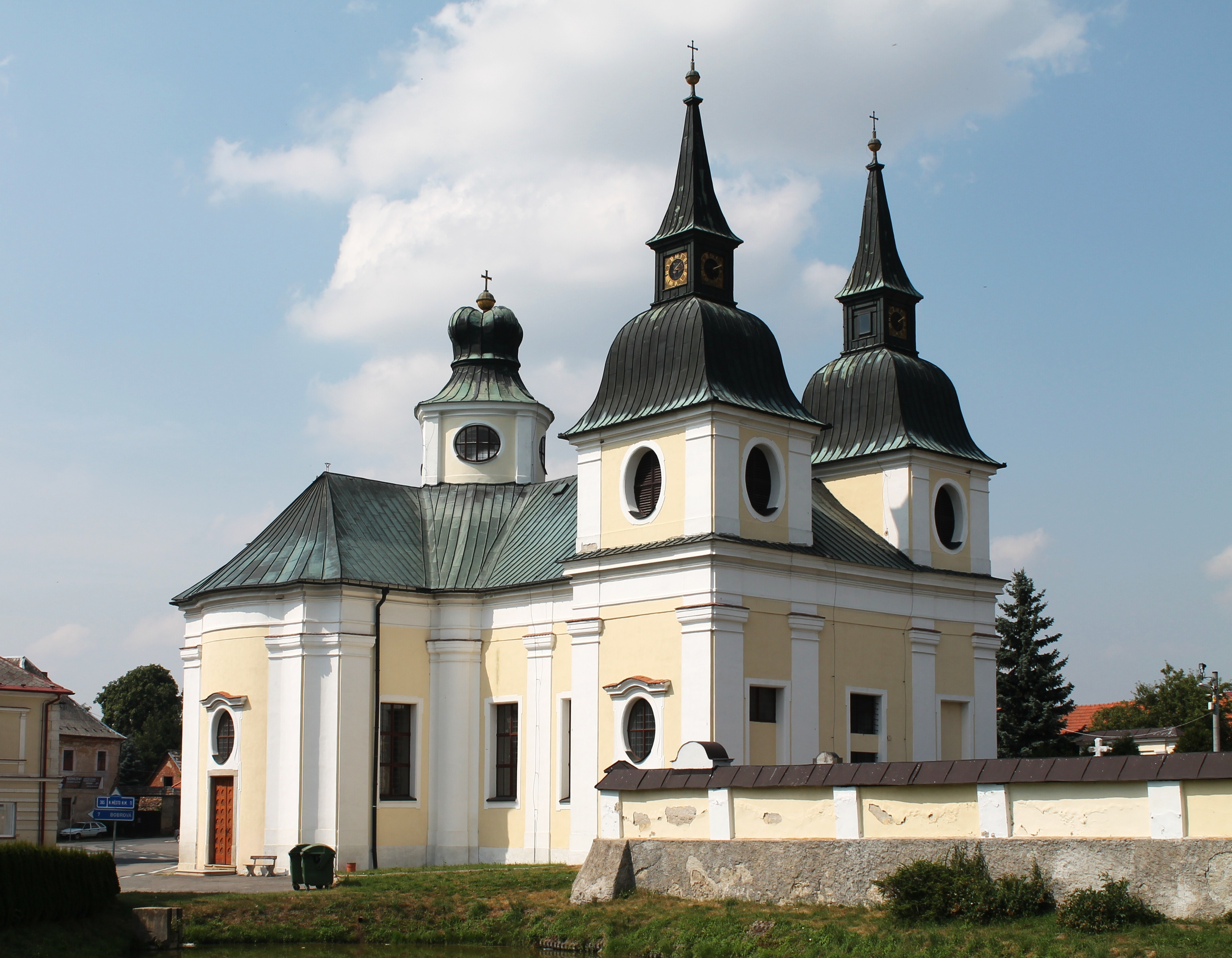
Kostel svatého Václava, Zvole
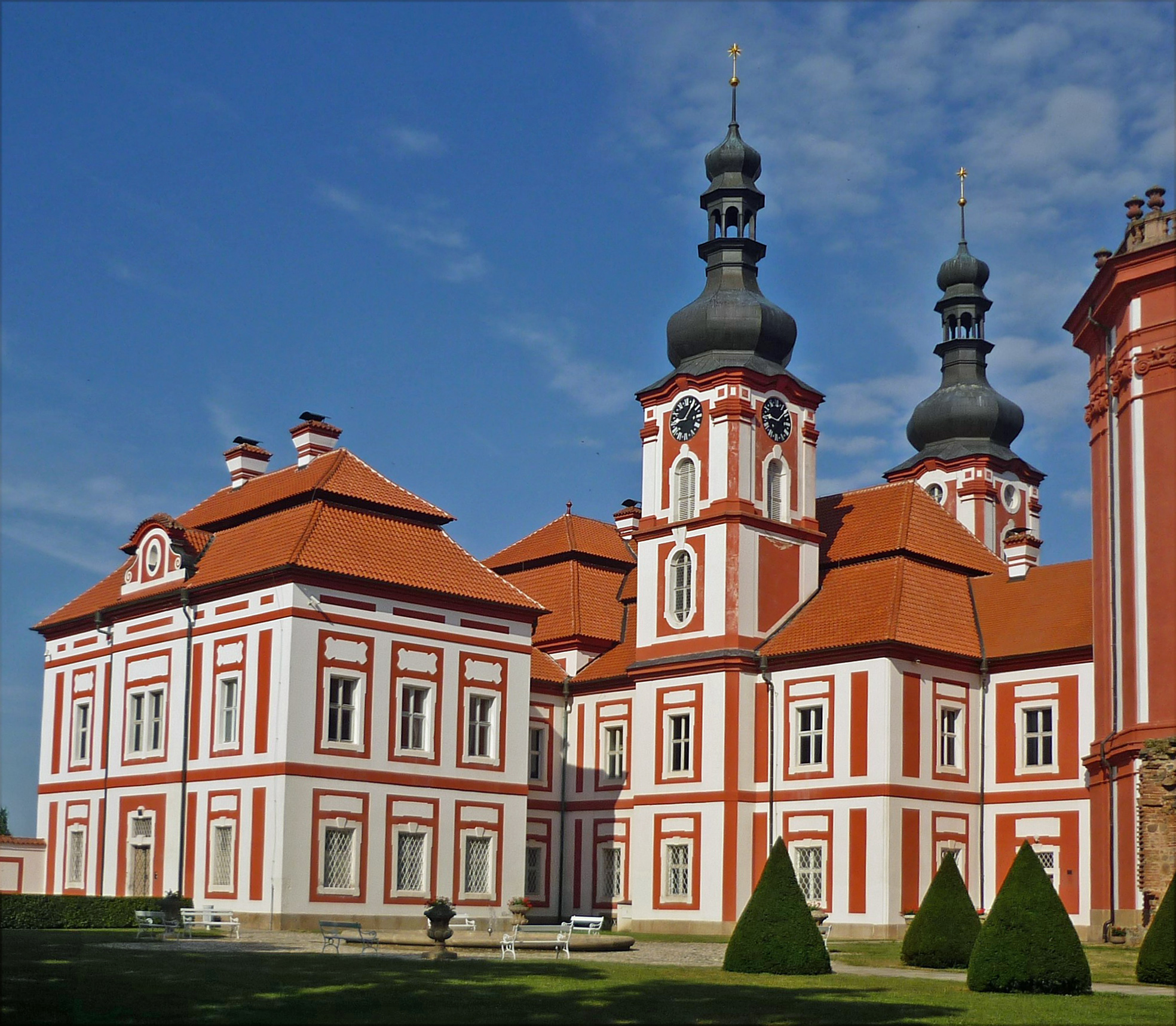
Poutní kostel Zvěstování Panny Marie, Mariánská Týnice
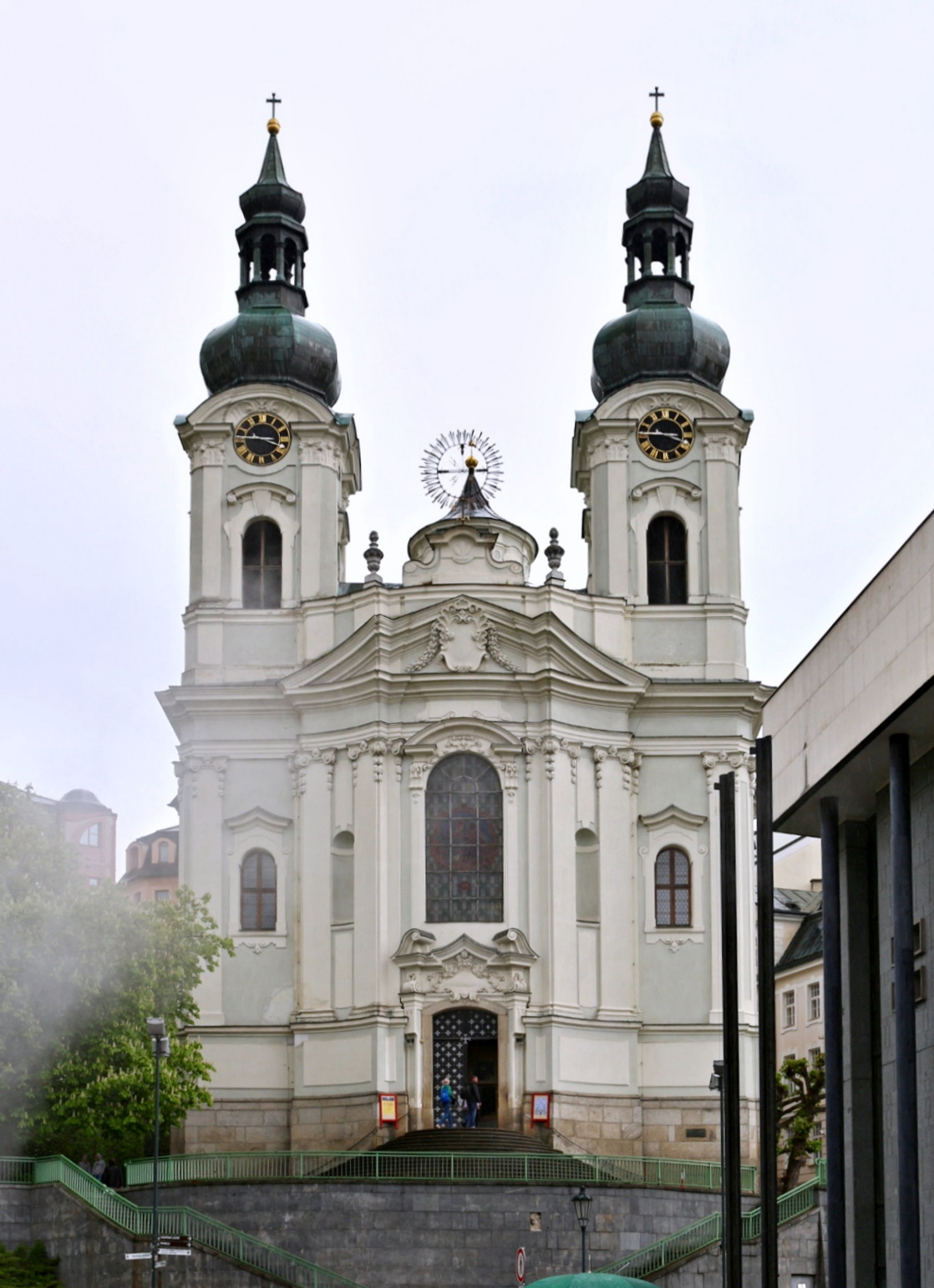
Kostel svaté Máří Magdalény, Karlovy Vary
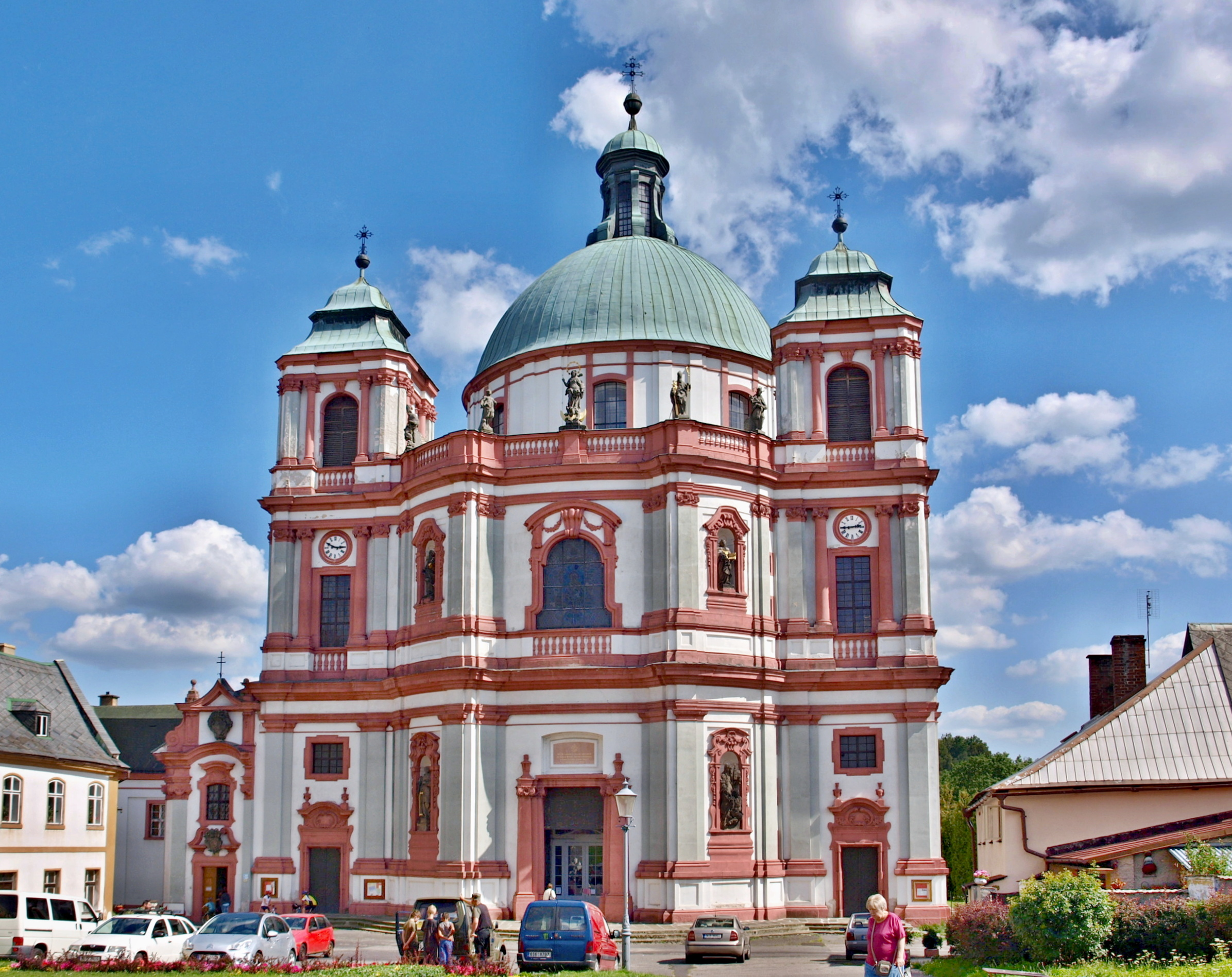
Bazilika svatého Vavřince a svaté Zdislavy v Jablonné v Podještědí
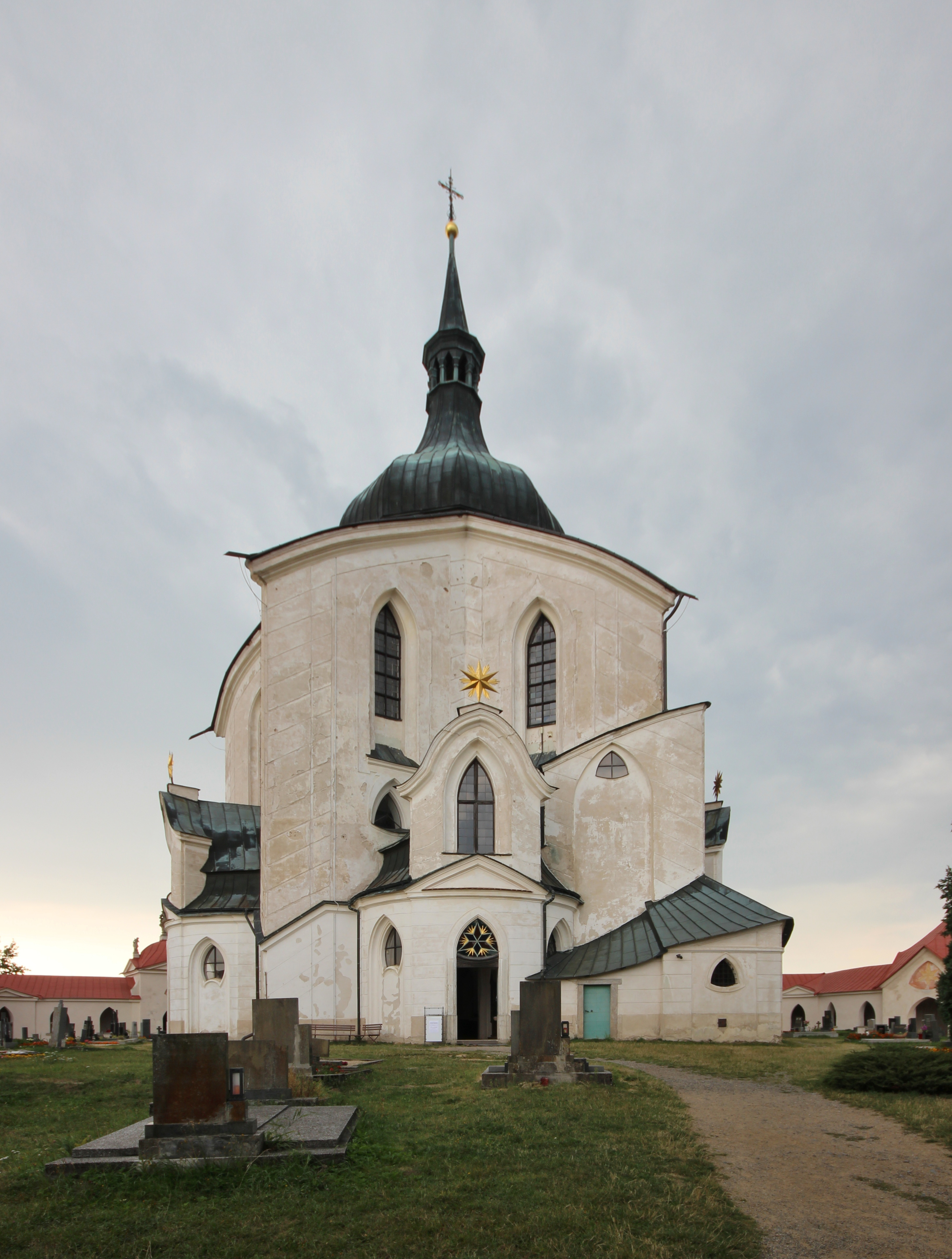
Poutní kostel svatého Jana Nepomuckého, Žďár nad Sázavou (UNESCO)
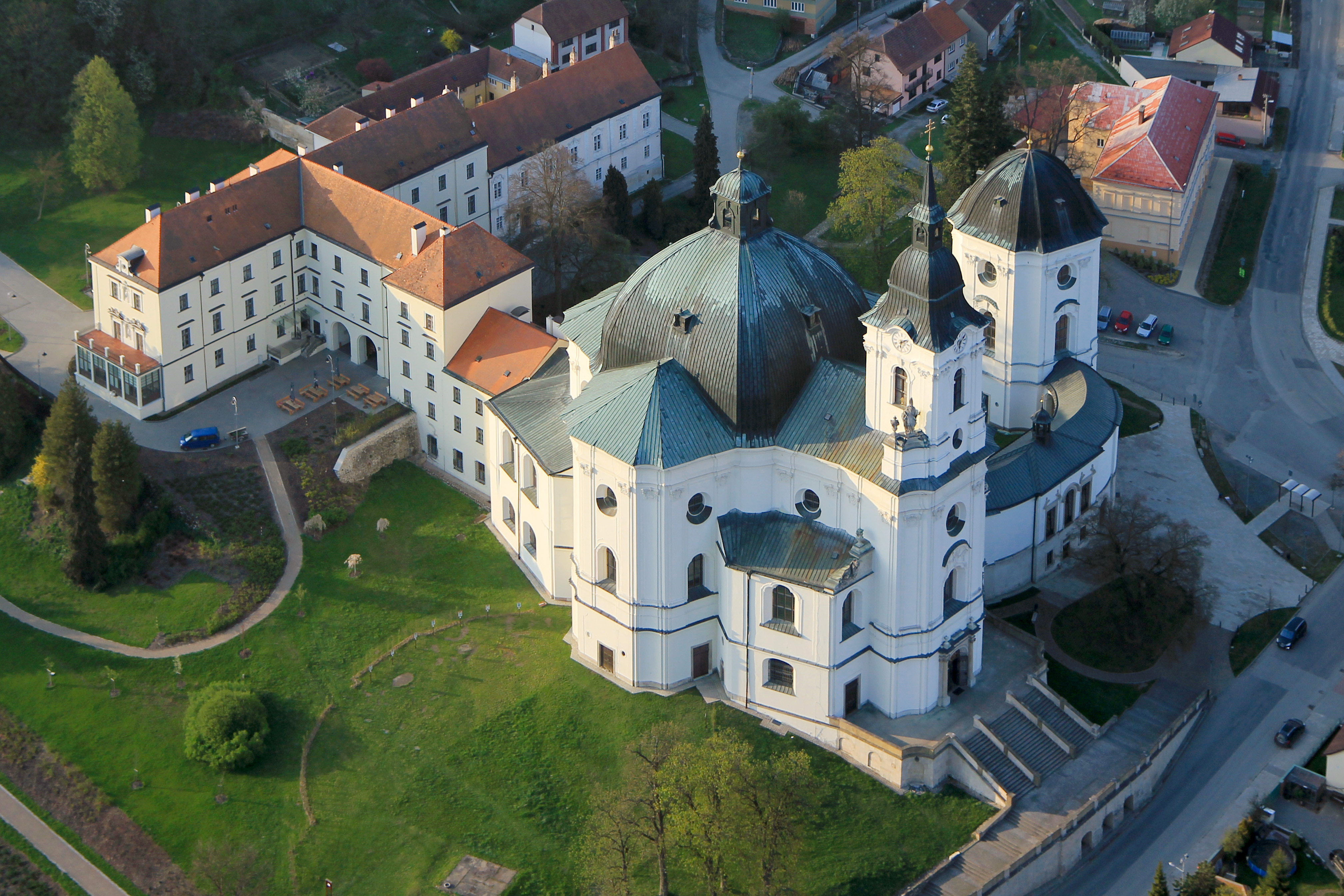
Poutní kostel Jména Panny Marie, Křtiny

### Barokní opera
Zvláštní pozornost si zaslouží také jedinečný fenomén provozování tehdy velmi módní barokní opery, která je do značné míry spjata s konkrétními zámky, zejména na Moravě: Jaroměřice nad Rokytnou, arcibiskupský zámek Kroměříž, Mikulov, Náměšť nad Oslavou, Holešov a hospital Kuks. Jedinečným fenoménem je pak zámecké barokní divadlo v Českém Krumlově, nejstarší a nejbohatší ze čtyř původních dosud fungujících barokních divadel na světě. Zámek Jezeří v severních Čechách byl dějištěm světových soukromých premiér Beethovenovy 3. symfonie "Eroiky", nebo Haydnova oratoria "Stvoření" a mnoha dalších. Dnes se zámek nachází na okraji těžební jámy a hrozí mu zánik.

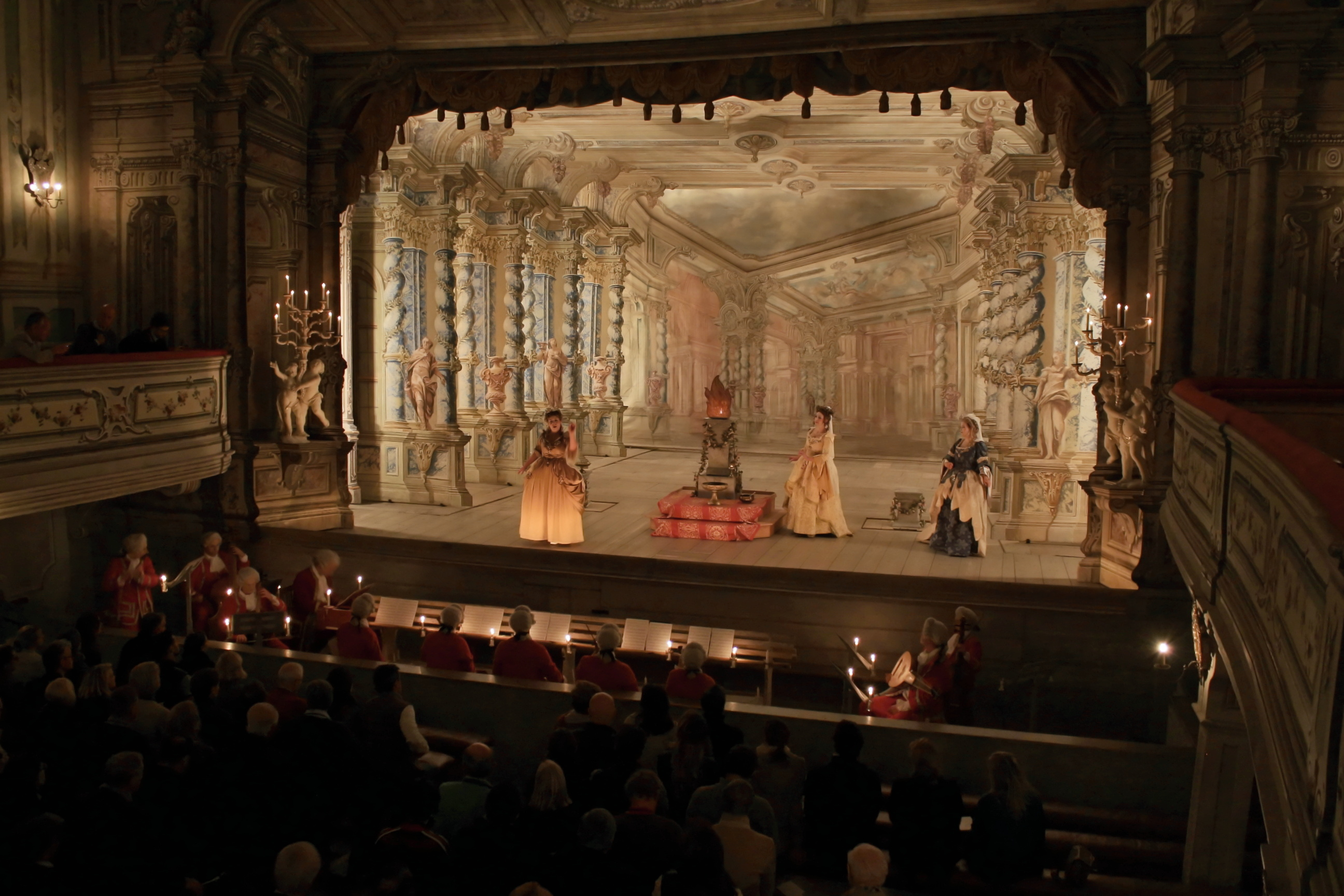
Zámecké barokní divadlo v Českém Krumlově
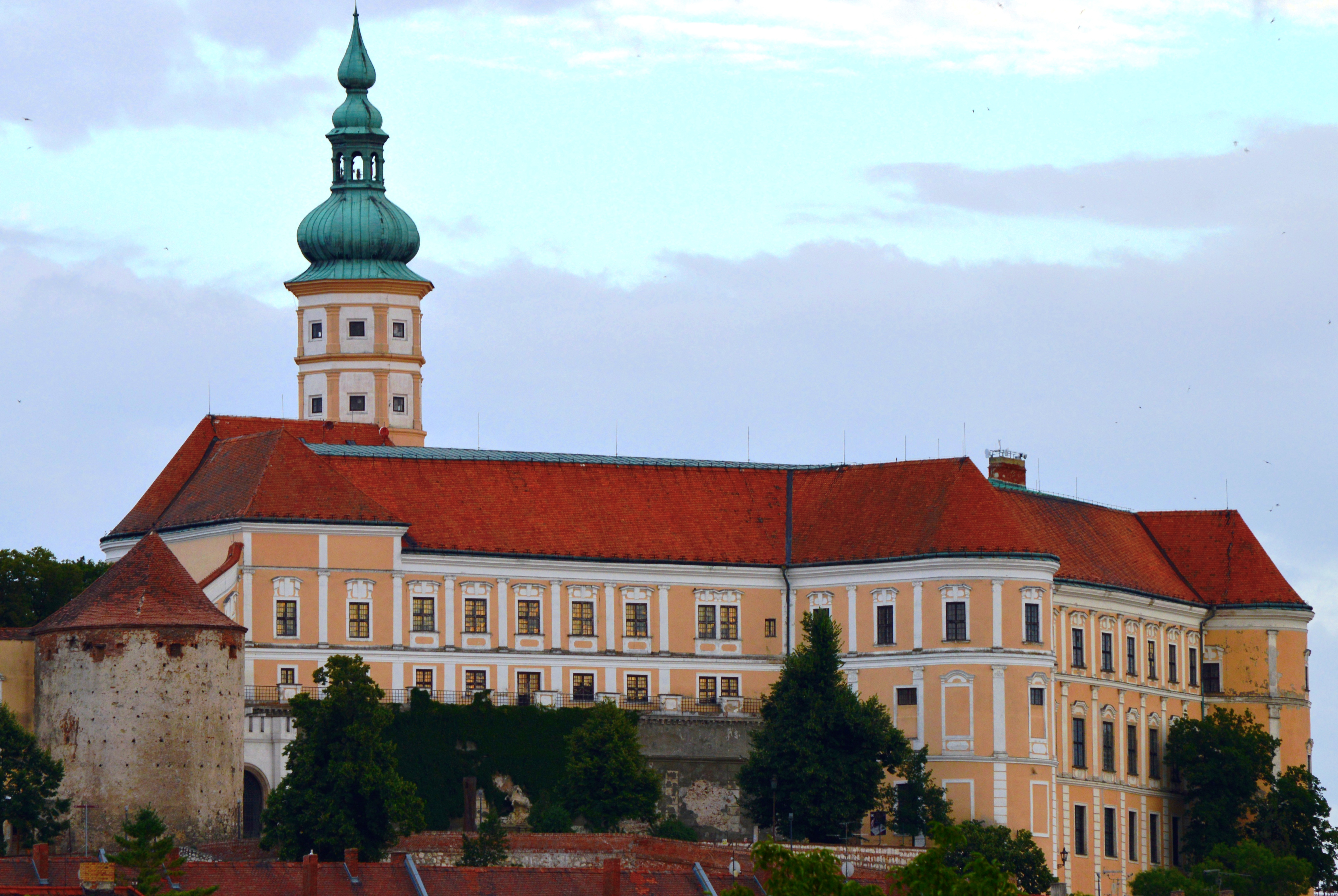
Ditrichštejnský zámek Mikulov
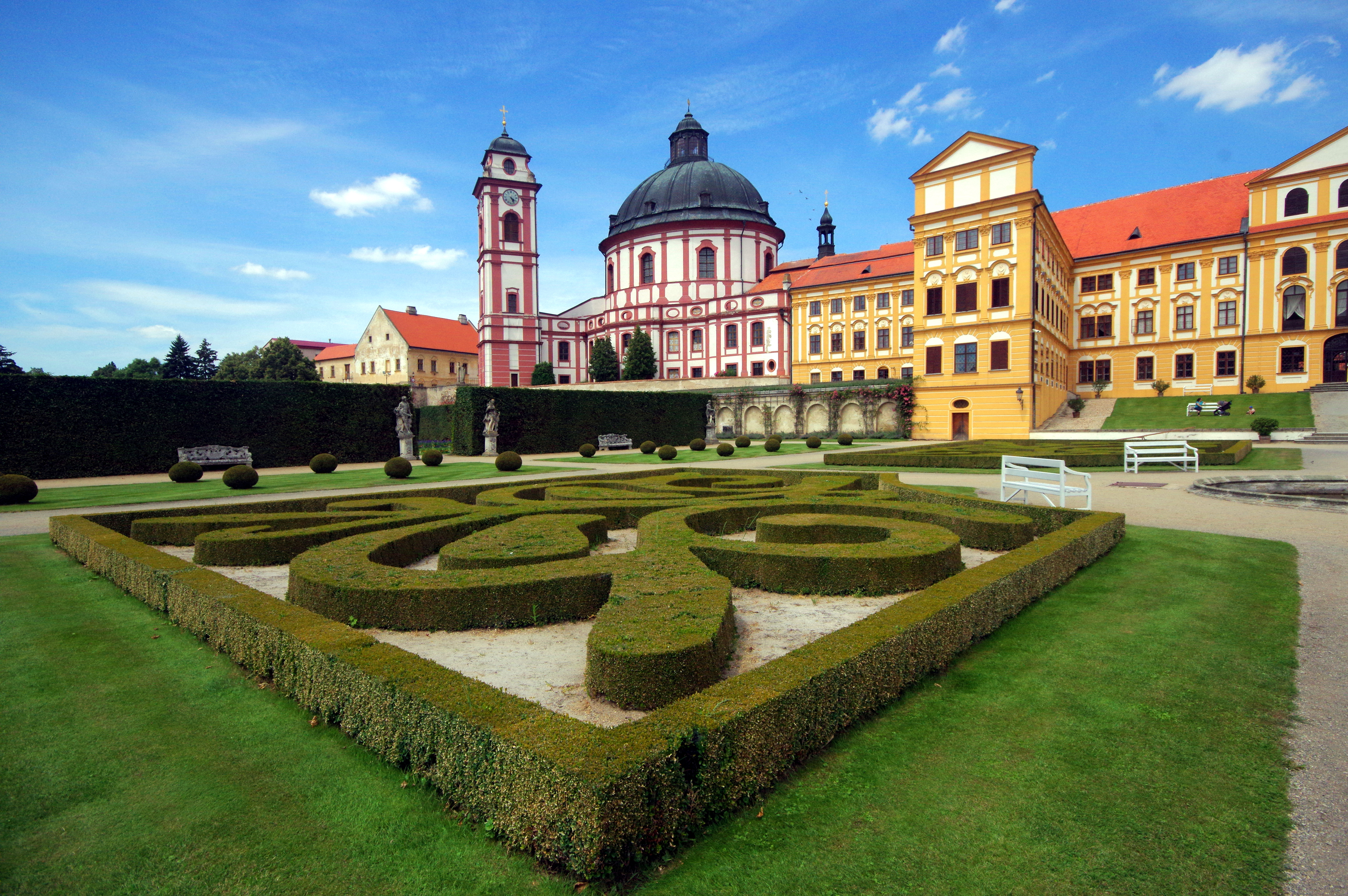
Zámek Jaroměřice nad Rokytnou
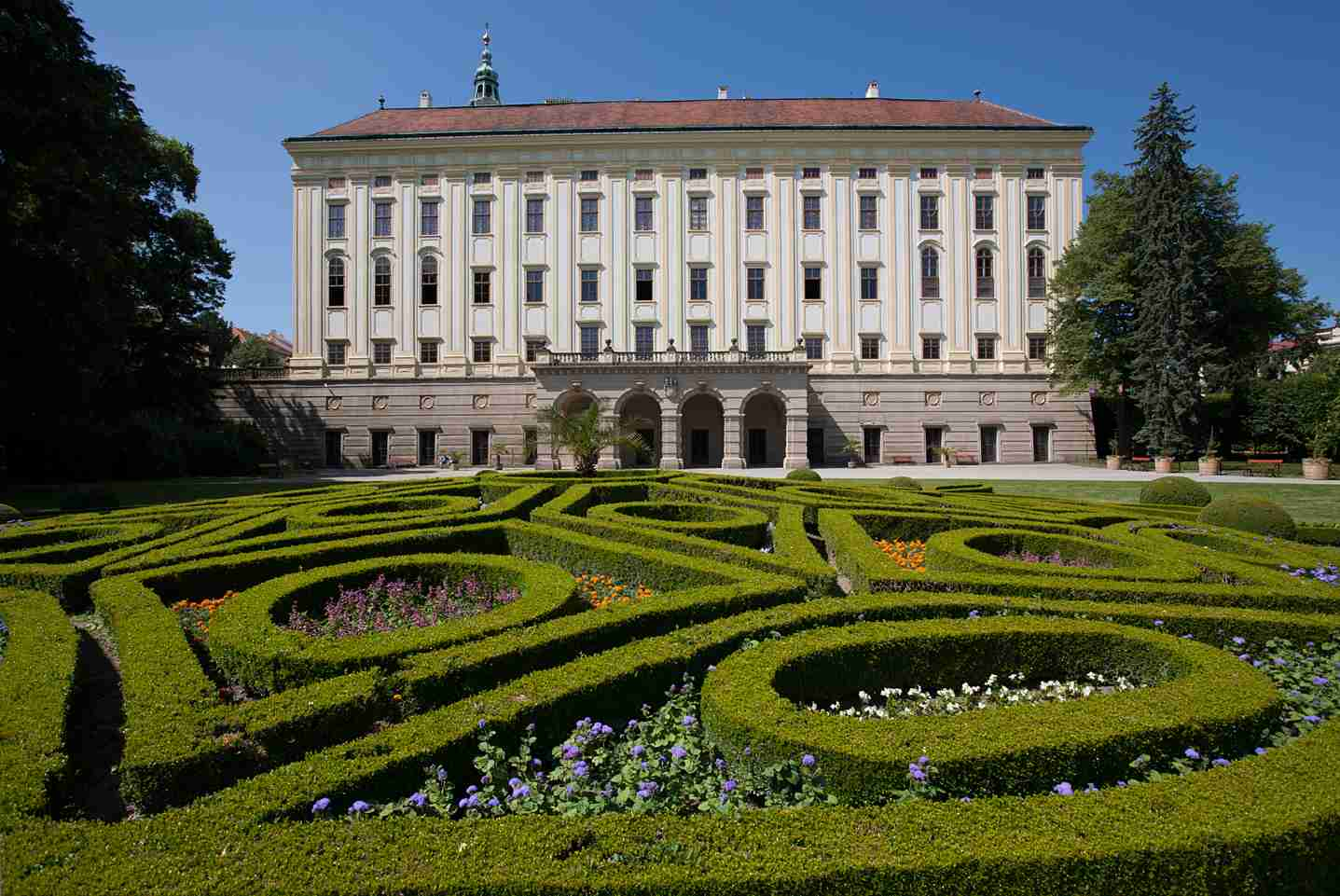
Arcibiskupský zámek a Arcidiecézní muzeum Kroměříž
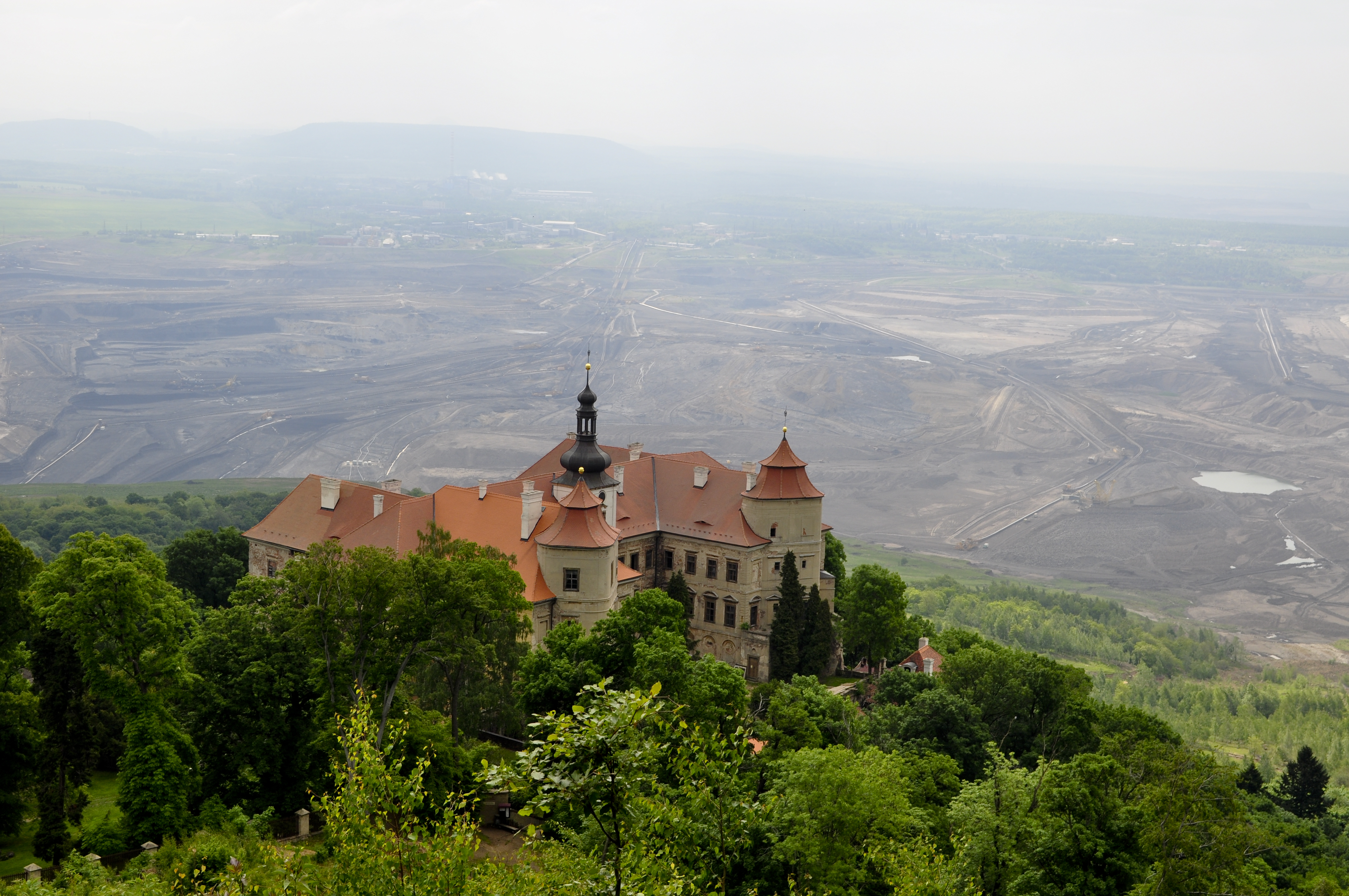
Zámek Jezeří

### Venkovské baroko

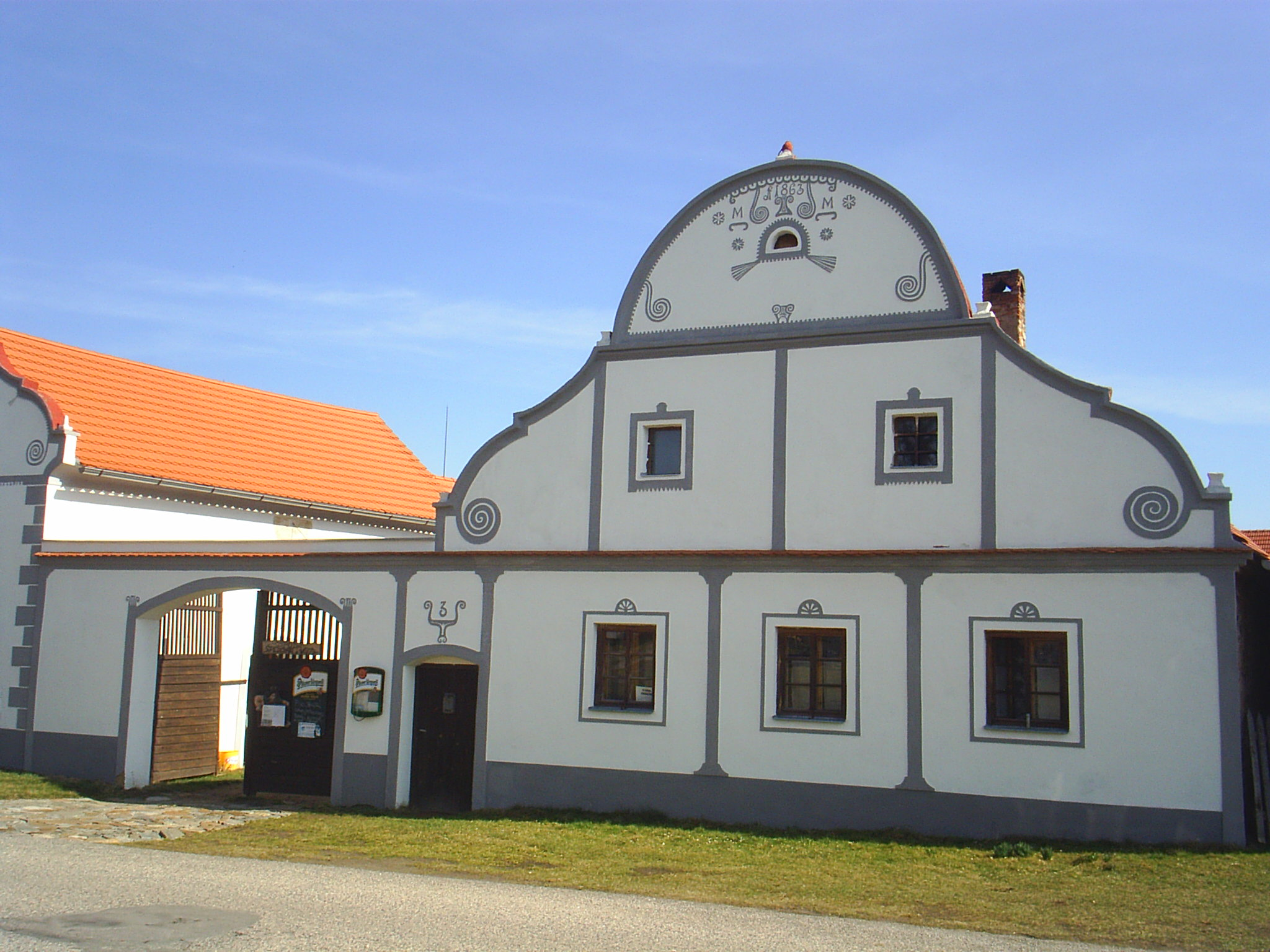
Holašovice - selské baroko

Barokní architektura pronikala více či méně spontánně i do venkovského prostředí. Mnoho starších venkovských kostelů bylo barokně přestavováno, ale vznikalo mnoho novostaveb. Kromě panských sídel a zámků se lze téměř v každé české, moravské i slezské obci se setkat s barokními kostely, nebo sochami. Poněkud opožděně, v samém doznívání barokní kultury vznikaly venkovské domy v samostatné formě, nazývané souhrnně selské baroko, nesoucímu již prvky klasicistní architektury. Nejvýznamnějším příkladem je obec Holašovice, jejíž náves byla zapsána na seznam Světového dědictví, ale najdeme je i v dalších jihočeských vesničkách Květov, Borkovice, Soběslavská Blata.

### Vrcholné baroko

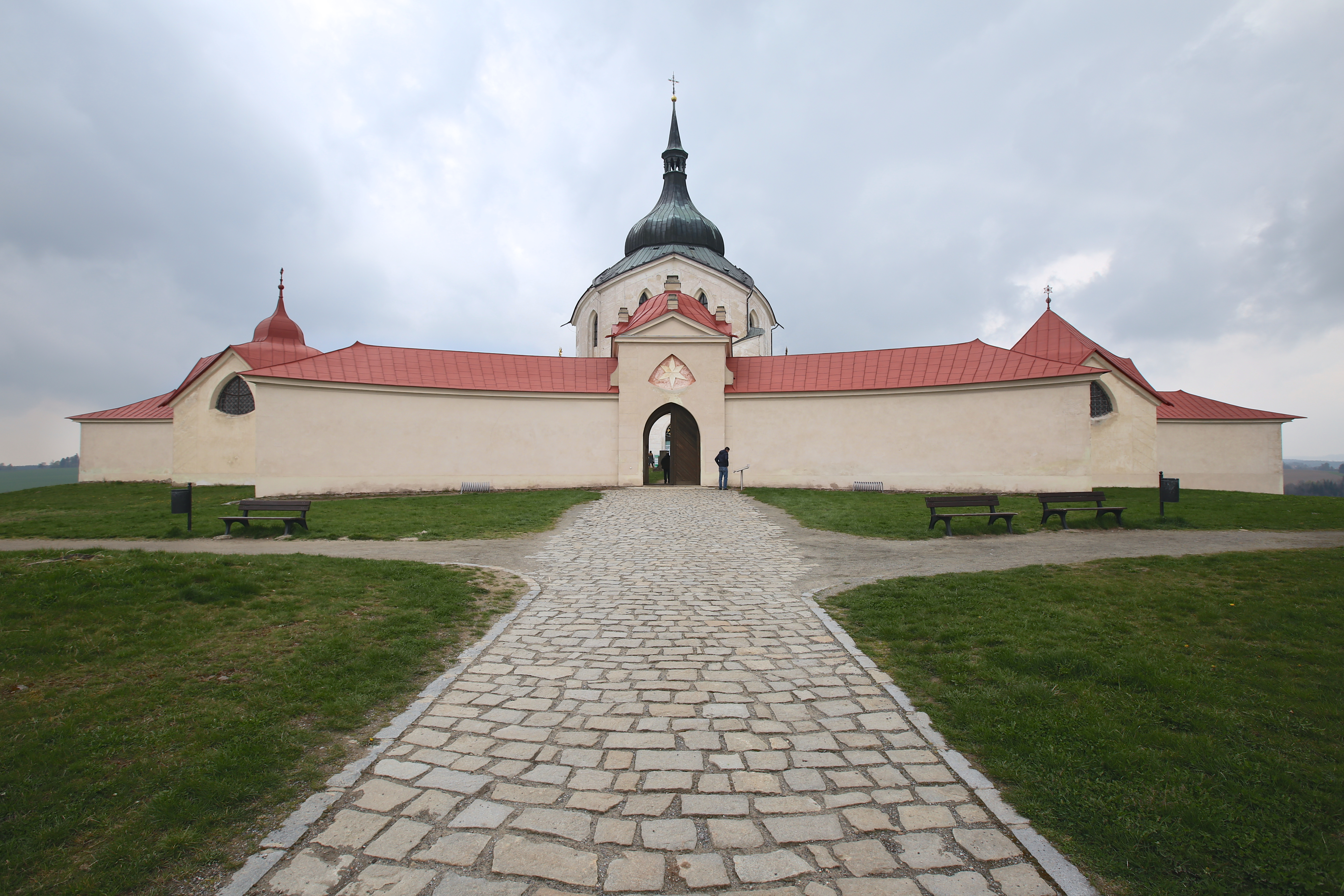
Poutní kostel sv. Jana Nepomuckého na Zelené hoře postavený ve stylu barokní gotiky

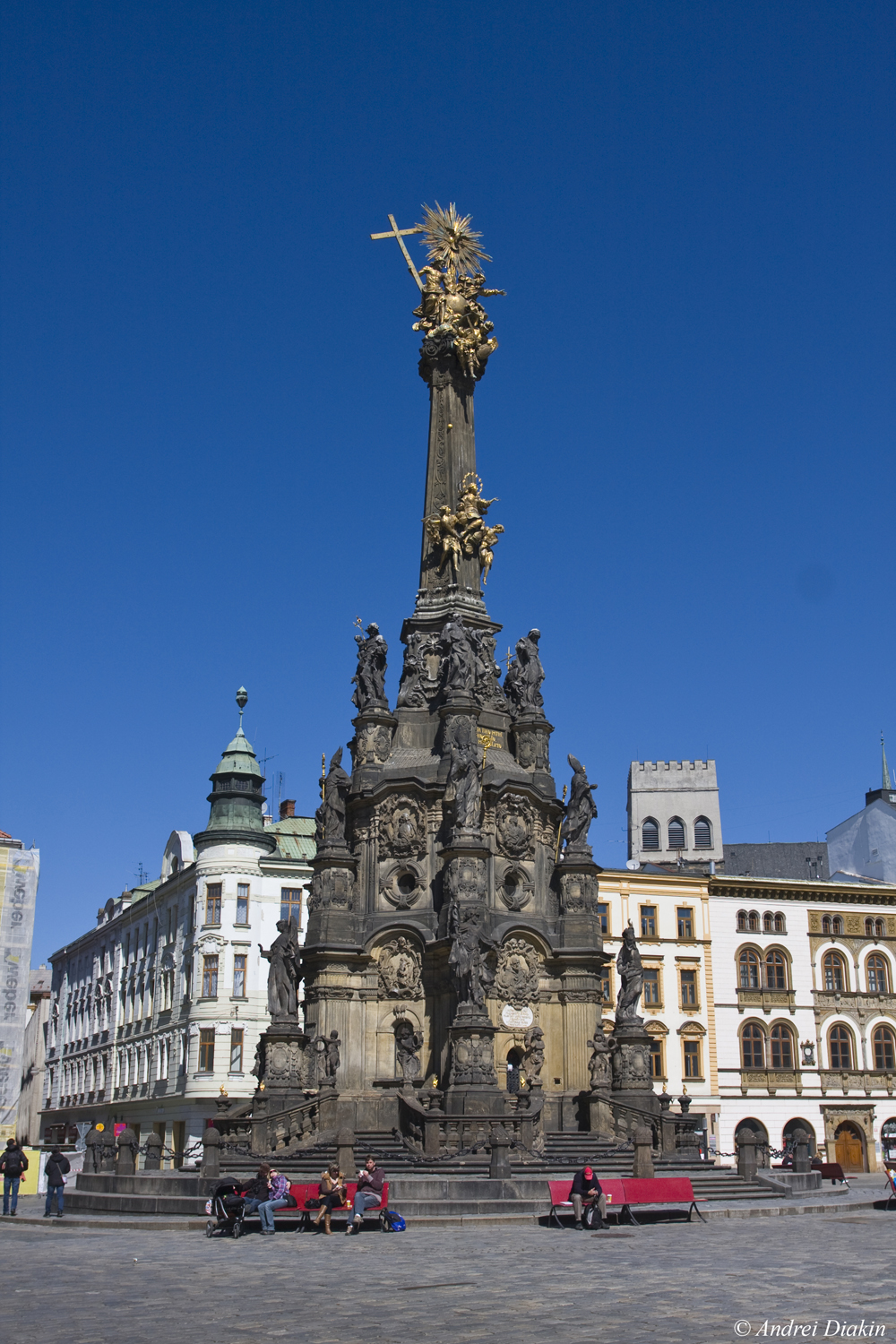
Sloup Nejsvětější Trojice (Olomouc)

Vrcholné baroko zažila česká architektura na přelomu první poloviny 18. století, to bývá v české architektuře vnímáno jako období vrcholného baroka.
V době vrcholného baroka v českých zemích vznikly dvě památky zapsané na seznam Světového dědictví UNESCO, morový sloup Nejsvětější Trojice v Olomouci z let 1714–1754 a poutní kostel sv. Jana Nepomuckého na Zelené hoře postavený v letech 1719–1722 v jedinečném stylu barokní gotiky českým architektem italského původu Janem Blažejem Santinim.
V tomto období už zde působili převážně architekti v českých zemích usedlí či zdomácnělí. Přechod k vrcholným formám baroka představuje dílo česko-francouzského architekta Jana Baptisty Matheye, který byl autorem např. křížovnického chrámu, Trojského zámku ad.).
K nejvýznamnějším architektům českého vrcholného baroka byli Kryštof Dientzenhofer a zejména jeho syn Kilián Ignác, autor mj. originálně a náročně řešených kostelů kombinující prvky podélných a centrálních staveb. Mezi jejich společné práce patří oba pražské kostely sv. Mikuláše (malostranský a staroměstský). Otec a syn Dientzenhoferové jsou hlavními představiteli směru označovaného jako radikální či dynamické baroko, které se vyznačuje zvlněnými zdmi a půdorysy složenými z průniků oválů.
Dalšími významnými architekty českého vrcholného baroka byli např. Giovanni Battista Alliprandi, originální přínos měl i František Maxmilián Kaňka, jehož dílo je značně různorodé a často dokončoval stavby jiných architektů. V českých zemích působil i významný vídeňský architekt Johann Bernhard Fischer z Erlachu. Navrhl barokní přestavbu moravského zámku Vranov nad Dyjí, kašnu Parnas v Brně nebo Clam-Gallasův palác v Praze vystavěný v letech 1714–18.

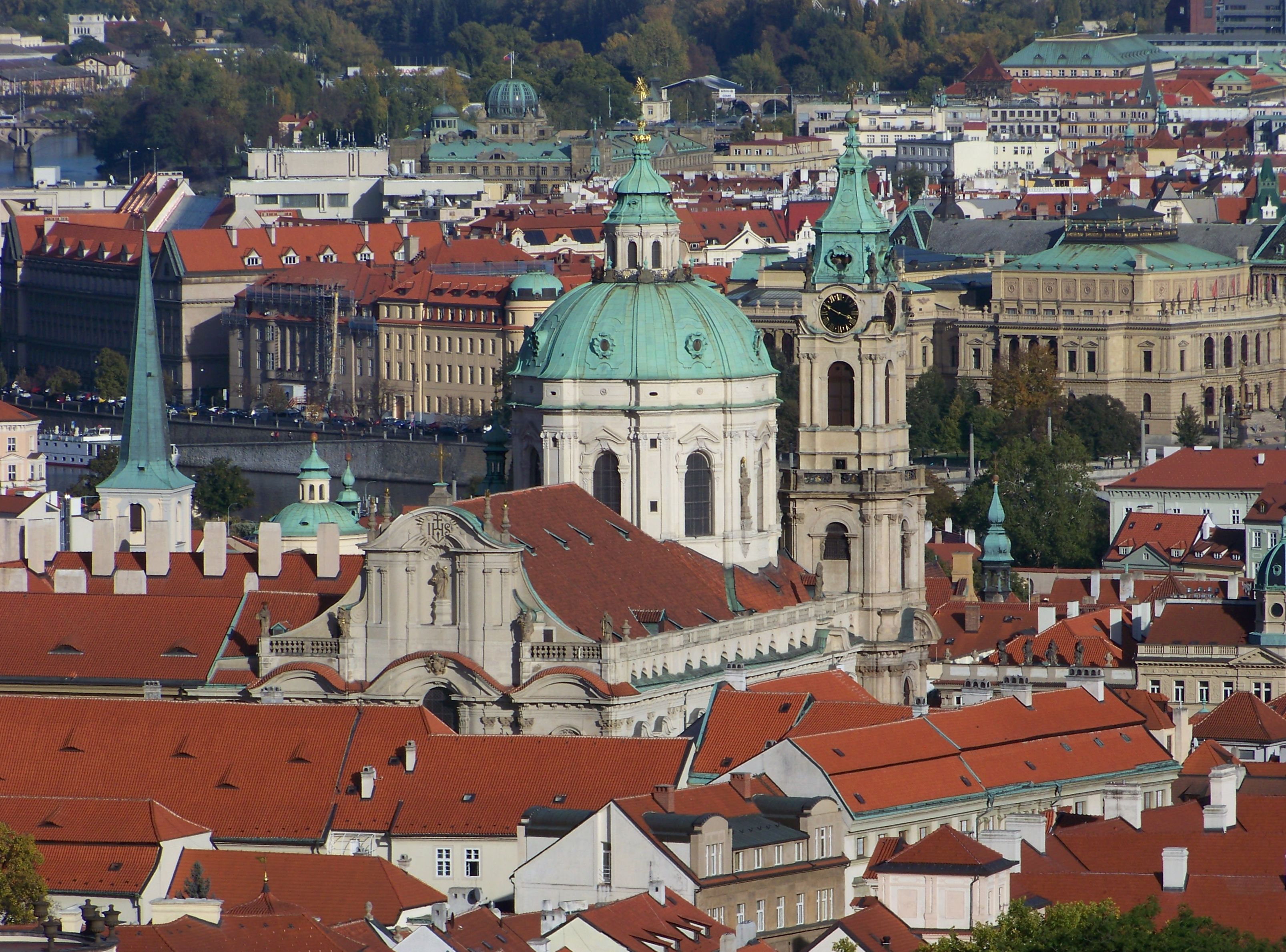
Kostel sv. Mikuláše na Malé Straně, typický příklad radikálního baroka.
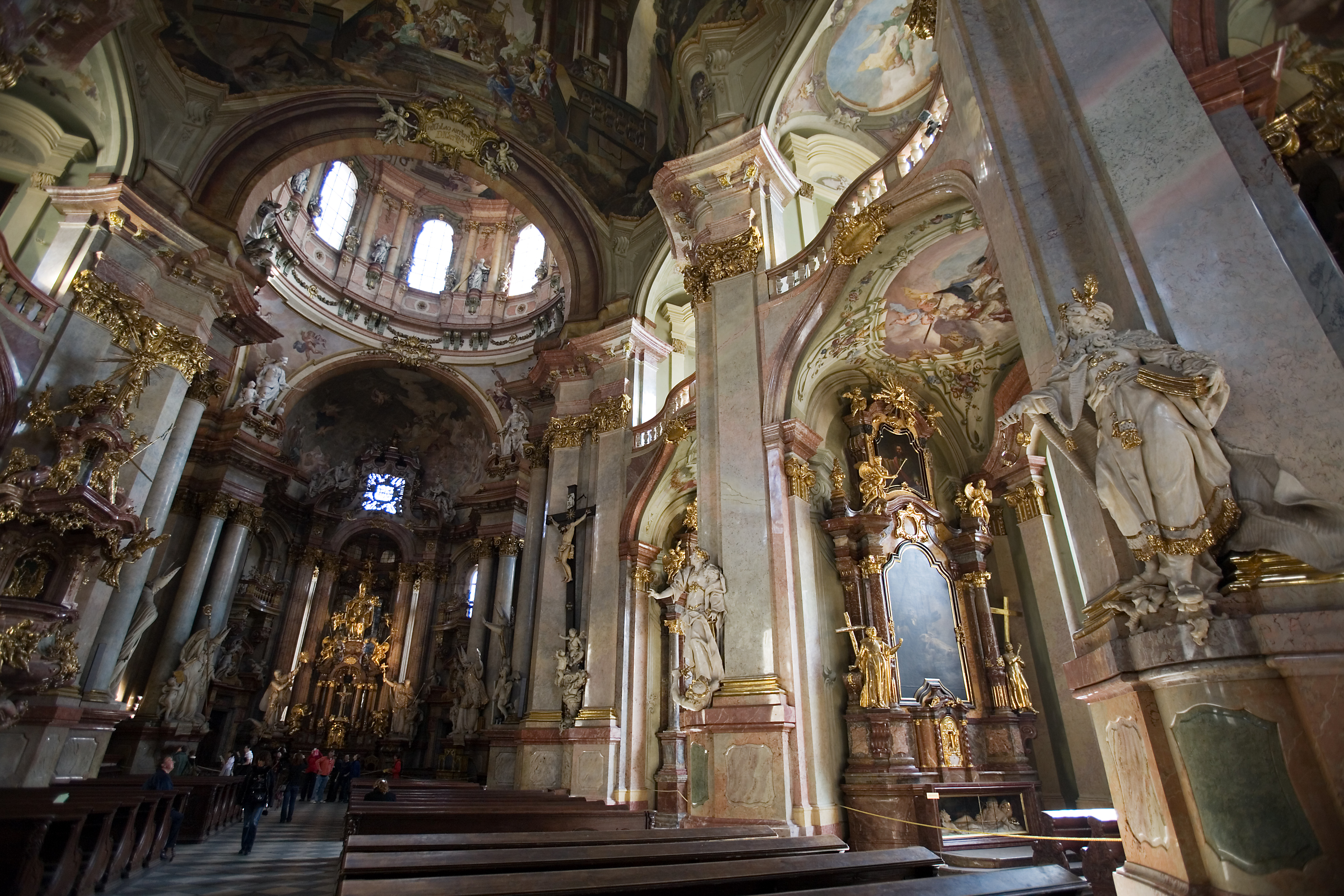
Interiér chrámu sv. Mikuláše na Malé Straně, druhá třetina 18. století.
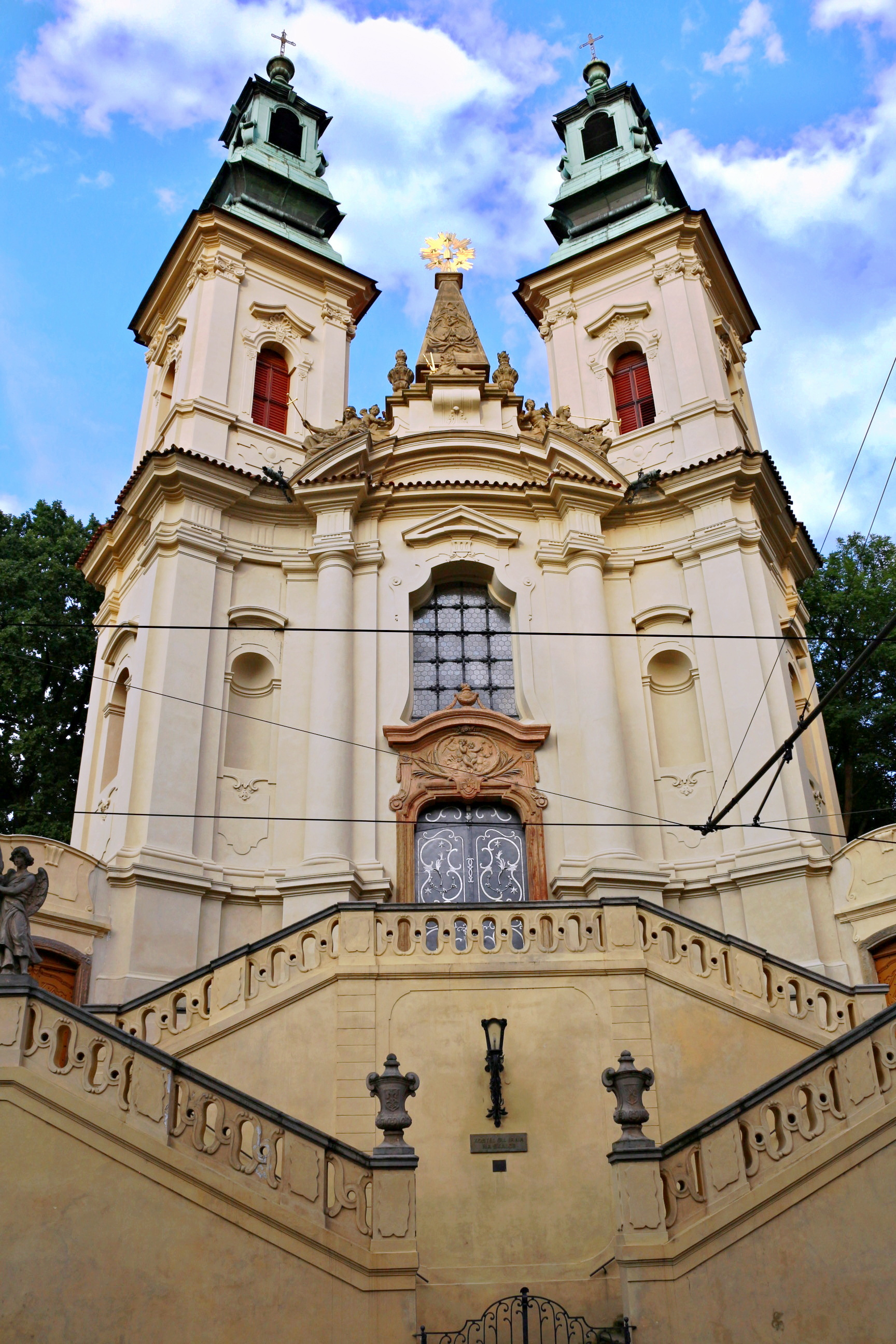
Kostel sv. Jana Nepomuckého na Skalce v Praze od K. I. Dientzenhofera, 30. léta 18. století.
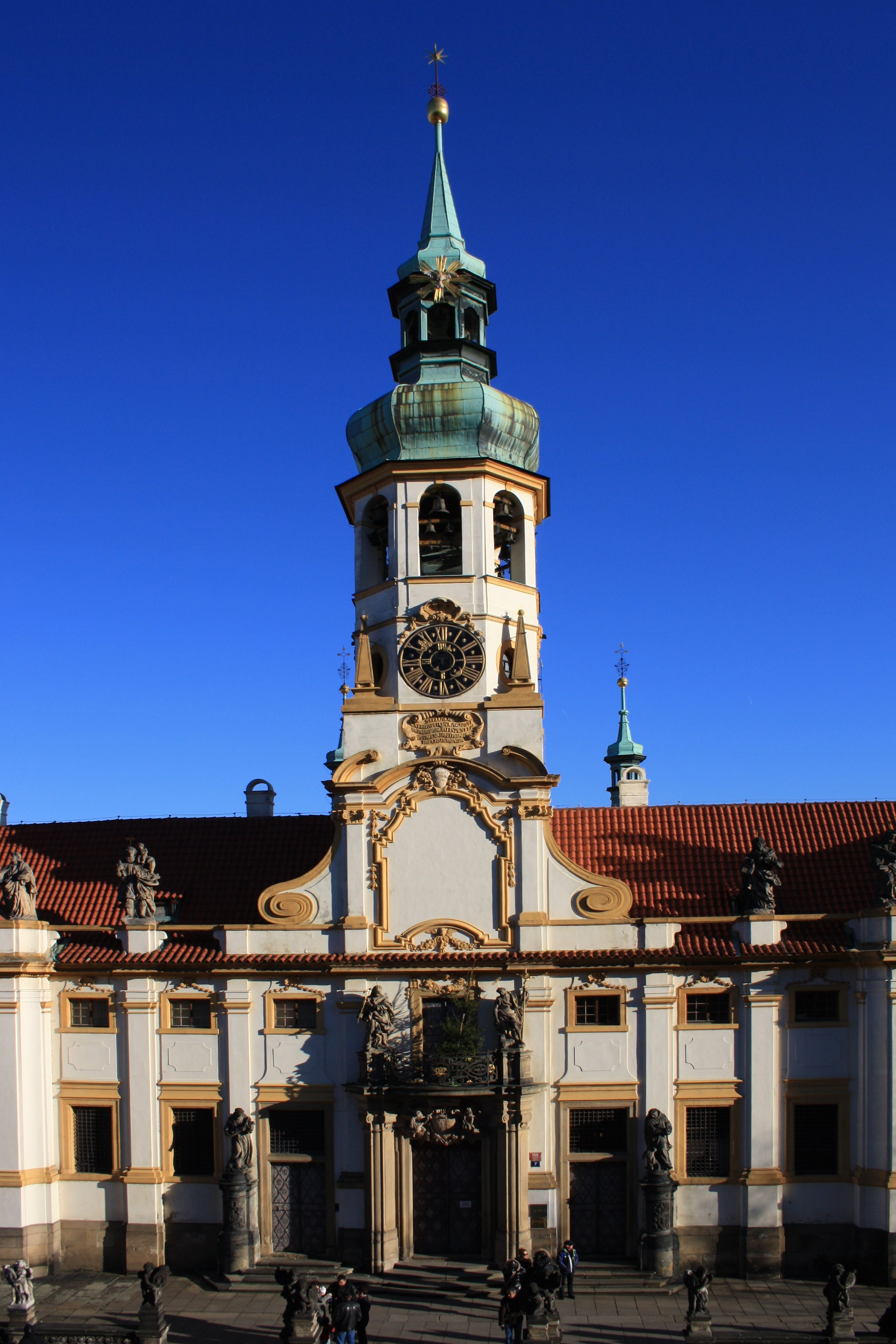
Průčelí pražské Lorety od Dientzenhoferů, 1666–1668
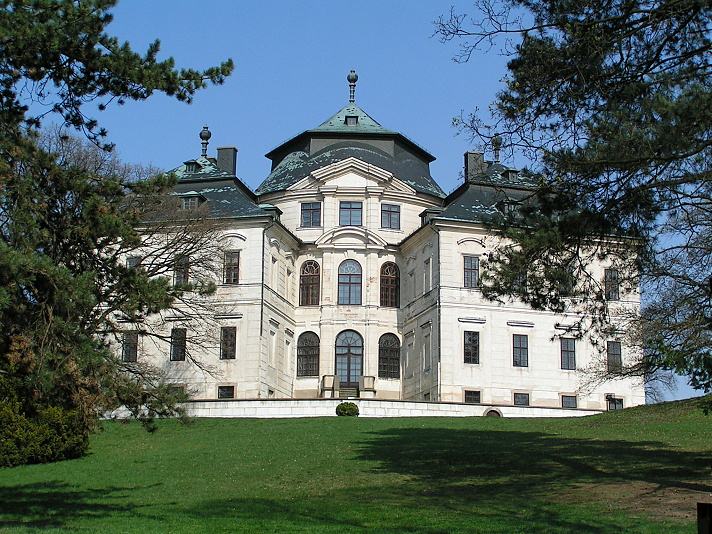
Zámek Karlova Koruna postavený J. B. Santinim a F. M. Kaňkou, 1721–1723.
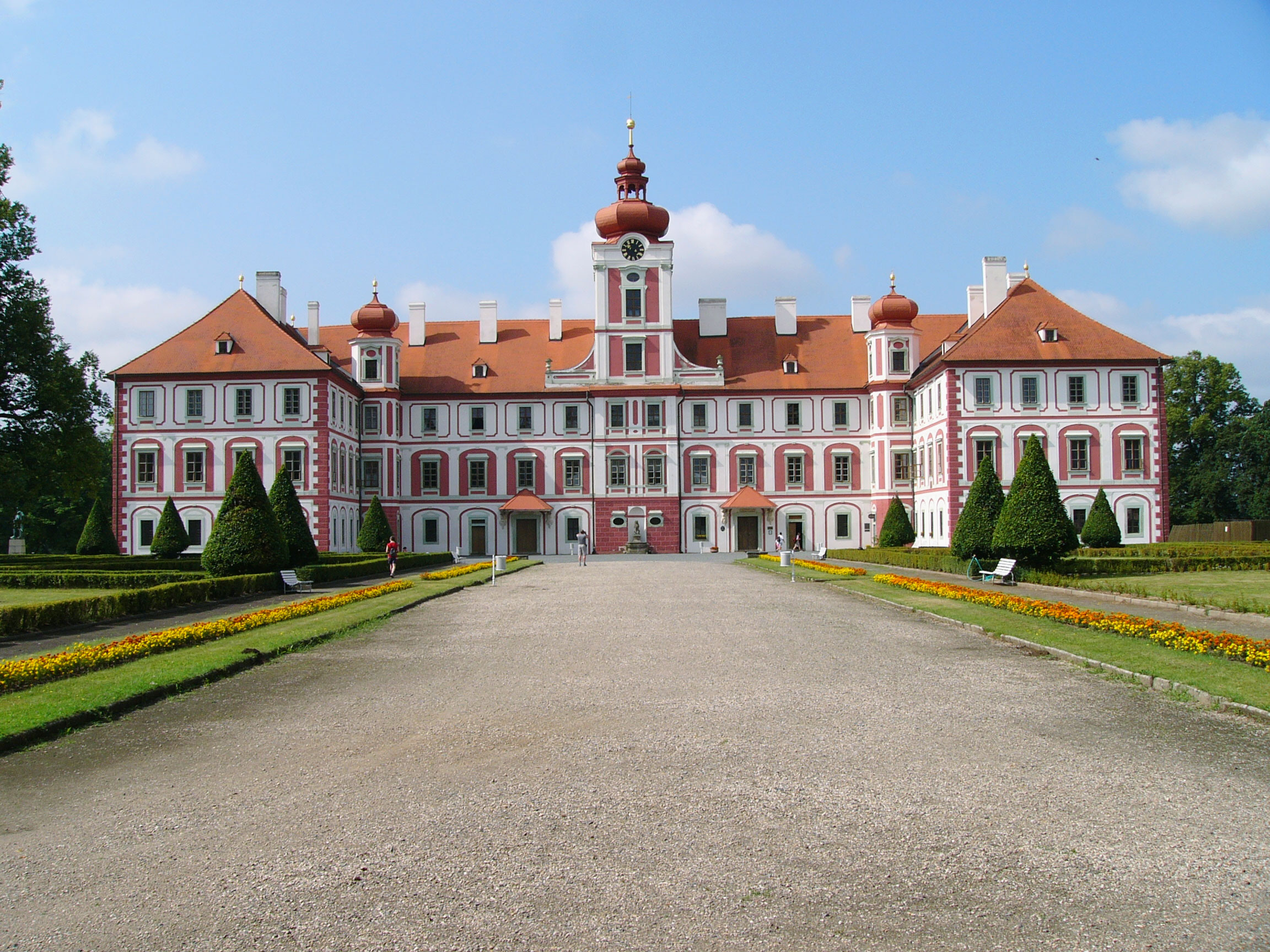
Zámek Mnichovo Hradiště od Marka Antonína Canevalleho.
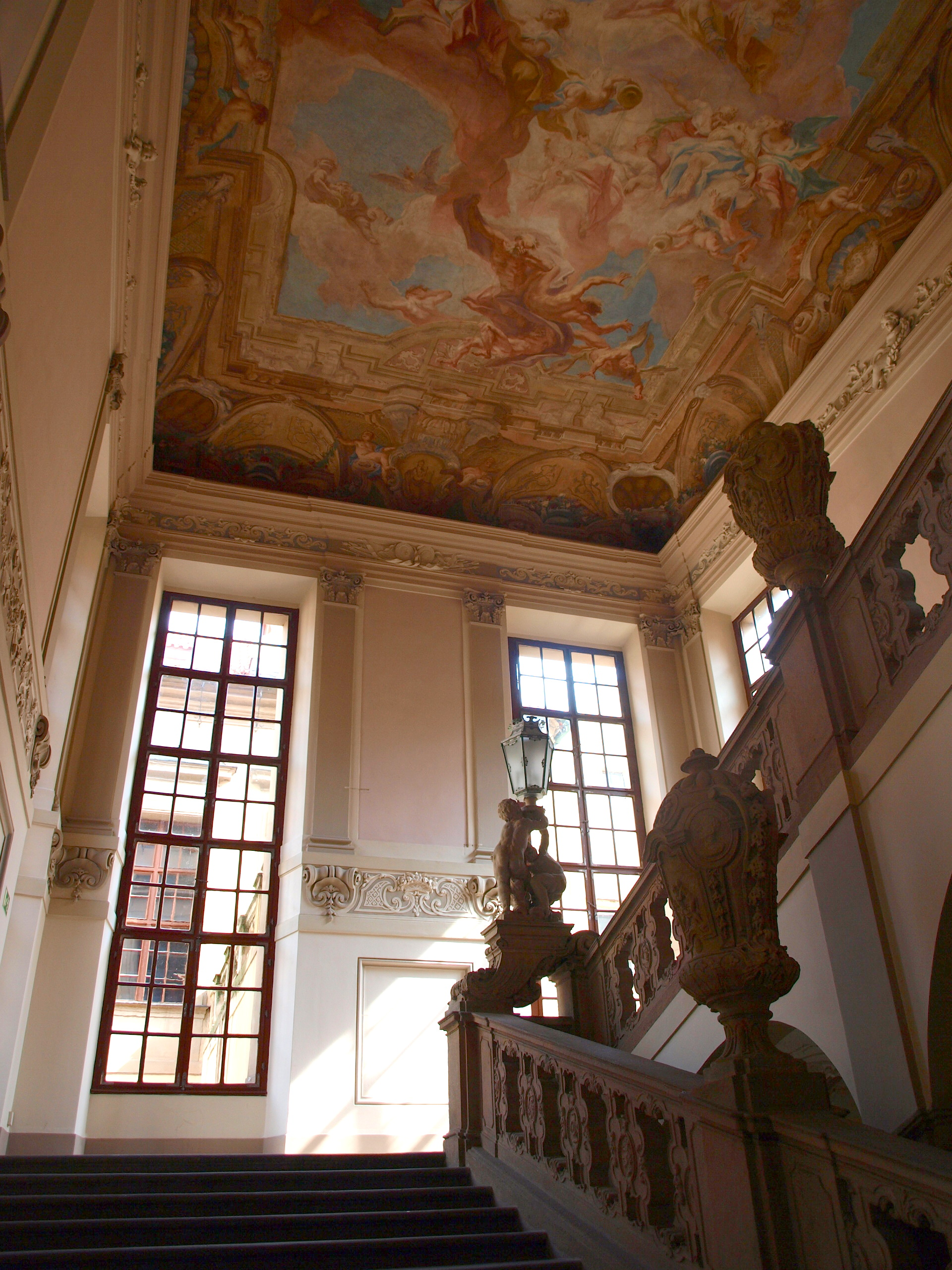
Schodiště Clam-Gallasova paláce v Praze od J. B. Fischera z Erlachu, 1714–1718.
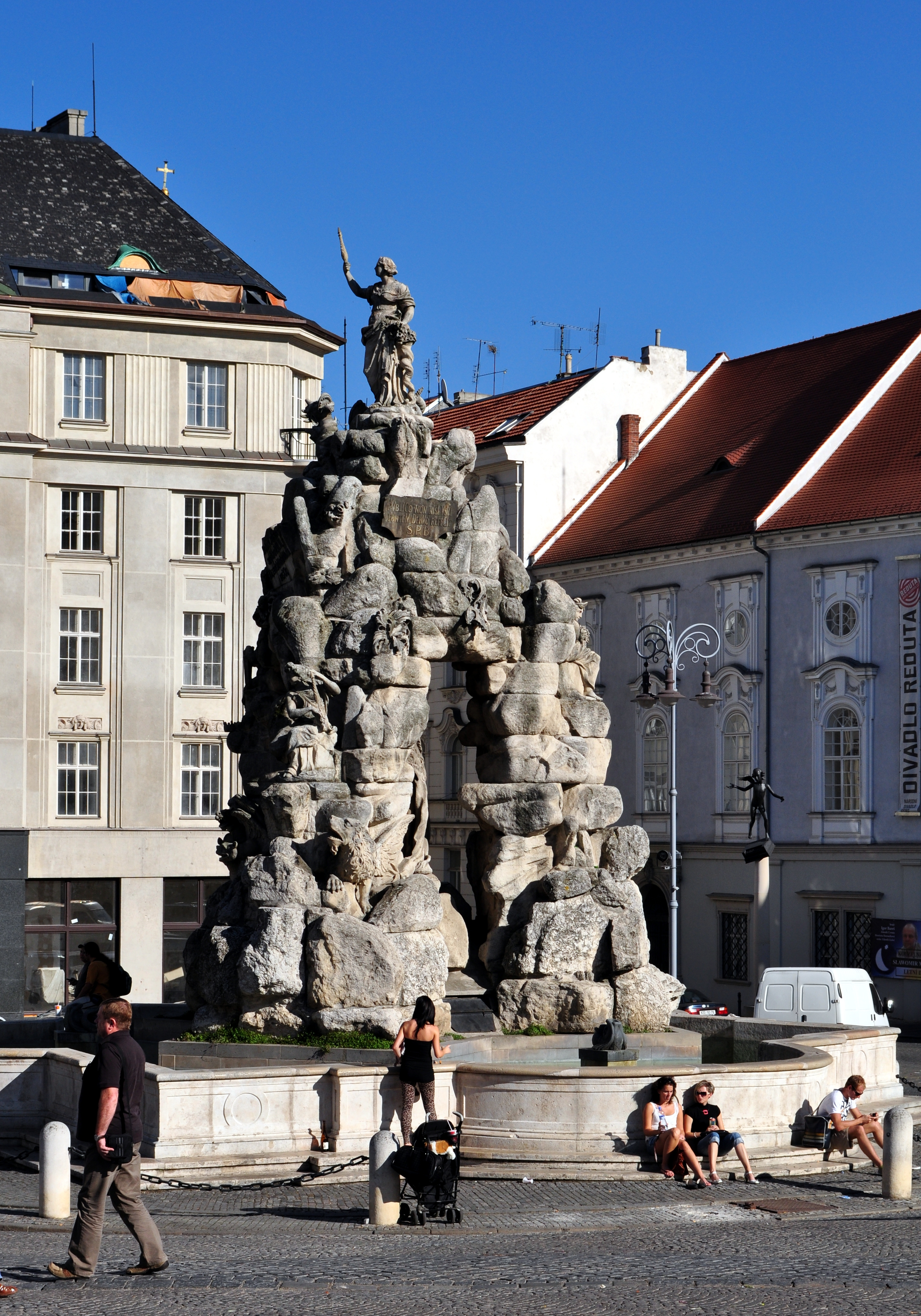
Kašna Parnas v Brně od J. B. Fischera z Erlachu, 1693–1695.
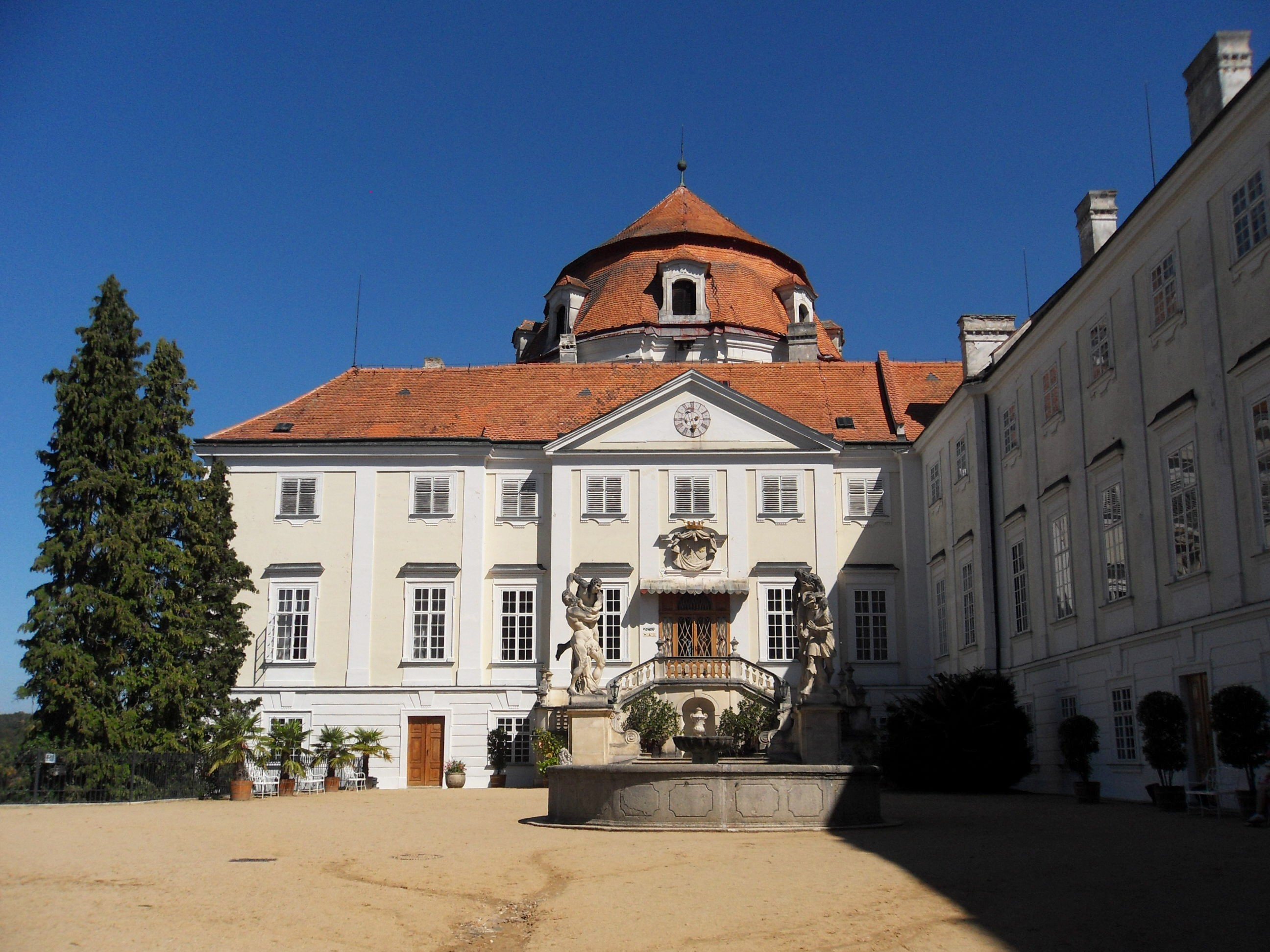
Zámek Vranov nad Dyjí barokně přestavěný J. B. Fischerem z Erlachu, začátek 18. století.
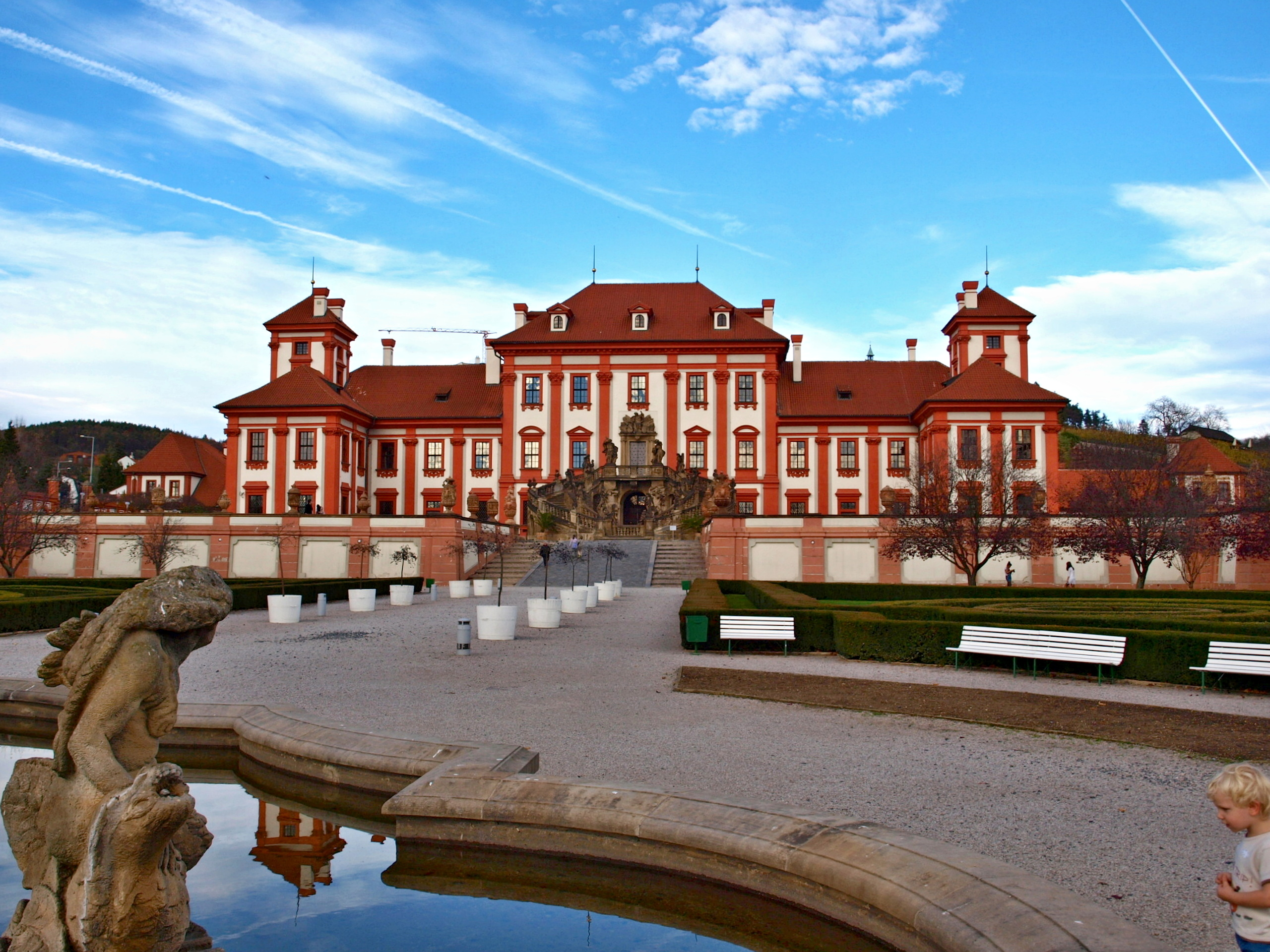
Trojský zámek od J. B. Matheye, 1679–1685.

### Barokní gotika
Zřejmě nejvýznamnější postavou české barokní architektury jsou vrcholná díla Jana Blažeje Santini-Aichela. Santini-Aichel se proslavil vlastním osobitým stylem, zvaným barokní gotika (někdy také gotické baroko), který spojuje prvky obou slohů. Mezi hlavní Santiniho stavby patří poutní kostel svatého Jana Nepomuckého na Zelené hoře (UNESCO), Kladrubský klášter či kostel Nanebevzetí Panny Marie a svatého Jana Křtitele v Sedlci u Kutné Hory ad.

### Rokoko
Rokokový styl se v českých zemích projevoval spíše ve výtvarném umění, než v architektuře. Jako příklad rokokových staveb lze uvést zámek Nové Hrady, letohrádek Bellarie v areálu českokrumlovského zámku, či zámek Dobříš. Prvky rokoka vykazují například také Arcibiskupský palác na Hradčanském náměstí, nebo palác Kinských na Staroměstském náměstí v Praze.
Stavby vrcholného baroka a rokoka postupně přecházejí do klasicistních forem a v této souvislosti někdy hovoříme o barokním klasicismu.

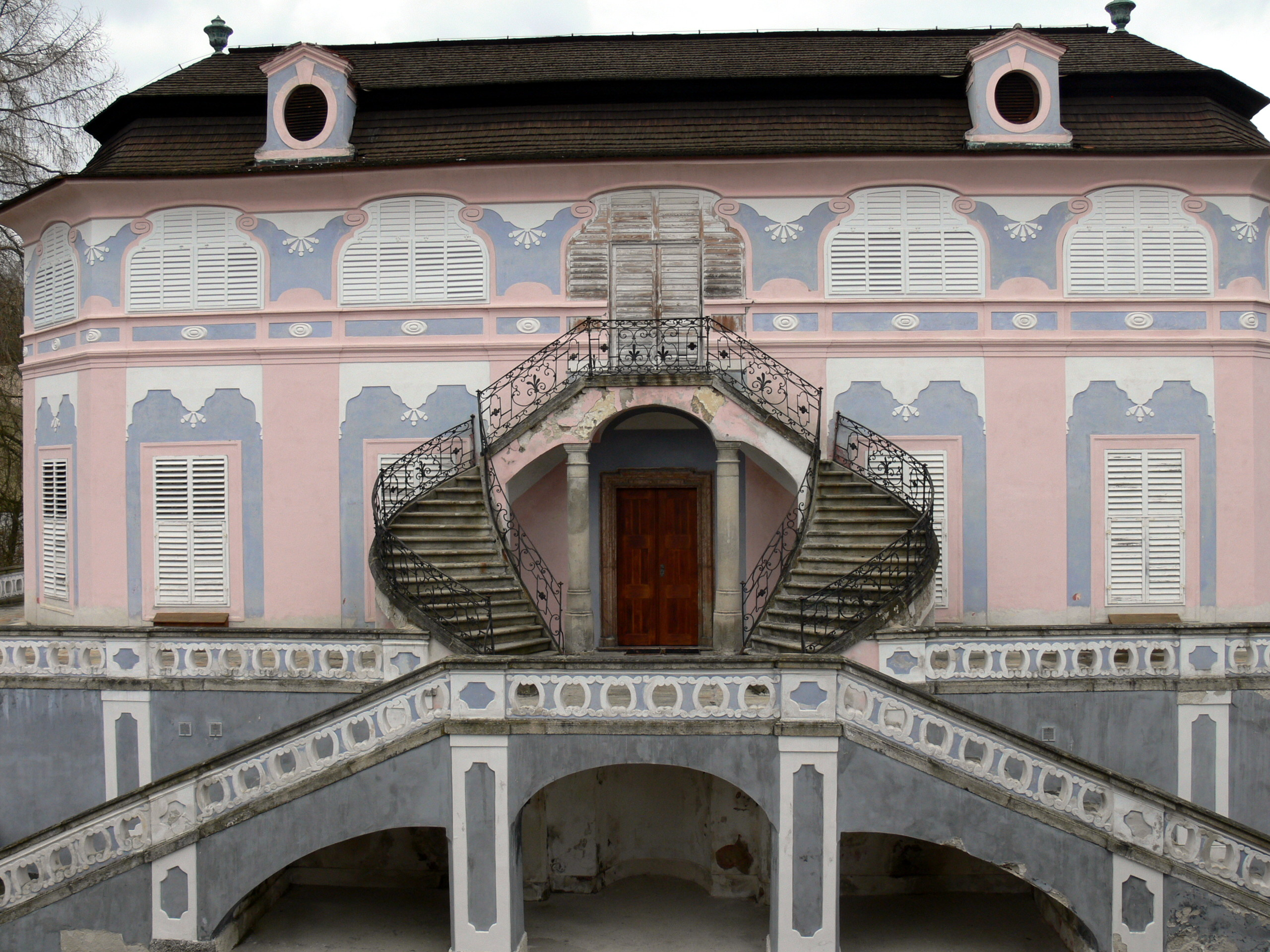
Letohrádek Bellarie
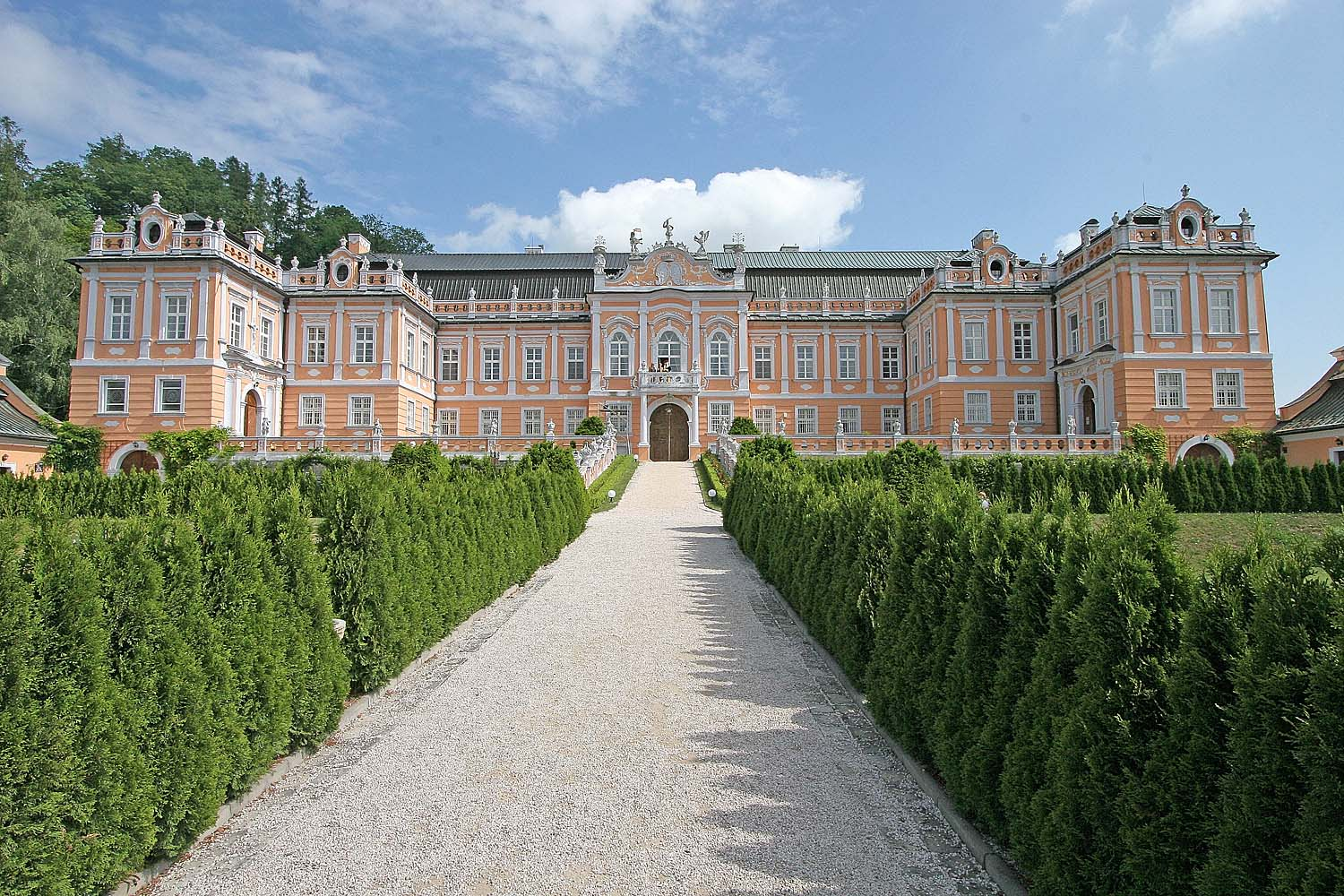
Zámek Nové Hrady
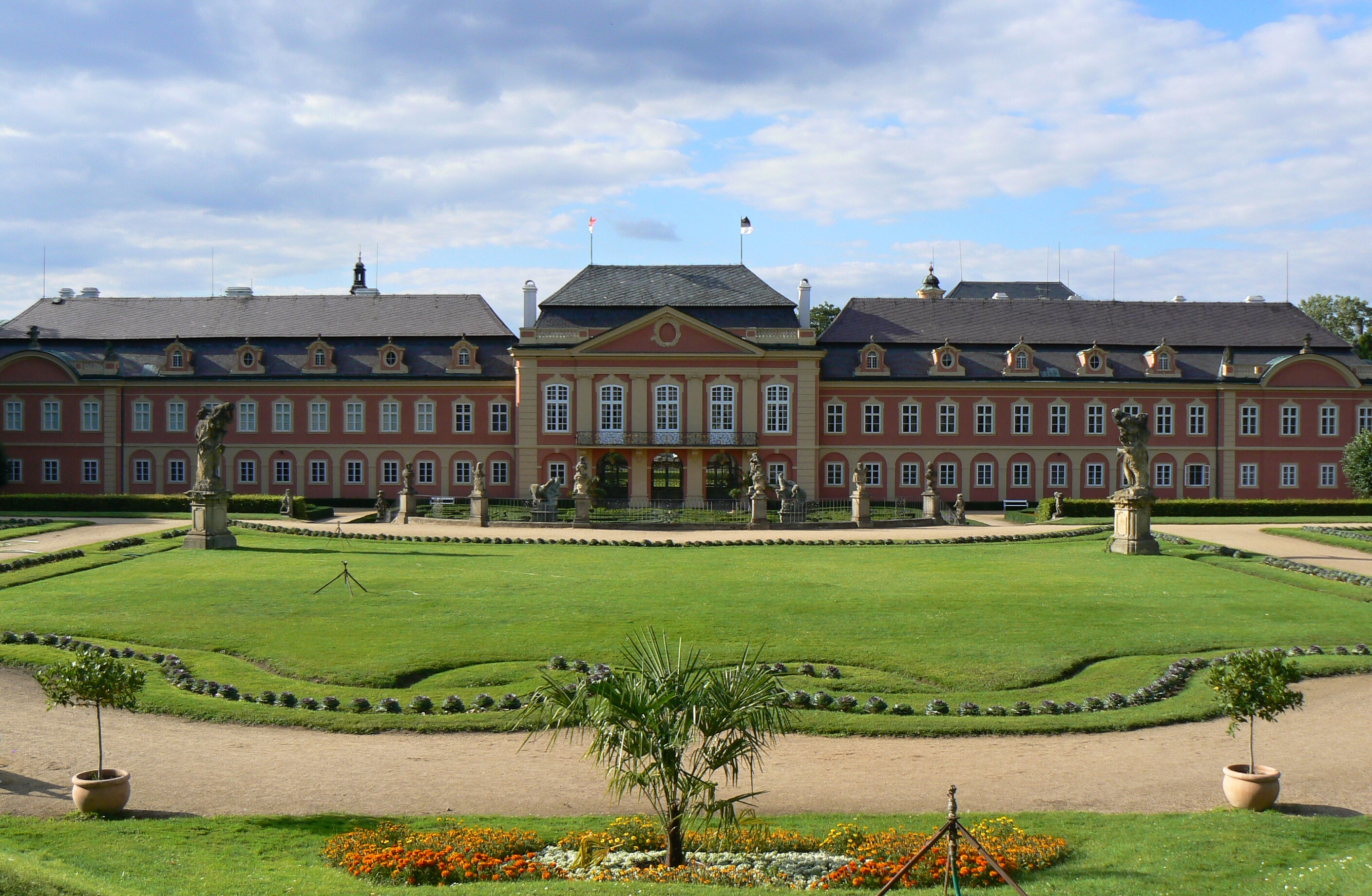
Zámek Dobříš
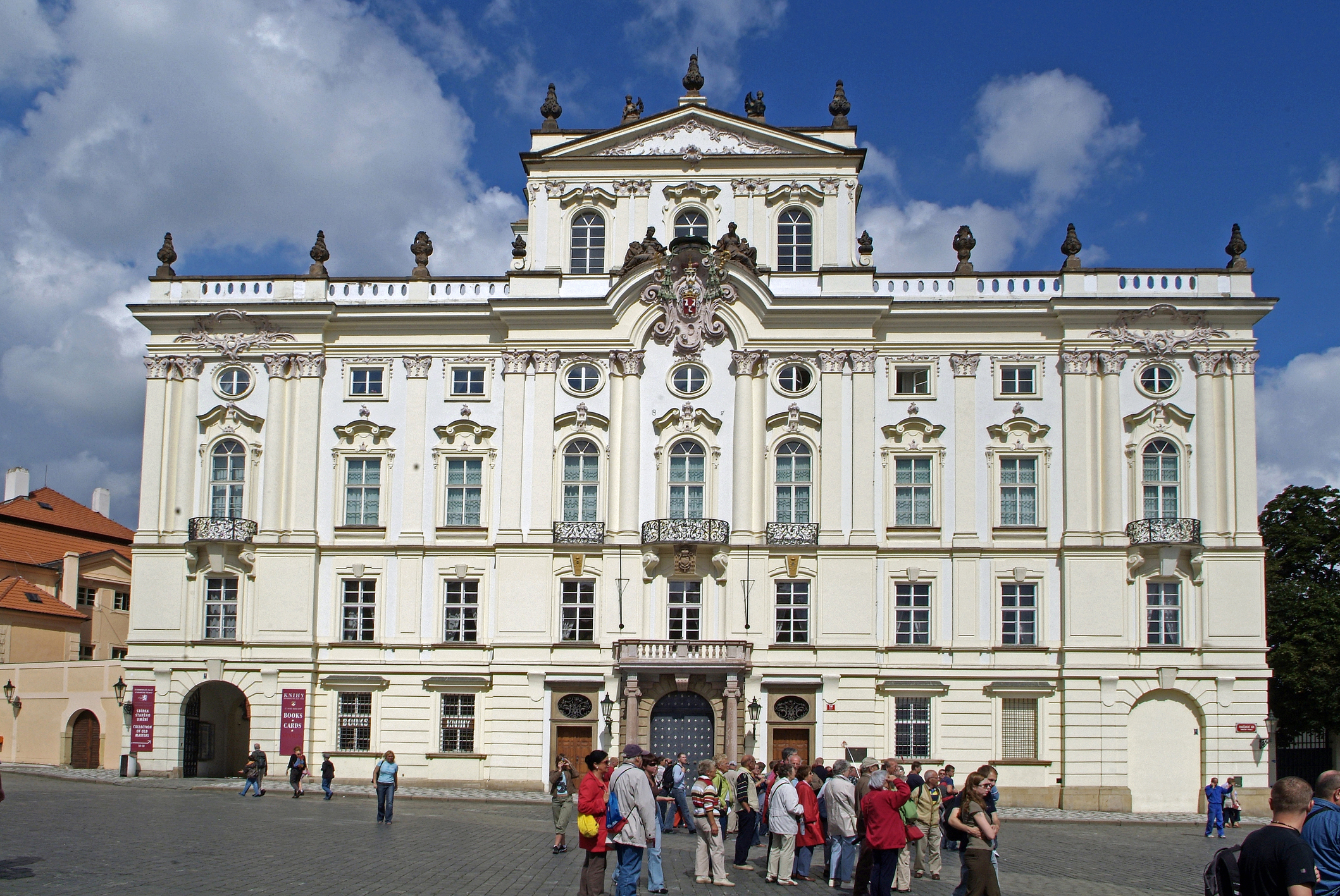
Arcibiskupský palác na Hradčanském náměstí
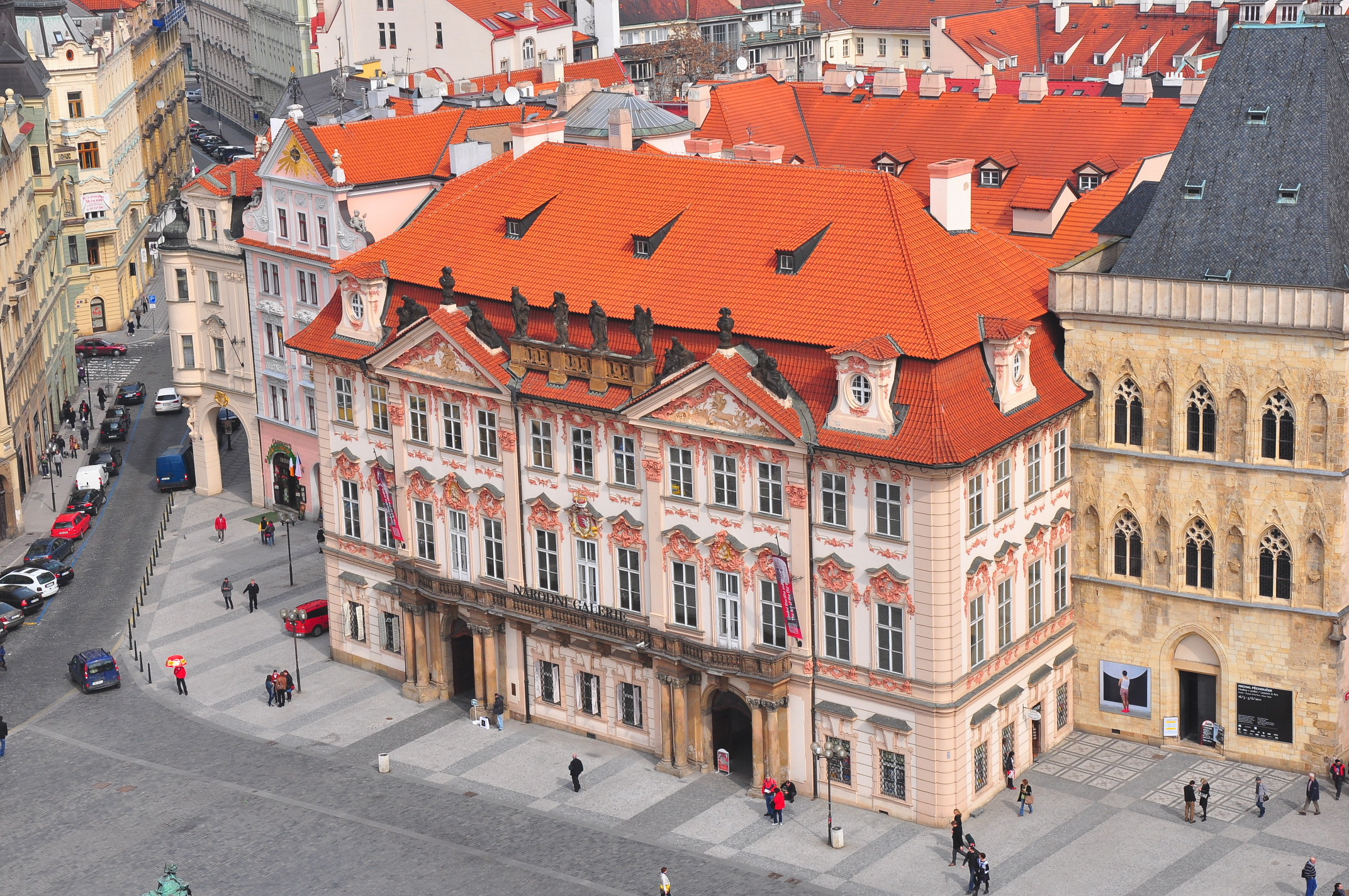
Palác Kinských na Staroměstském náměstí od K. I. Dientzenhofera a Anselma Luraga, 1755–65.

## Klasicismus

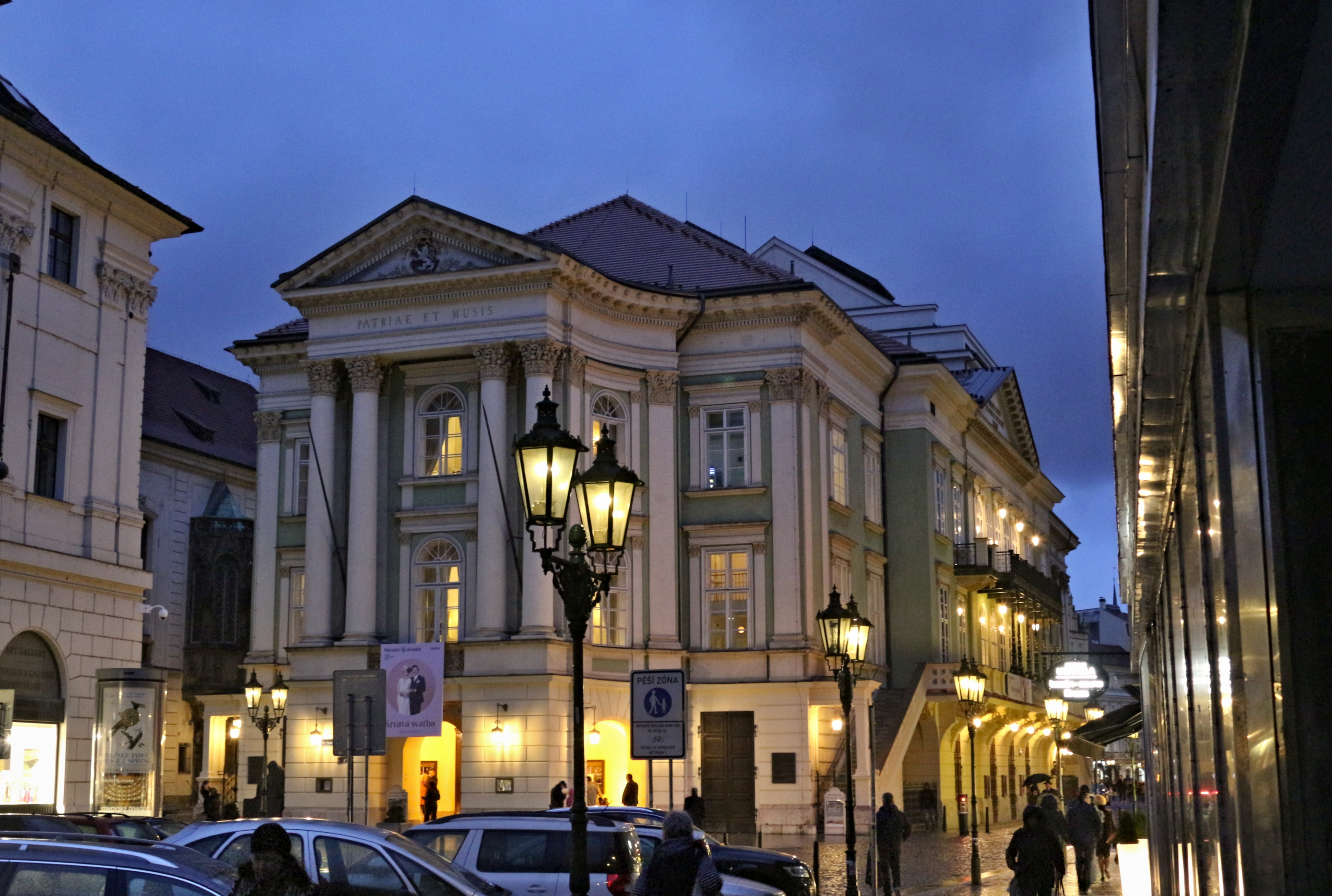
Stavovské divadlo v Praze

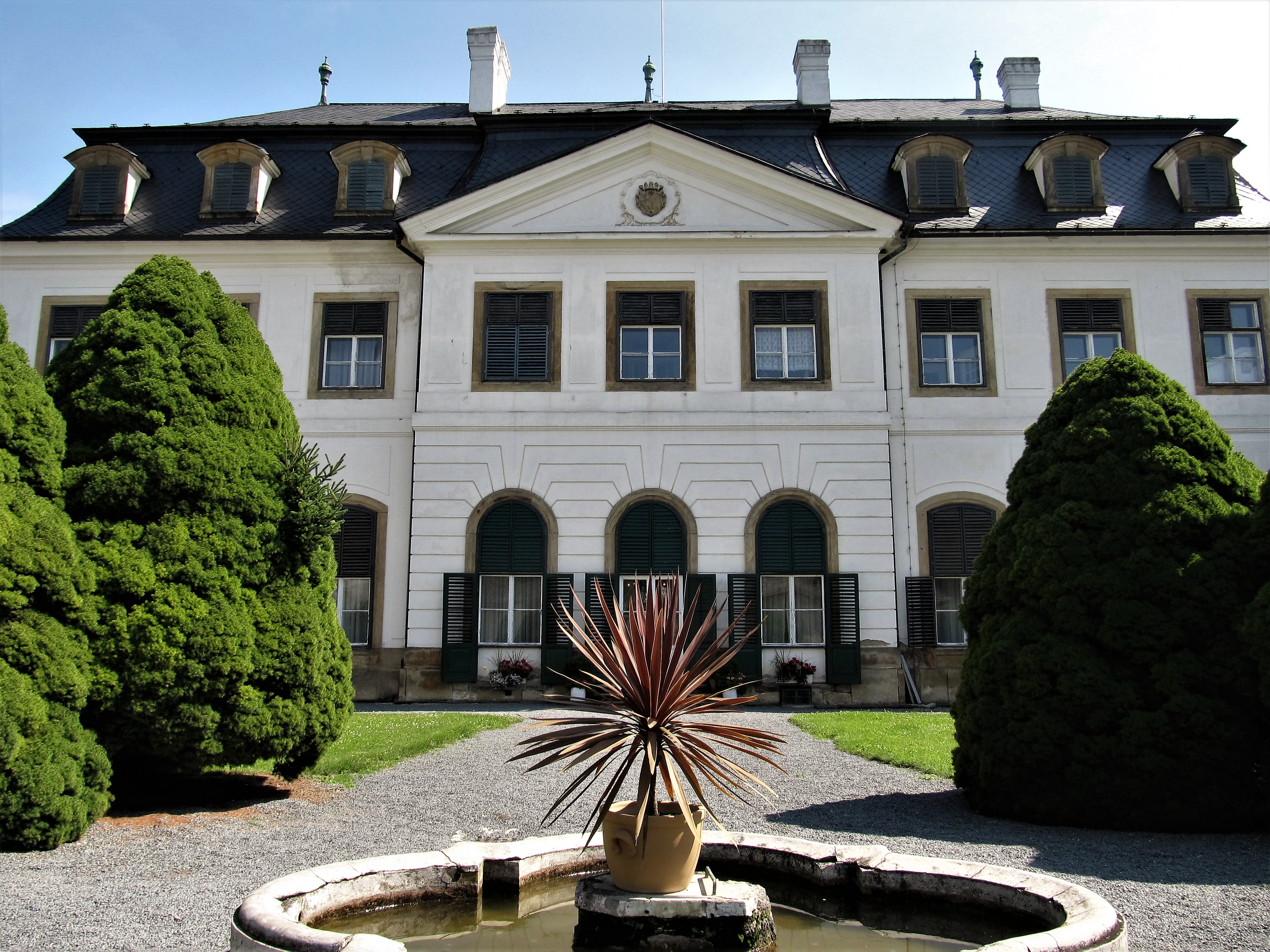
Zámek Náměšť na Hané

Zatímco doba pozdního baroka v českých zemích je spjata především s panováním Marie Terezie (1740–1780), po její smrti byl tento styl stále častěji nahrazován klasicismem a nakonec i empírem. Přechod od barokní ke klasicistní architektuře ohlašuje přestavba Pražského hradu vídeňského architekta Nicolo Pacassiho. Na něj a na Kiliána Ignáce Dientzenhofera navazuje Ignác Jan Nepomuk Palliardi, u kterého se již domácí vrcholně barokní tradice prolíná s klasicistním dekorem. S Pacassiho tvorbou, jehož hradní přestavbu realizoval, i s dílem Johanna Bernharda Fischera z Erlachu souvisí Antonín Haffenecker, další architekt, který se od barokních forem propracoval ke klasicismu (Stavovské divadlo).
V celém Rakouském císařství, tedy i v českých zemích, které byly jeho součástí, podobně jako dalších zemích této nezměrné říše, nevznikly příliš vhodné podmínky pro podobně úspěšný rozvoj klasicistní architektury, jako tomu bylo například ve Francii, či v Rusku. Vzniklo jen několik významnějších staveb, jako by se stavebnická energie do velké míry vyčerpala v barokním období. V Česku prakticky nenajdeme stavbu z období raného klasicismu. Důvodem pomalého vývoje byly ideály osvícenství, které měly – alespoň v umění a architektuře – spíše charakter omezování starého, nežli rozvíjení nového. Za panování Marie Terezie byla zavedena povinná školní docházka, která byla jednoznačně přínosem v oblasti vzdělání obyvatelstva říše. Ještě odhodlaněji v dalších reformách pokračoval také její syn, císař Josef II. Za jeho panování probíhaly tzv. josefinské reformy, při nichž byly po celém císařství rušeny stovky kostelů a klášterů, celé řády rozpouštěny a opuštěné budovy byly přeměňovány na úřady, veřejné nemocnice, či kasárna. V Rakouském císařství se jen pomalu rozvíjela významnější vrstva měšťanstva, která i přes některé sympatie nebyla dostatečně silná, aby prosadila změny a ukončila se zbytky feudalismu, neboť se zalekla zvěrstev, která se děla v revoluční Francii. Proto byl klasicismus i v českých zemích upozaděn a projevil se sporadicky a u méně významných staveb.
Poměrně dobře je patrný vývoj klasicismu od baroka, kdy se postupně upouští od figurálních ozdob a bohatost ornamentů ustupuje, až po stavby z doby pozdního klasicismu, které přecházejí v poměrně strohé linie empírových budov.

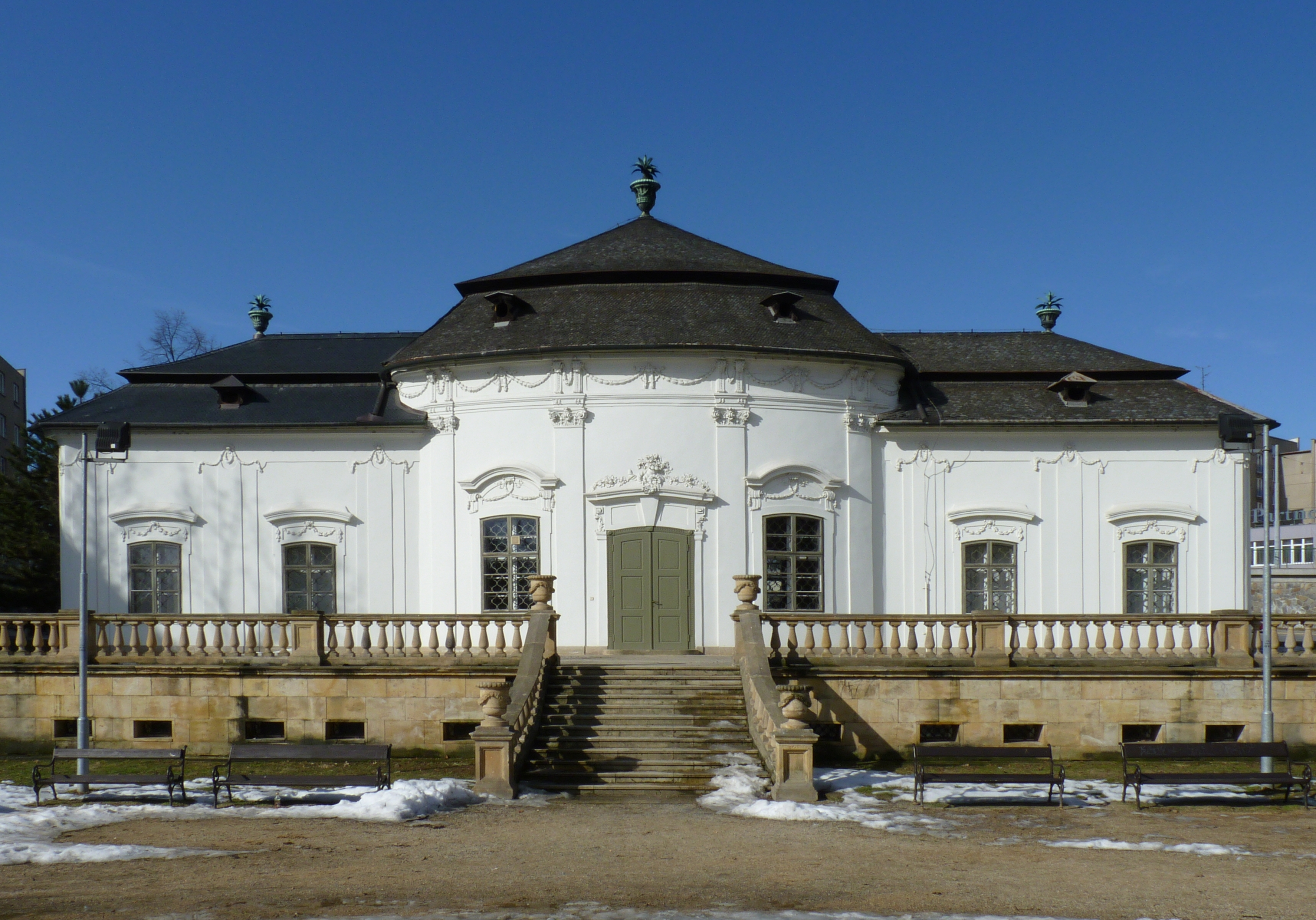
Letohrádek Mitrovských v Brně, příklad raného klasicismu s množstvím barokních ornamentů
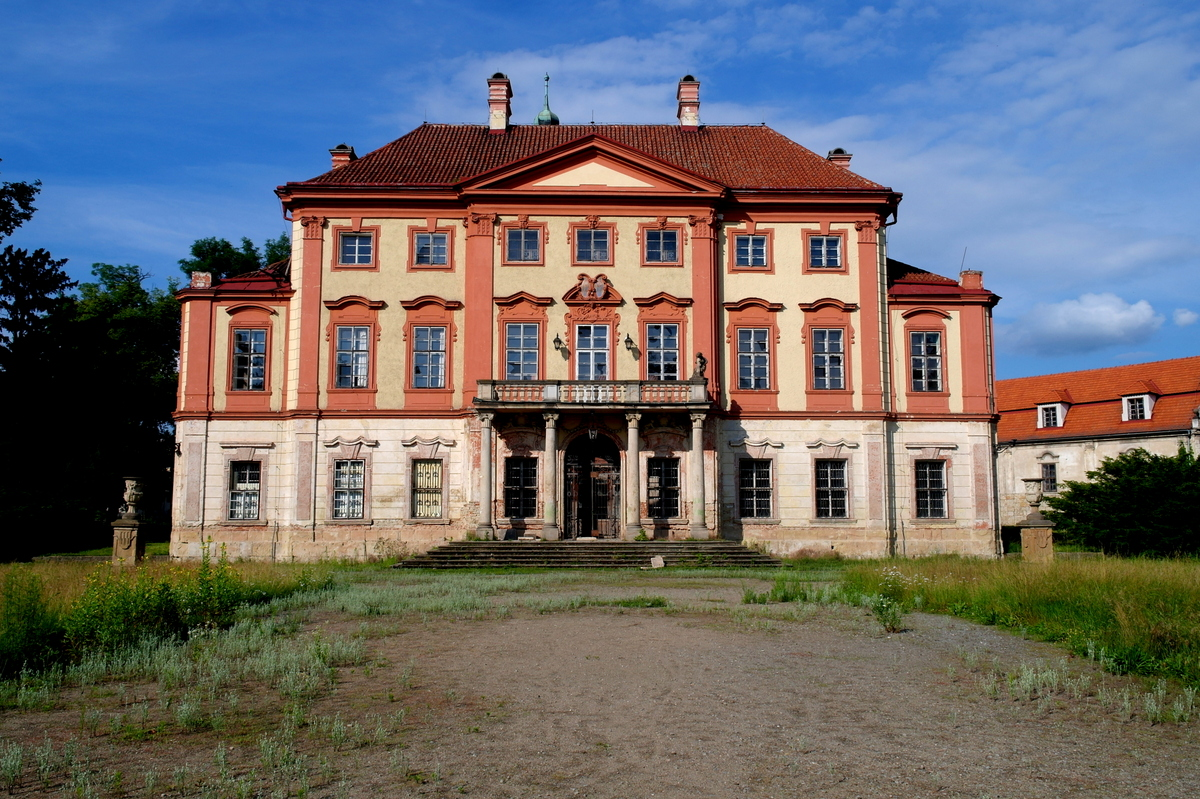
Zámek Liběchov
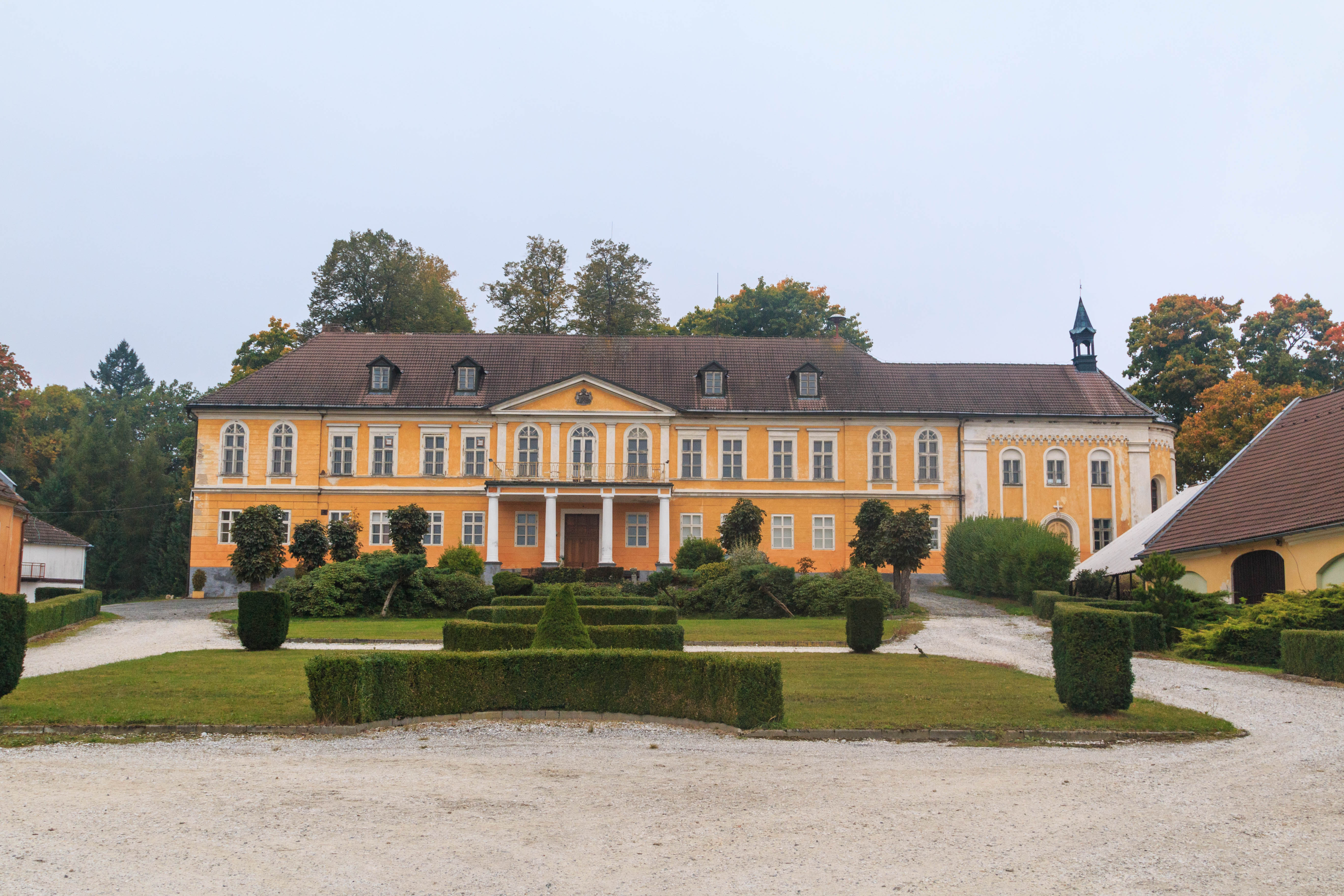
Zámek Čekanice
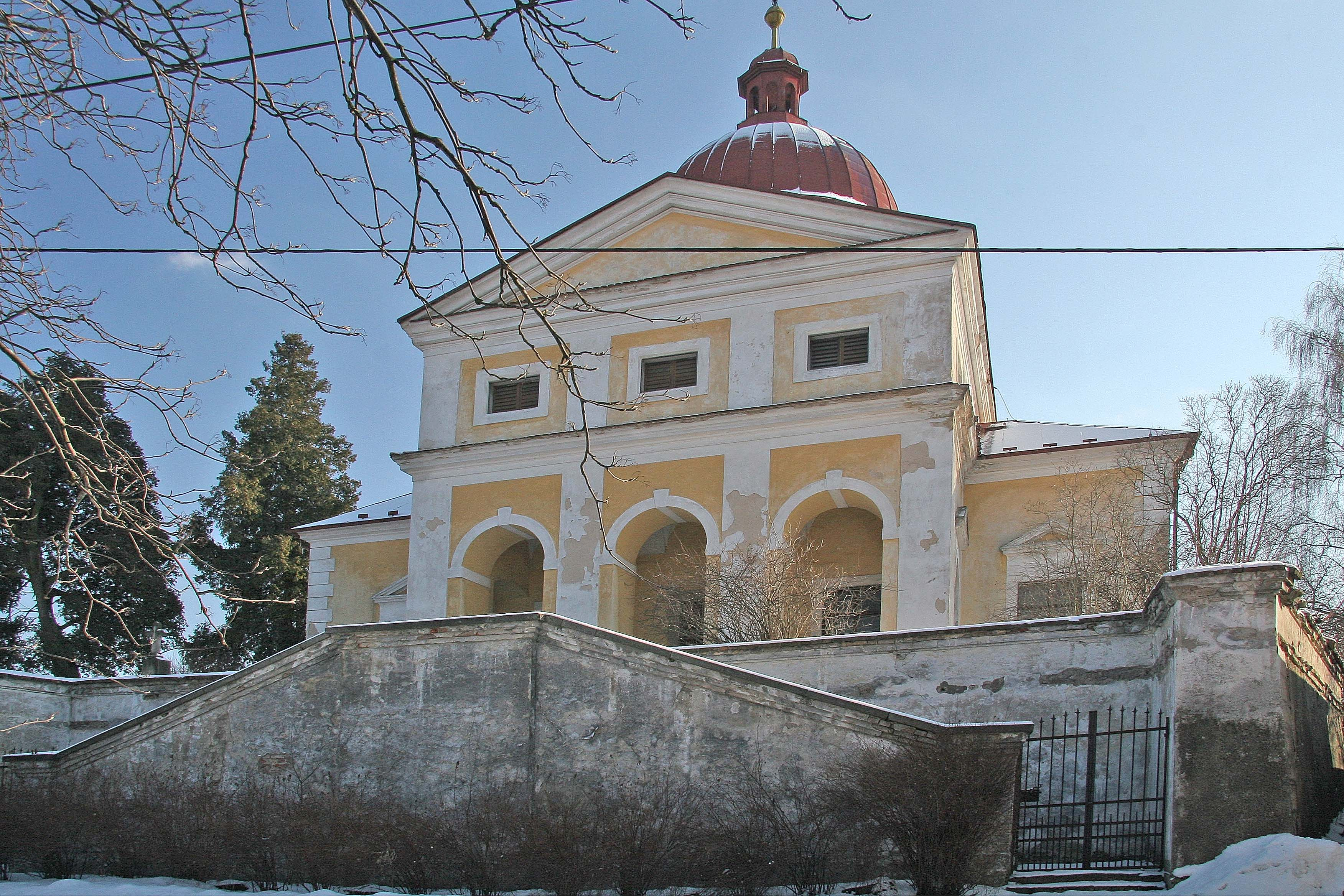
Kostel svatých Petra a Pavla, Dolní Chvatliny
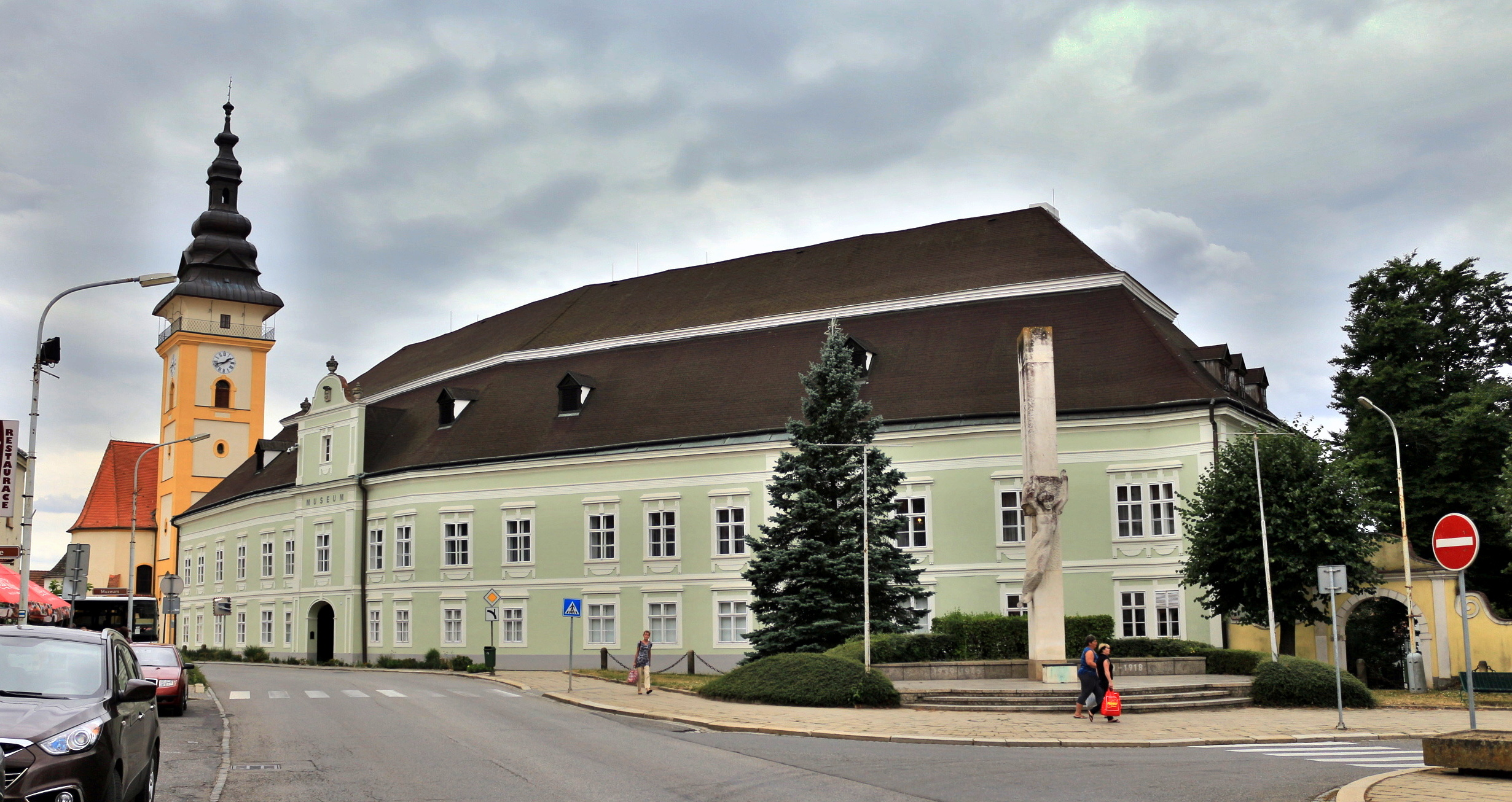
Moravské Budějovice (zámek)
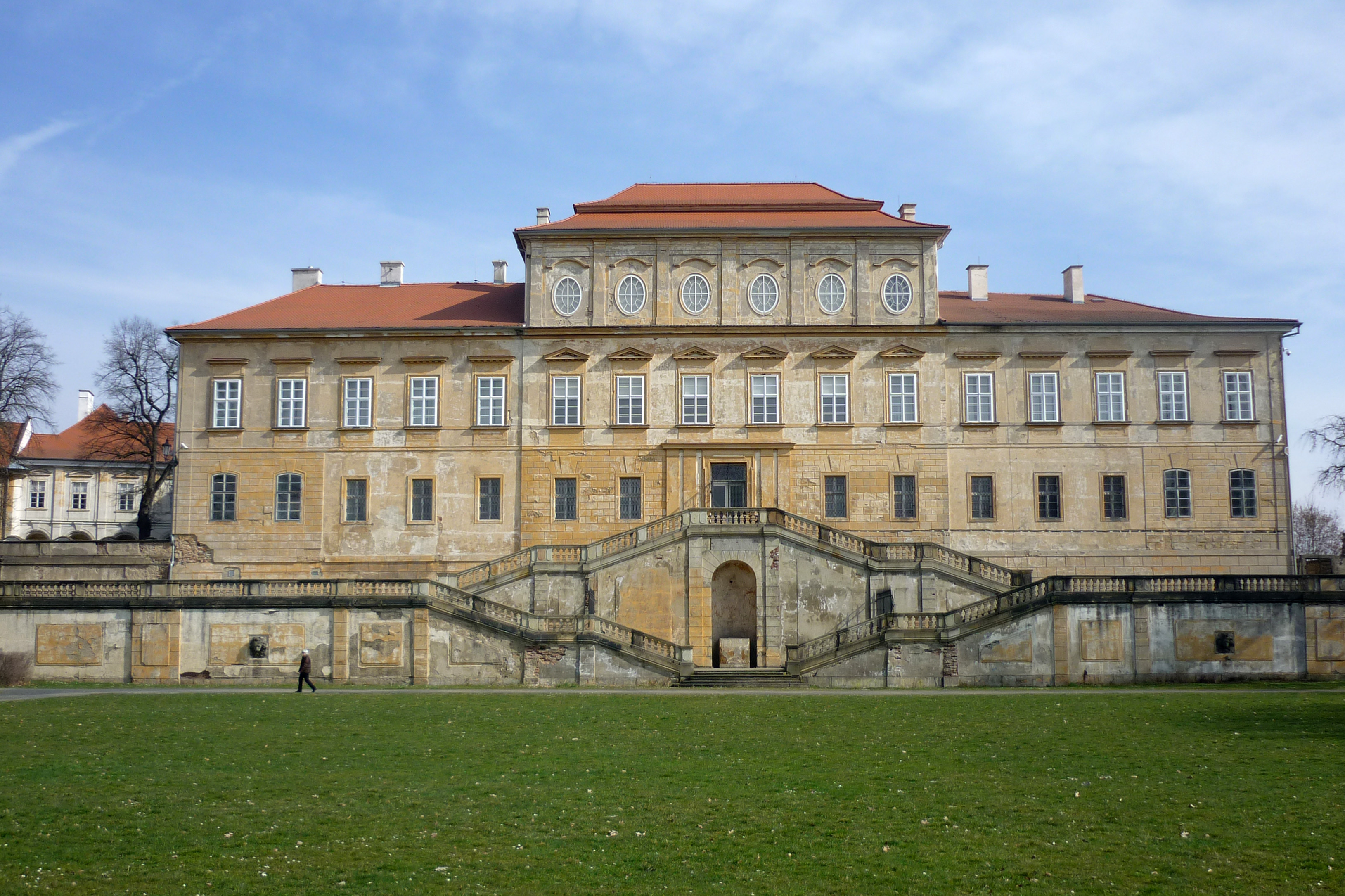
Duchcov (zámek)
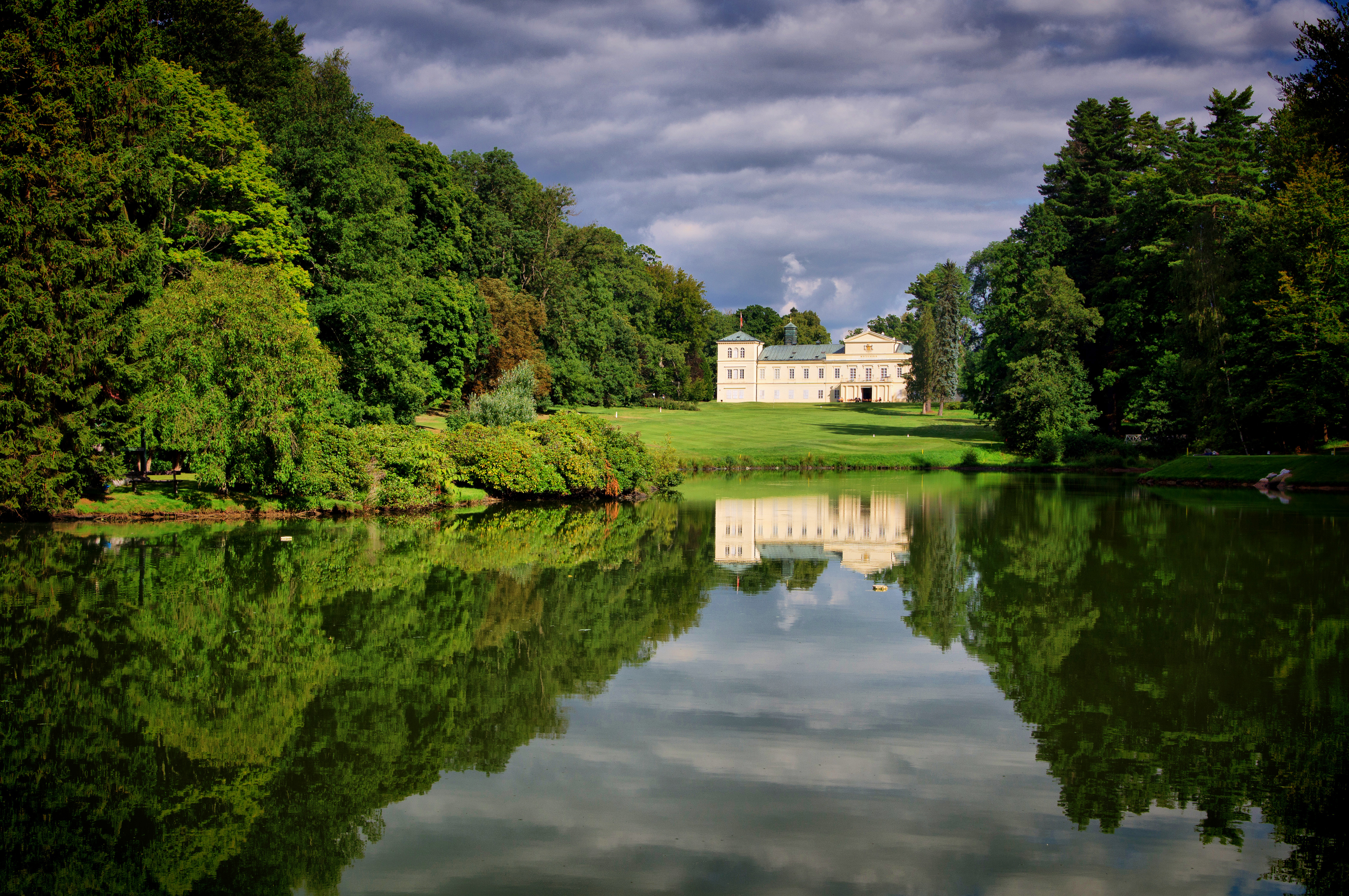
Zámecký park se zámkem Kynžvart
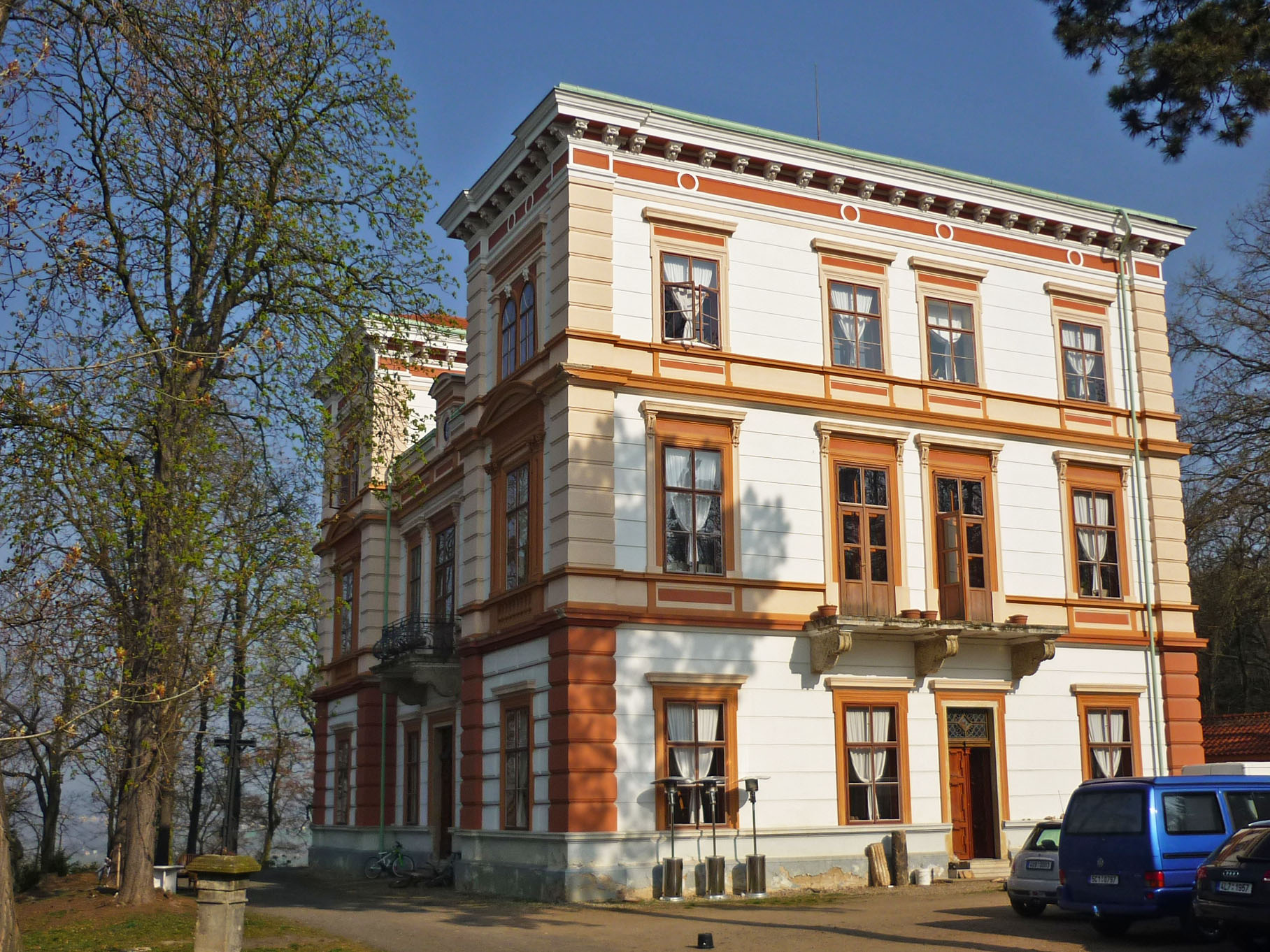
Korozluky (zámek)
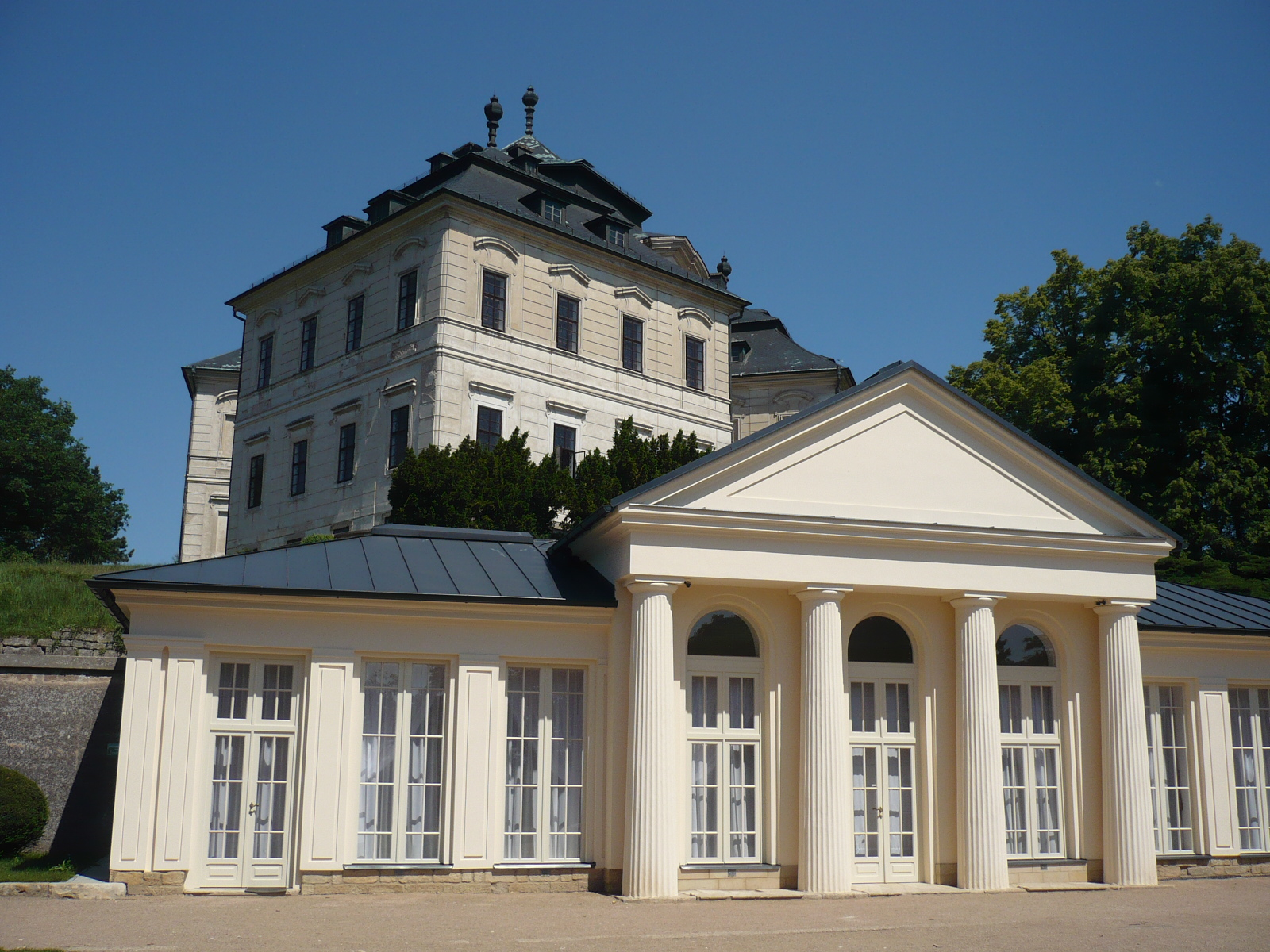
Zámek Karlova Koruna, antický altán
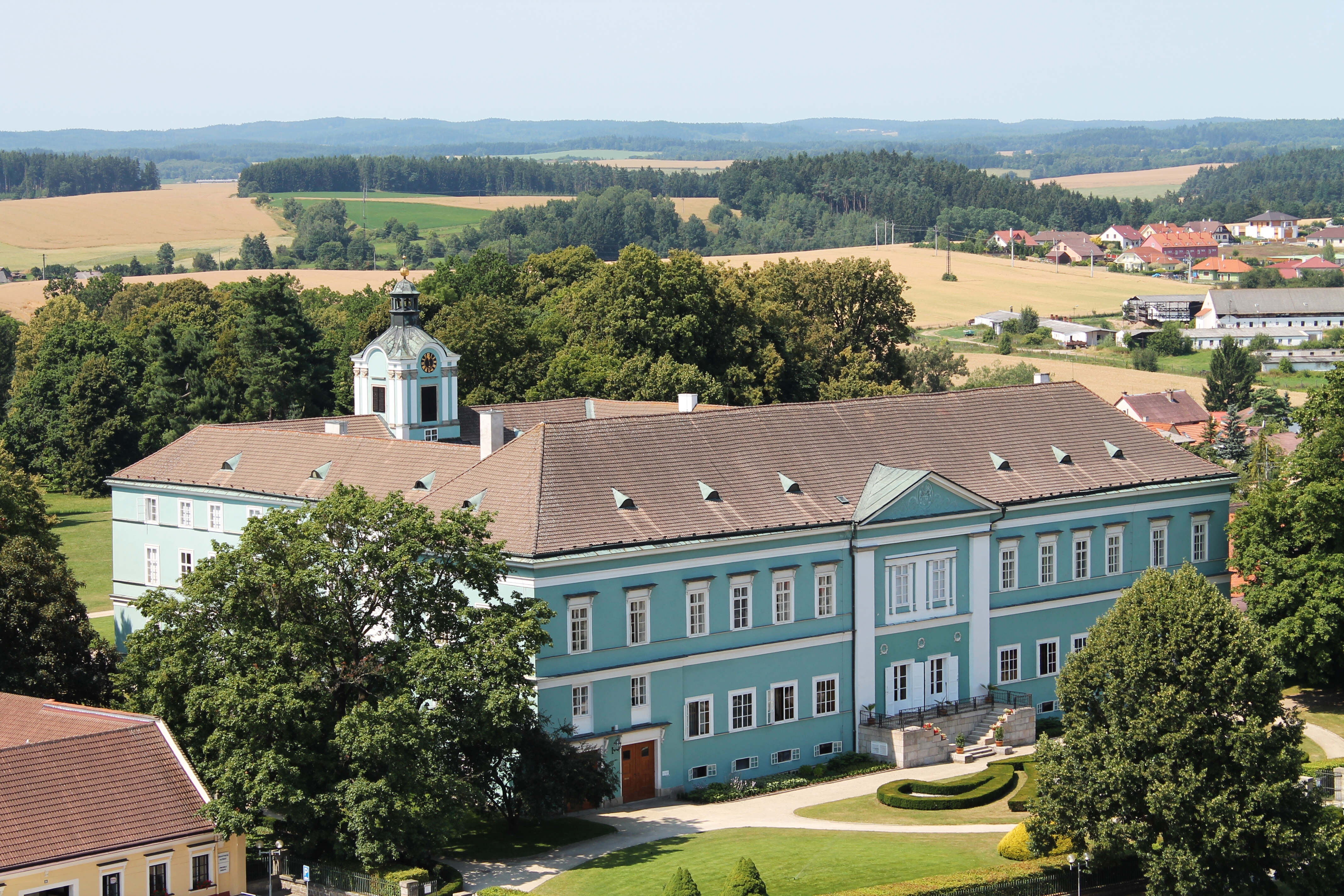
Dačice (nový zámek), zde je již patrný postupný přechod k empíru

## Empír

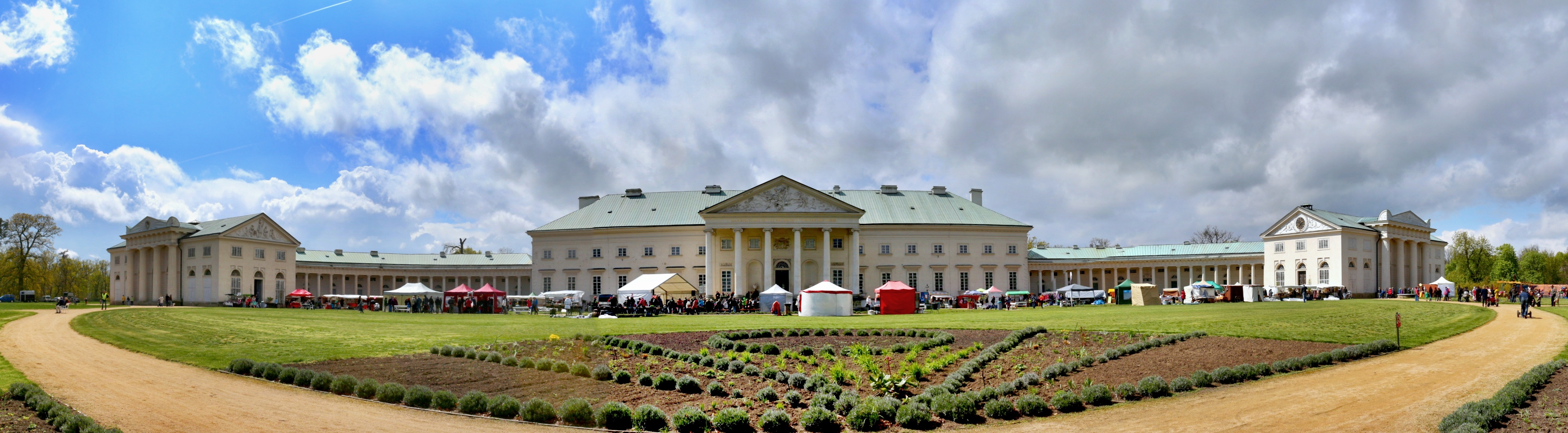
Zámek Kačina, nejvýznamnější empírová stavba v Česku

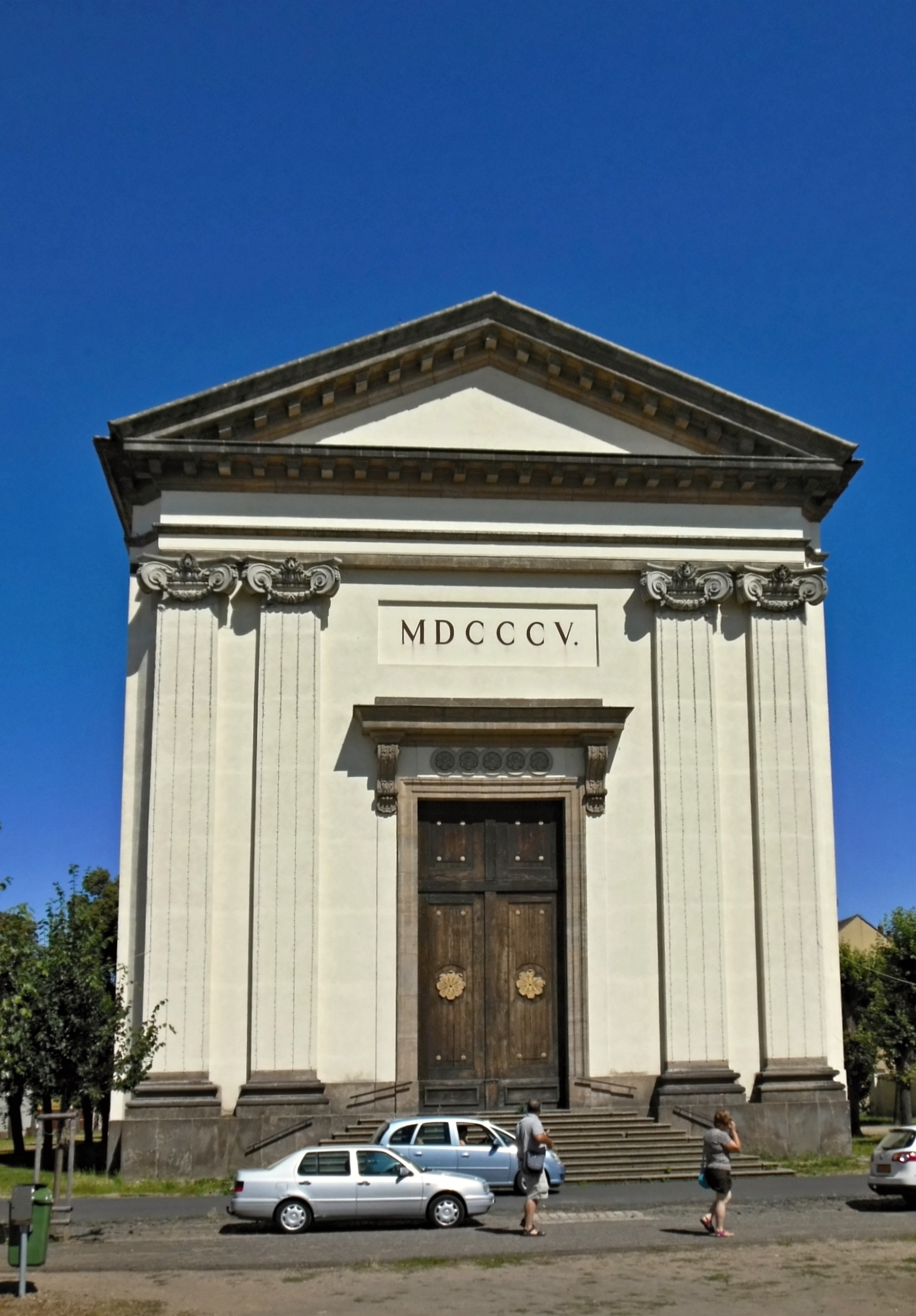
Vojenský posádkový kostel Vzkříšení Páně, Terezín

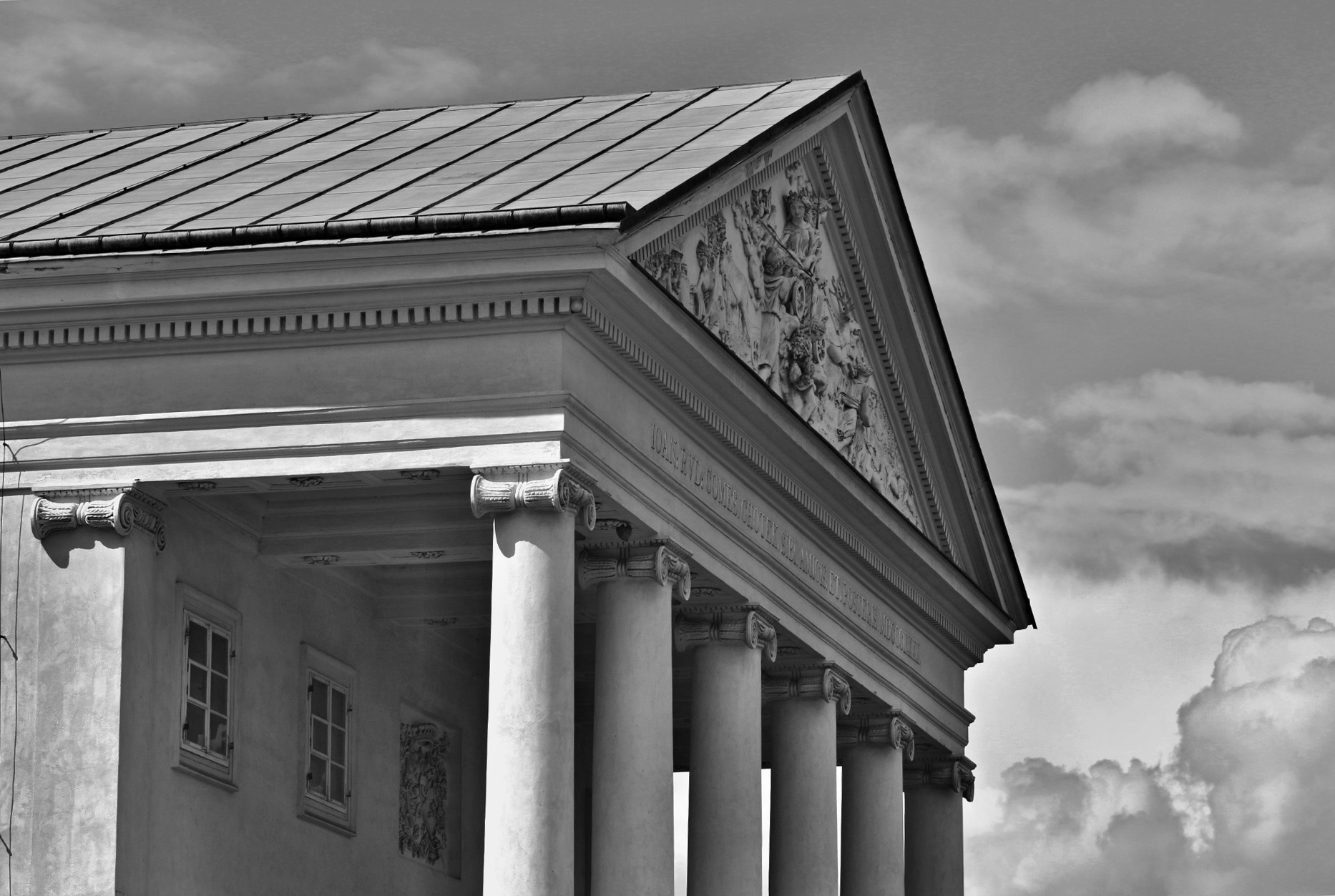
Zámek Kačina

Období empírového stylu je spjato především s Prvním Francouzským císařstvím v době Napoleona I. a trvalo přibližně Jak již napovídá název (empire = císařství), tento styl navazuje na dávné tradice starořeckých a římských slohů, využívá jejich stavebních funkcí i motivů.
Typické pro empírové stavby jsou čisté, pravidelné tvary s minimem ozdob, linie jsou přímé, jednoduché až strohé. Hlavním znakem empírové architektury je časté užití výrazných sloupů a trojúhelníkových průčelí větších staveb.
Jednoznačně nejvýznamnější empírovou stavbou je chotkovský zámek Kačina, zajímavé jsou ale také zámky Fryštát (Lottyhaus) v Karviné, dále Boskovice, Pohansko (Lednicko-valtický areál), či zámek Kostelec nad Orlicí. Zajímavým exemplářem přechodu od klasicismu k empírovému stylu je nový zámek v Dačicích.
V Čechách najedeme také několik empírových sakrálních staveb:
- kostel svatého Kříže v Praze 1 na Příklopech,
- Nanebevstoupení Páně v Josefově
- dům U Hybernů, někdejší klášter irských františkánů
- Vzkříšení Páně v Terezíně
- Hřbitovní kaple s empírovou vratislavskou hrobkou na hřbitově v Čimelicích na jižním okraji obce při silnici na Písek.

Mezi další empírové stavby pak můžeme zařadit také některé nájemní domy v Praze-Karlíně, či na Smíchově, či empírově upravený palác Platýz, Masarykovo nádraží v Praze, Řetězový most u Stádlce ad.

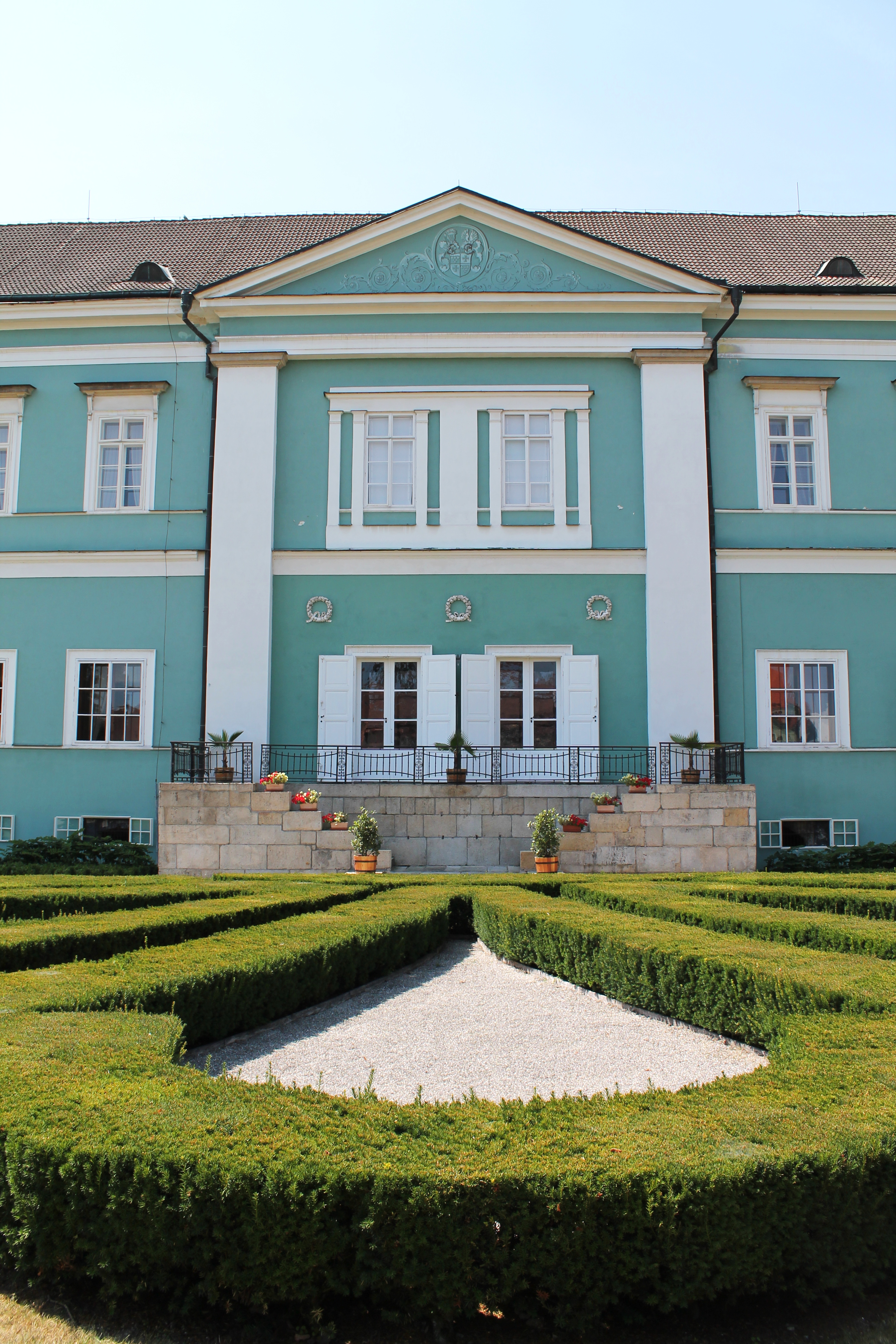
Nový zámek Dačice představuje přechodové stádium od klasicismu s prvky empíru
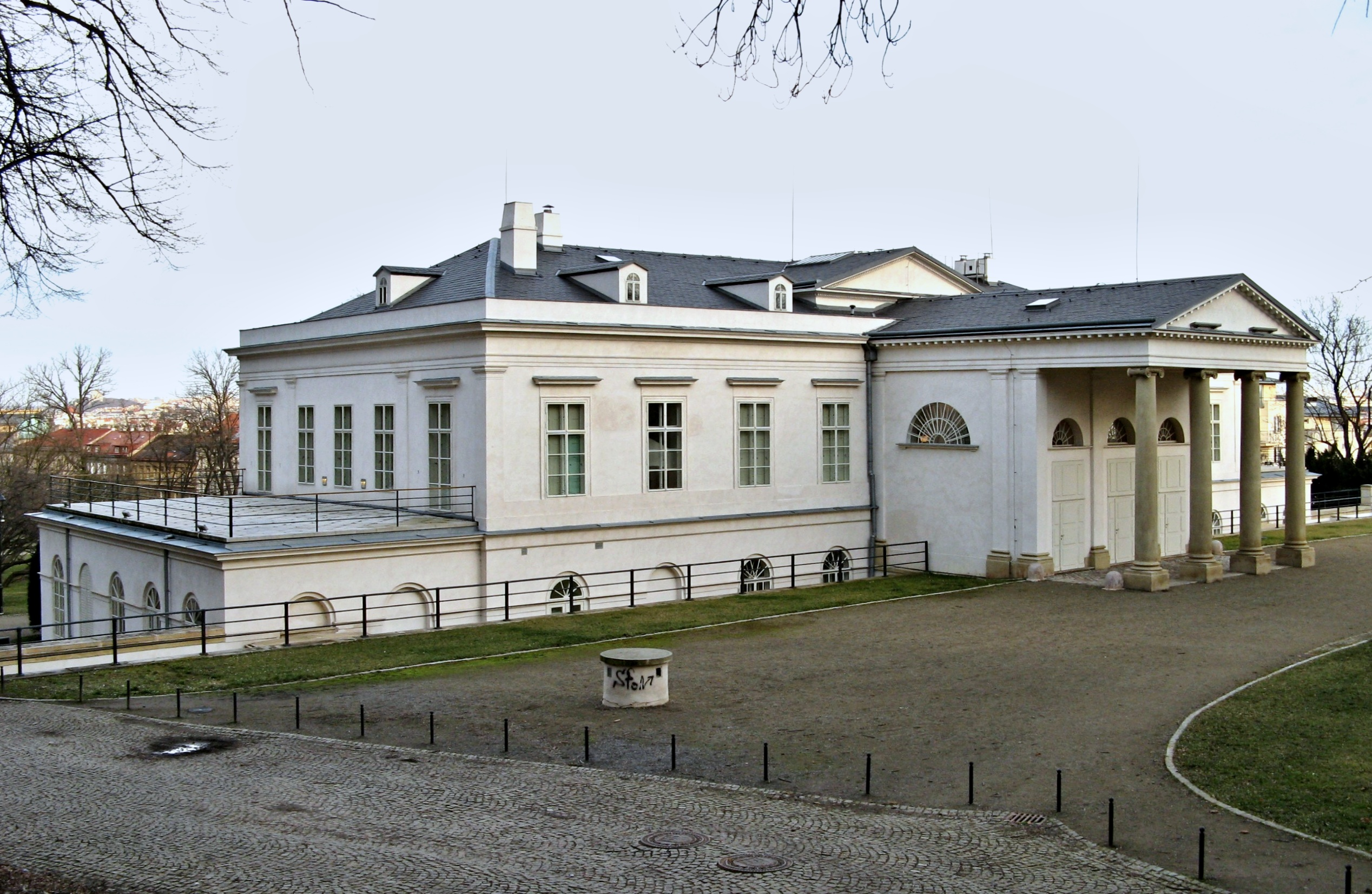
Letohrádek Kinských (Musaion) na Smíchově (1827-1831)
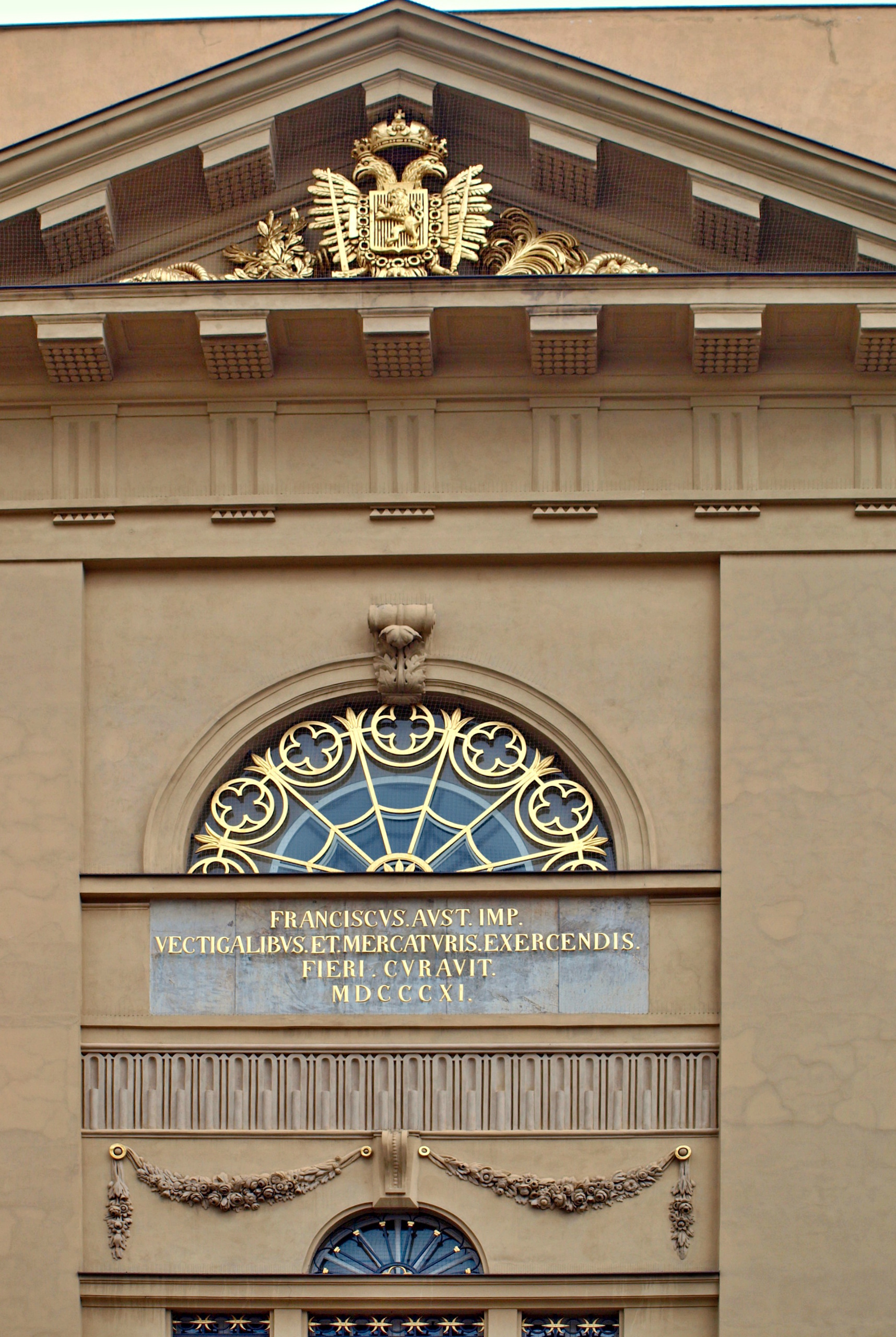
Původně barokní empírově přestavěný dům U Hybernů, detail portálu
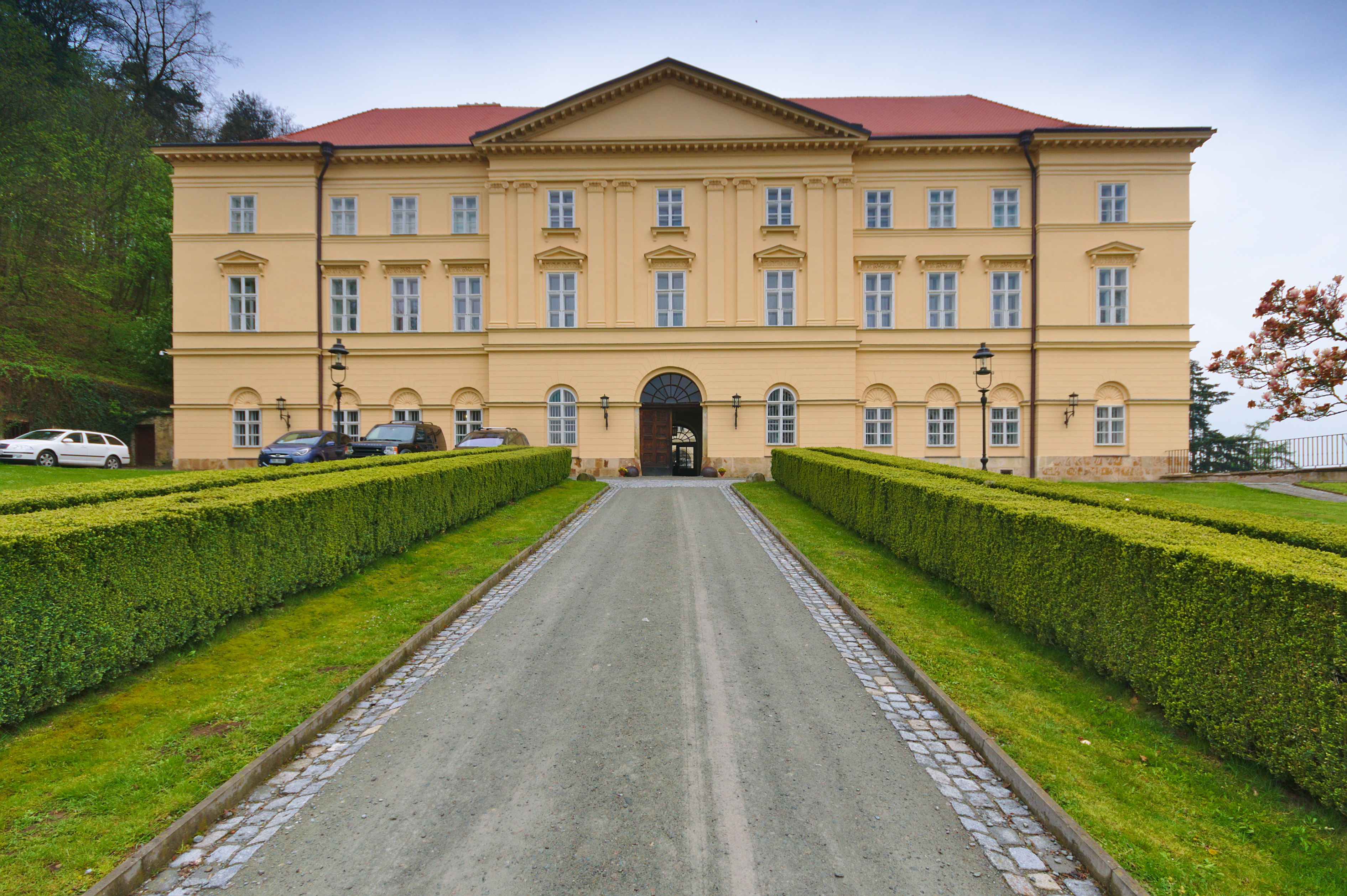
Zámek Boskovice
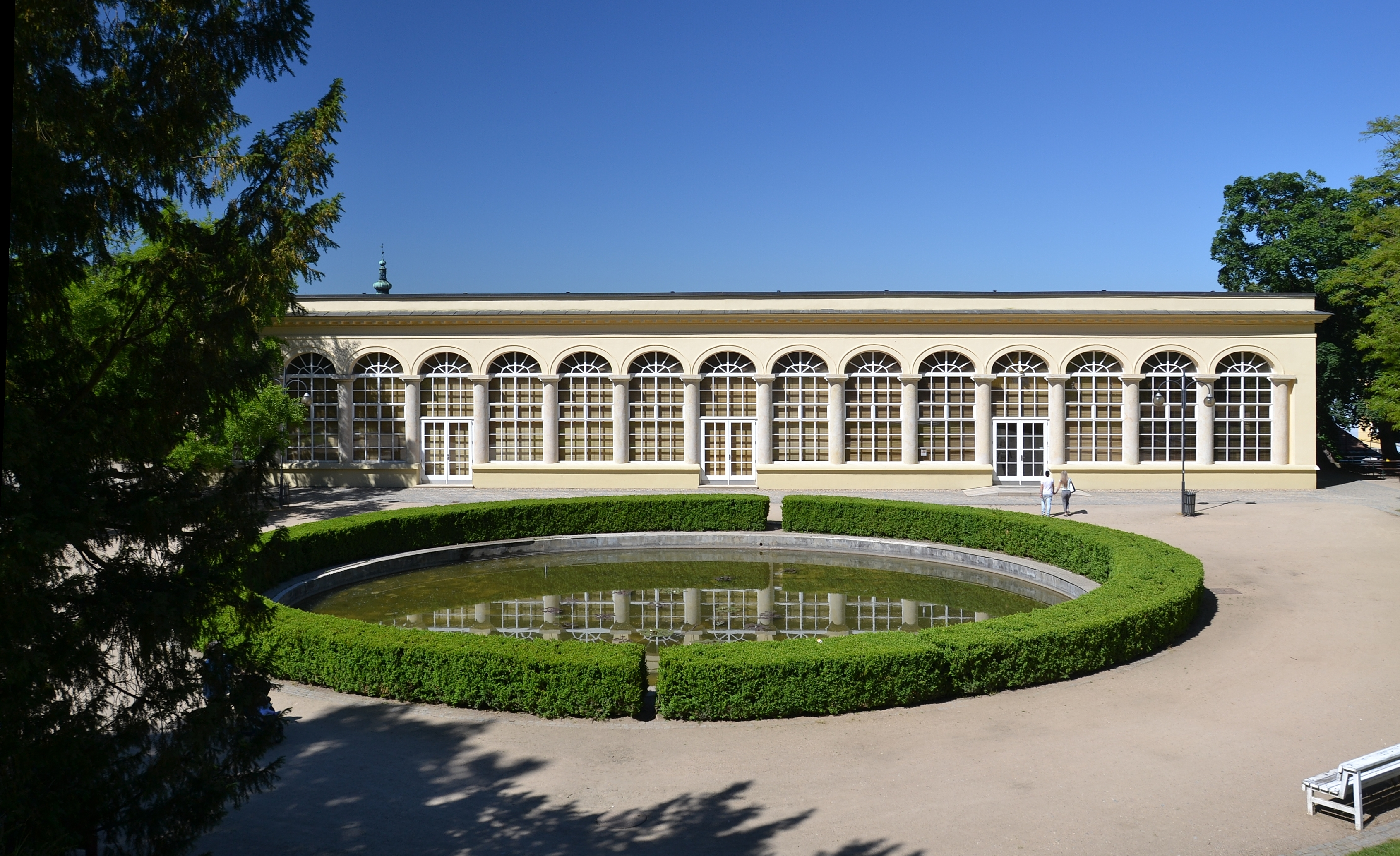
Skleník, zámek Boskovice
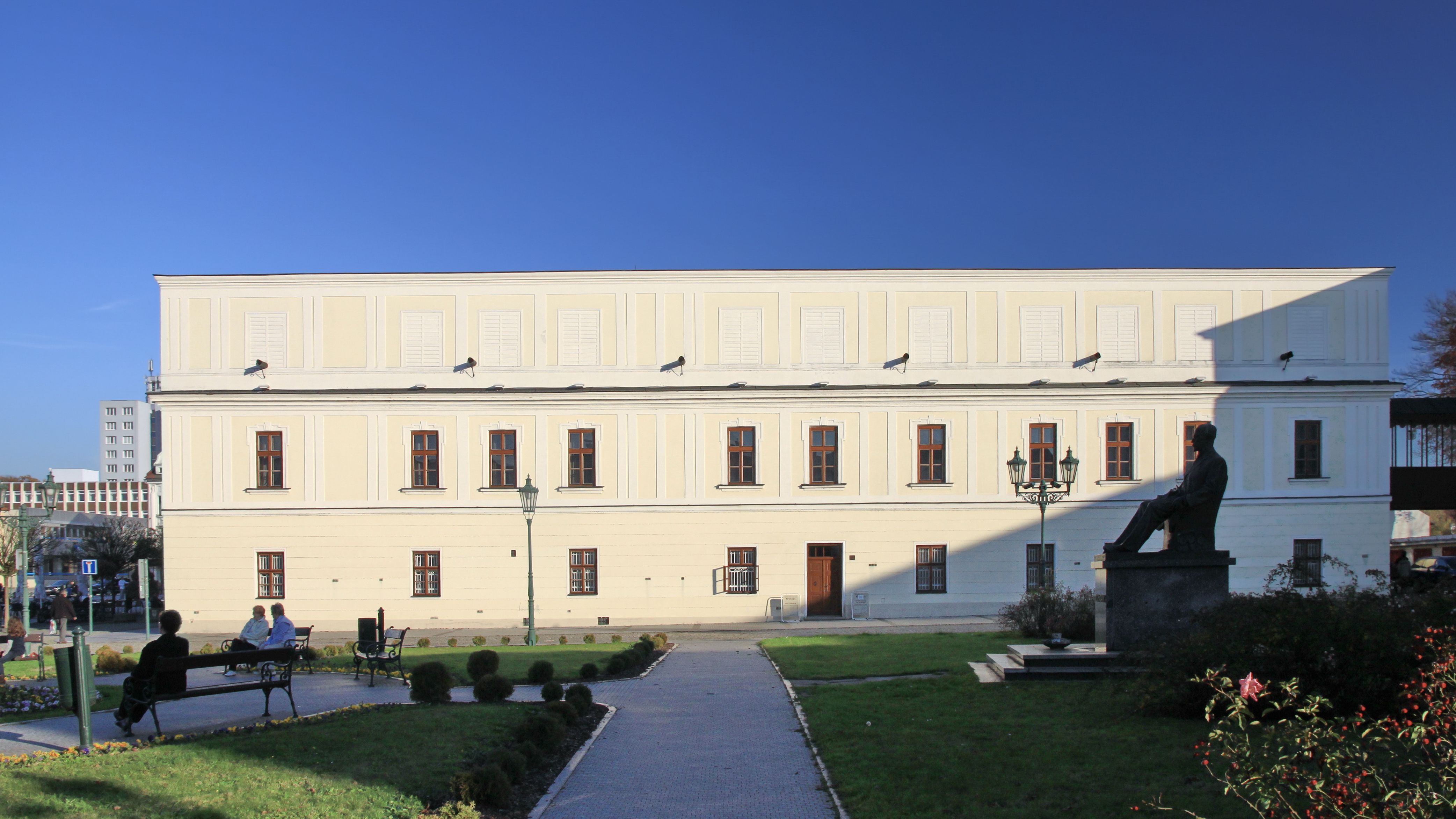
Zámek ve Fryštátu
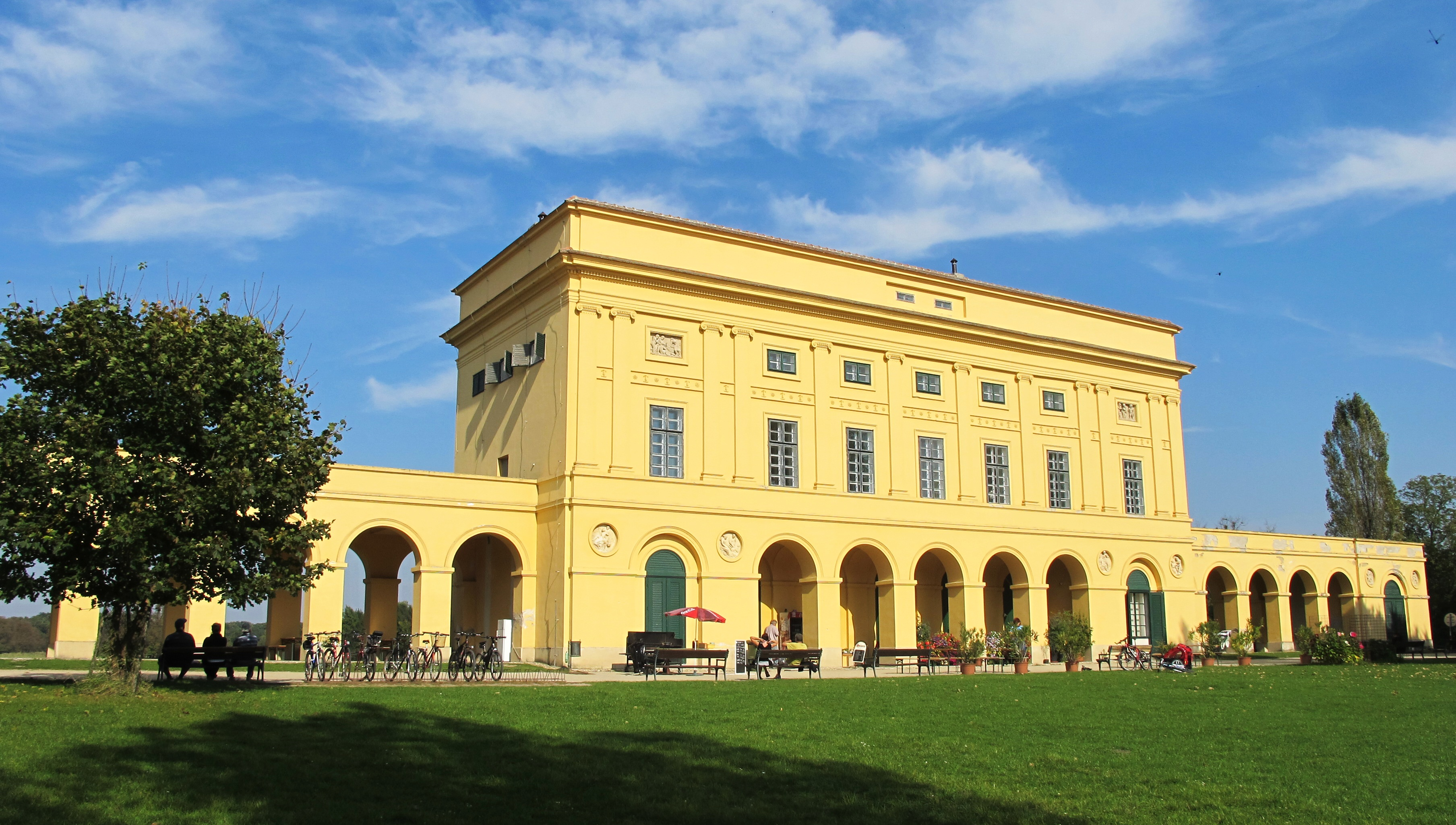
Zámek Pohansko
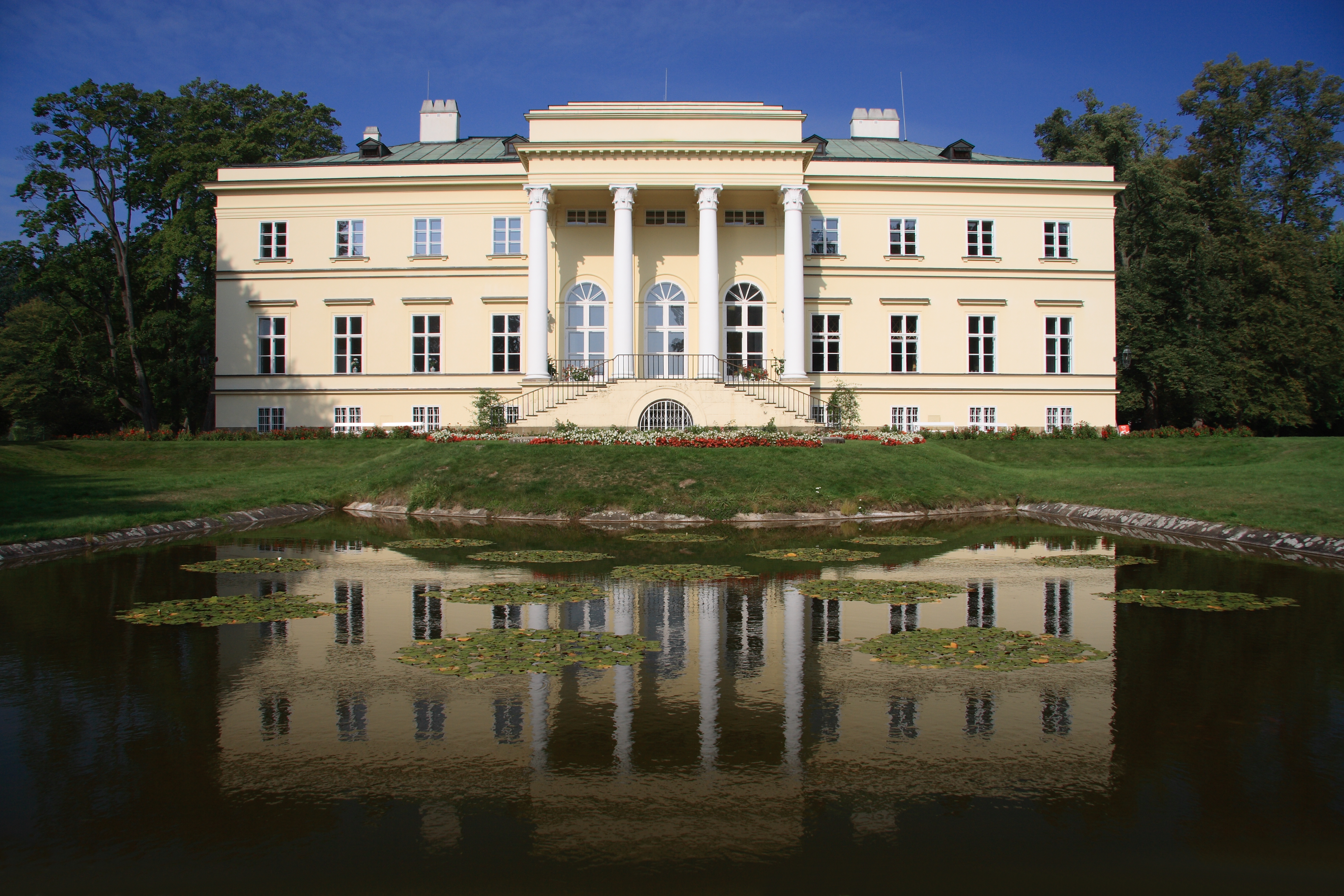
Kostelec nad Orlicí (nový zámek)
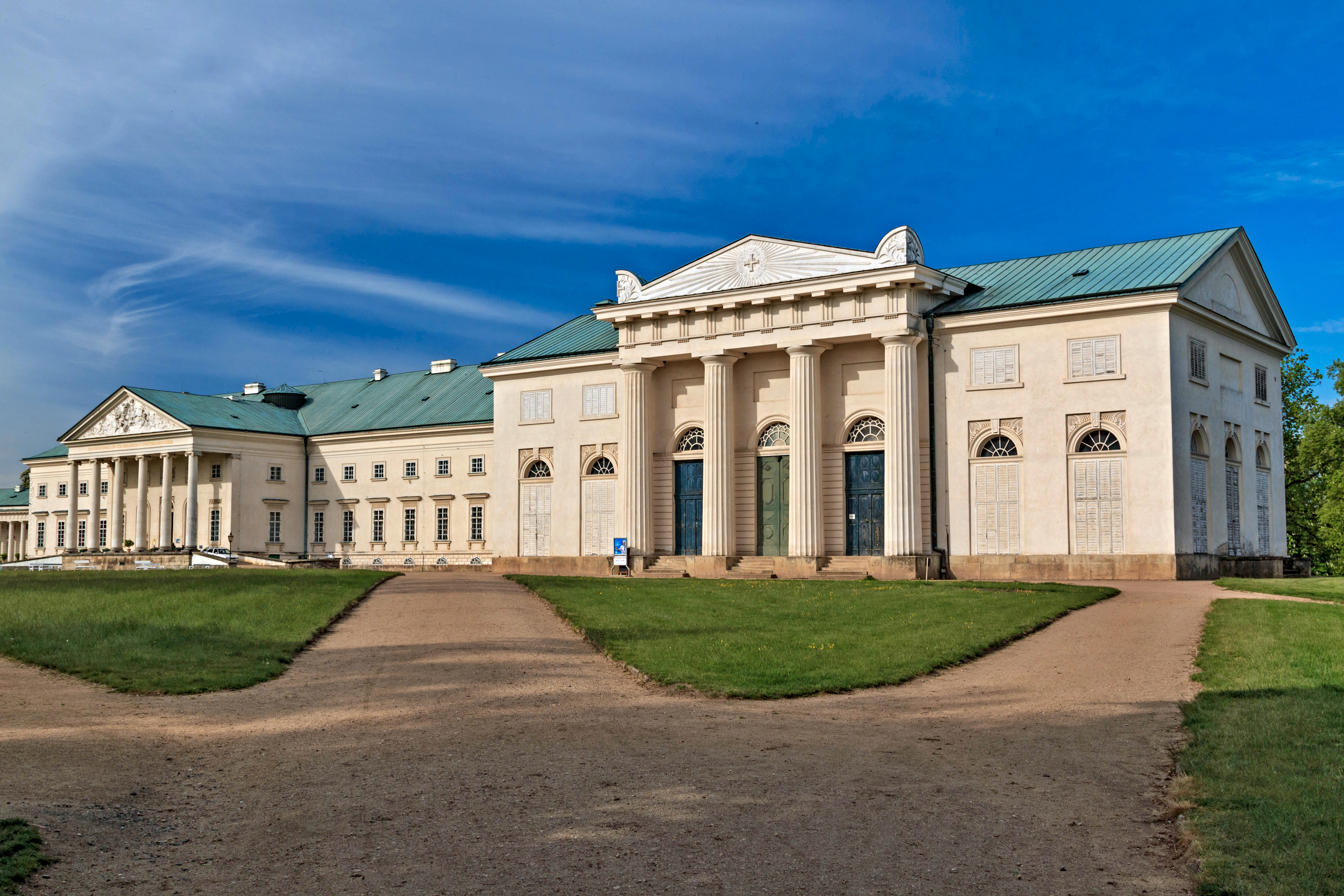
Zámek Kačina
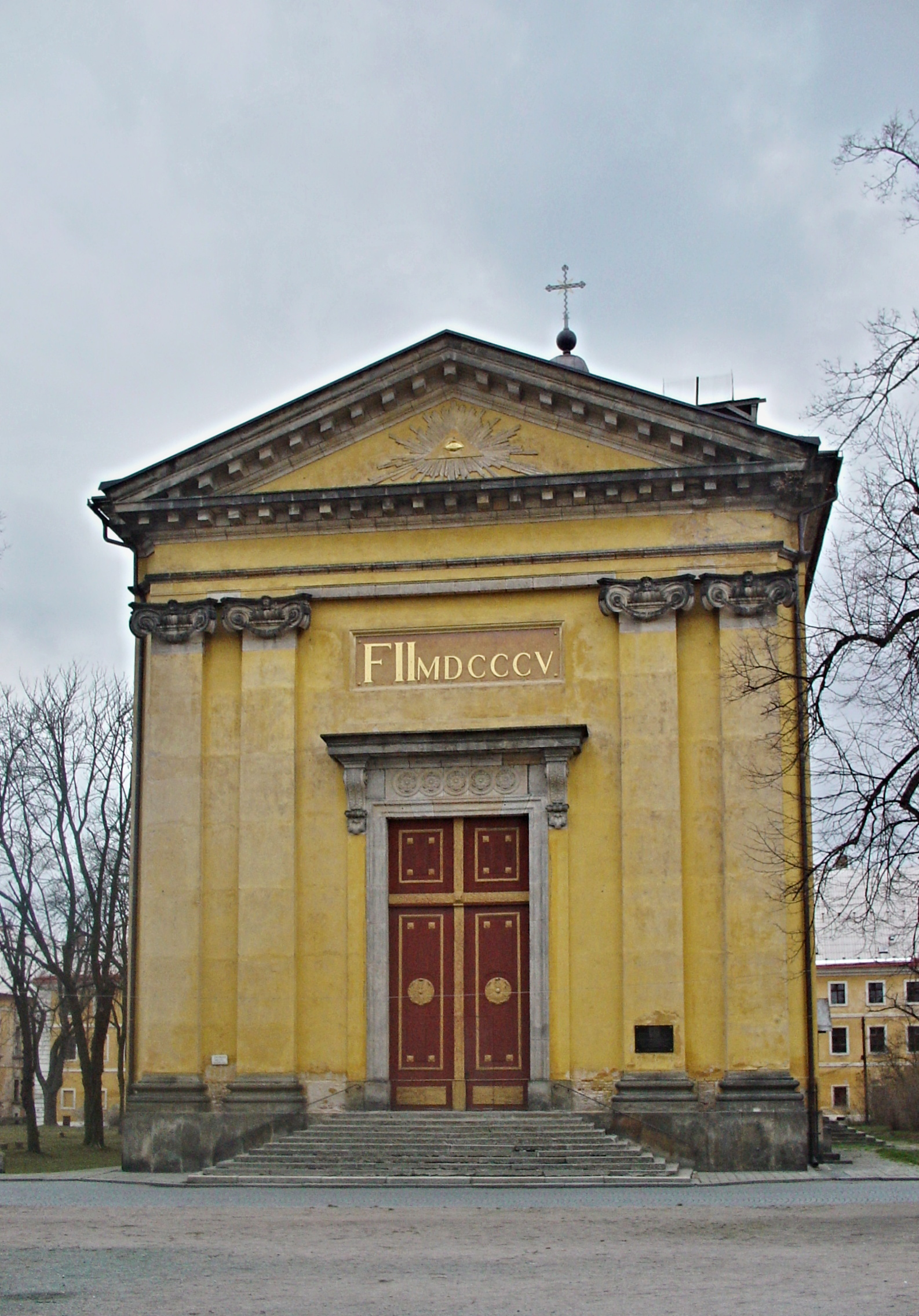
Kostel Nanebevstoupení Páně v Josefově u Jaroměře
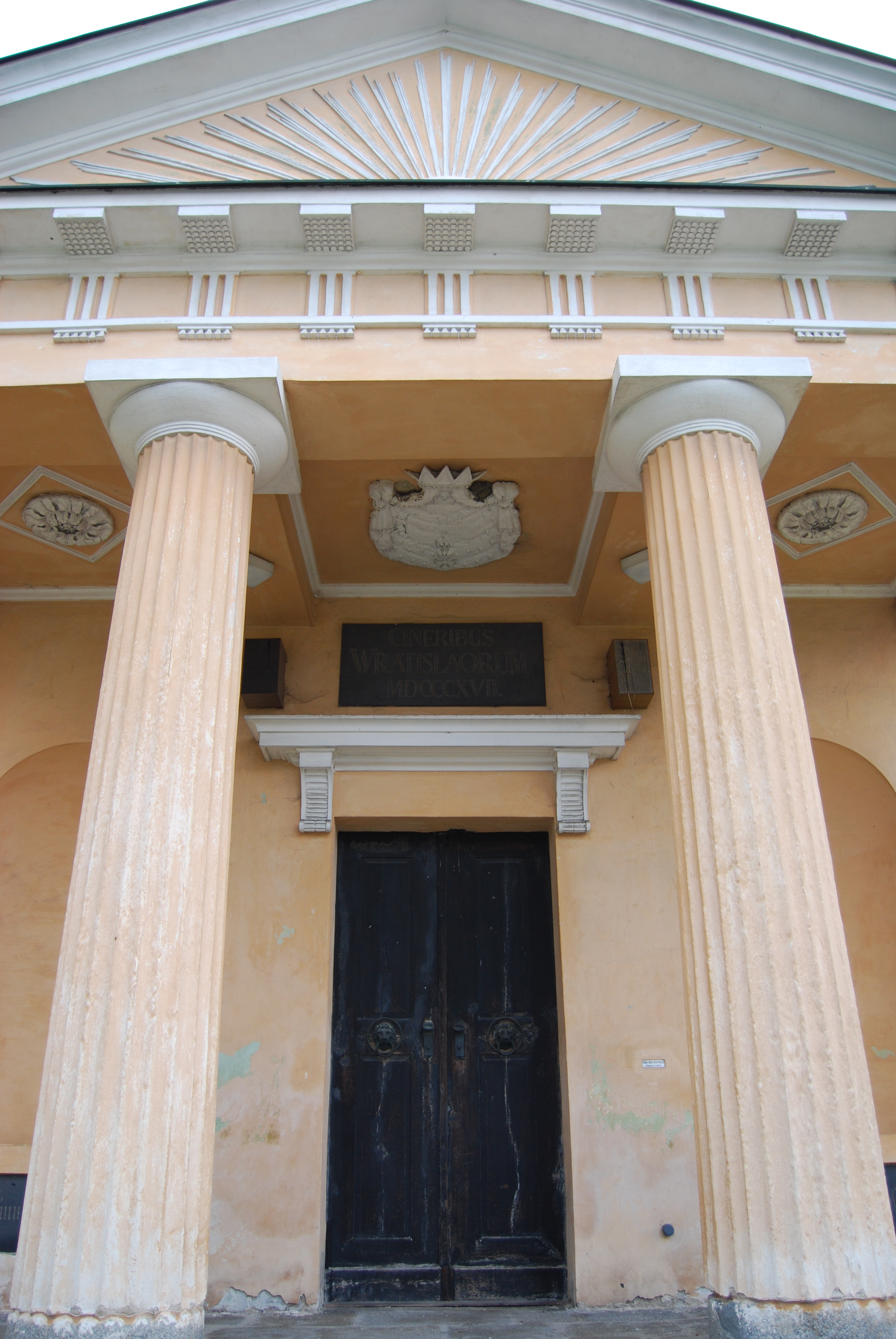
Detail empírové hrobky Vratislavů z Mitrovic v Čimelicích
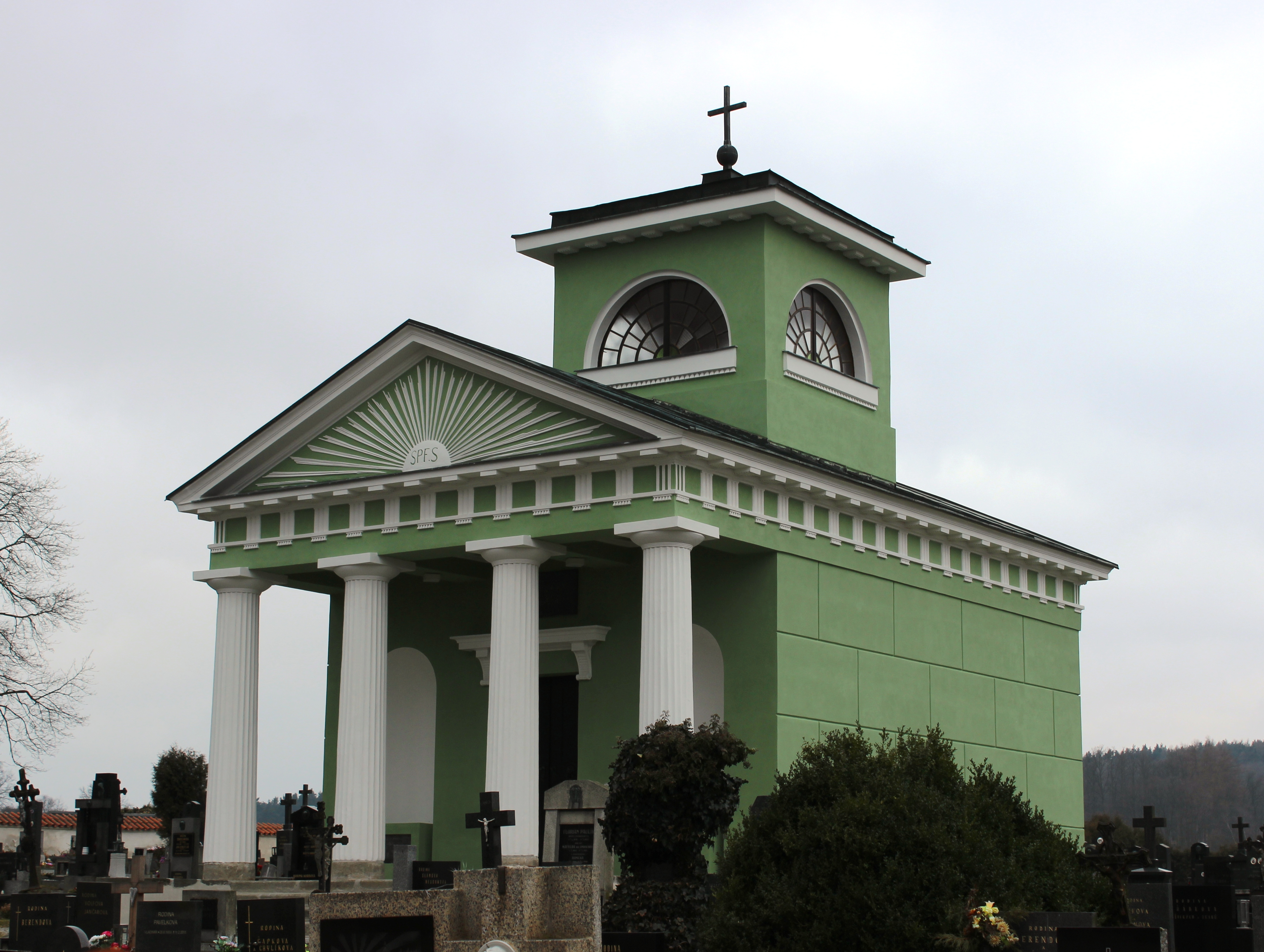
Empírová hrobka Vratislavů z Mitrovic v Čimelicích
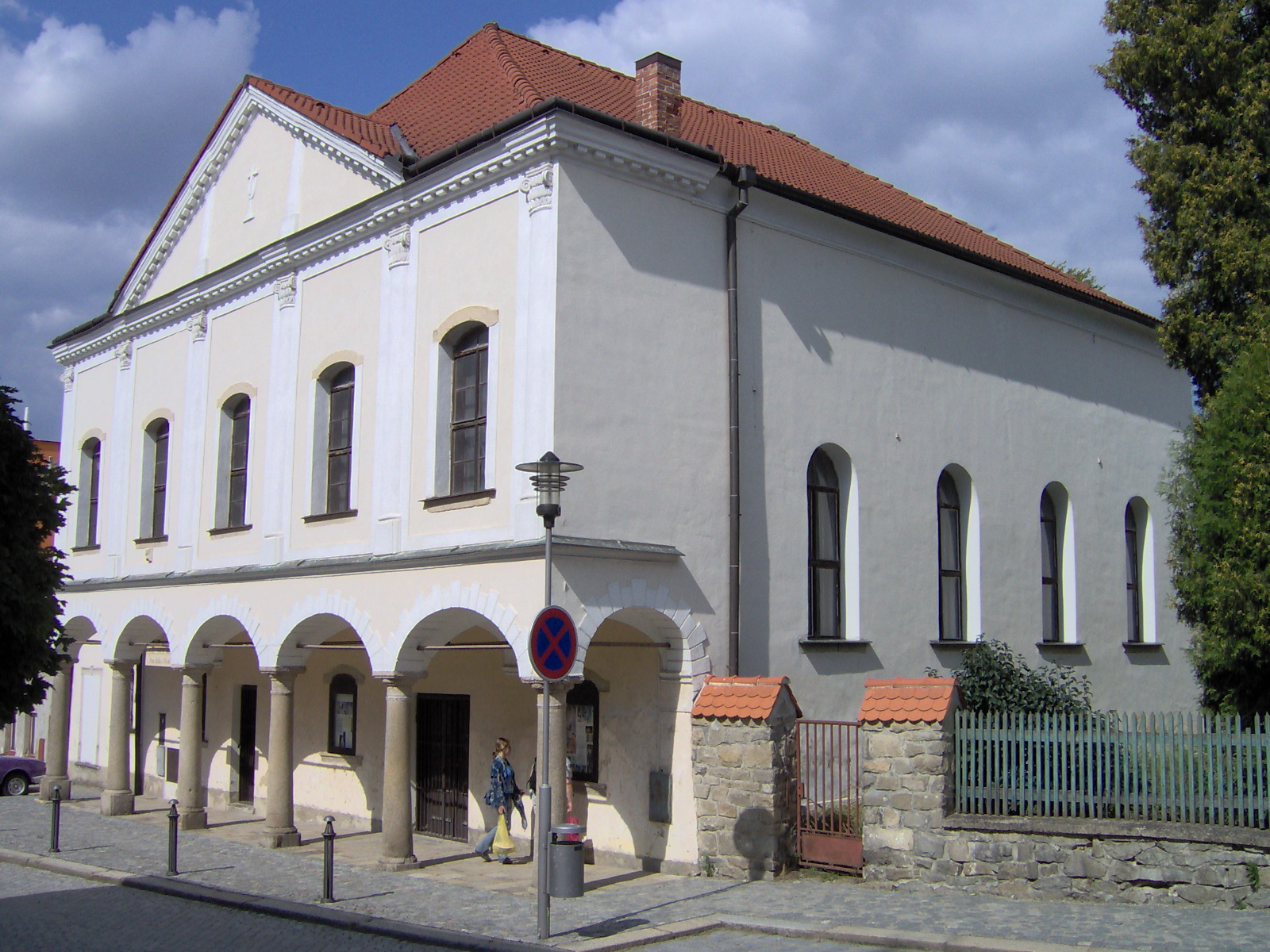
Synagoga v Třešti (1825)

## Styly přelomu 19. a 20. století

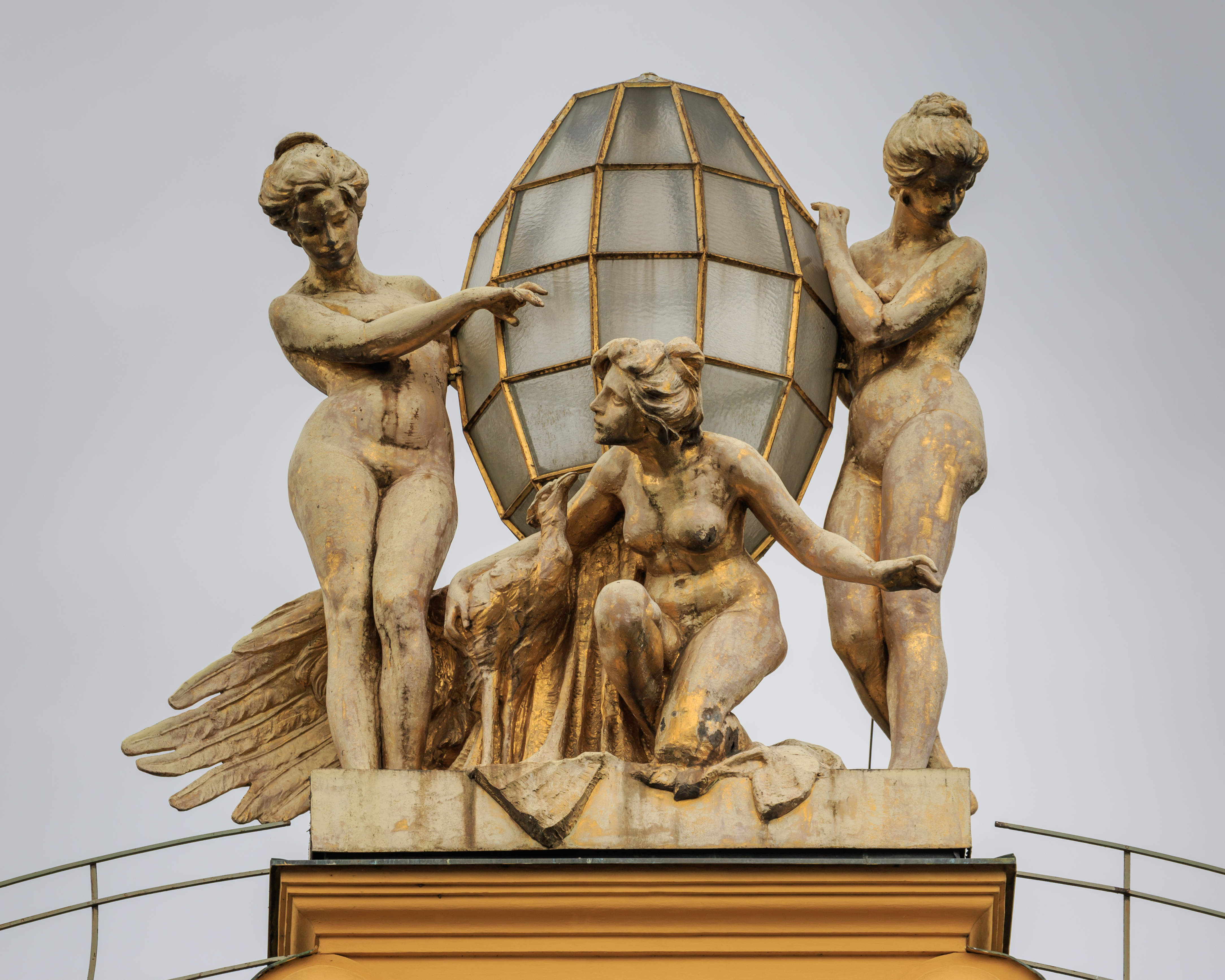
Grandhotel Evropa – detail typické secesní výzdoby

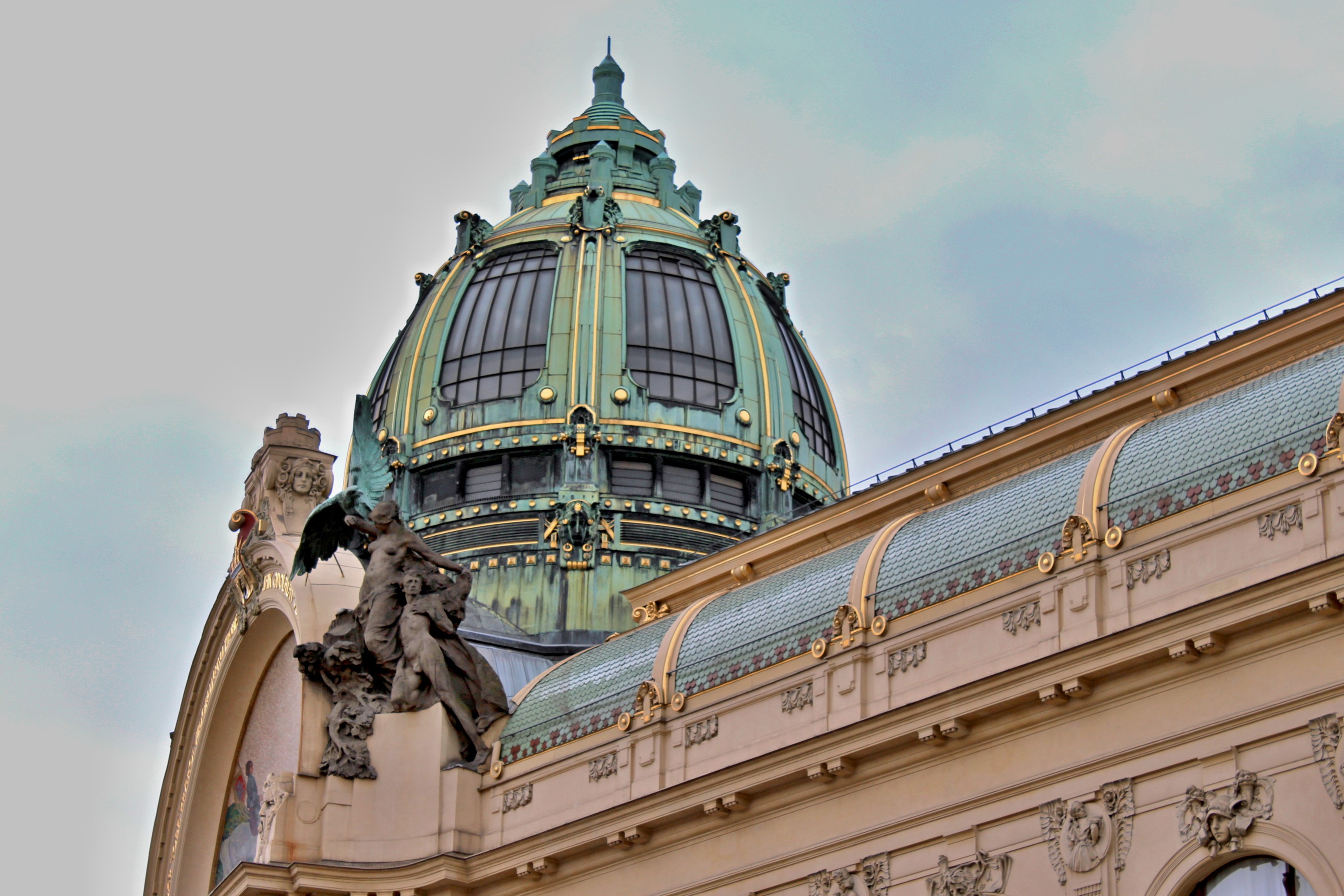
Obecní dům v Praze, detail

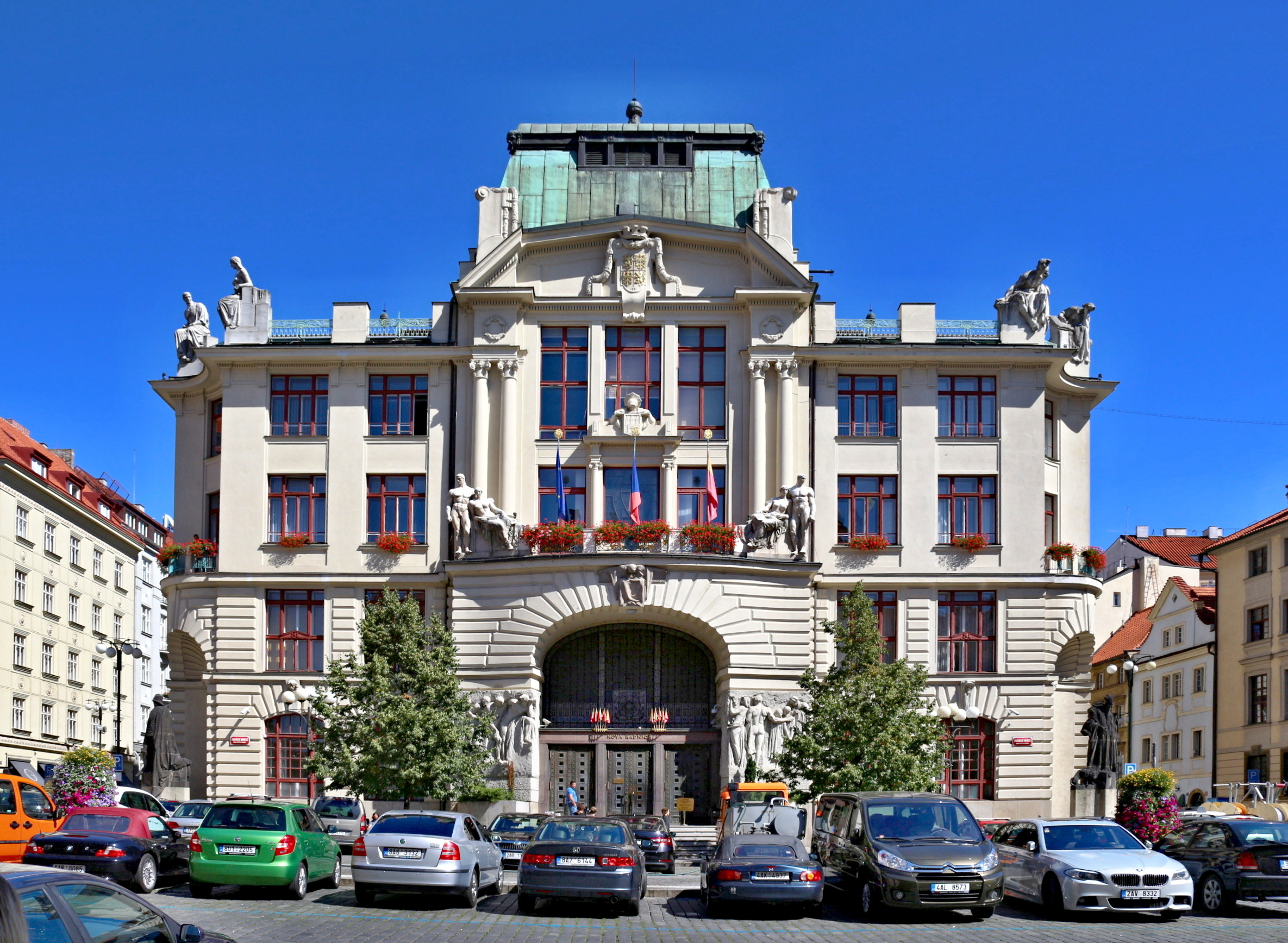
Nová radnice v Praze (pražský magistrát)

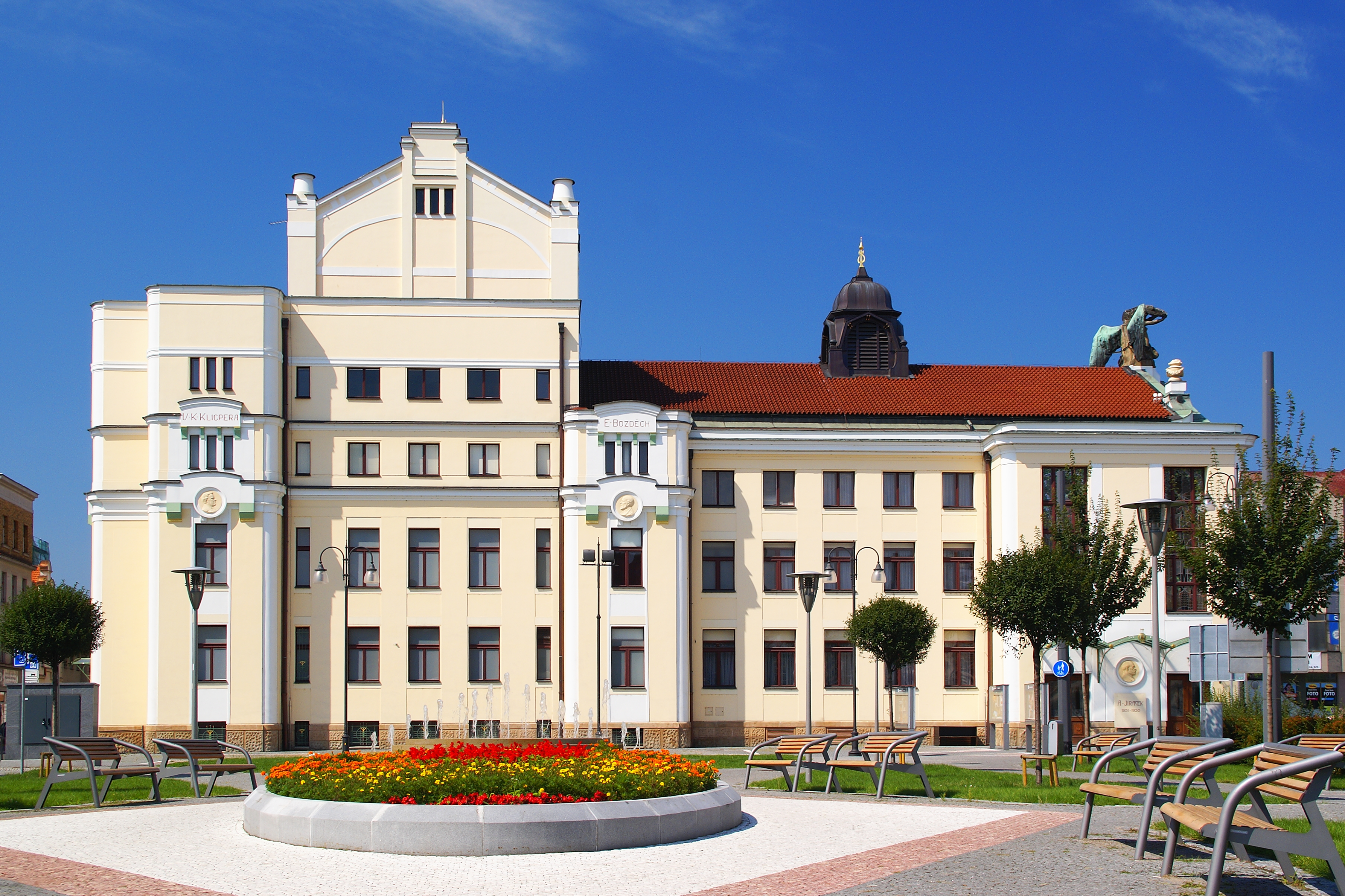
Východočeské divadlo Pardubice

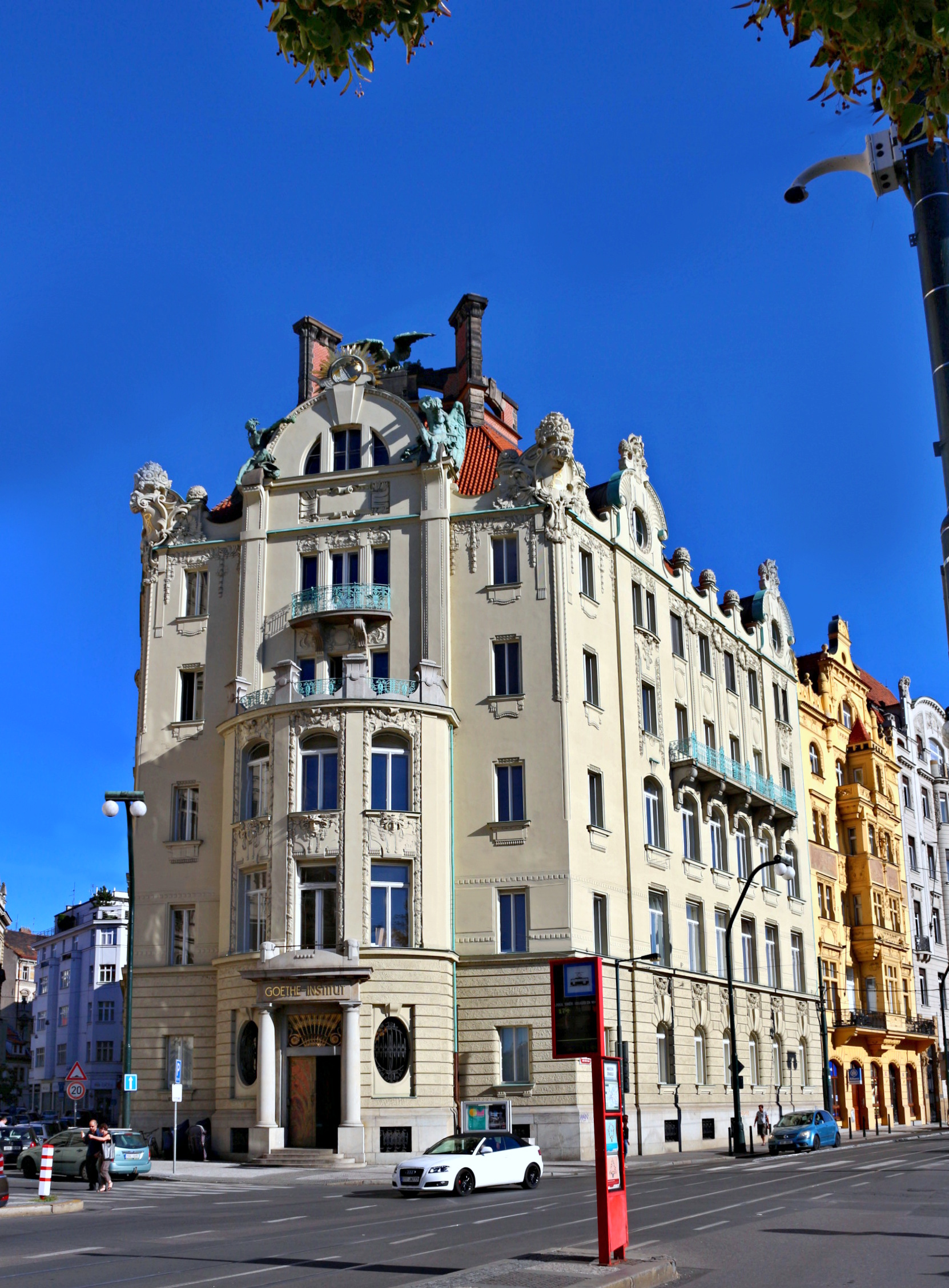
Budova Goethe-Institutu v Praze

### Secese
Významná byla v české architektuře vlna secese na přelomu 19. a 20. století. Typické jsou secesní stavby, především jako soukromé vily, hotely, či veřejné budovy (radnice, školy, krematoria) a také několik kostelů či zámeckých budov.
Mezi nejvýznamnější české architekty tohoto období patří Antonín Balšánek, Osvald Polívka, Josef Fanta a Jan Letzel, Alfons Mucha
Mezi nejvýznamnější stavební počiny tohoto nedlouhého období patří zejména:
obecní domy, veřejné budovy, úřady, školy apod.
- Obecní dům v Praze,
- budova Nové radnice (magistrátu) v Praze
- Slezskoostravská radnice
- Café Habsburg v Ostravě
- Liberecké krematorium
- Slezské gymnázium v Opavě
- Nová strašnická škola (chátrající objekt)
- Vršovická záložna
- Budova Goethe-Institutu a další domy na Masarykově nábřeží v Praze
- Nádraží Praha Vyšehrad (chátrající objekt)
- Fantova budova Hlavního nádraží
- Budova hlavního nádraží v Brně

Soukromé domy, vily
- Bílkova vila
- Vila Löw-Beer v Brně-Černých Polích
- Löw-Beerovy vily ve Svitávce
- Vila Löw-Beer v Půlpecnu
- Šalounova vila v Praze
- Vila Gustava Jirsche, lidově též Dům s rytířem v Teplicích
- Becherova vila v Karlových Varech

Hotely
- Grandhotel Evropa a Meran na Václavském náměstí
- Grandhotel Praha
- Hotel Paříž v Praze
- Hotel Union v Praze

Divadla, umělecké a kulturní budovy
- budova pražského Hlaholu (Masarykovo nábřeží)
- budova Vinohradského divadla
- Městské divadlo Mladá Boleslav
- Městské divadlo v Pardubicích
- Divadlo Josefa Kajetána Tyla v Plzni
- Malá scéna Nového německého divadla
- Topičův salon
- Podlipanské muzeum v Českém Brodě
- Muzeum hlavního města Prahy
- Libeňská sokolovna

Průmyslové budovy
- Pivovar Braník
- Městská elektrárna v Polné
- Smíchovská tržnice
- Kasárna v Mostě (chátrající objekt)
- Most císaře Františka I.

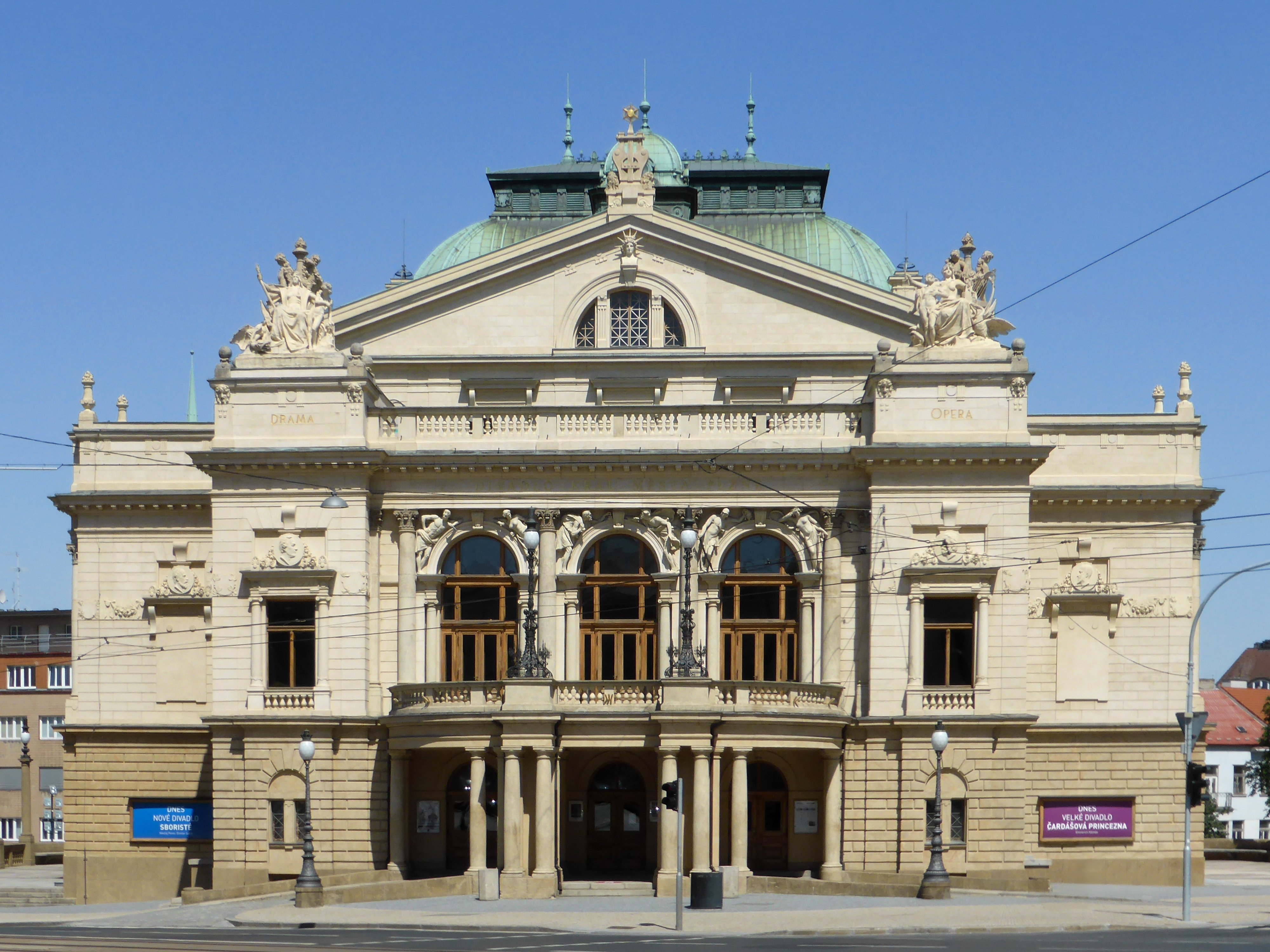
Divadlo Josefa Kajetána Tyla v Plzni
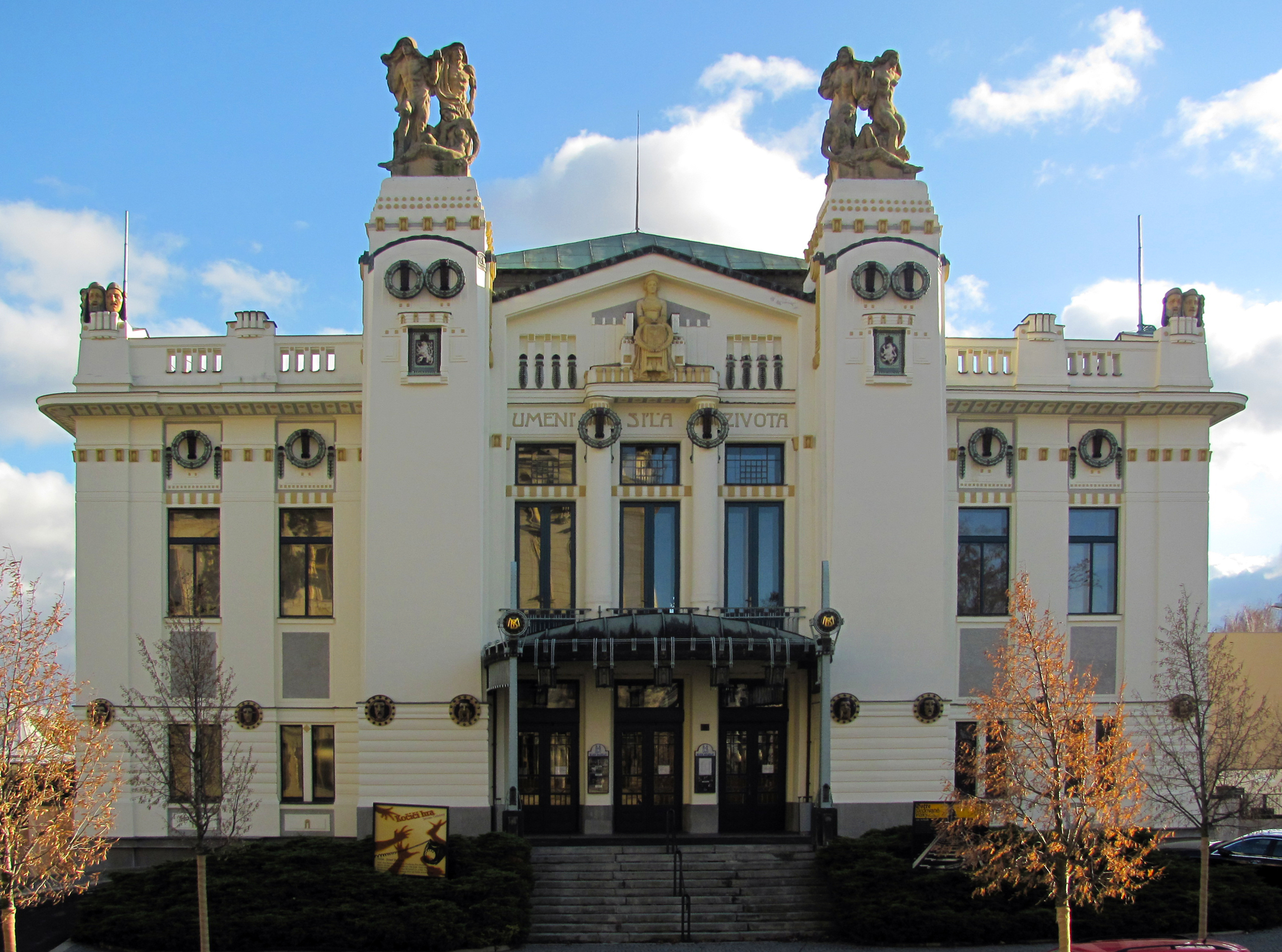
Městské divadlo Mladá Boleslav
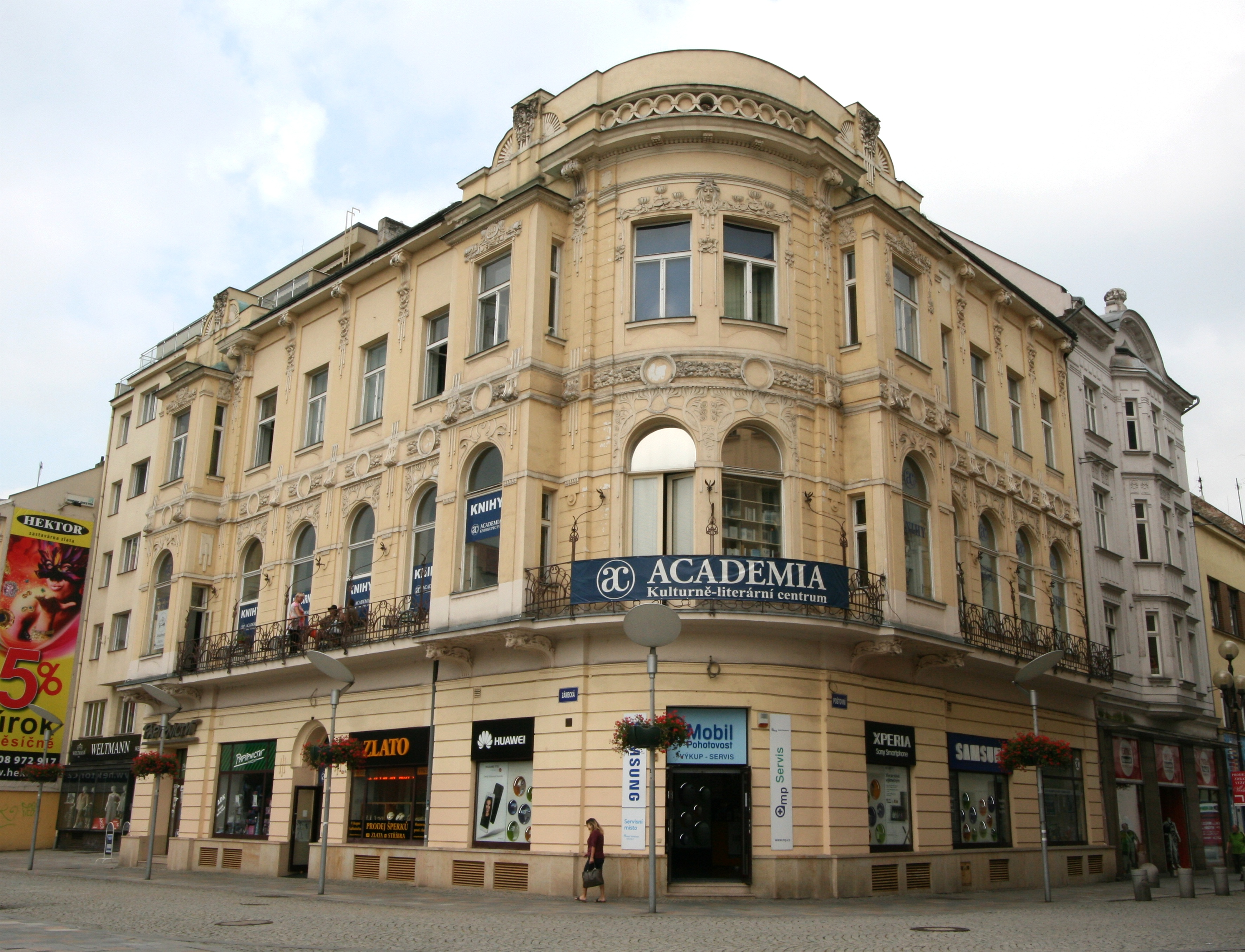
Café Habsburg v Ostravě
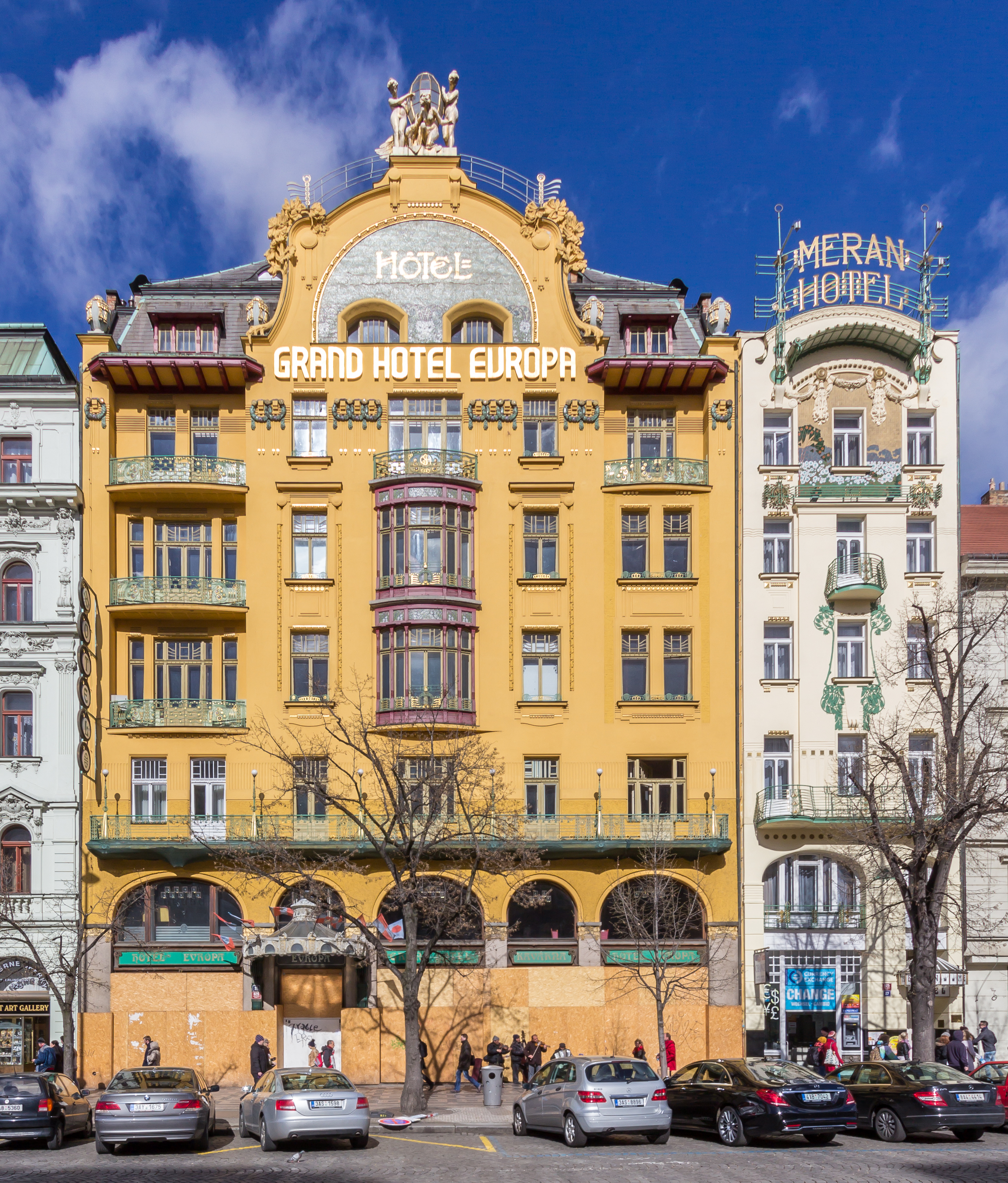
Grand Hotel Evropa a Hotel Meran
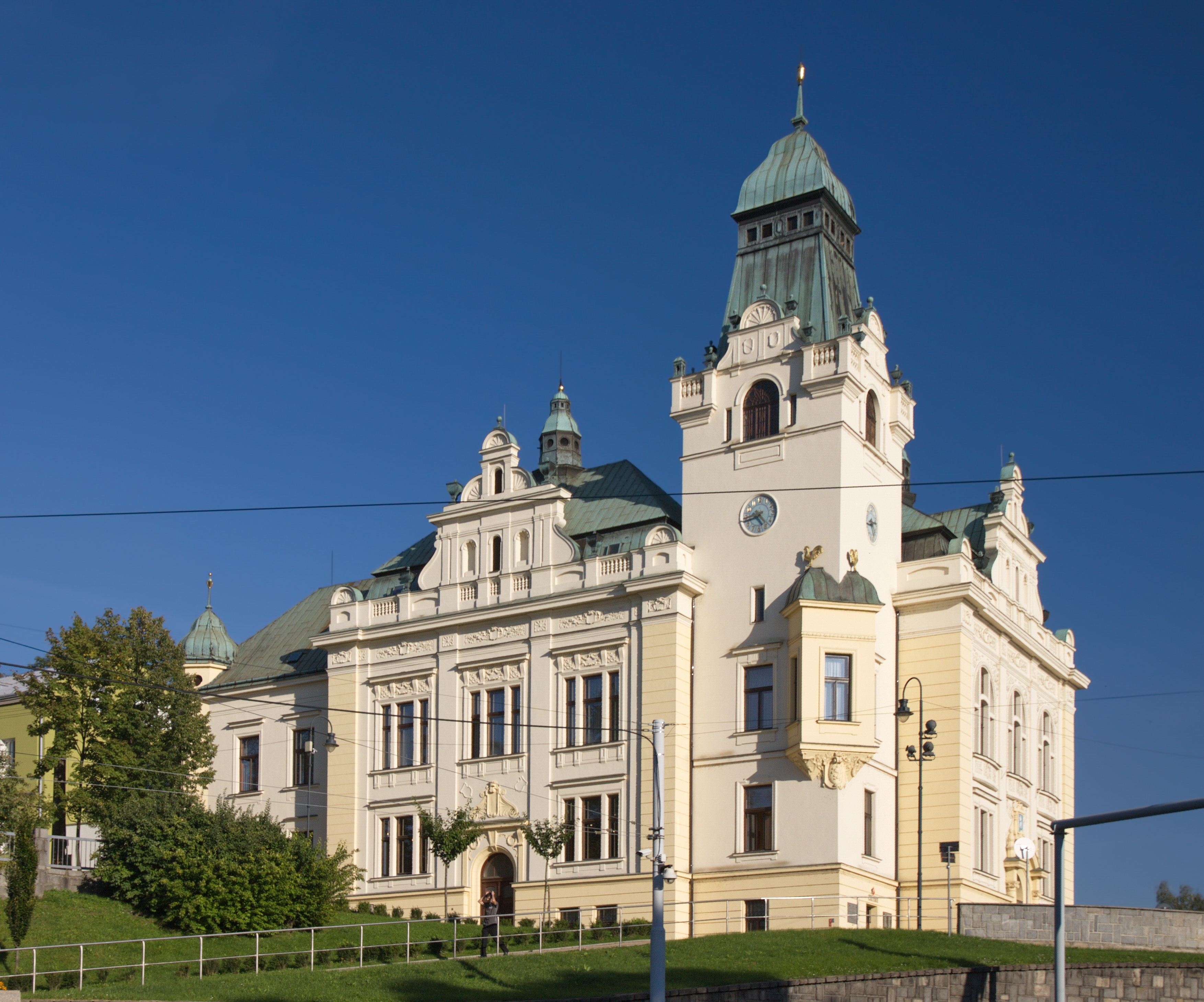
Slezskoostravská radnice
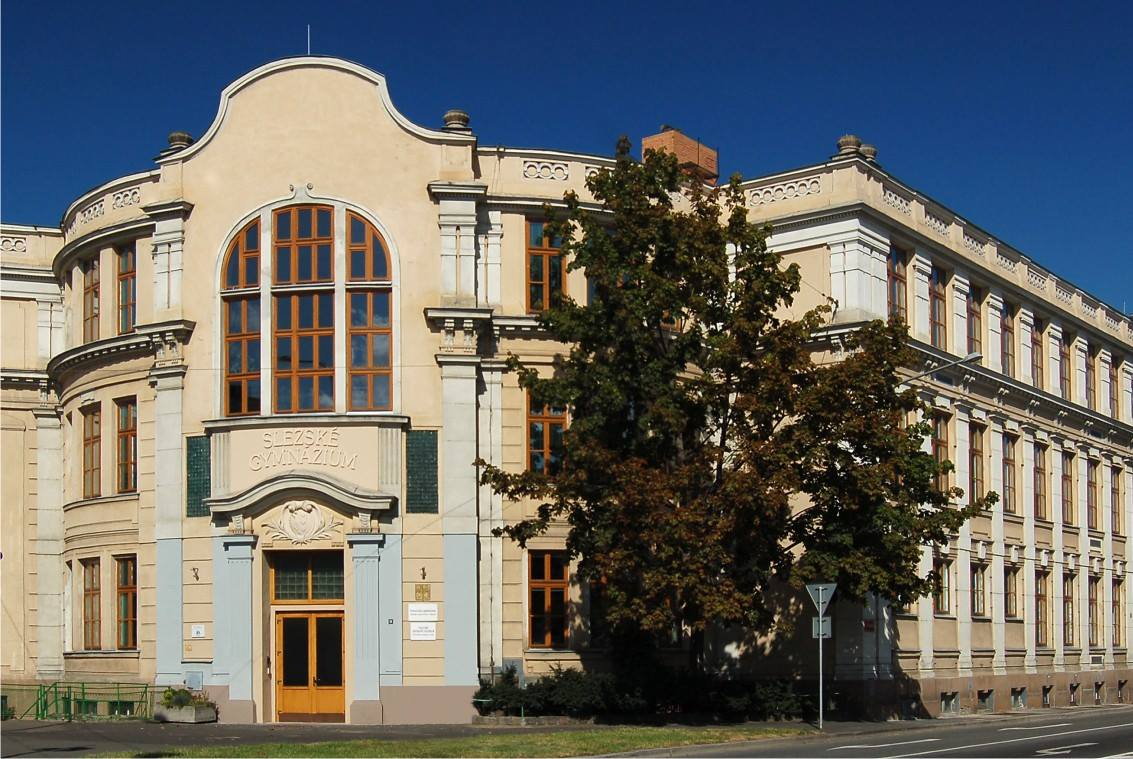
Slezské gymnázium v Opavě
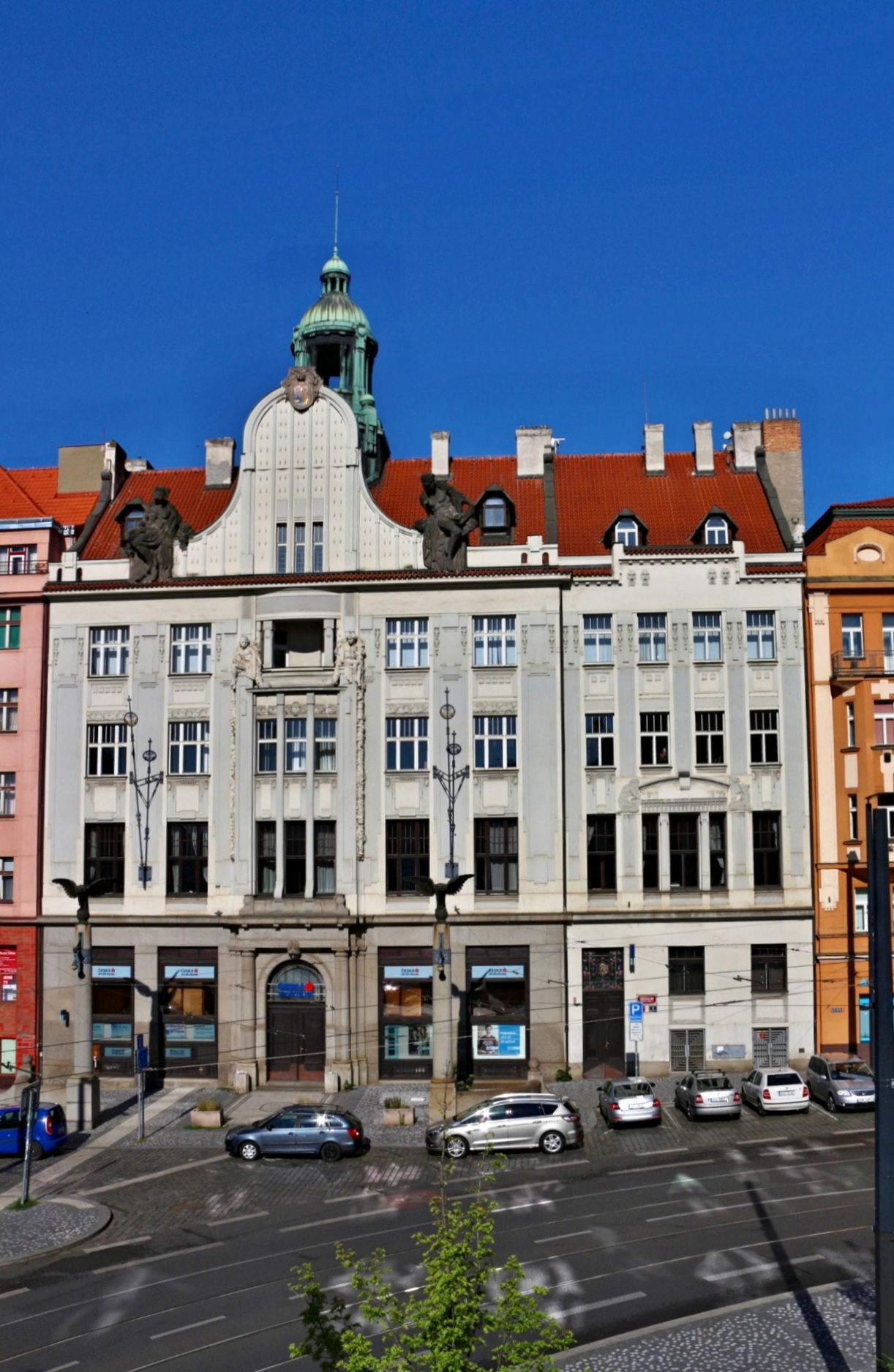
Vršovická záložna
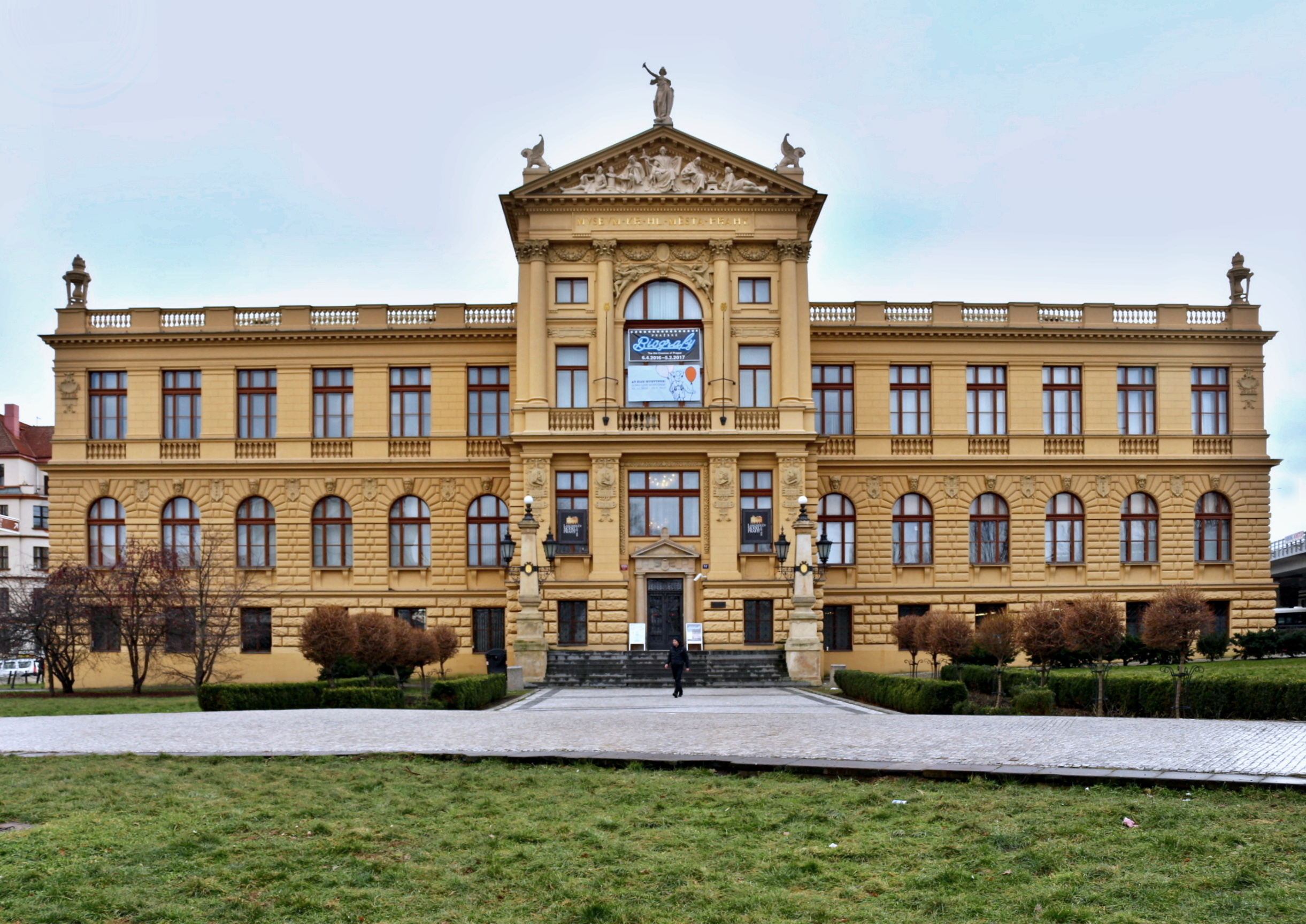
Muzeum hlavního města Prahy
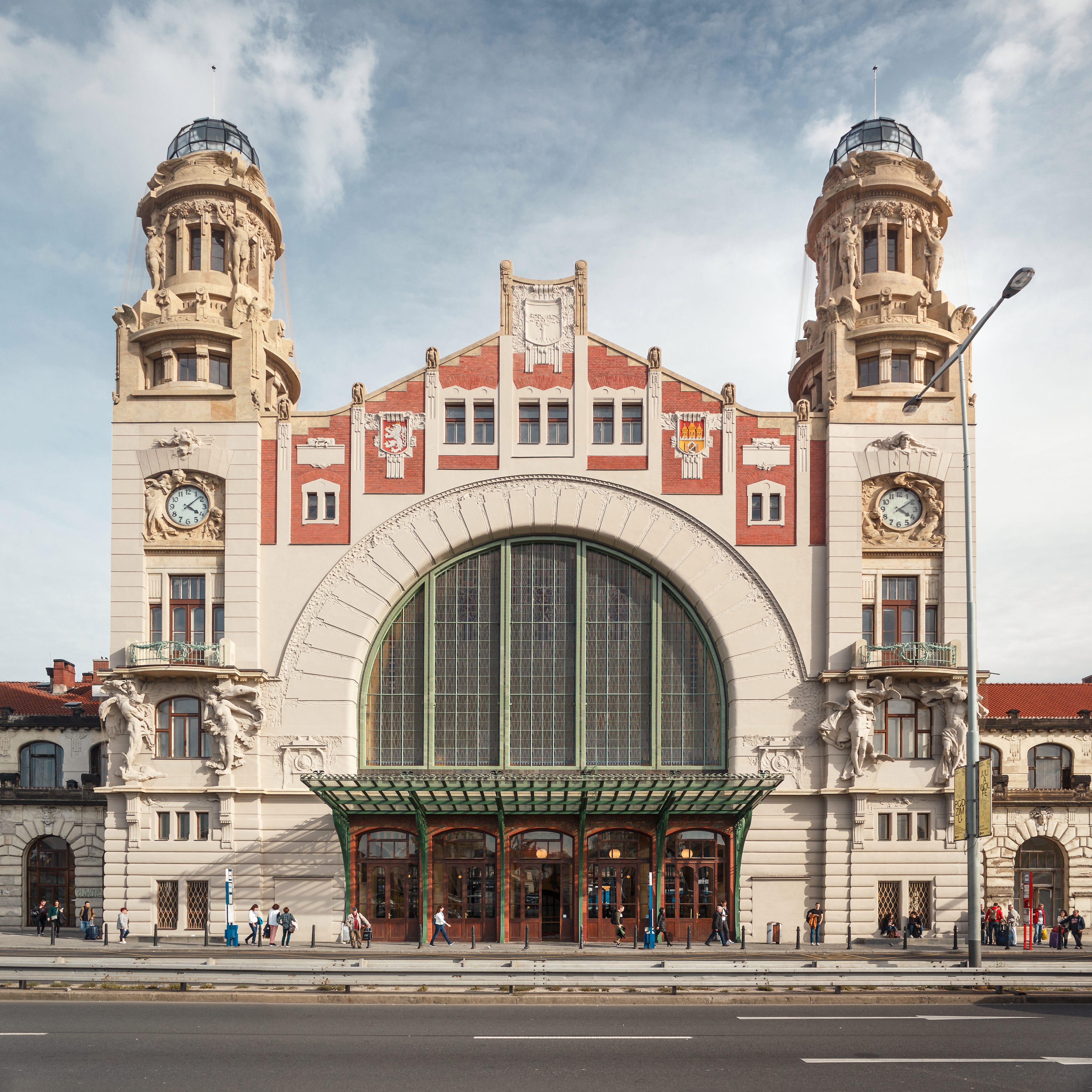
Fantova budova Hlavního nádraží
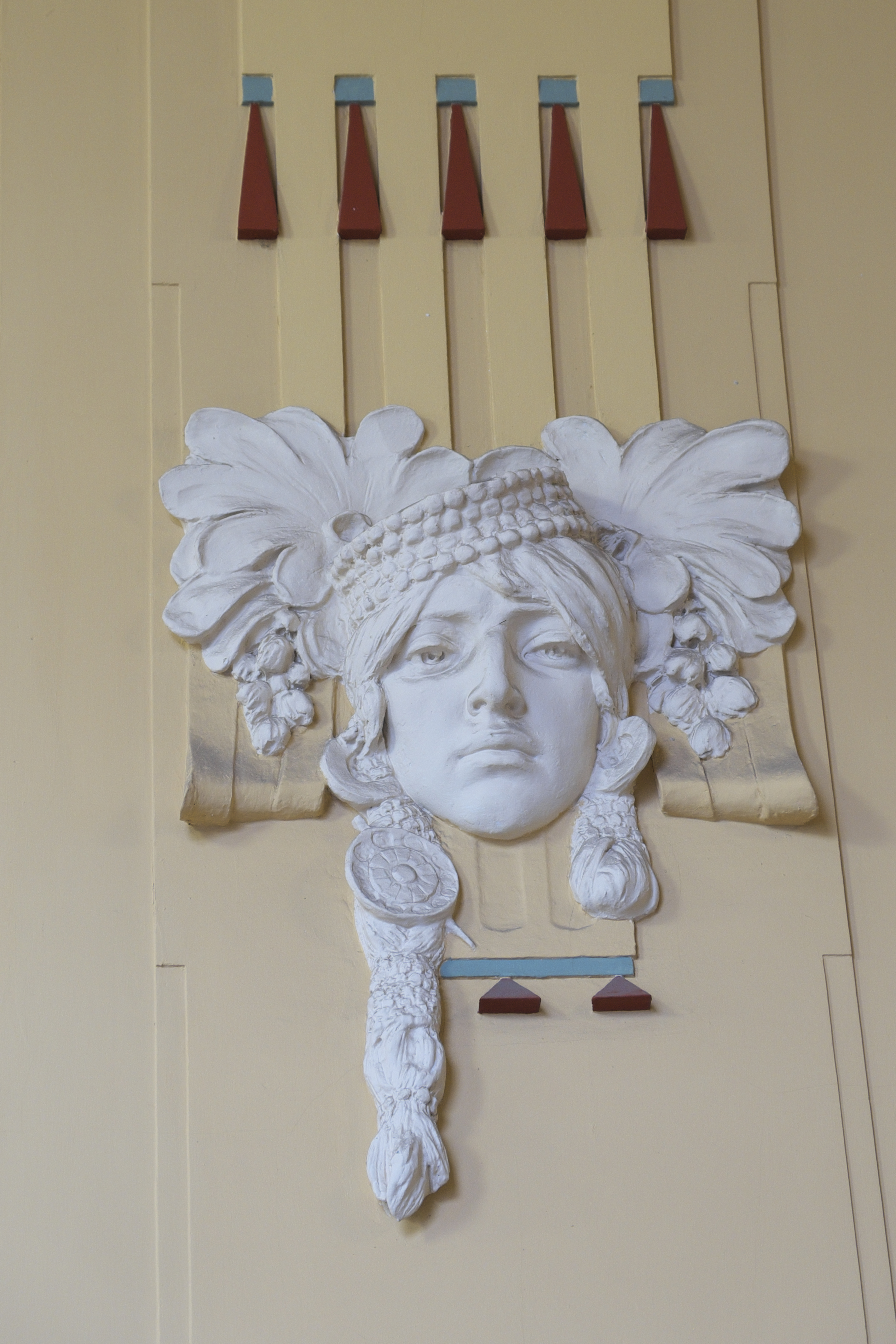
Secesní výzdoba na pražském hlavním nádraží
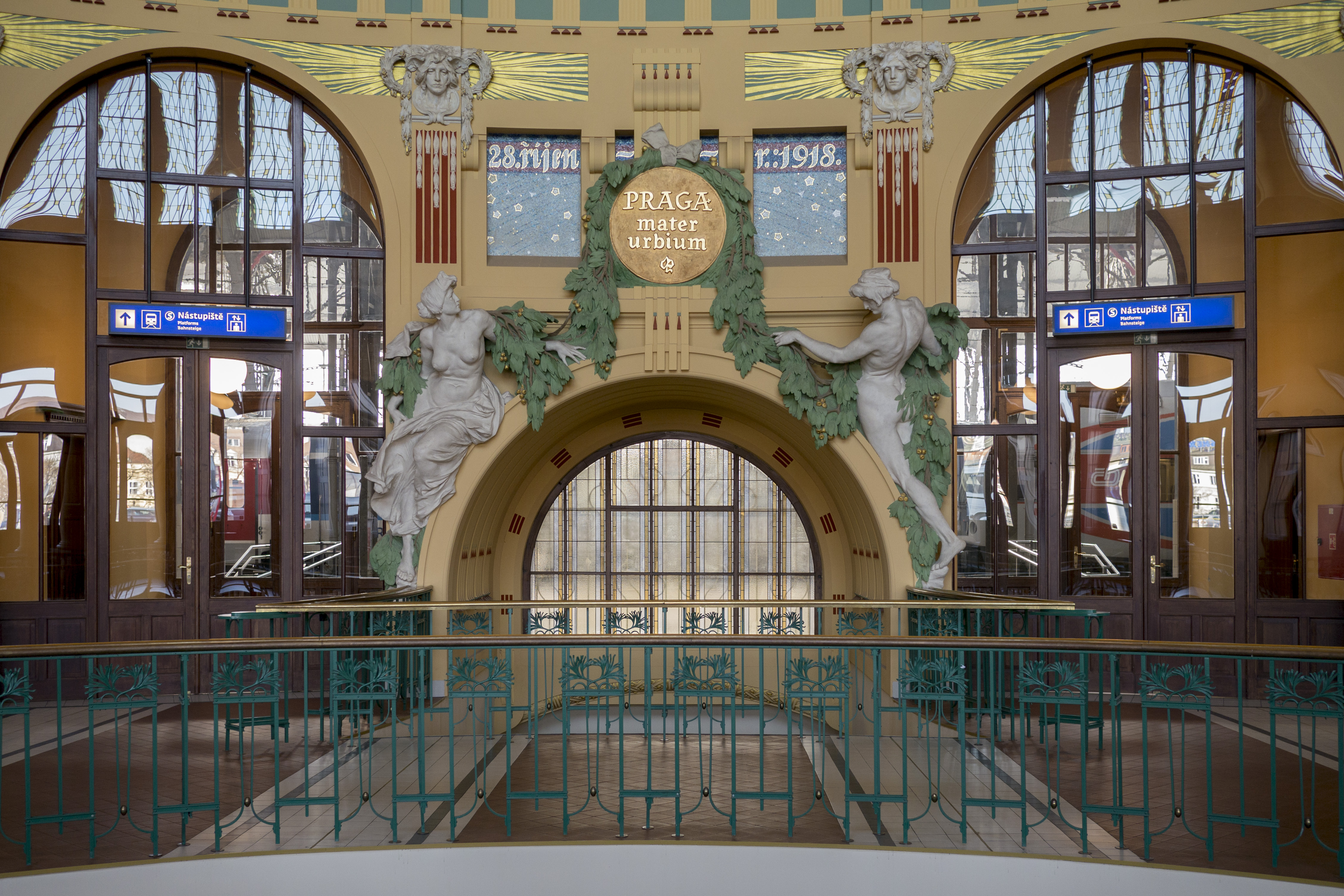
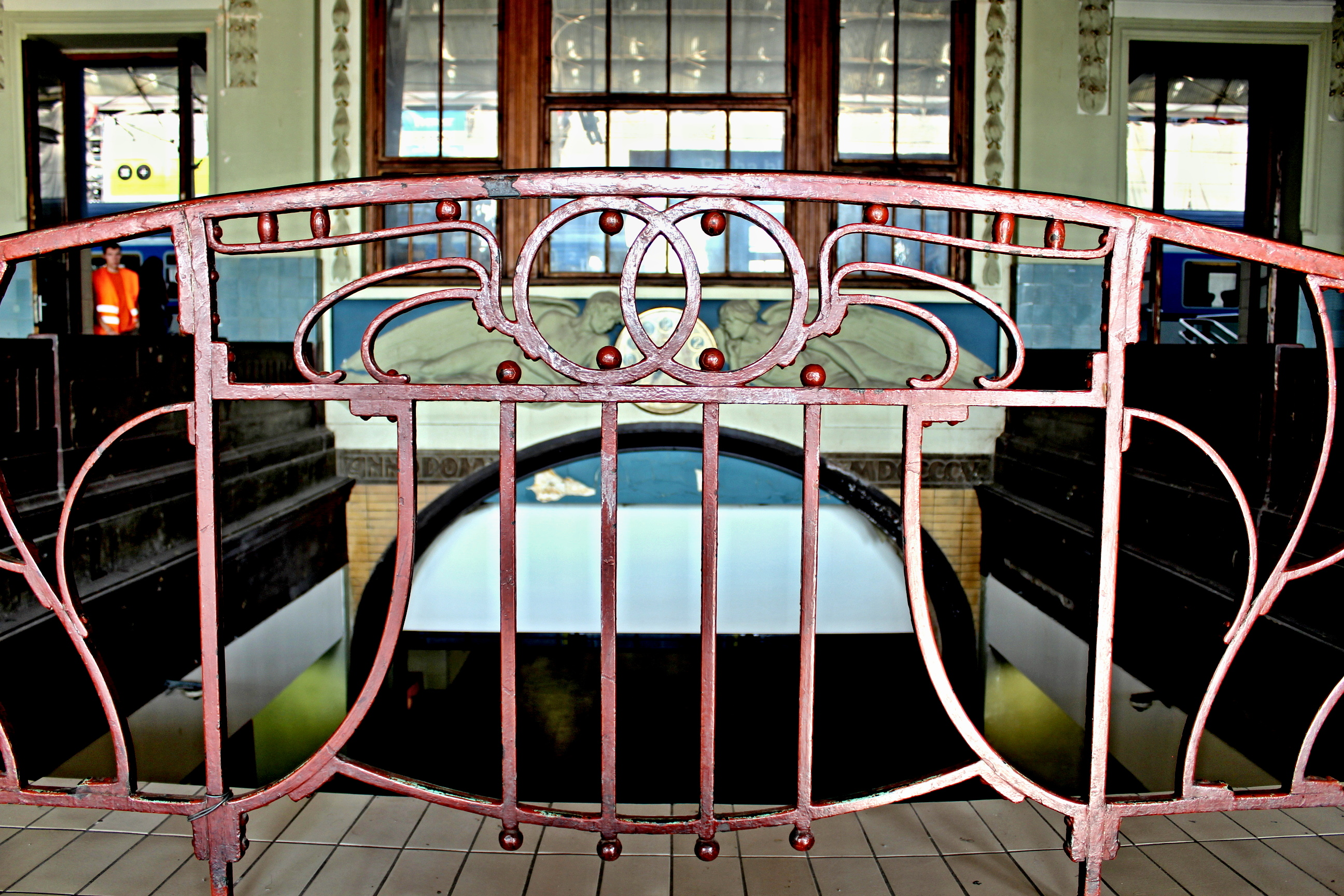
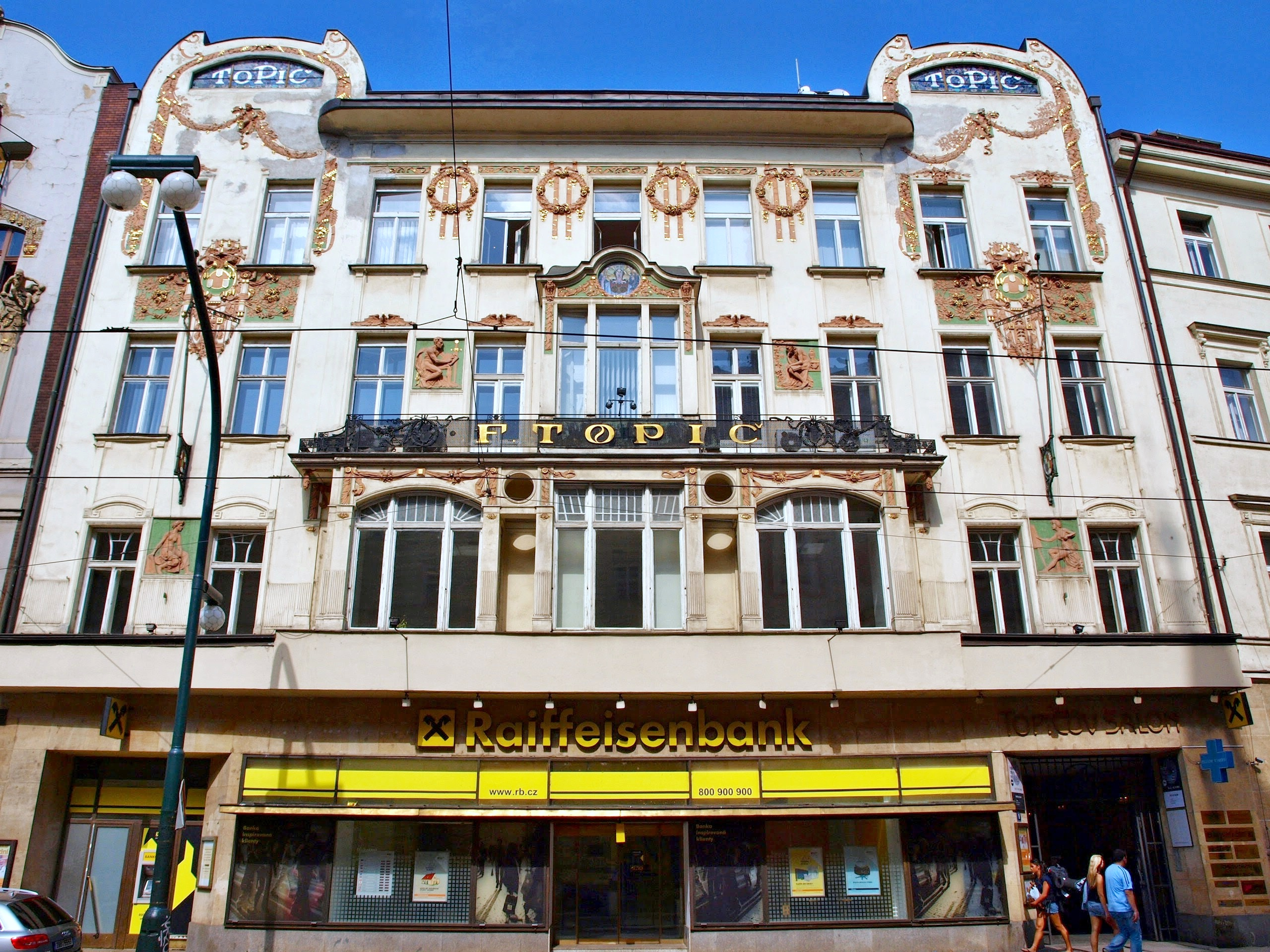
Topičův salon
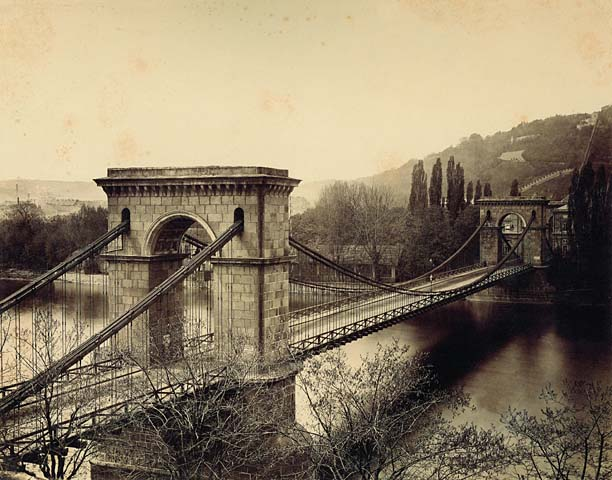
Řetězový most císaře Františka I.
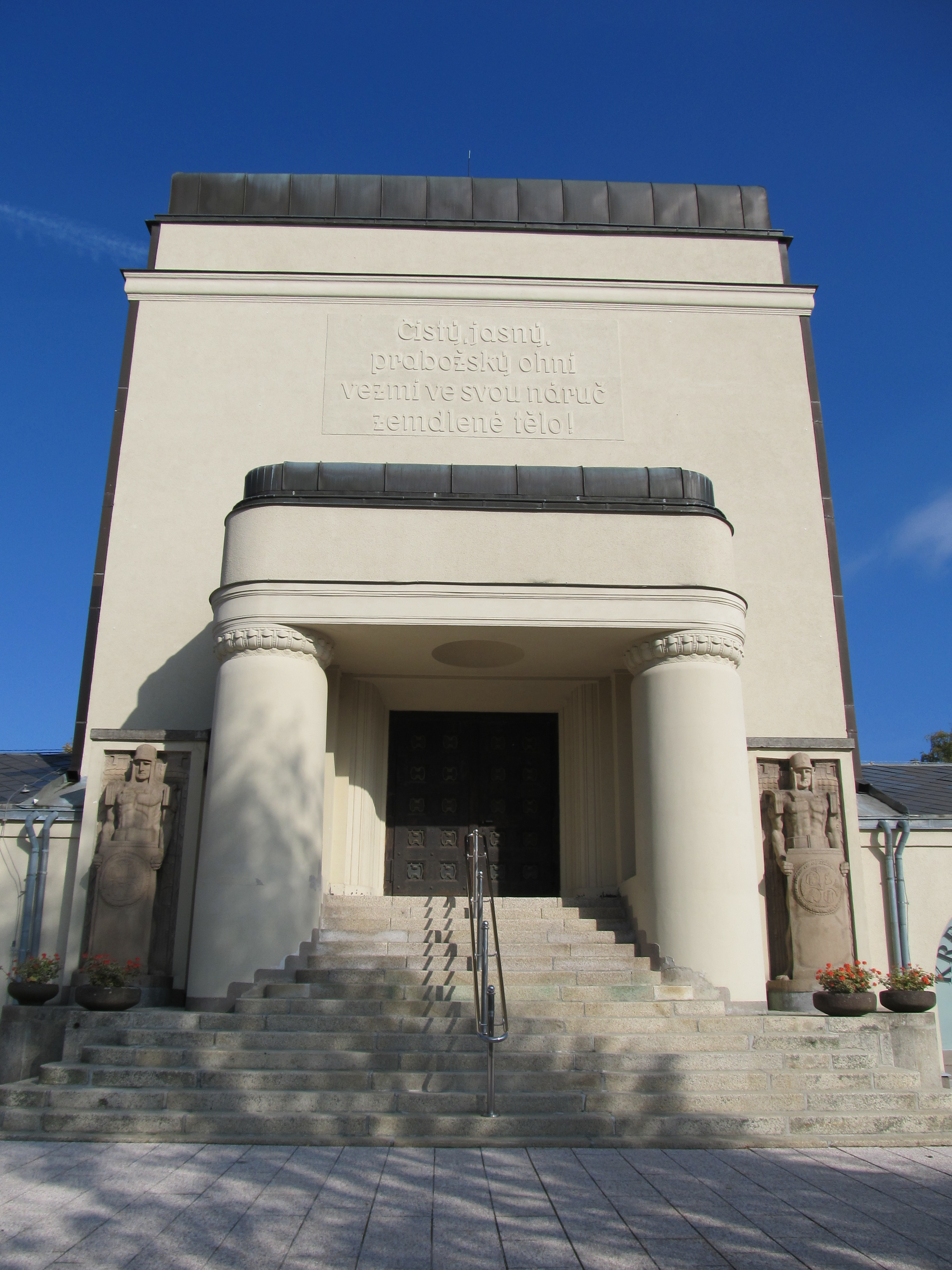
Liberecké krematorium
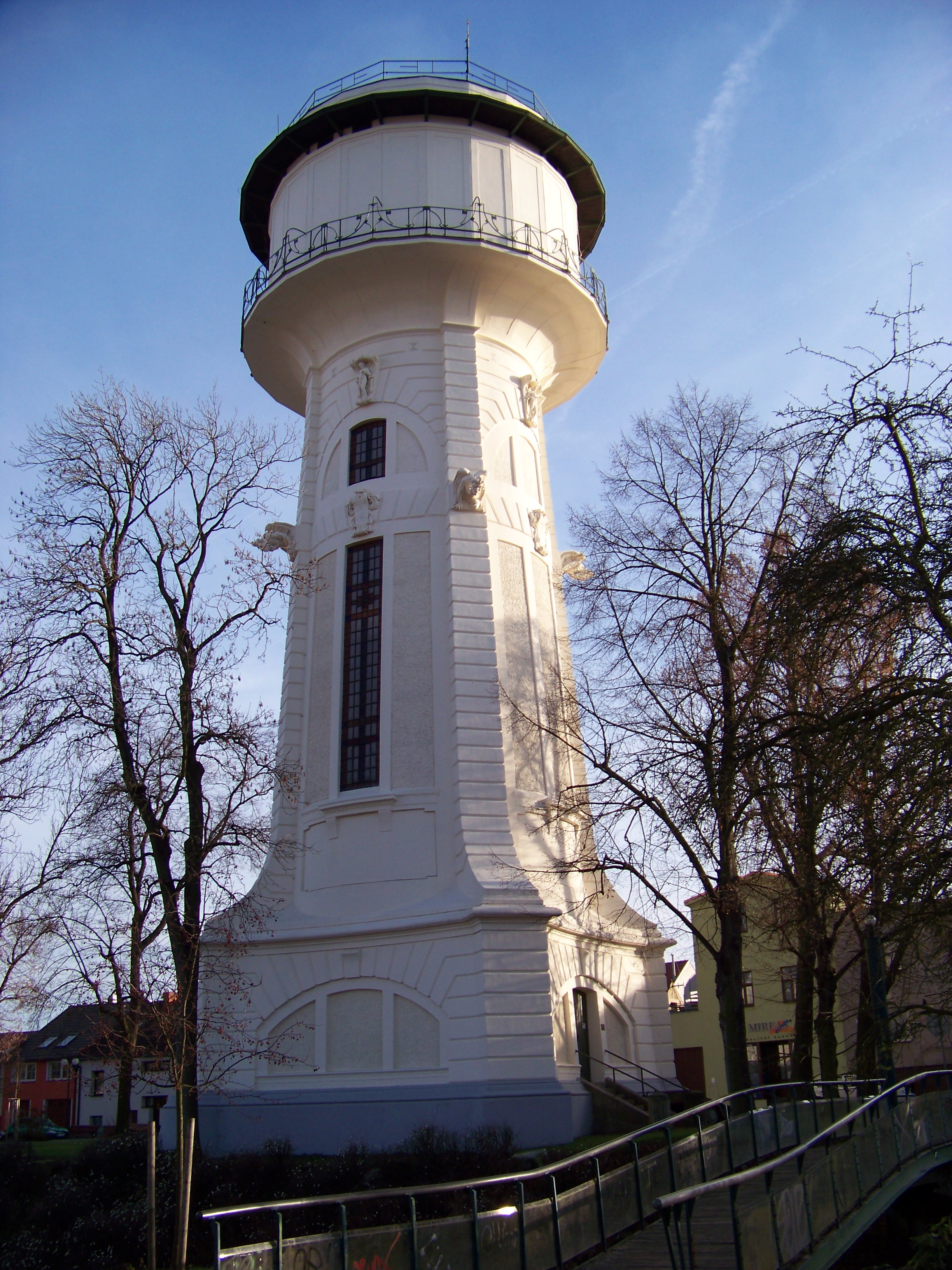
Secesní vodárna, Nymburk
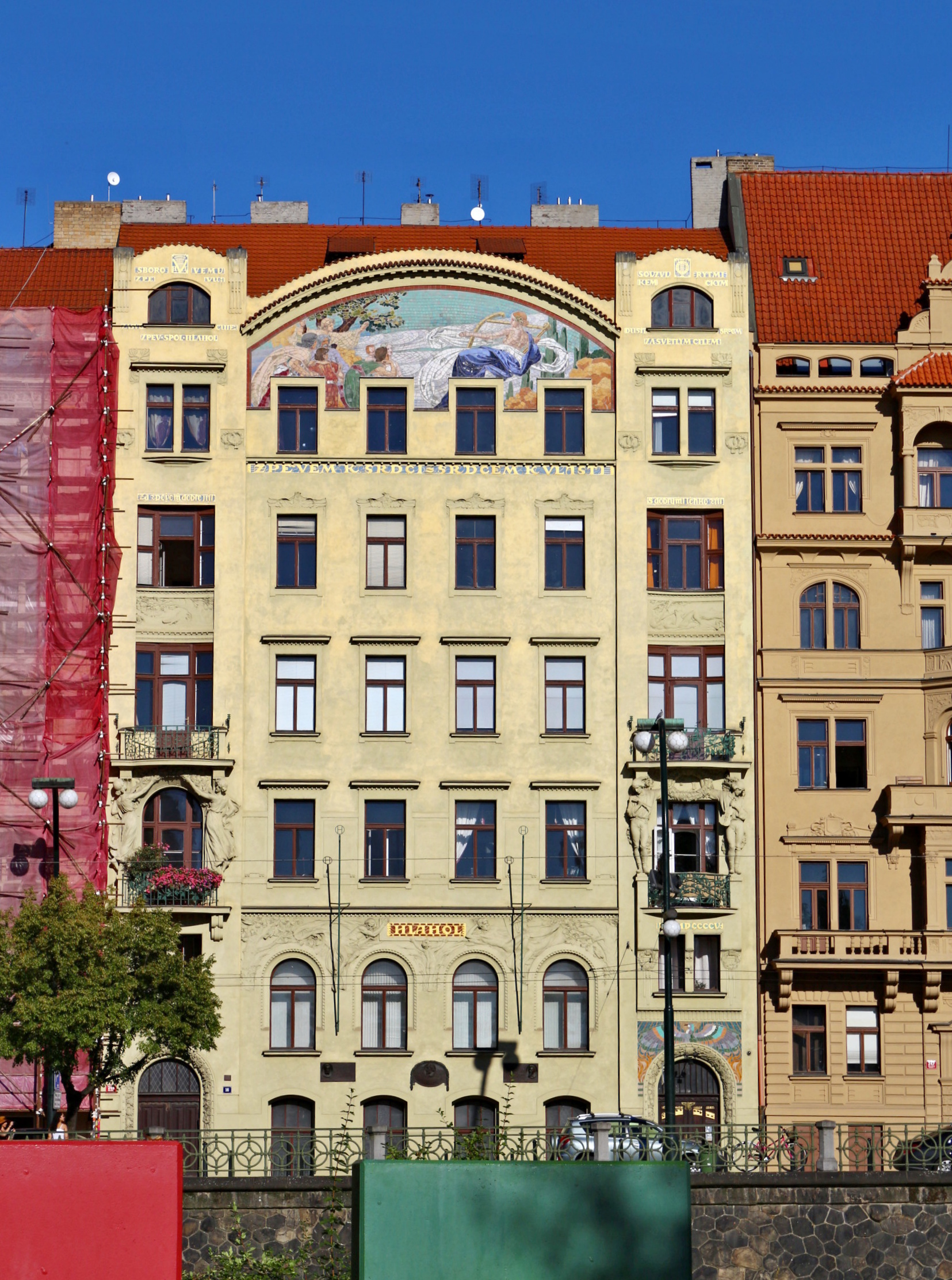
Hlahol pražský
Obecní dům
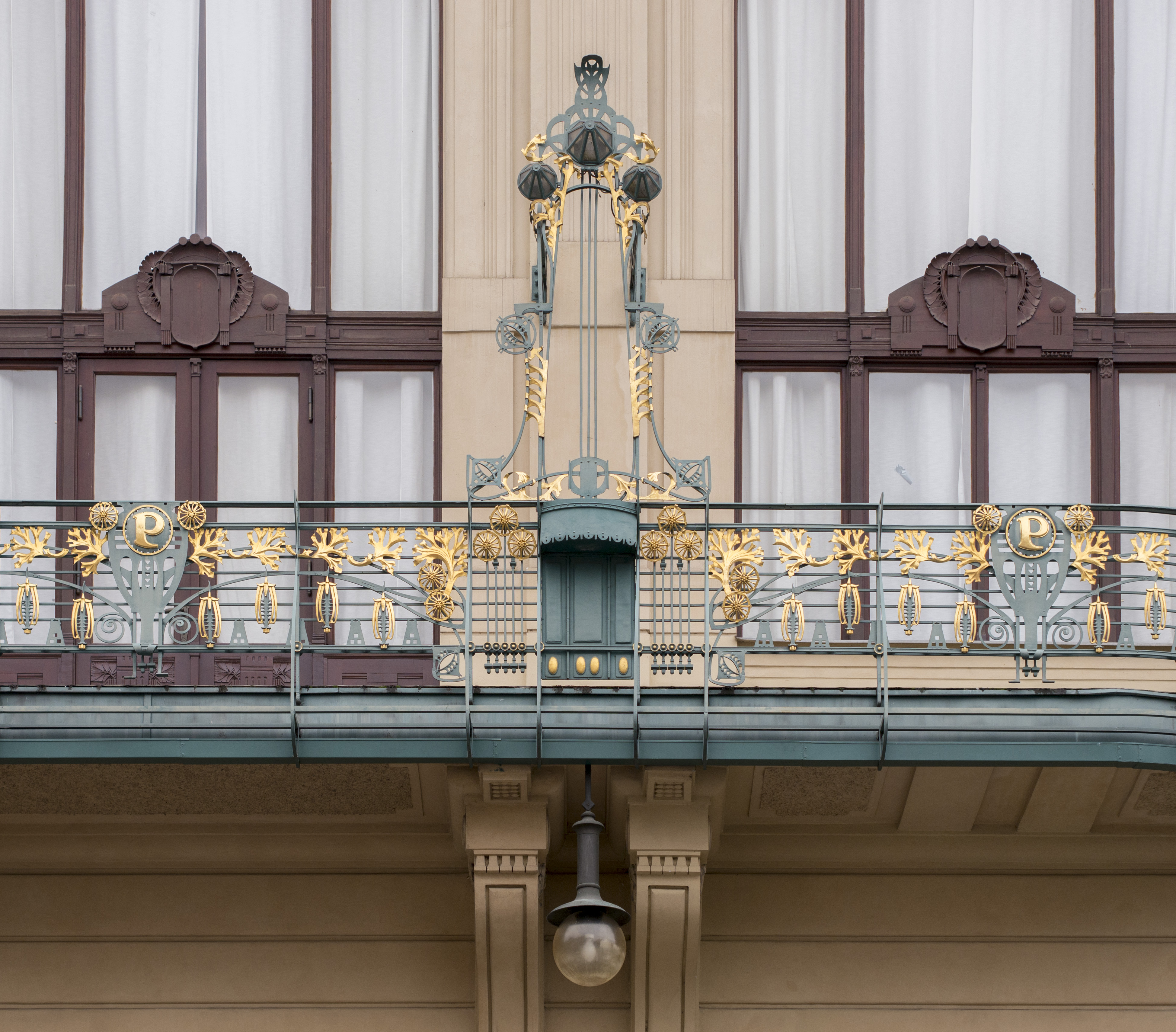
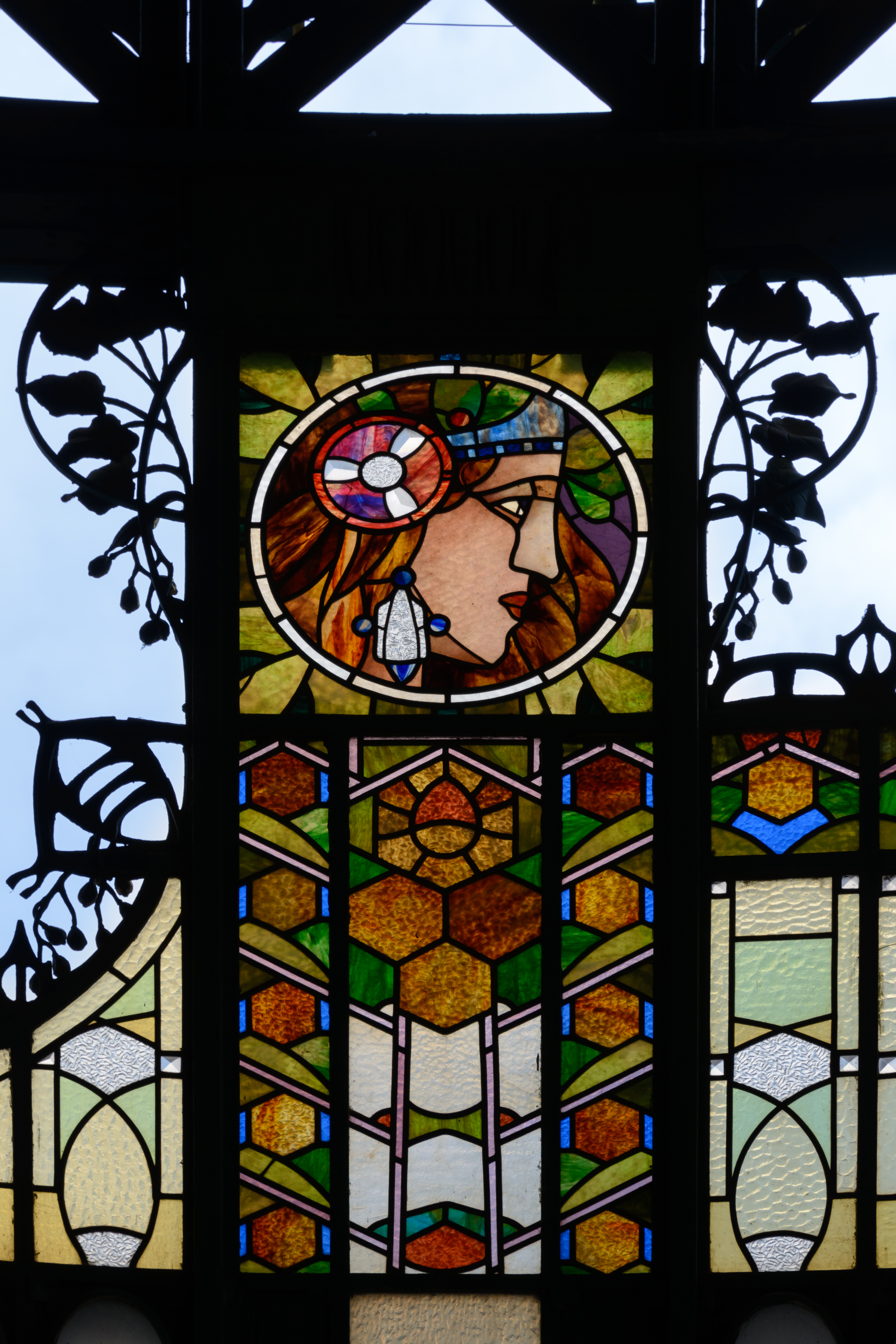
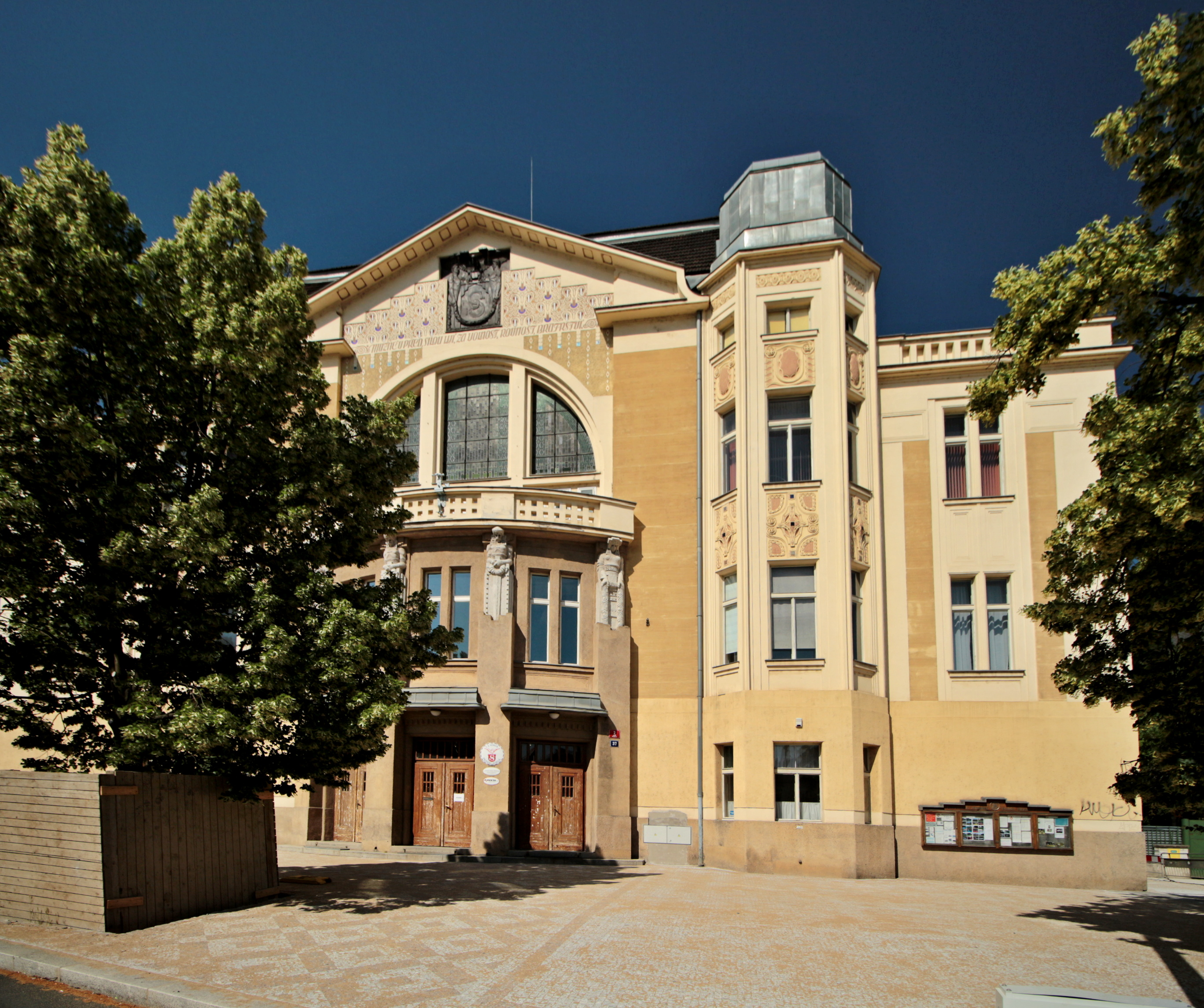
Libeňská sokolovna

### Kubismus

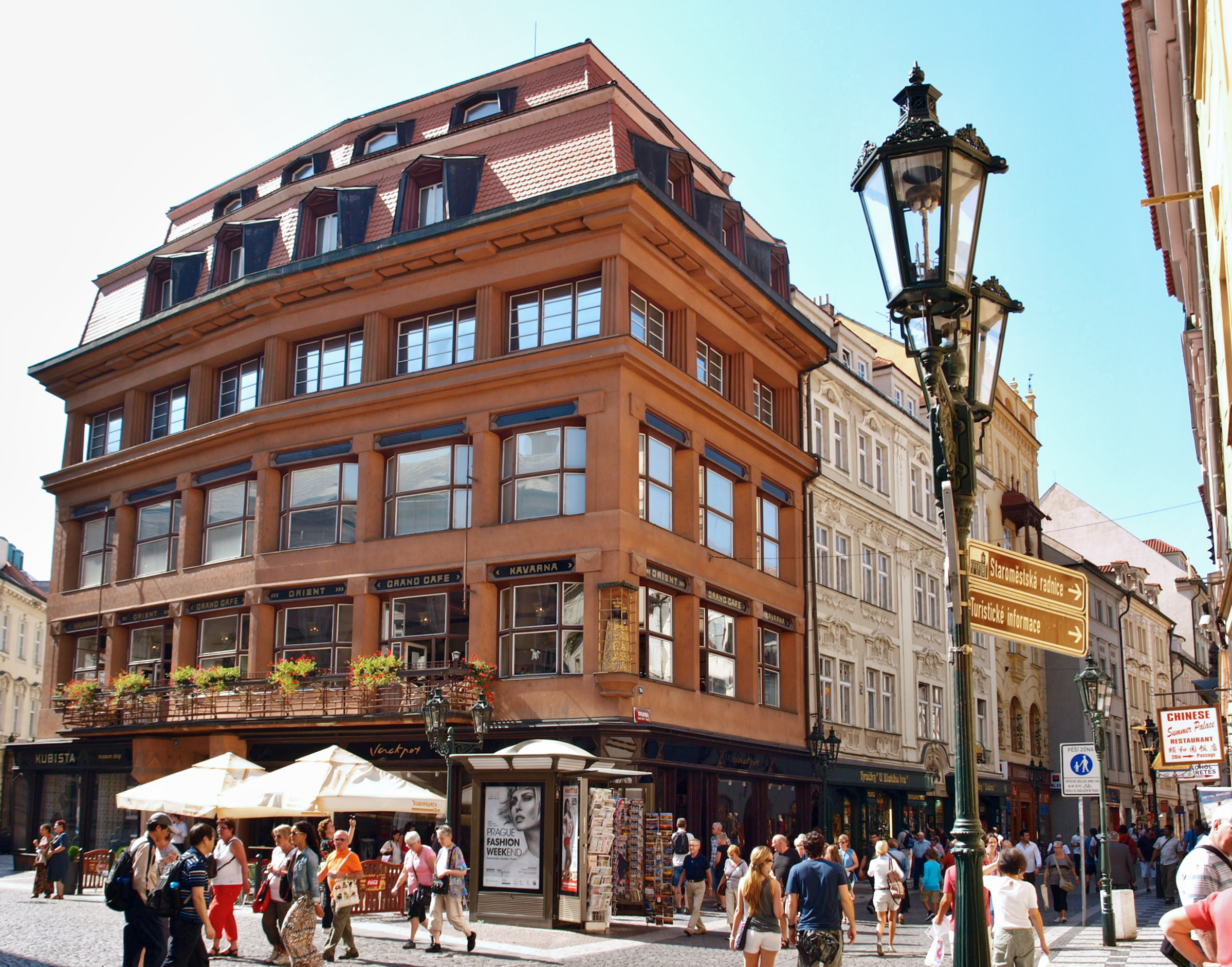
Dům U Černé Matky Boží v Praze na Starém Městě

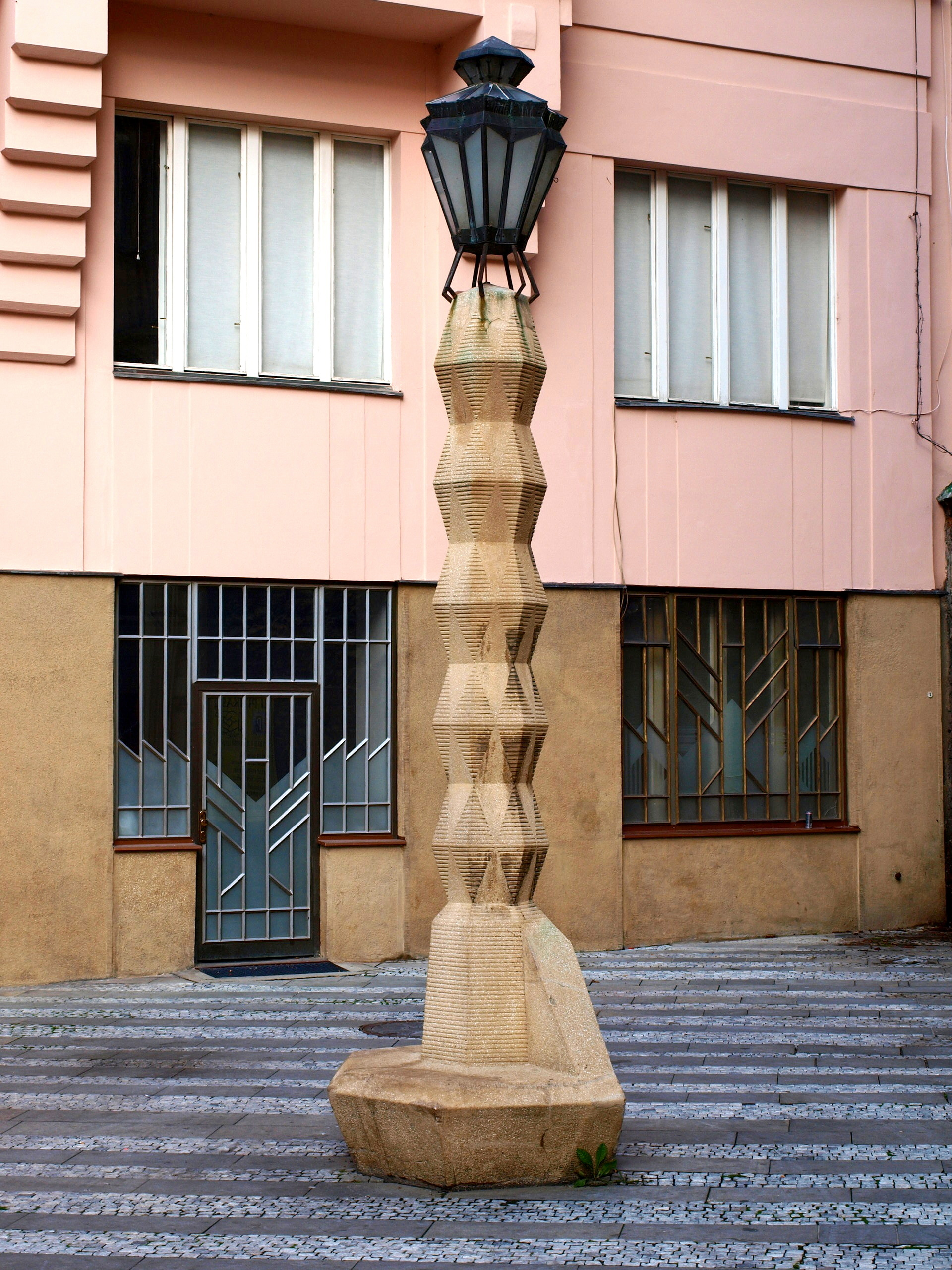
Kubistická lampa od Emila Králíčka na pražském Jungmannově náměstí

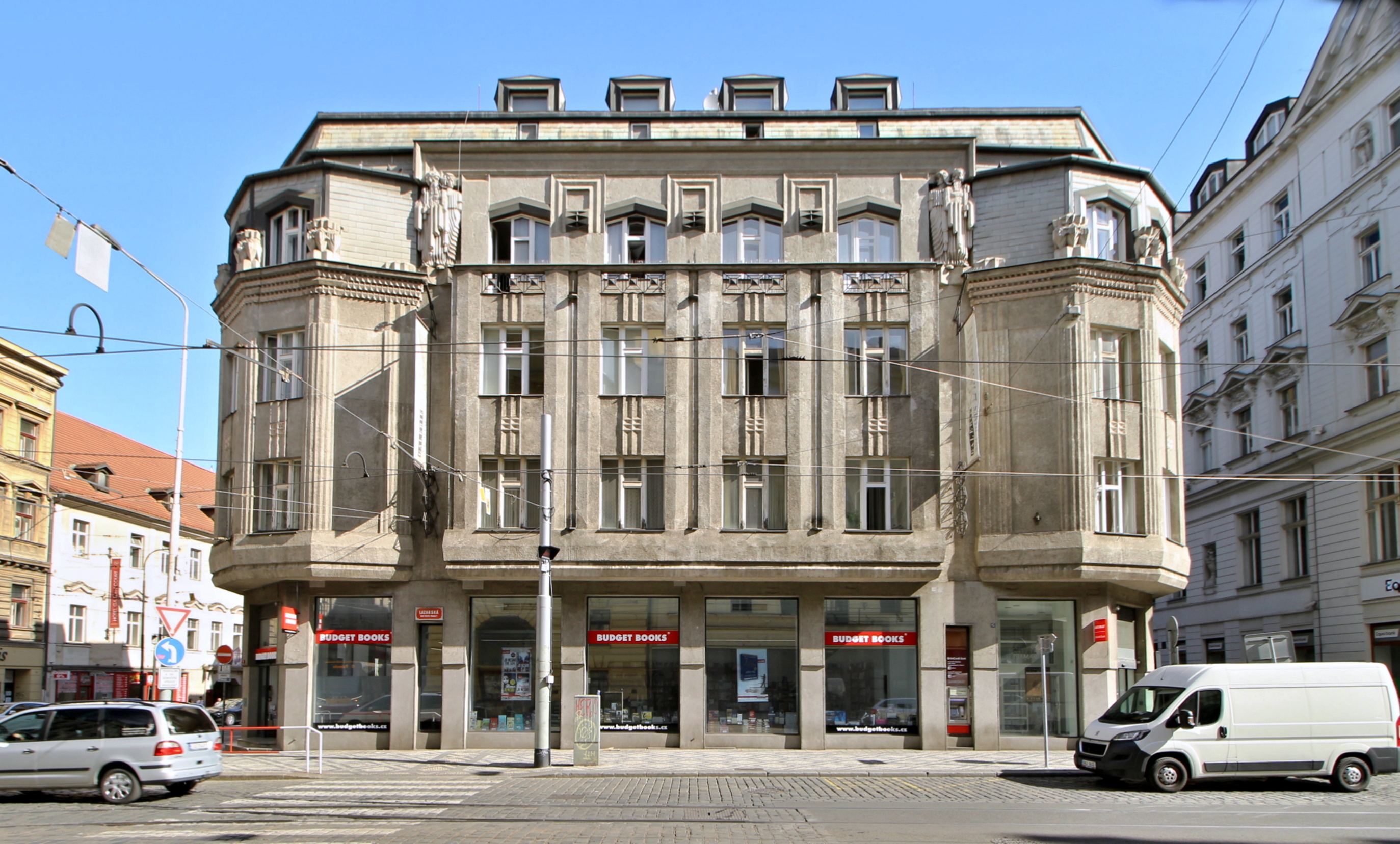
Palác Diamant

Kubismus se objevil na samém počátku 20. století jako avantgardní umělecké hnutí které vycházelo ze zcela nových představ. Termínu „kubismus“ jako první použil francouzský kritik umění Louis Vauxcelles v roce 1908, ačkoli toto použití bylo míněno hanlivě, výraz se však, i přes nelibost umělců, nakonec vžil.
Princip kubismu spočívá v prostorové koncepci díla, kdy zachycuje předměty nikoli jen z jednoho úhlu, nýbrž z několika úhlů současně. Zobrazovaný předmět byl rozkládán až na základní geometrické tvary (především krychle - latinsky cubus). Proto kubismus musel řešit nové problémy perspektivy a vytvářel nové prostorové vztahy mezi předměty. U trojrozměrných předmětů pak vznikalo mnoho průhledů s neobvyklými úhly pohledu.
Kubismus ovlivnil, ať už přímo či nepřímo, vývoj nových uměleckých stylů (futurismus, konstruktivismus a expresionismus). Na rozdíl od jiných směrů však neměl kubismus například své vyjádření v literatuře. Projevil se zejména v malířství, sochařství a částečně také v architektuře někdejšího Československa, kde získal charakter samostatného uměleckého slohu.
Kubismus se projevil nejprve zejména ve výtvarném umění (Picasso, Braque, Cézanne), silně ovlivnil některé architekty, ovšem nelze hovořit o čistém kubismu, neboť jejich samozřejmě musely být především funkční. Architekti tvořící pod vlivem kubismu vytvářeli osobitá díla, která působí poněkud zvláštním dojmem. Kubistická architektura na československém území byla aktivní přibližně od roku 1911 po celá 20. léta 20. století, a to především v Praze. Jeho nejvýraznější představitelé se sdružili v Spolku výtvarných umělců Mánes. Patřili mezi ně malíři Emil Filla, Antonín Procházka a Josef Čapek a sochař Otto Gutfreund a architekti Josef Gočár, Josef Chochol, Pavel Janák a další. Kubistický sloh je světově unikátní a nikde jinde nedosáhla kubistická architektura takového rozmachu jako v Česku.
Architekti:
- Josef Gočár – Dům U Černé Matky Boží v Praze, Lázeňský dům v Bohdanči, Bauerova vila v Libodřicích
- Josef Chochol - Kovařovicova vila v Praze pod Vyšehradem, činžovní dům v Neklanově ulici v Praze, trojdům na Rašínově nábřeží v Praze pod Vyšehradem
- Pavel Janák – Hlávkův most v Praze
- Otakar Novotný – Učitelské domy v Praze
- Vlastislav Hofman – Ďáblický hřbitov v Praze

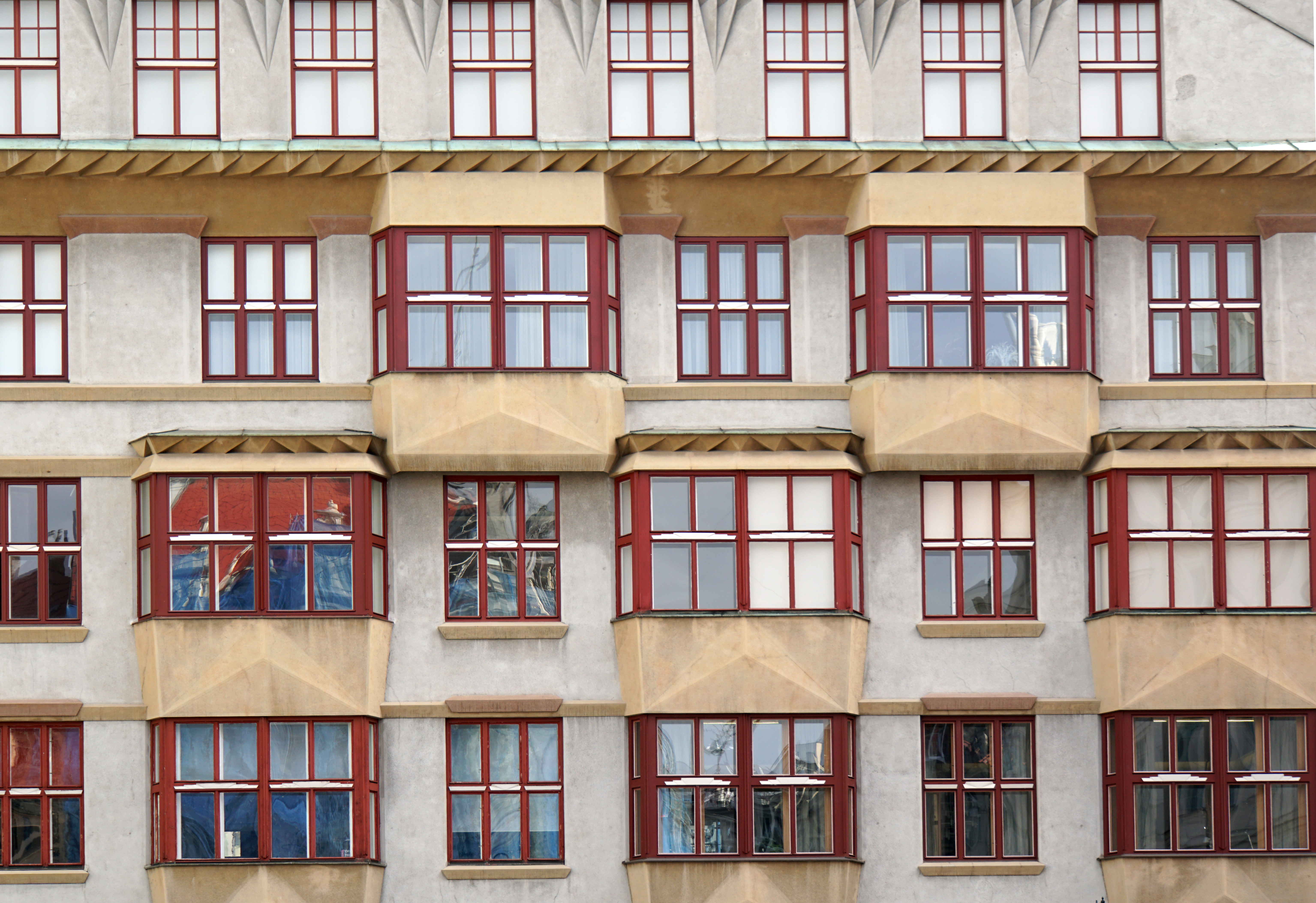
Učitelské domy v Praze, architekt Otakar Novotný
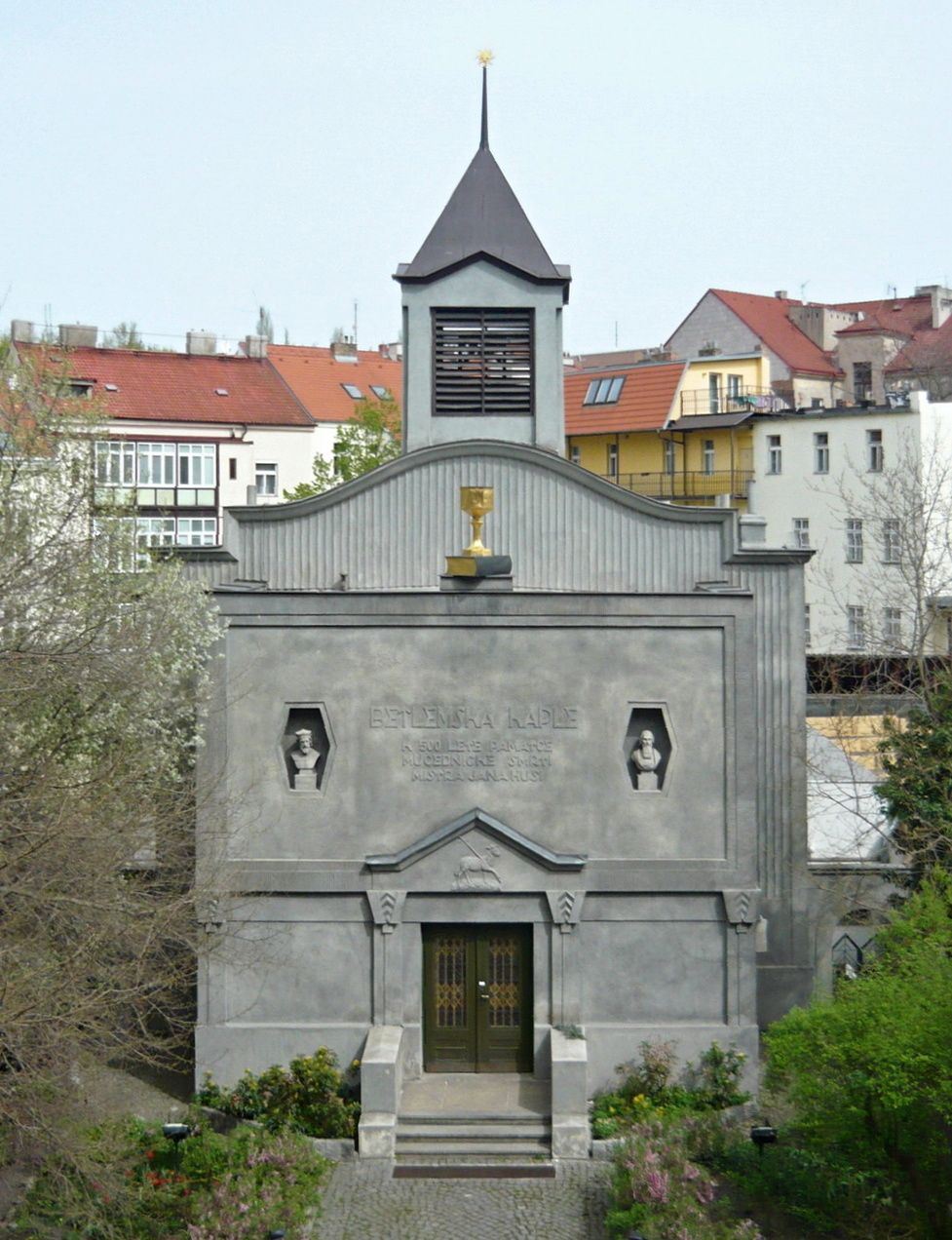
Betlémská kaple na Žižkově v Praze na Žižkově
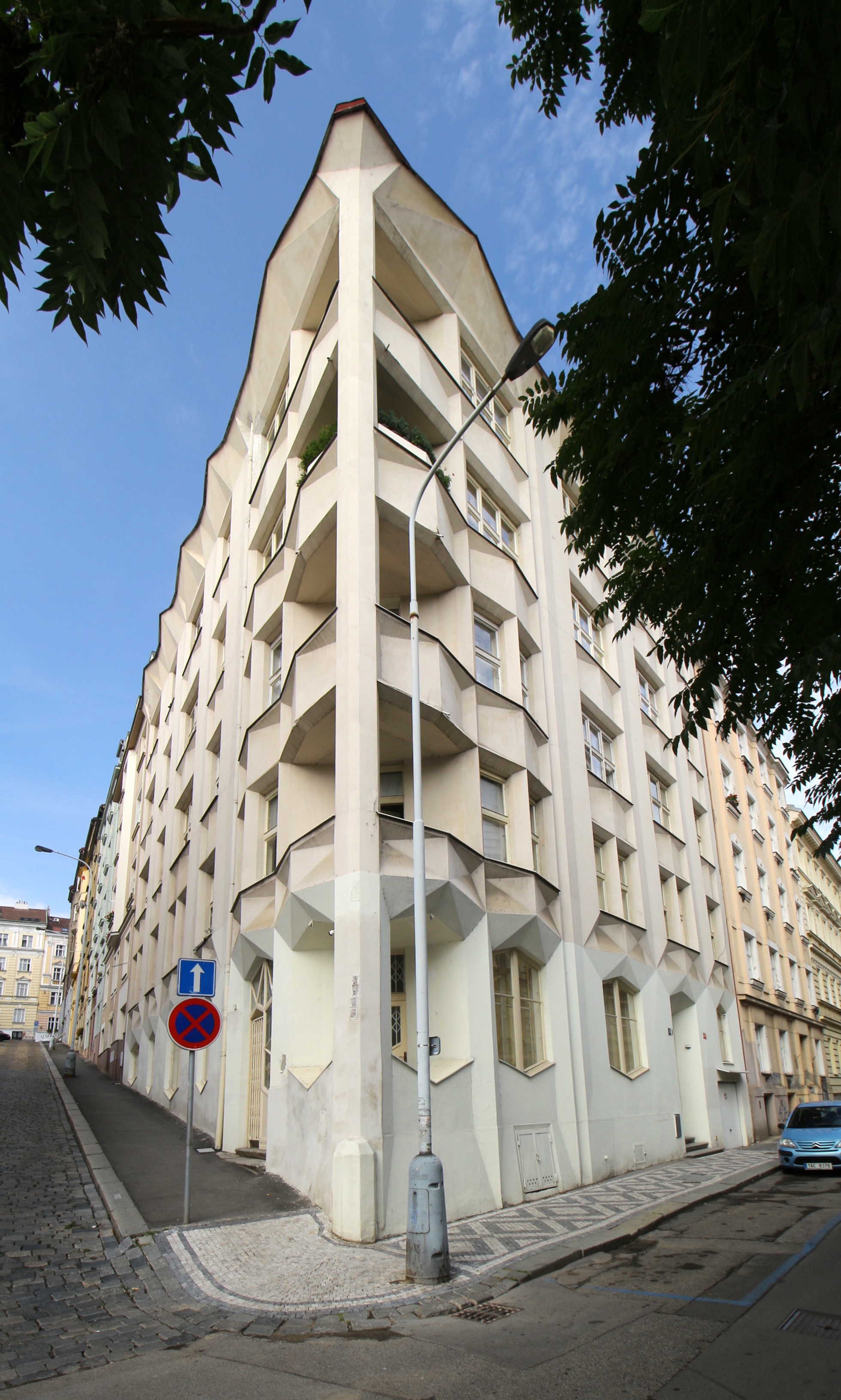
Kubistický činžovní dům na rohu Přemyslovy a Neklanovy ulice v Praze
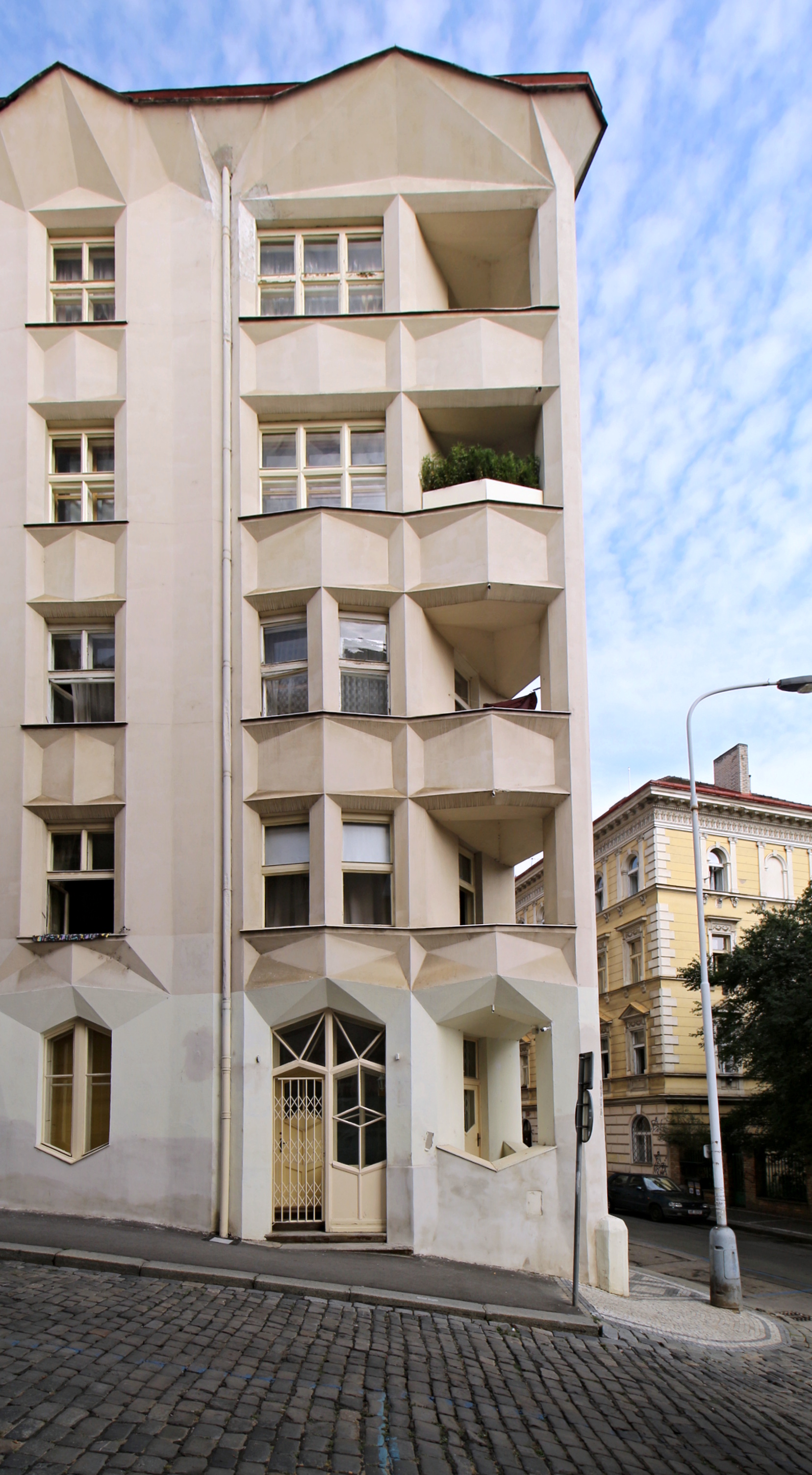
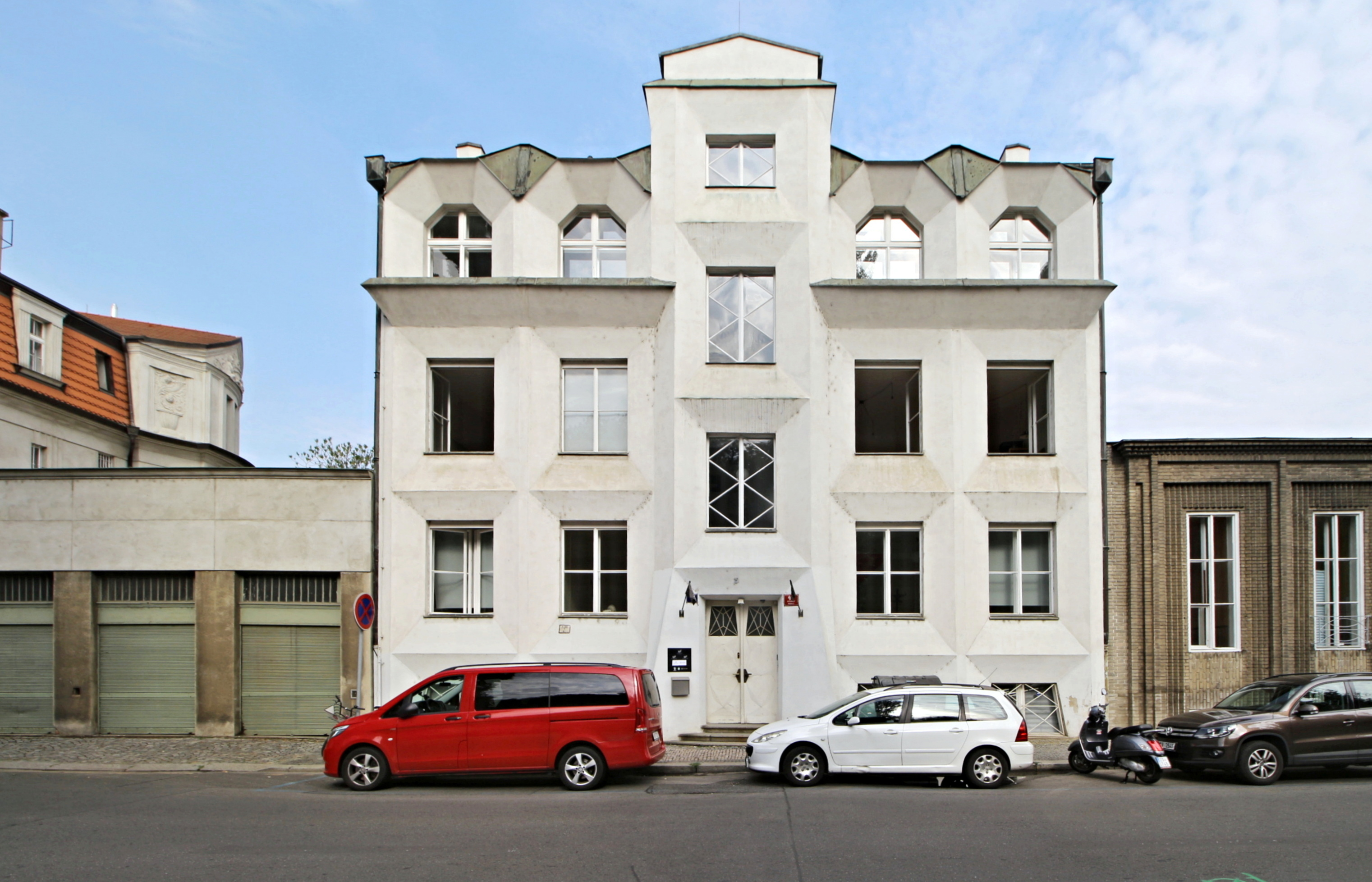
Vila stavitele Bedřicha Kovařovice od Josefa Chochola v Libušině ulici v Praze na Vyšehradě, uliční průčelí
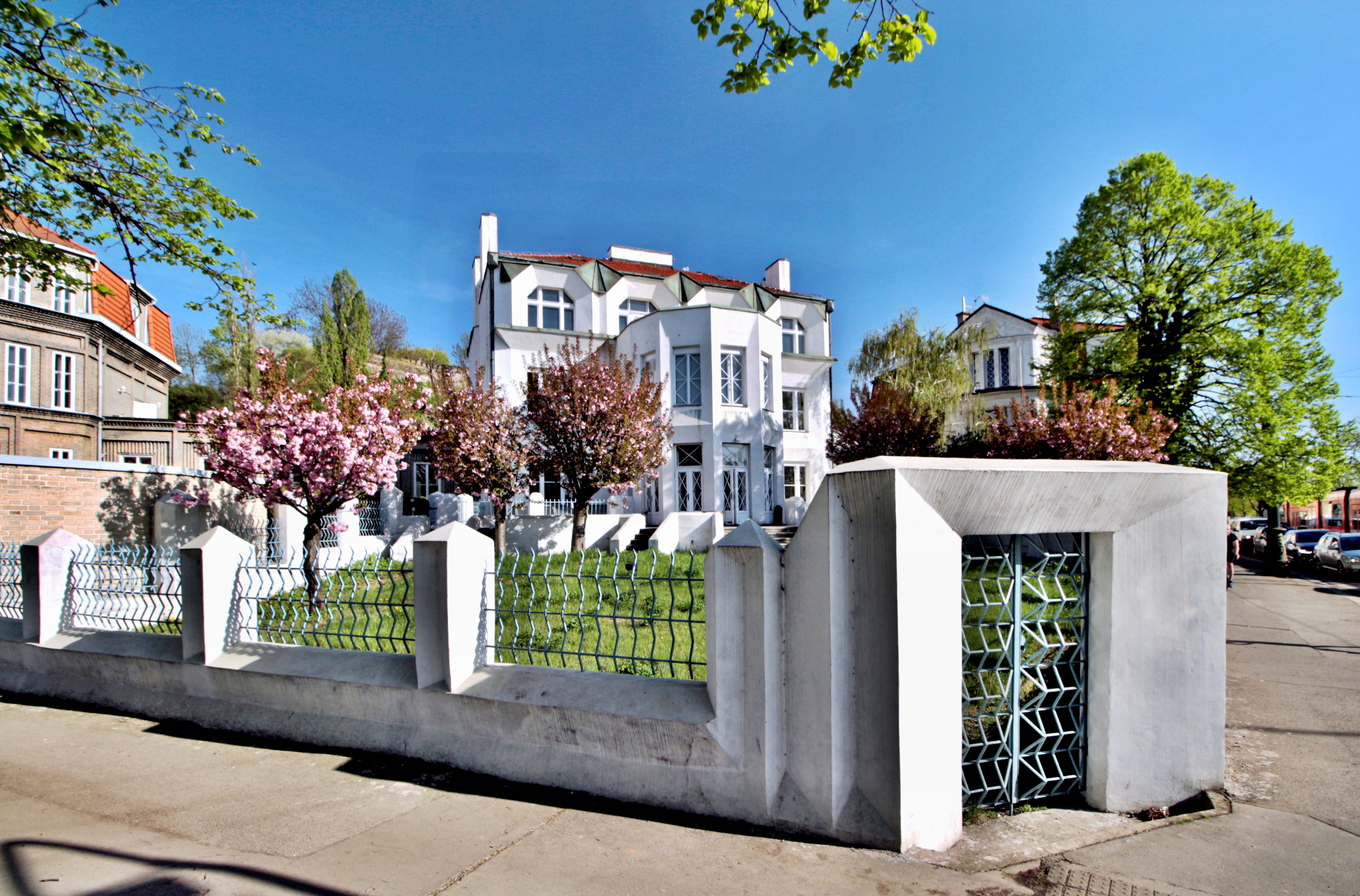
Vila stavitele Bedřicha Kovařovice s kubistickou zahradou, zahradní průčelí
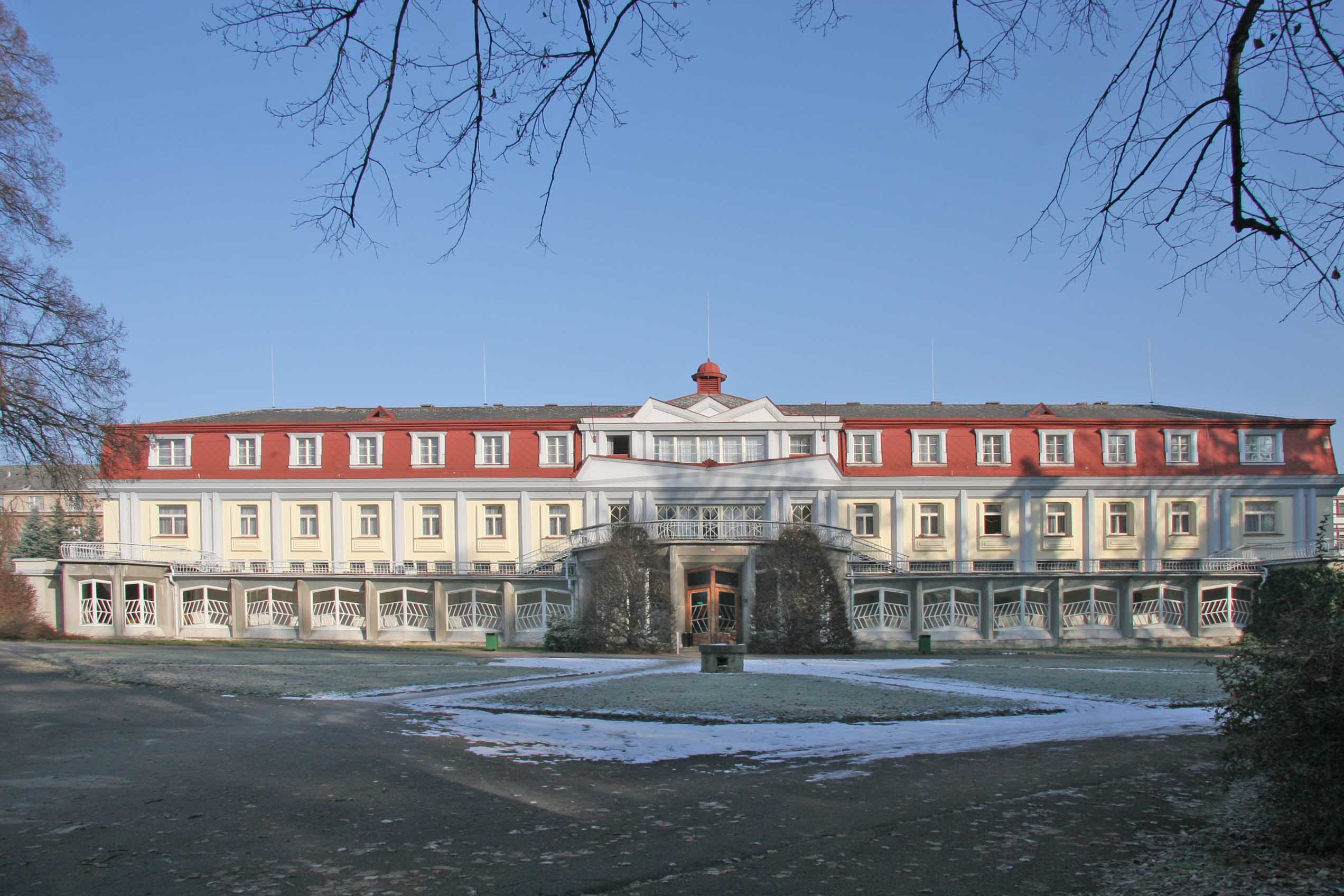
Lázeňský pavilon od Josefa Gočára v Lázních Bohdaneč
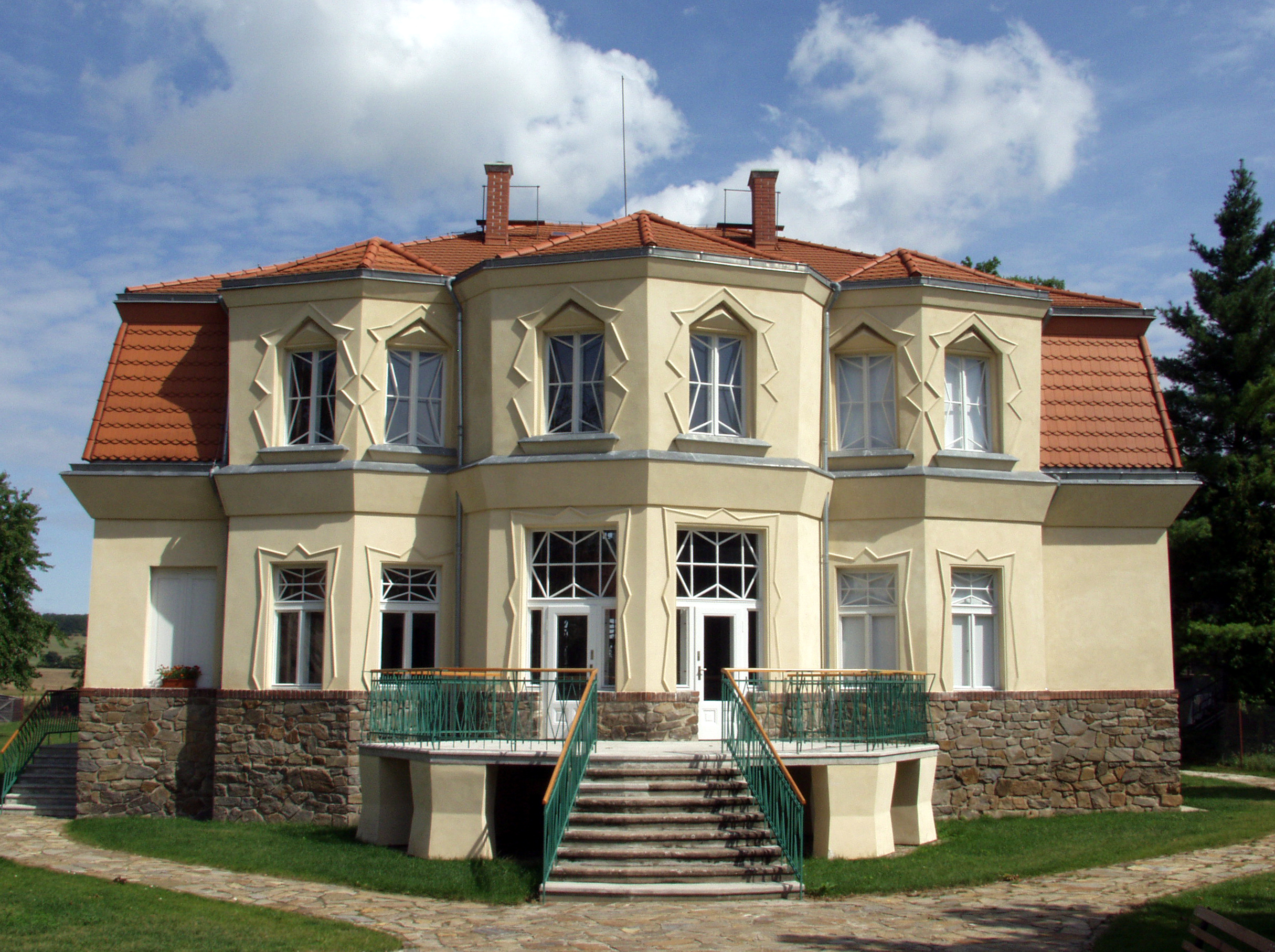
Bauerova vila, Libodřice
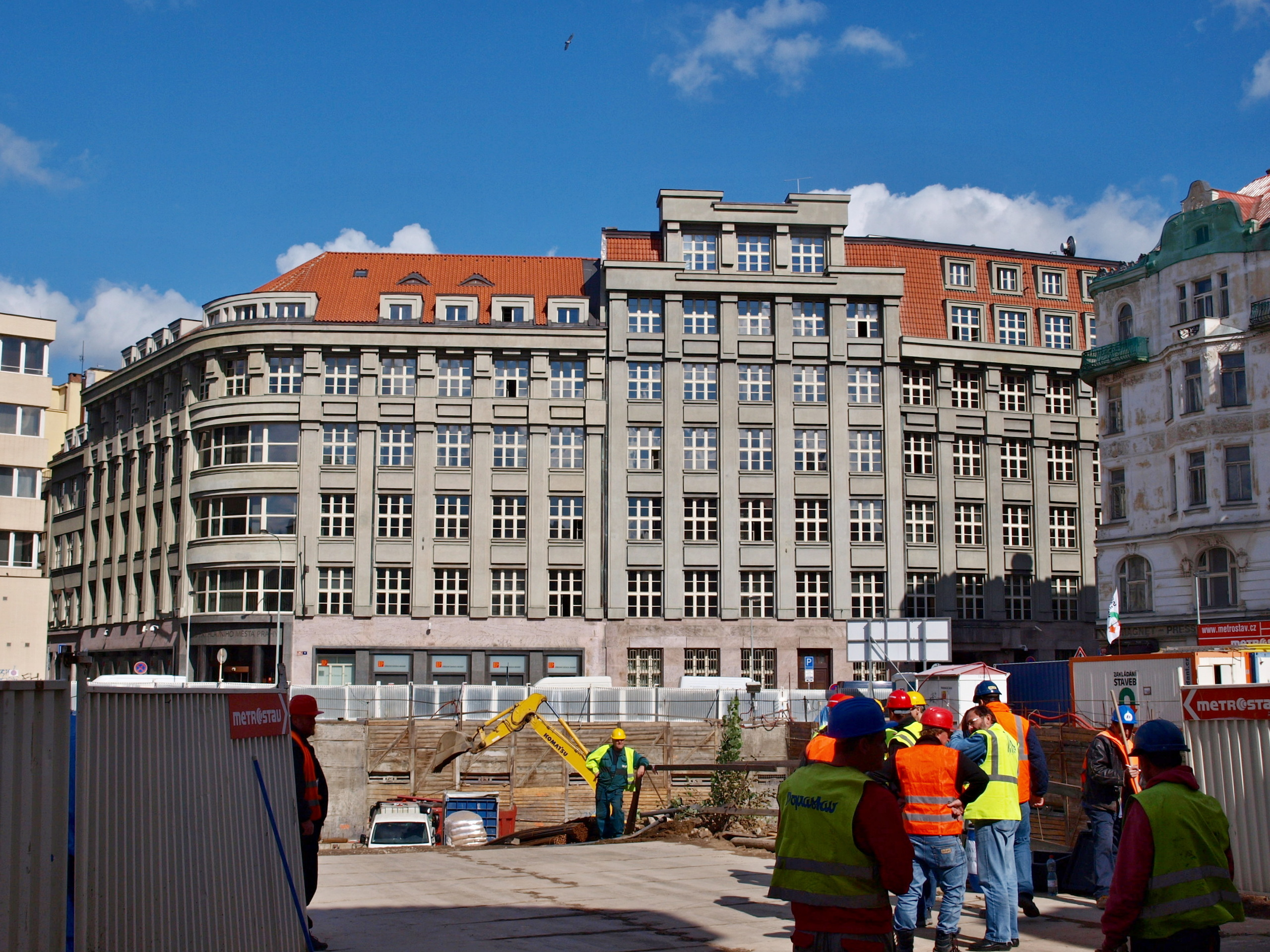
Škodův palác v Praze
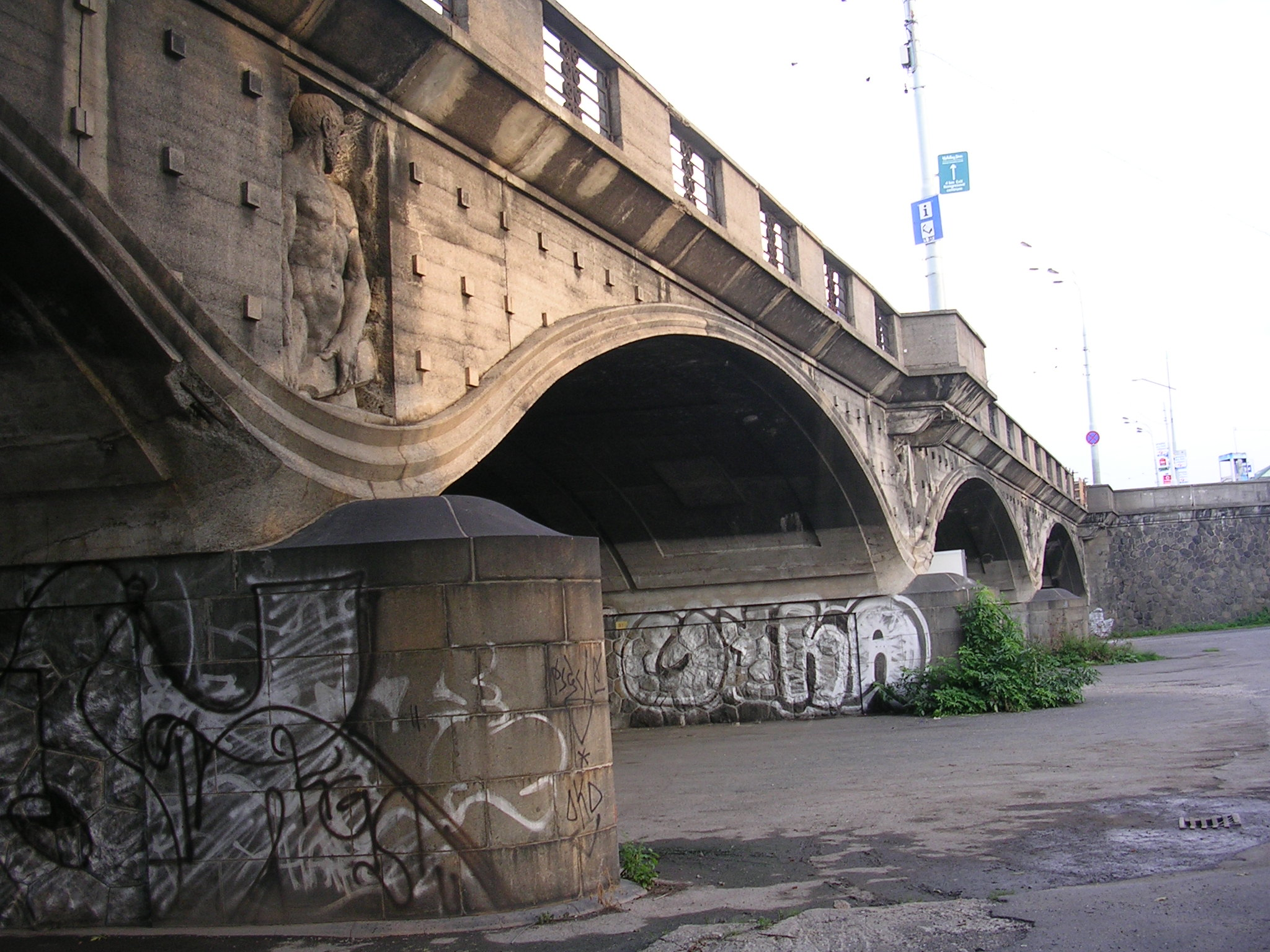
Oblouky Hlávkova mostu
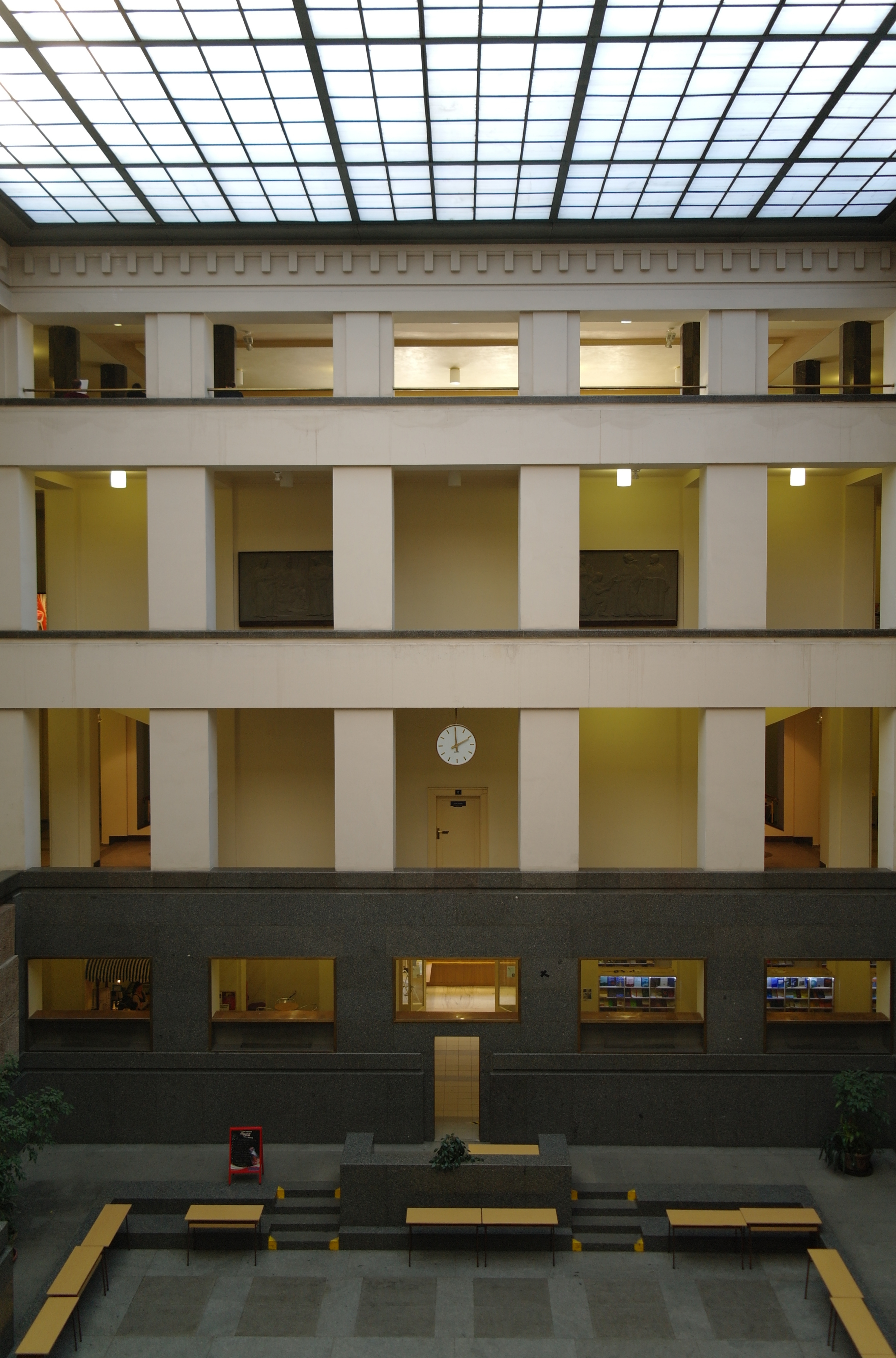
Interiér budovy Právnické fakulty Univerzity Karlovy
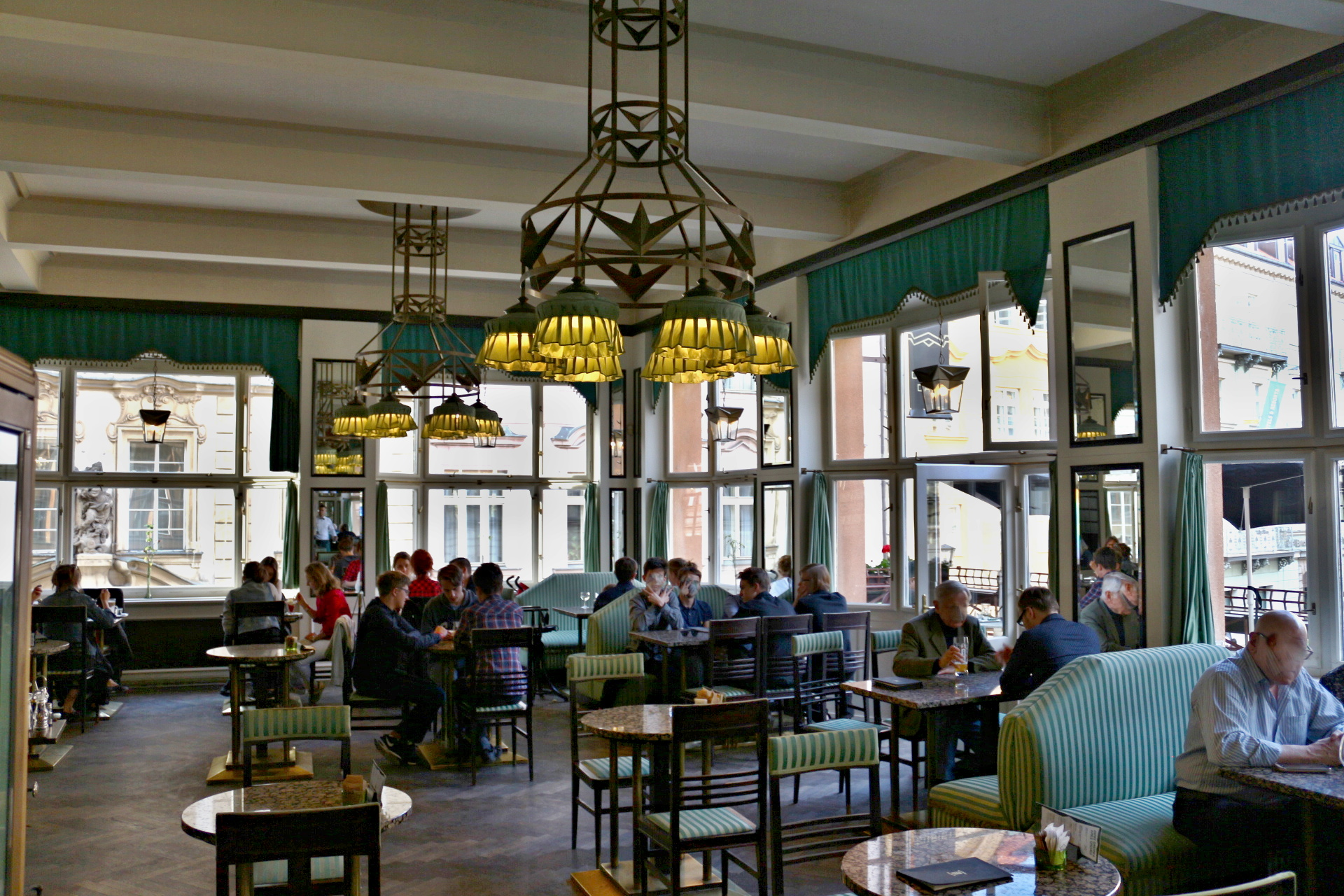
Grand Café Orient, jediná kubistická kavárna na světě

### Rondokubismus

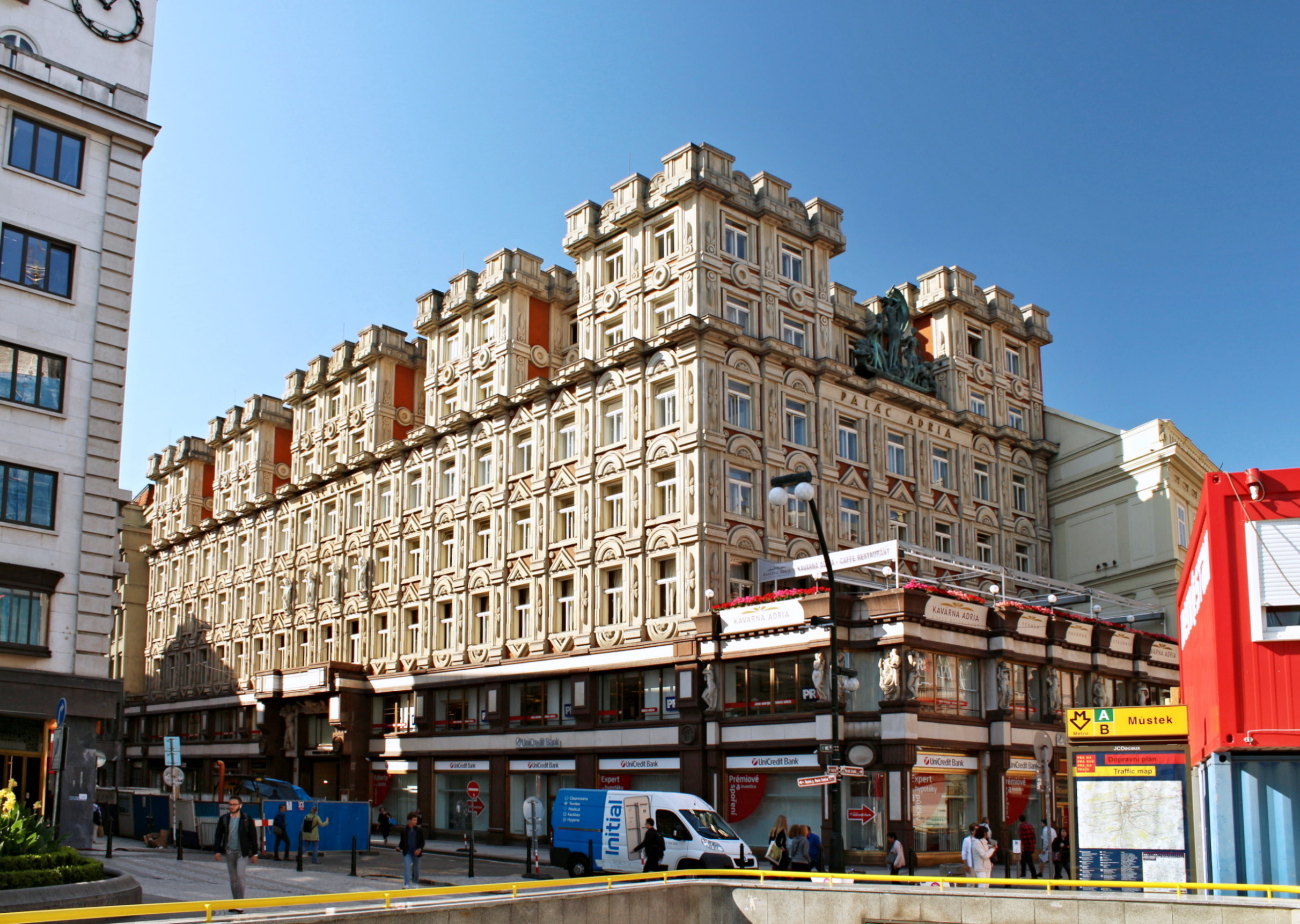
Palác Adria, Praha

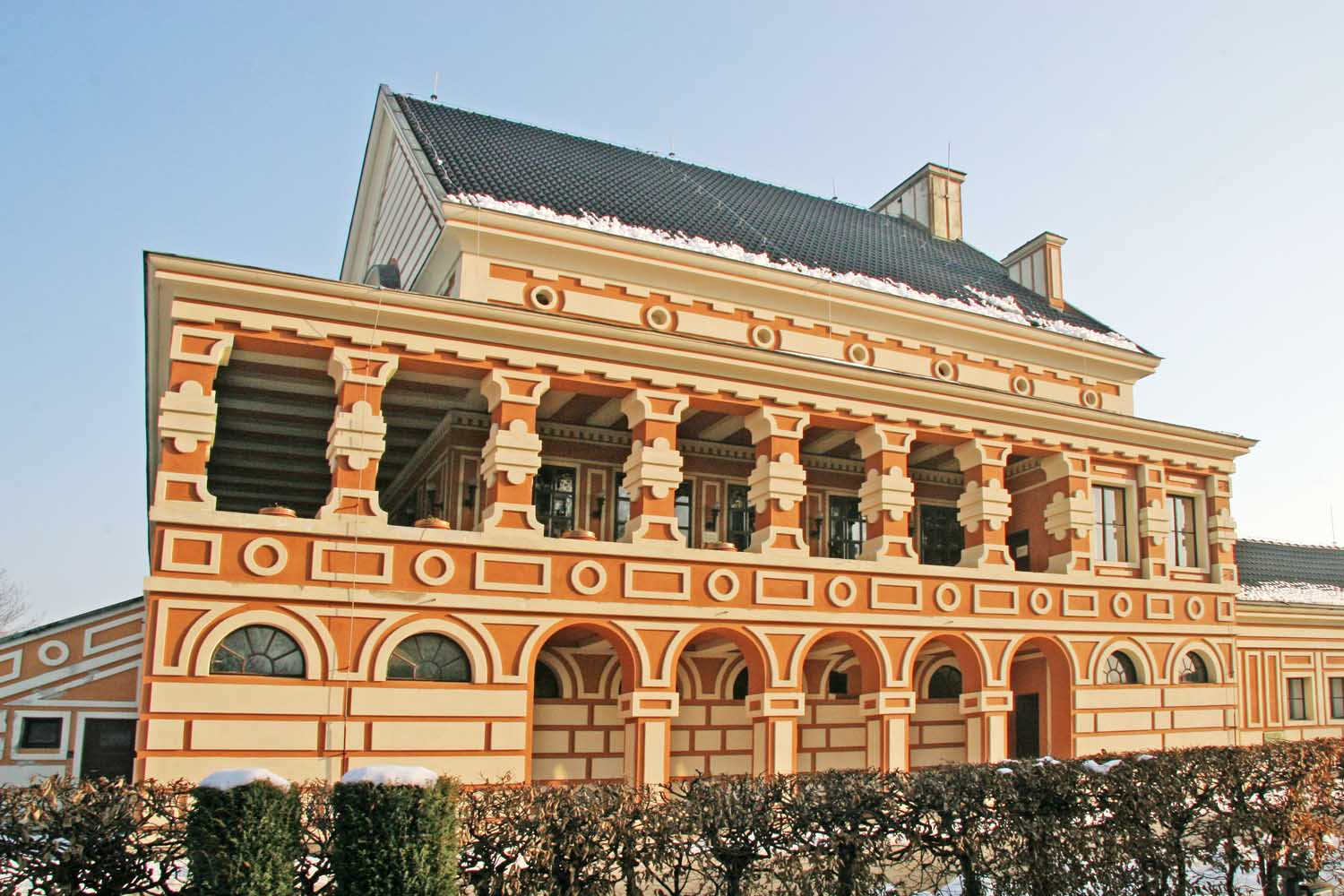
Pardubické krematorium

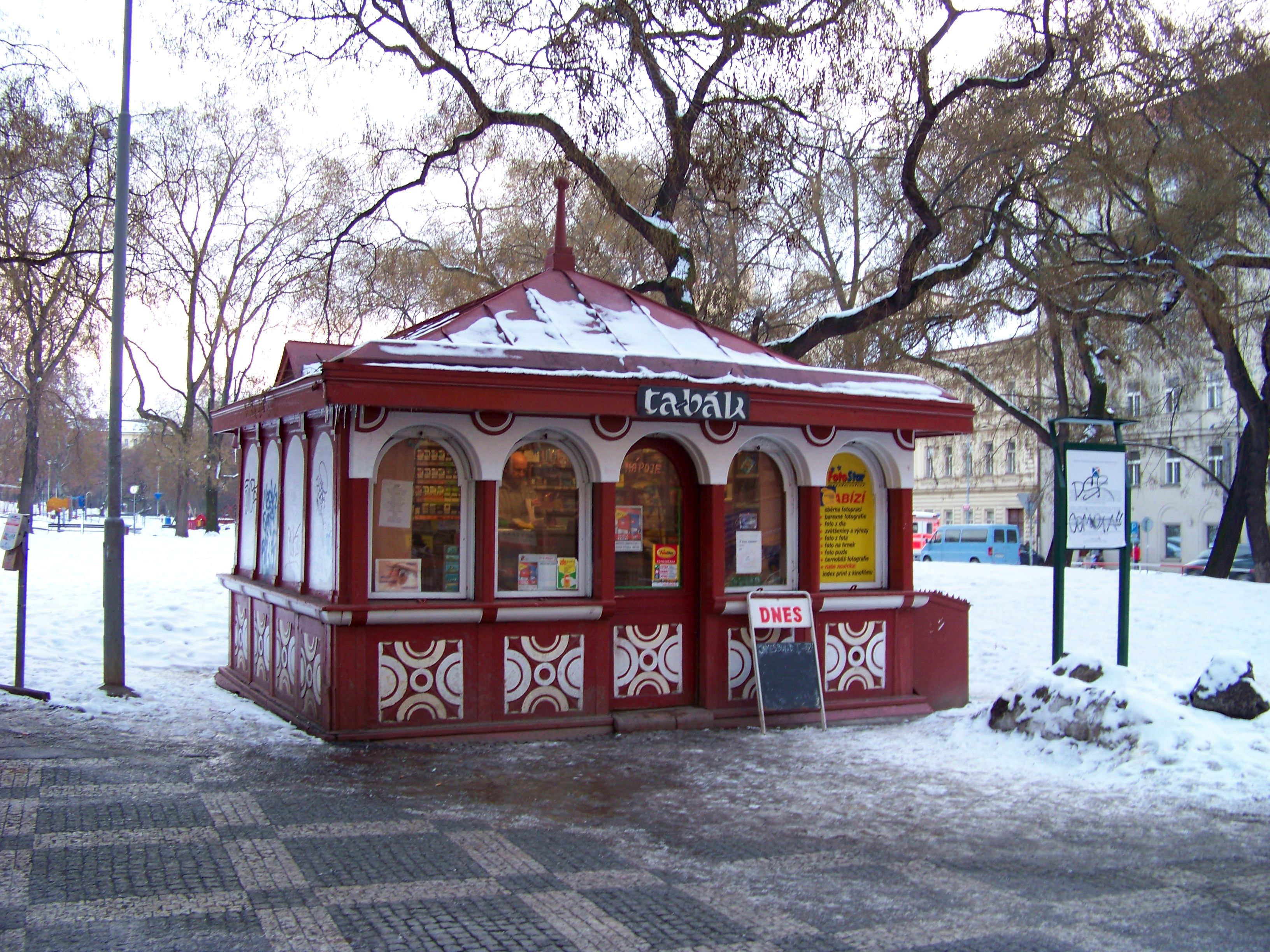
Rondokubistický kiosek ve Vrchlického sadech u hlavního nádraží, Praha (zřejmě Pavel Janák)

Rondokubismus představuje samostatnou lokální formu české architektury. Vyvinul se jako samostatná větev kubistického slohu po první světové válce v nově vzniklém Československu, kde se na krátký čas stal národním slohem. Již v polovině 20. let 20. století však byl postupně vytěsněn funkcionalismem.
Pro rondokubismus, jak již název napovídá, je charakteristické užití oblých tvarů, jako oblouky, kruhy a ovály, které vycházejí z kubistických základů. Ty měly připomínat národní slovanské tradice. Rondokubismus se nejvýrazněji projevil především v Praze, ale také na jiných místech zejména ve formě průmyslové architektury. Za vrcholné stavby světové rondokubistické architektury jsou považovány obchodní dům Legionářské banky, zkráceně Legiobanka od Josefa Gočára a palác Adria od Pavla Janáka v Praze.
Rondokubismus se projevil také ve výtvarném umění, například v malbě Josefa Čapka či v Objektdesignu, dosud tak existují některá kompletně dochovaná vybavení místností od Bohumila Waiganta a Josefa Gočára.
Rondokubismus se v architektuře snažil zakomponovat charakteristické typicky slovanské prvky. K tomu mělo napomáhat také užití národních barev: červené a bílé. Tvary rondokubistických budov jsou obvykle masivní, cylindrické, okrouhlé, tronquées, podobně jako letokruhy ve dřevě.
Sídlo Legiobanky v ulici Na Poříčí, je rondokubistická z let 1921 až 1923, budova organizací UNESCO oceněný jako unikátní exemplář rondokubismu. Jeho fasádu vyzdobili Otto Gutfreund a Jan Štursa. Vitráž v hale, stejně jako dekorativní zděné bloky jsou dílem Františka Kysely.
Palác Adria, vybudovaný v roce 1925, Pavlem Janákem a německým pražským architektem, Josefem Zaschem, na Jungmannově náměstí pro italskou pojišťovnu Riunione Adriatica di Sicurtà. Sochařská výzdoba je dílem Jana Štursy a Karla Dvořáka. V roce 1926, během konference v Praze, když francouzský architekt Le Corbusier spatřil Palác Adria označil jej jako „masivní konstrukci asyrského vzezření“.
Rondokubistický nábytek v domě v Kamenické ulici v Holešovicích je dílo Otakara Novotného.
Další rondokubistické stavby
- 1921: Obchodní akademie v Brně, Kotlářská 263/9 (Jaroslav Rössler)[10]
- 1921–1922: přestavba vily pro Antonína Hořovského v Praze 4-Hodkovičky, Na Lysinách 2, čp. 48 (Pavel Janák)[11]
- 1921–1923: obchodní dům Legiobanka, Na Poříčí v Praze (Josef Gočár)
- 1921–1923: Krematorium v Pardubicích (Pavel Janák a František Kysela)
- 1922: tovární budova UP v Třebíči (Josef Gočár)[12]
- 1923–1924: palác Adria v Praze 1, Jungmannovo náměstí (Pavel Janák)
- 1923–1924: dvojvila pro Josefa a Karla Čapkovy v Praze (Ladislav Machoň)
- 1924: Nájemní dům Sdružení pražských učitelů v Praze 8, Kamenická 35 (Otakar Novotný)[13]
- 1924–1925: obchodní dům Anglobanka v Pardubicích (Josef Gočár)
- 1924–1925: Machoňova pasáž v Pardubicích (Ladislav Machoň)
- 1925: vila pro Viktora Kříže v Pardubicích (Karel Řepa)
- 1926: obchodní dům s cukrárnou Myšák v Praze 1, Vodičkova ulice (Josef Gočár)[14][15]

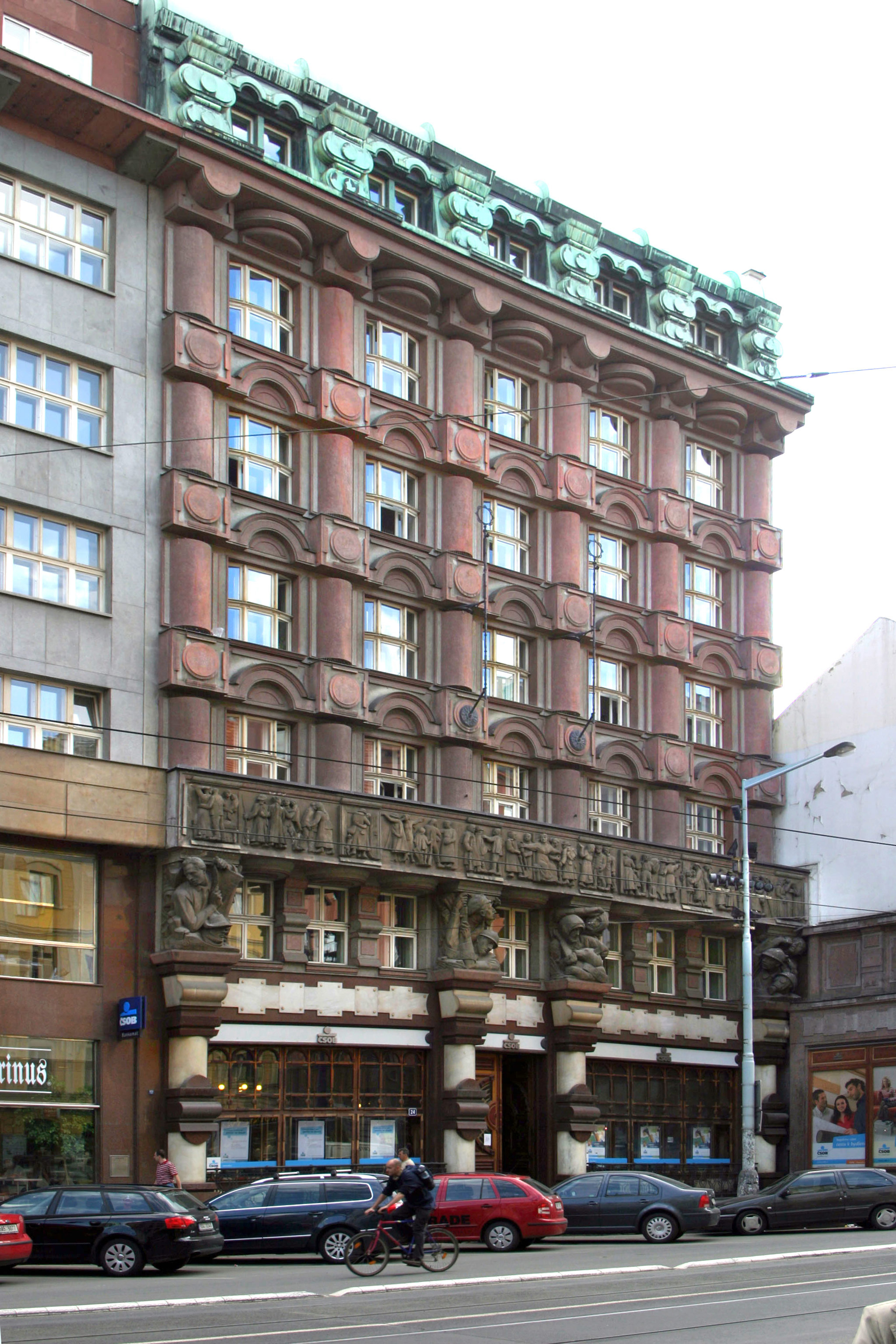
Budova Legiobanky od Josefa Gočára, typický příklad rondokubismu
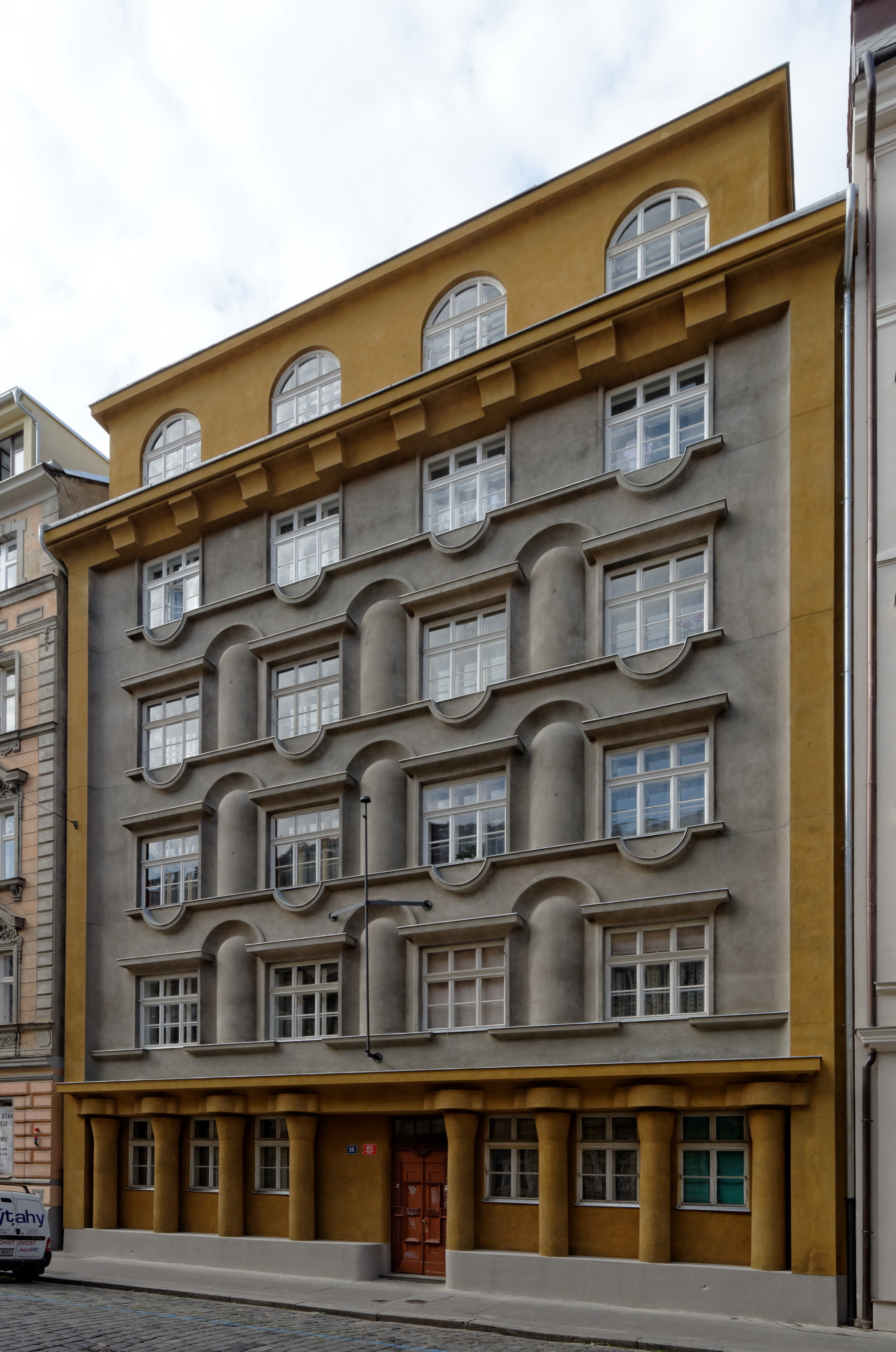
Nájemní dům v Praze, Kamenická 35
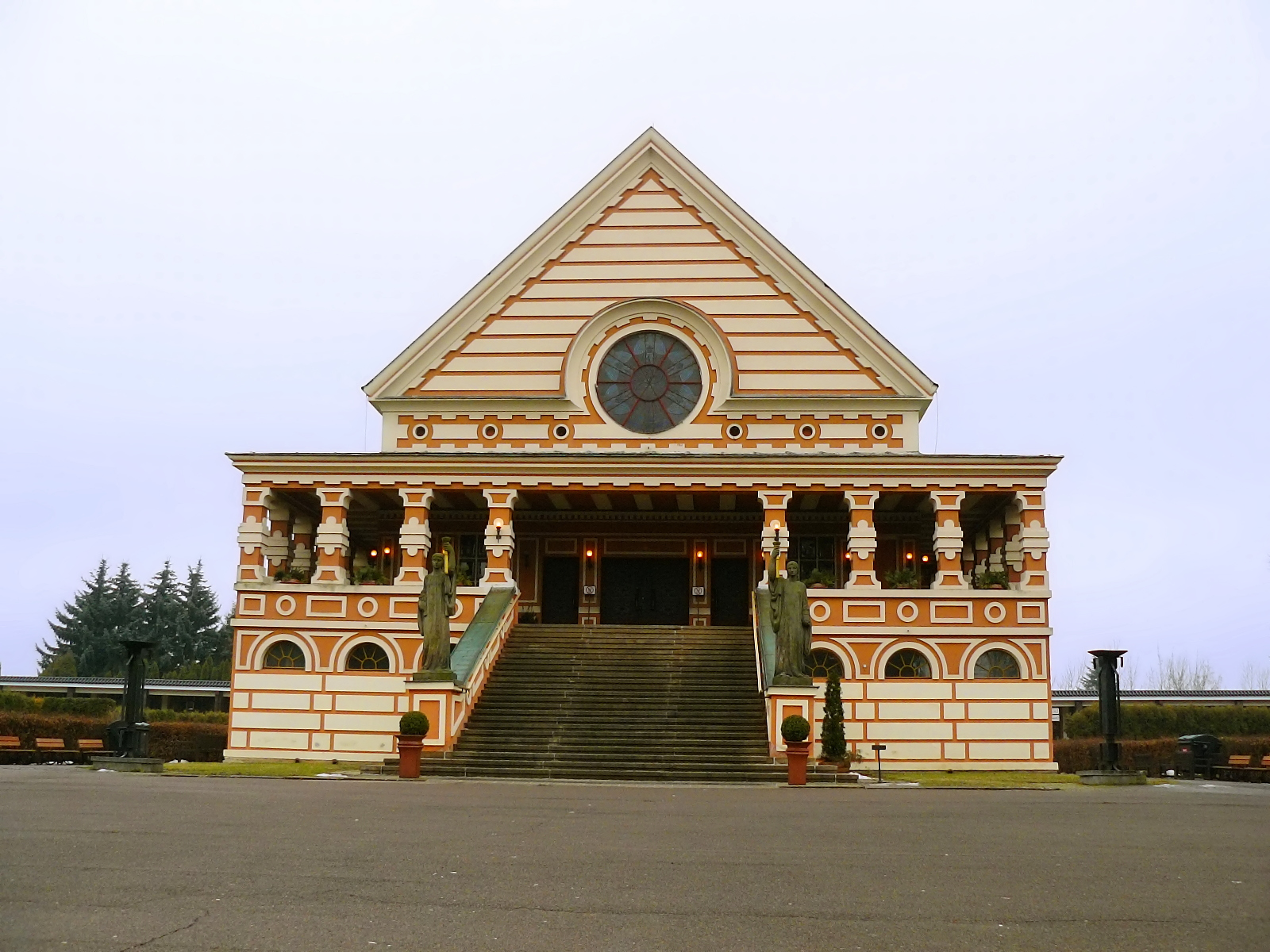
Pardubické krematorium
Machoňova pasáž v Pardubicích
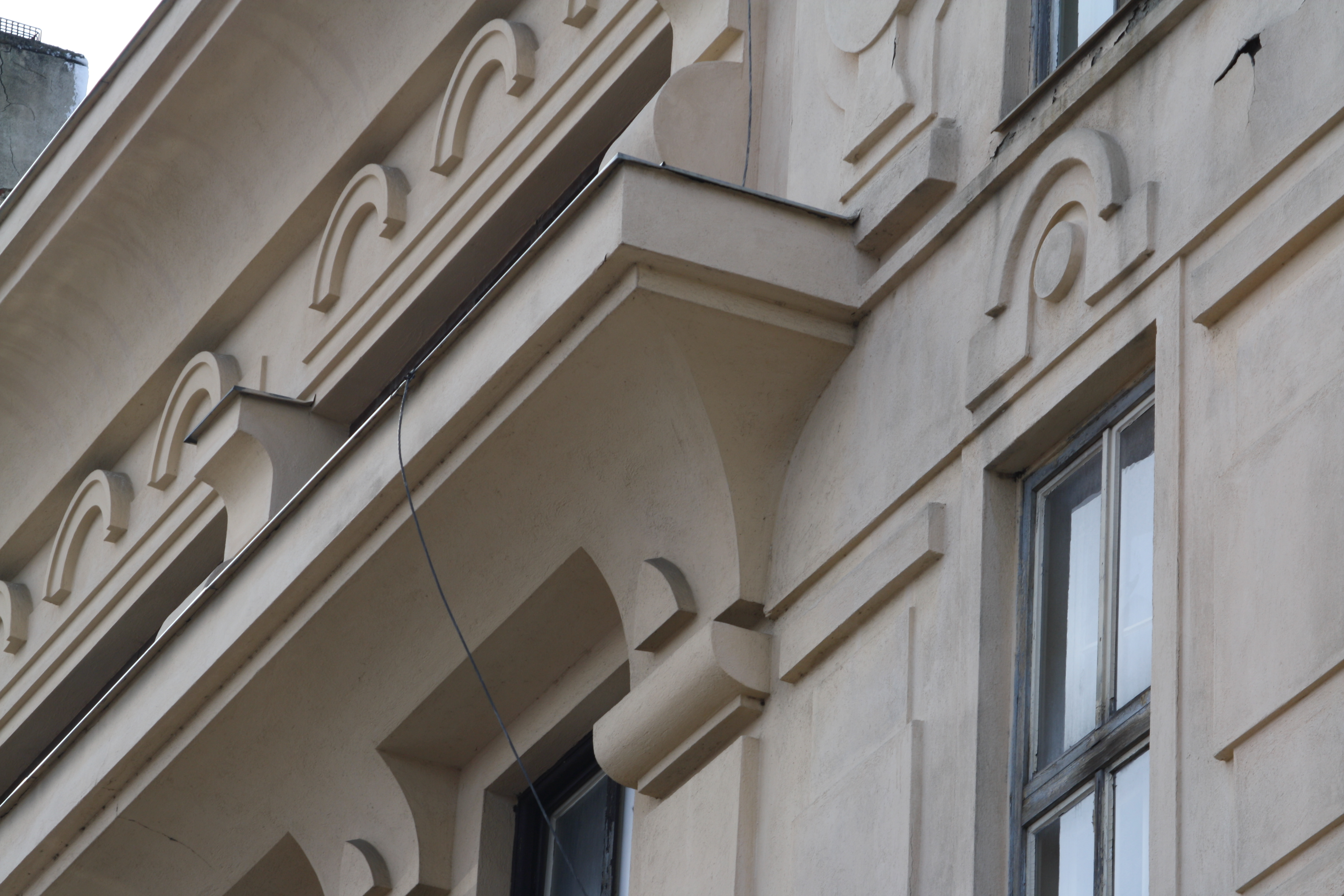
Detail továrny UP, Třebíč
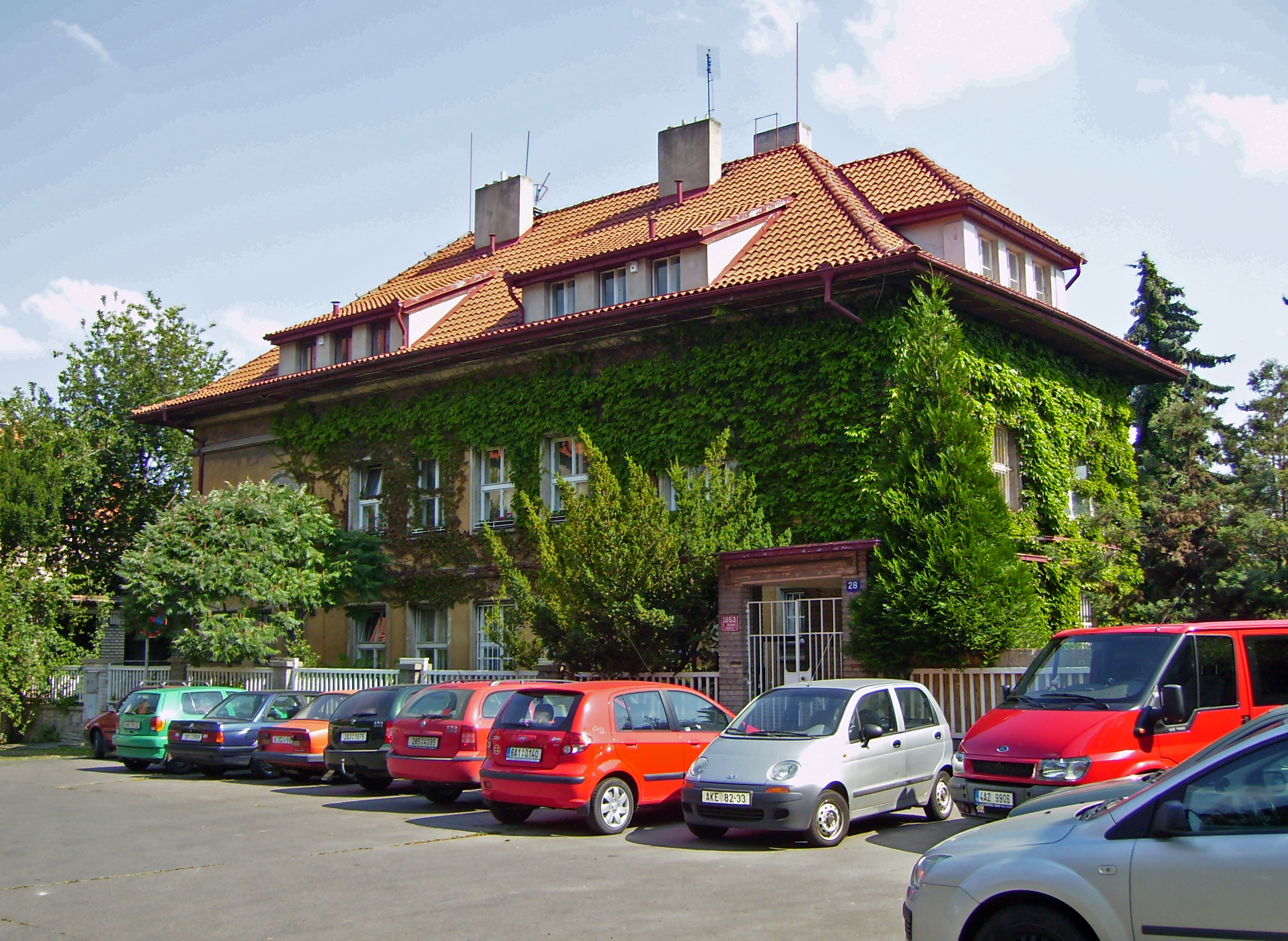
Dvojdům bratří Čapků, Praha

### Funkcionalismus

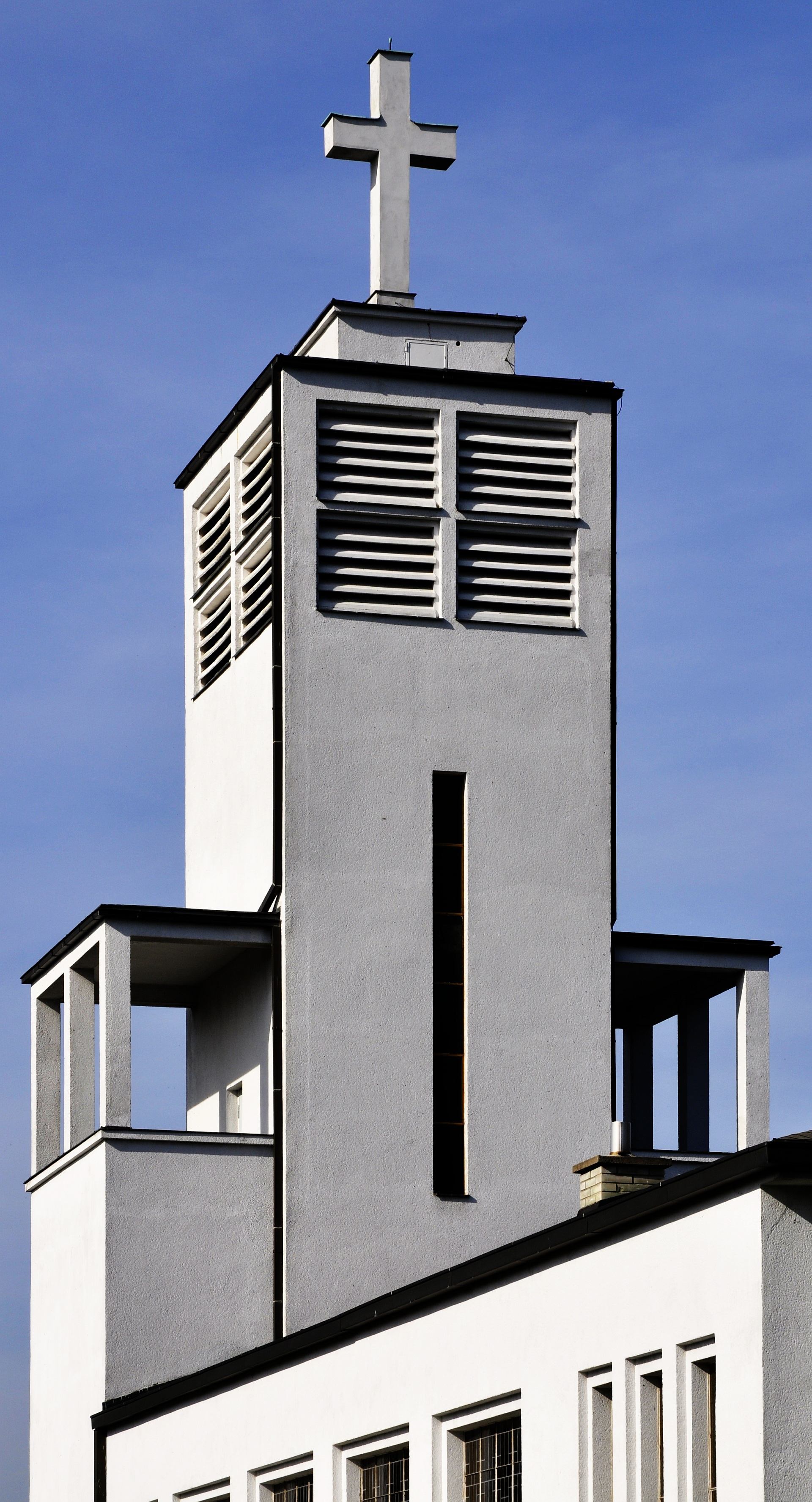
Kostel svaté Anežky České (Záběhlice)

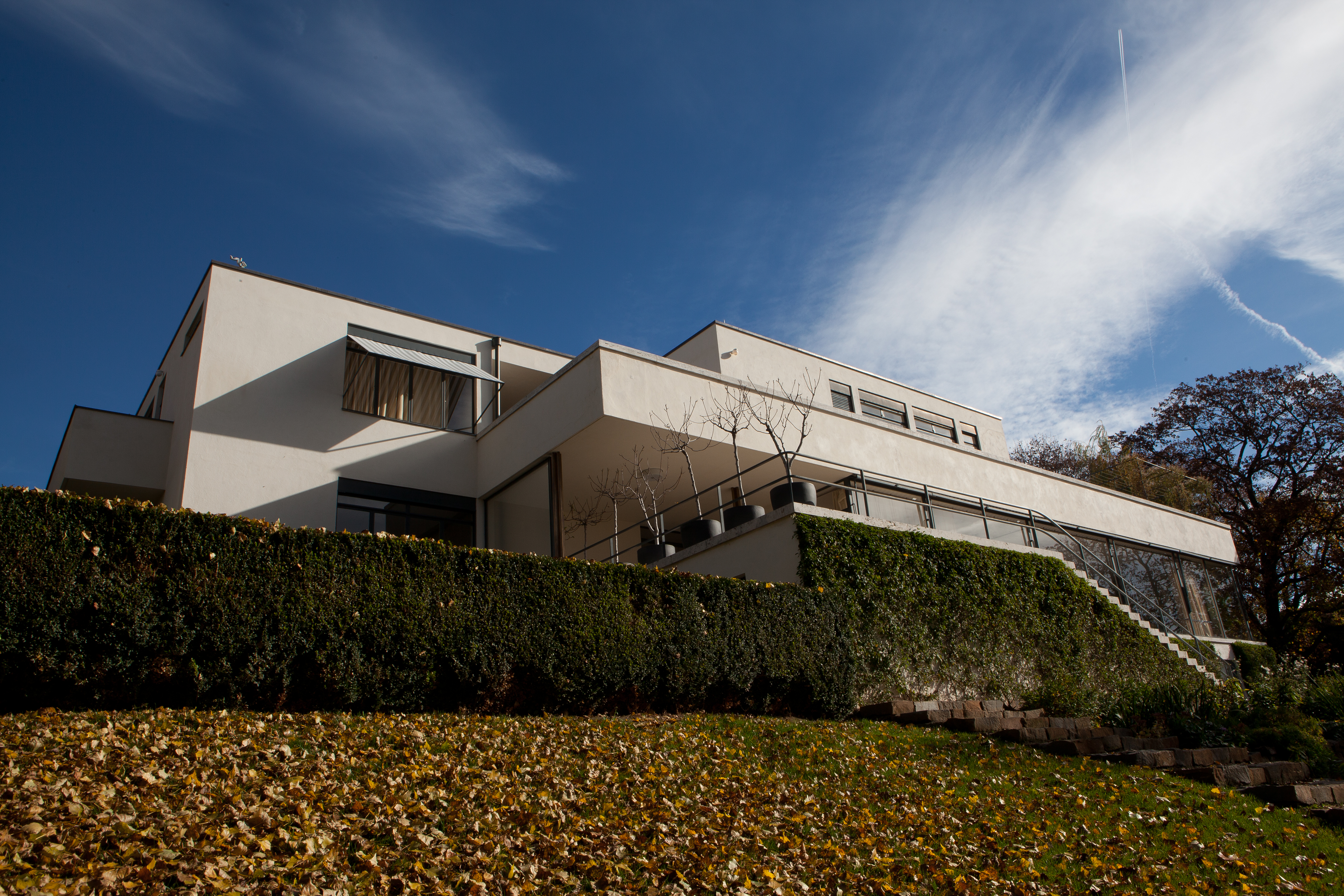
Funkcionalistická vila Tugendhat je jeden z nejznámějších příkladů české architektury 20. století zařazený na seznam Světového dědictví UNESCO

Od 20. let 20. století architektura tíhla k funkcionalismu, architektonickému stylu uplatňujícímu především kritéria funkčnosti, užitnosti, plnící praktický účel. Tento směr se řídí mottem „forma následuje funkci“, což se v praxi projevuje prostou někdy až strohou jednoduchostí linií.
V tomto stylu vznikla na území tehdejšího Československa řada staveb, jako například:
- Veletržní palác v Praze
- Zemanova kavárna
- Baťův mrakodrap ve Zlíně
- Památník Tomáše Bati ve Zlíně
- Vila Tugendhat v Brně
- Barrandovské terasy
- Hotel Juliš
- Krematorium v Olomouci
- Krematorium v Brně
- Husův sbor (Smíchov)
- Husův sbor (Vinohrady)
- Synagoga Agudas achim
- Smíchovská synagoga

K hlavním představitelům tohoto směru patřili v českých zemích architekti Jan Kotěra a Josef Gočár a také, v té době Praze působící, významný slovinský architekt Josip Plečnik. Ten byl autorem například kostela Nejsvětějšího Srdce Páně na náměstí Jiřího z Poděbrad v Praze. Dalším významným zahraničním architektem působícím v Československou byl Ludwig Mies van der Rohe, autor vily Tugendhat.

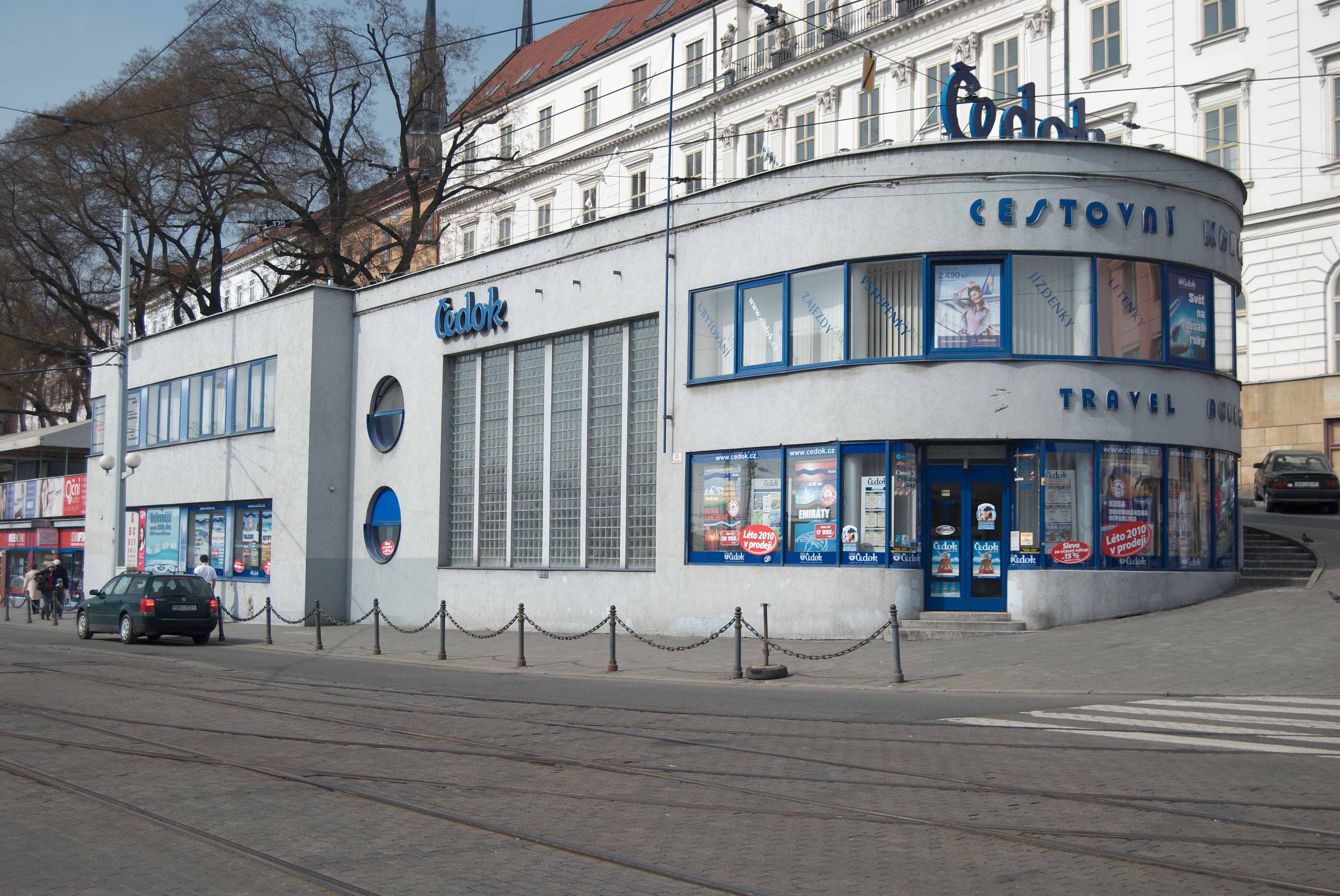
Budova Čedoku
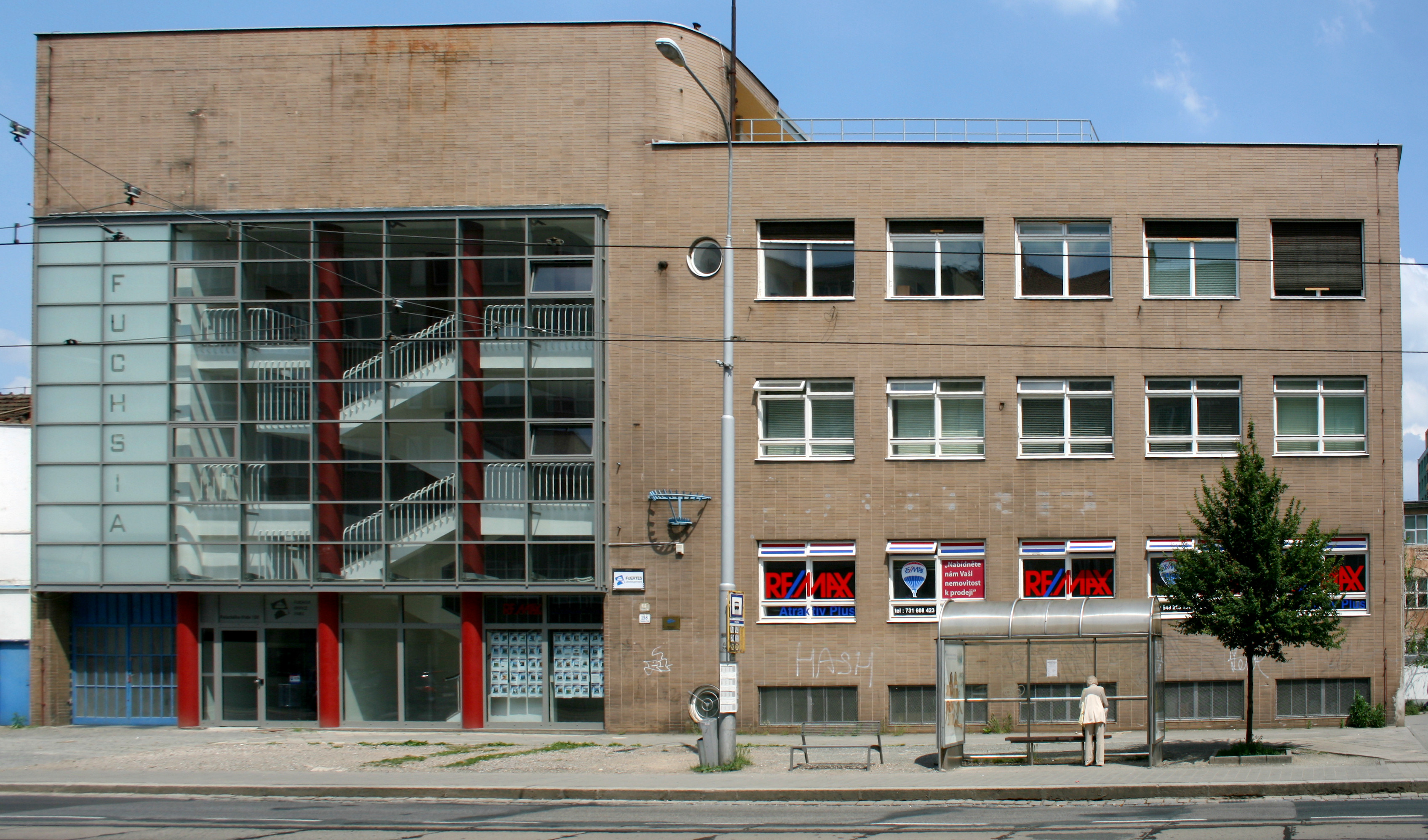
Administrativní budova v Brně
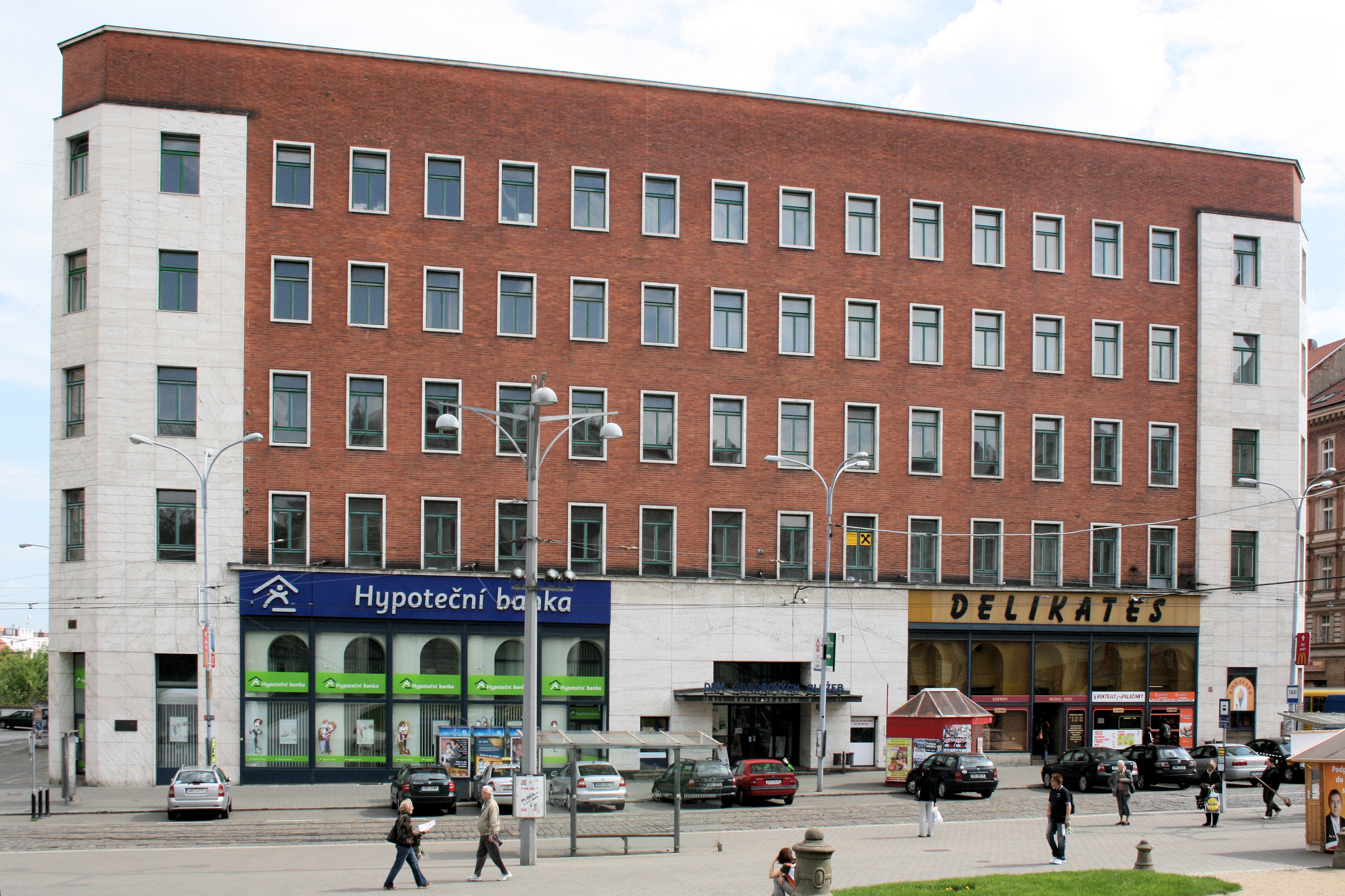
Dům odborových služeb
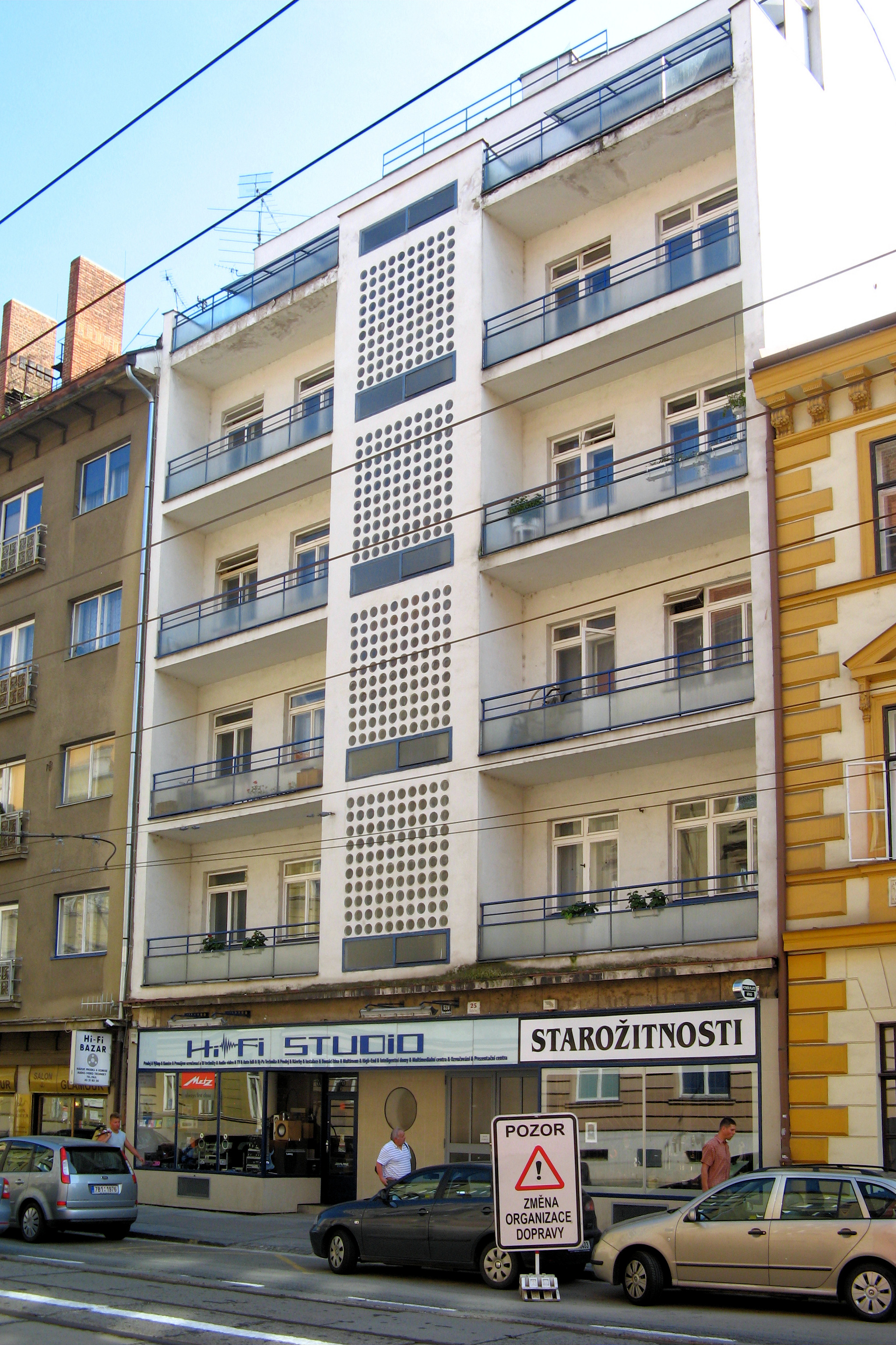
Purův nájemní dům
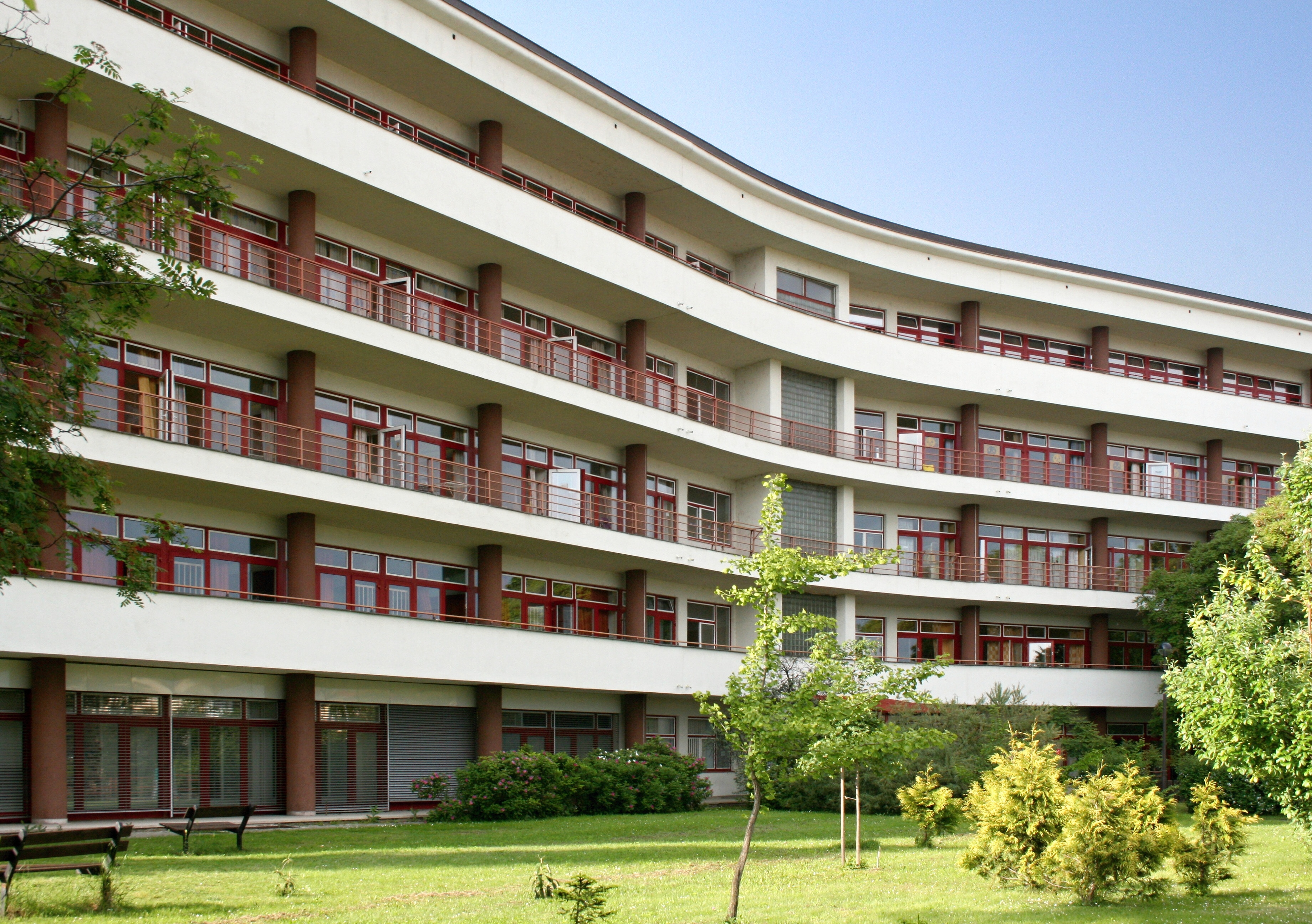
Dětská nemocnice (Brno)
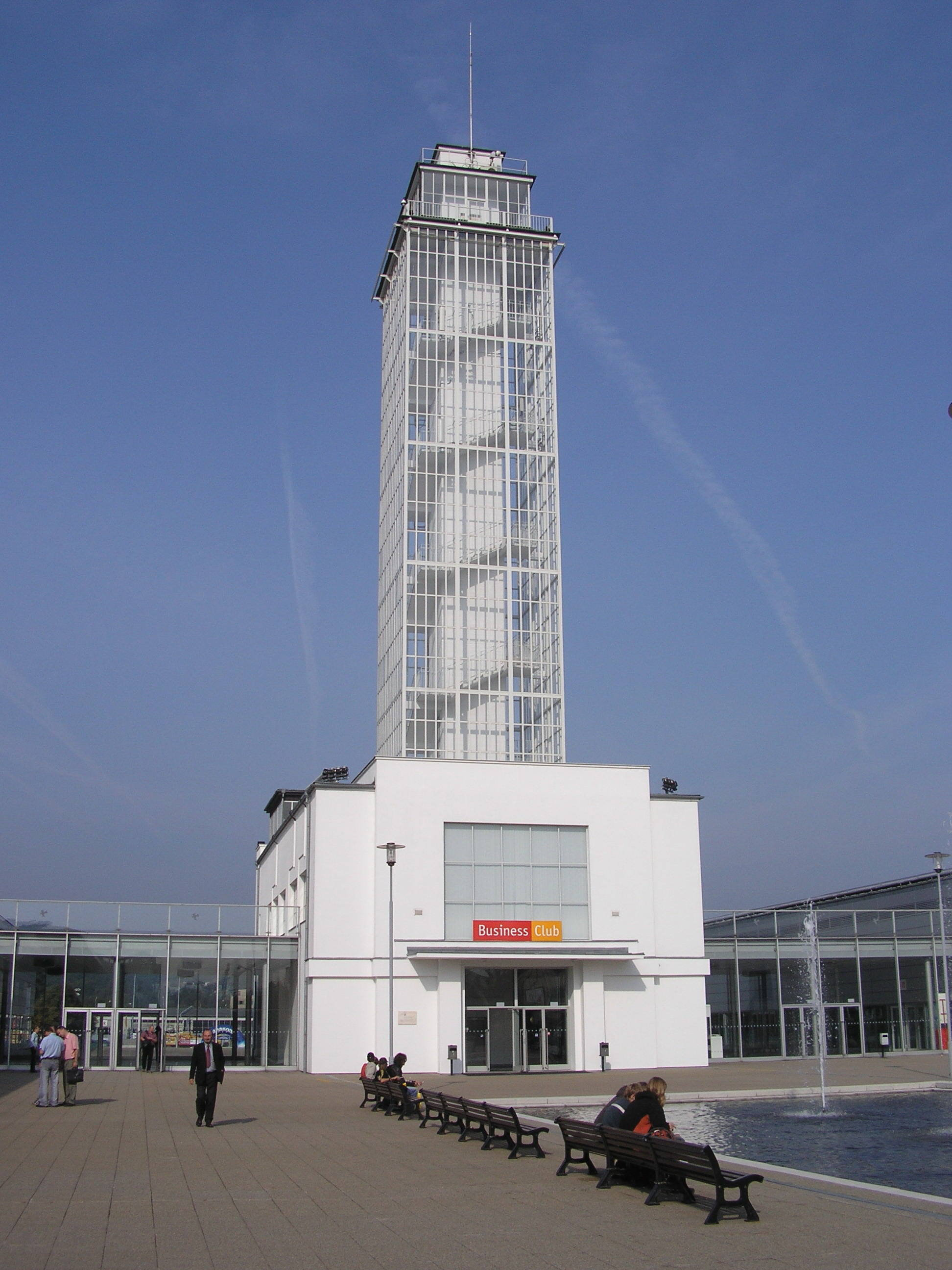
Rozhledna na brněnském výstavišti
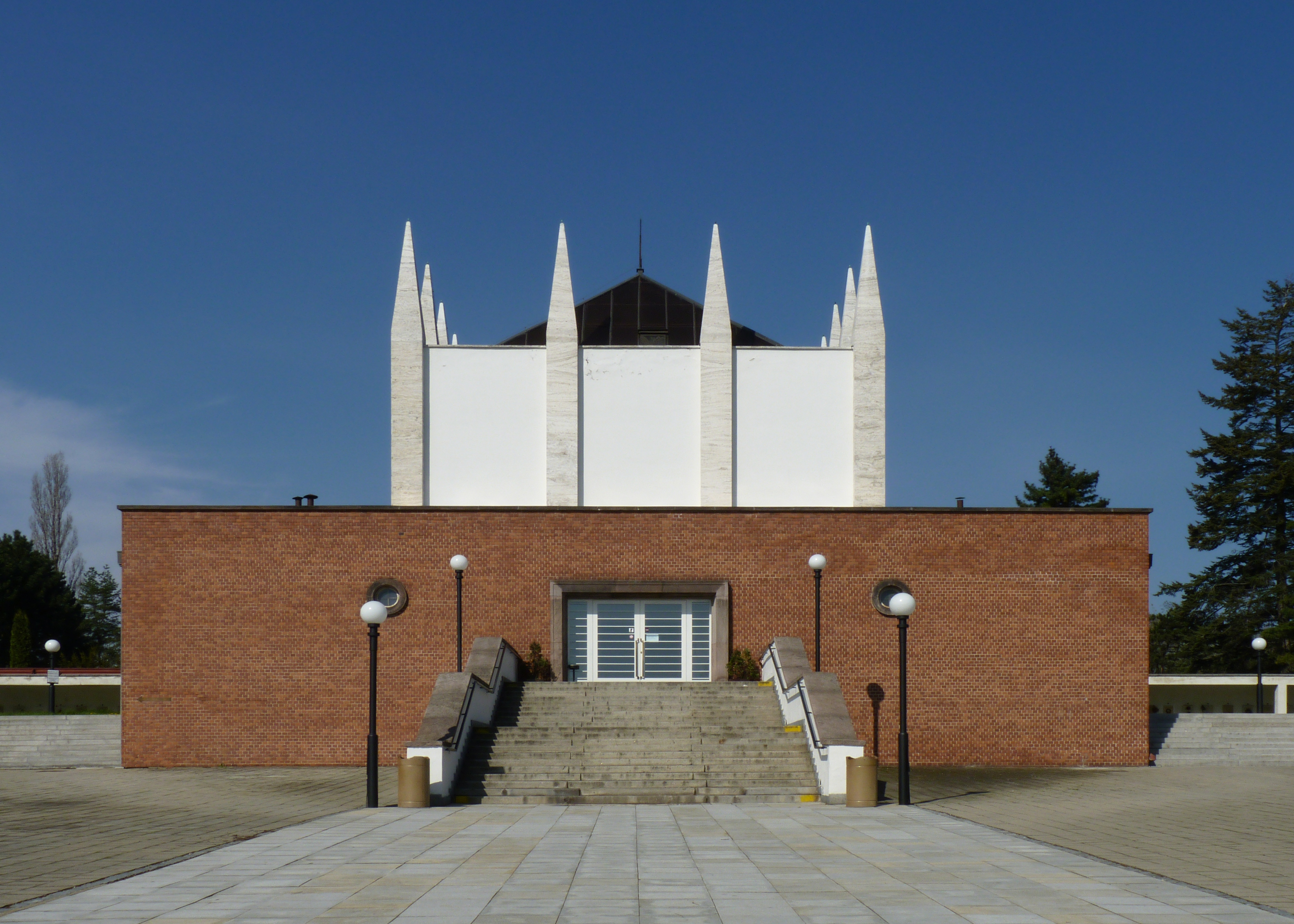
Brněnské krematorium
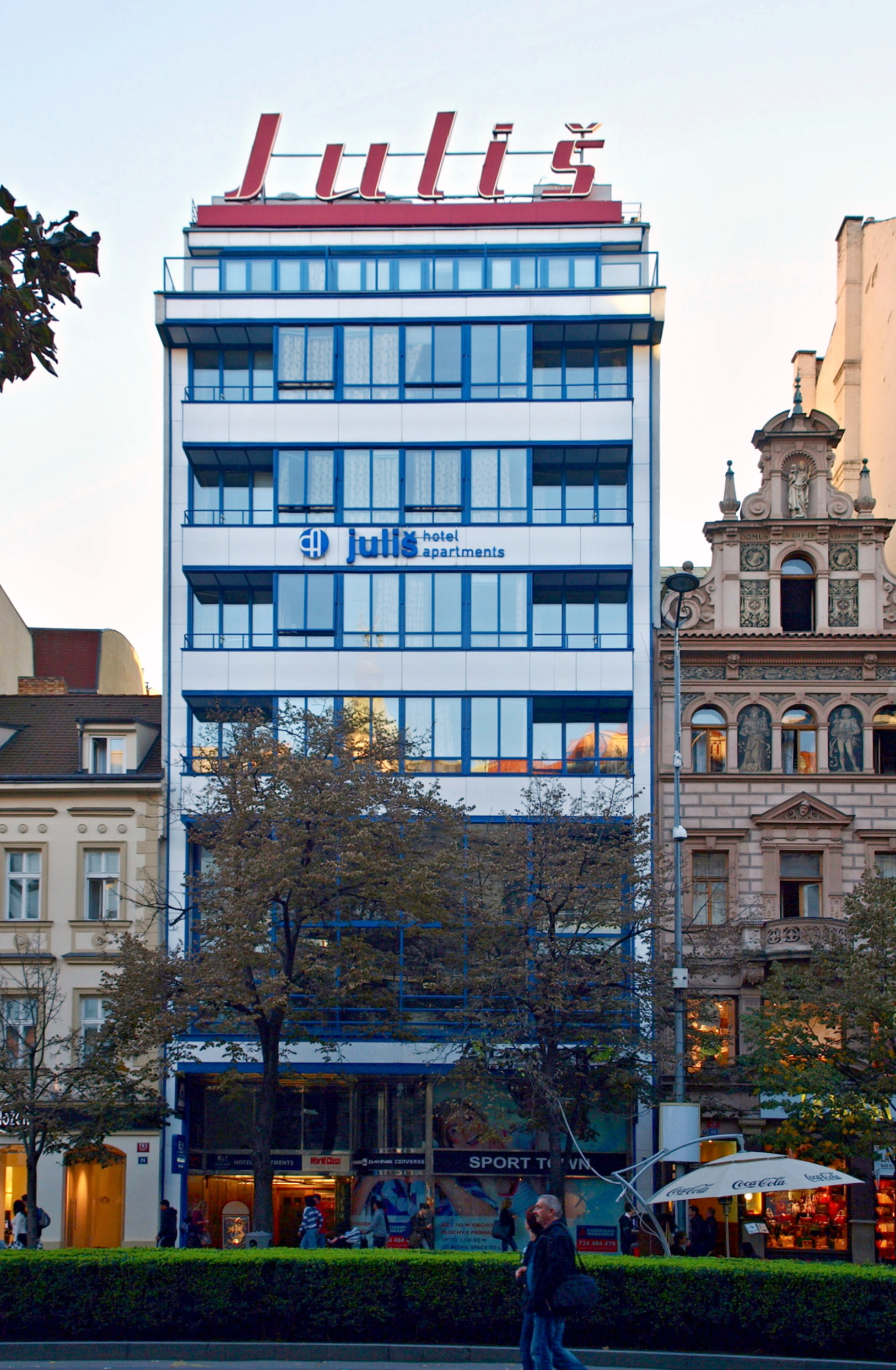
Hotel Juliš na Václavském náměstí v Praze
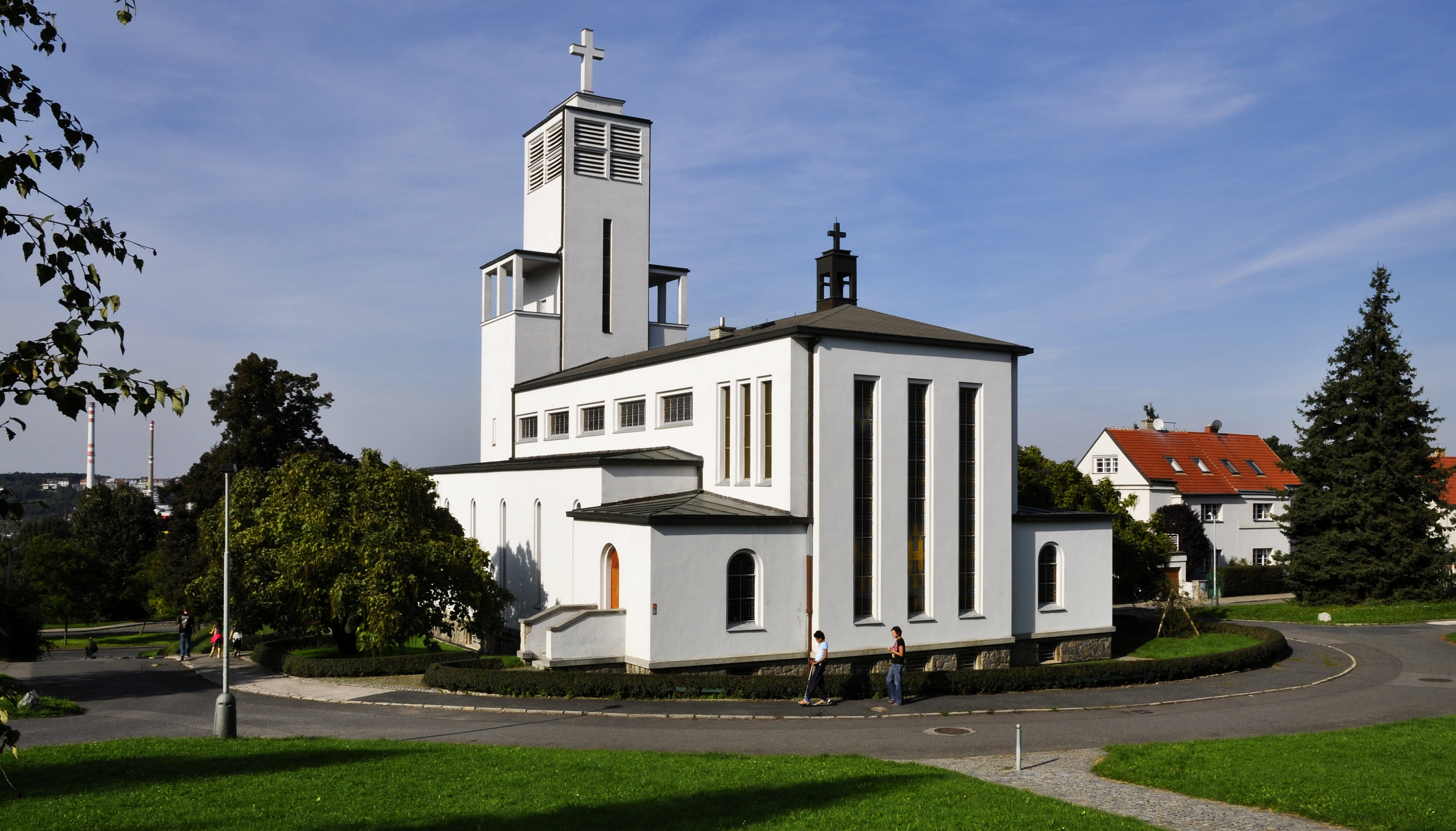
Kostel svaté Anežky České (Záběhlice)
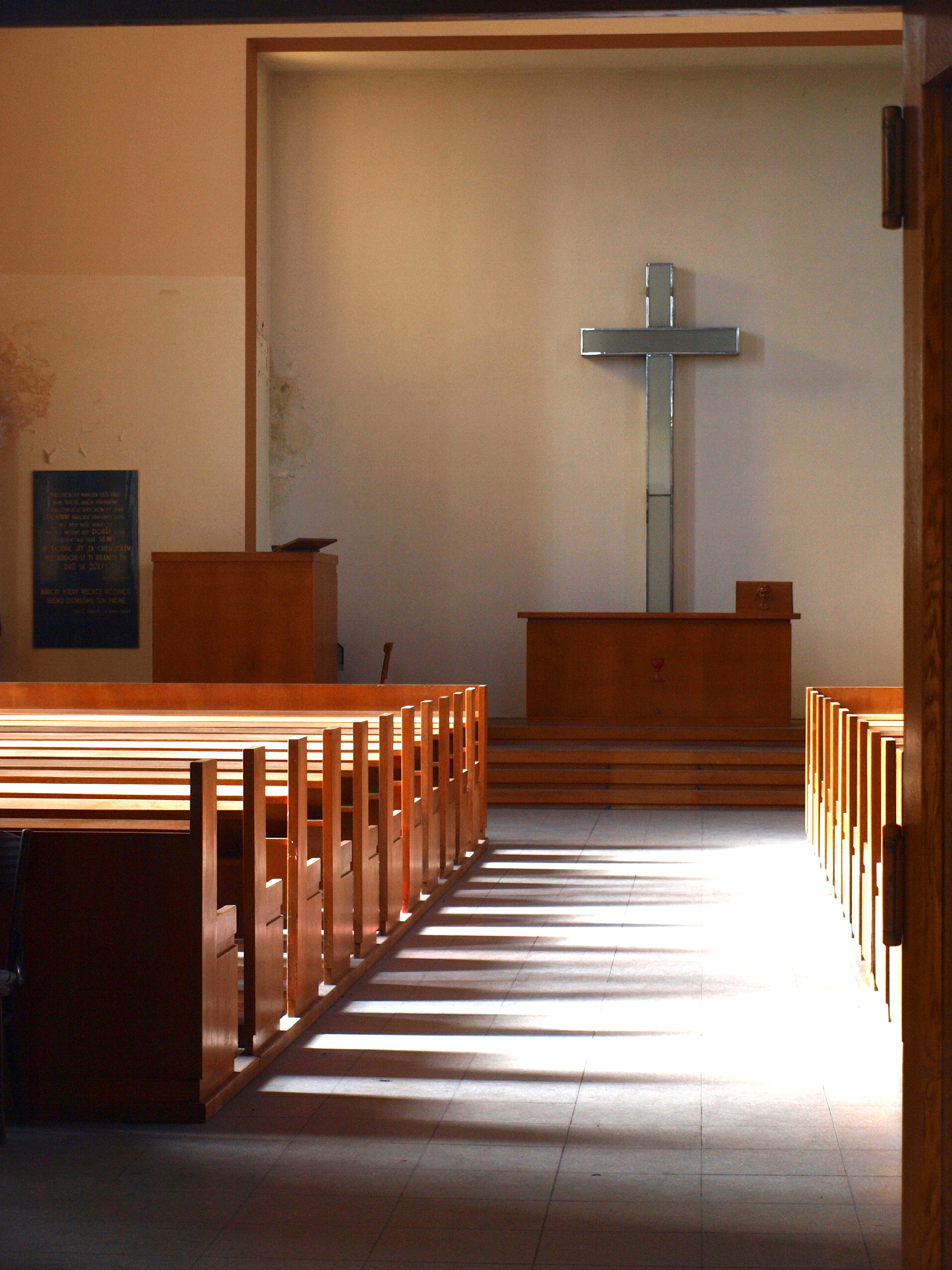
Interiér Husova sboru na Smíchově
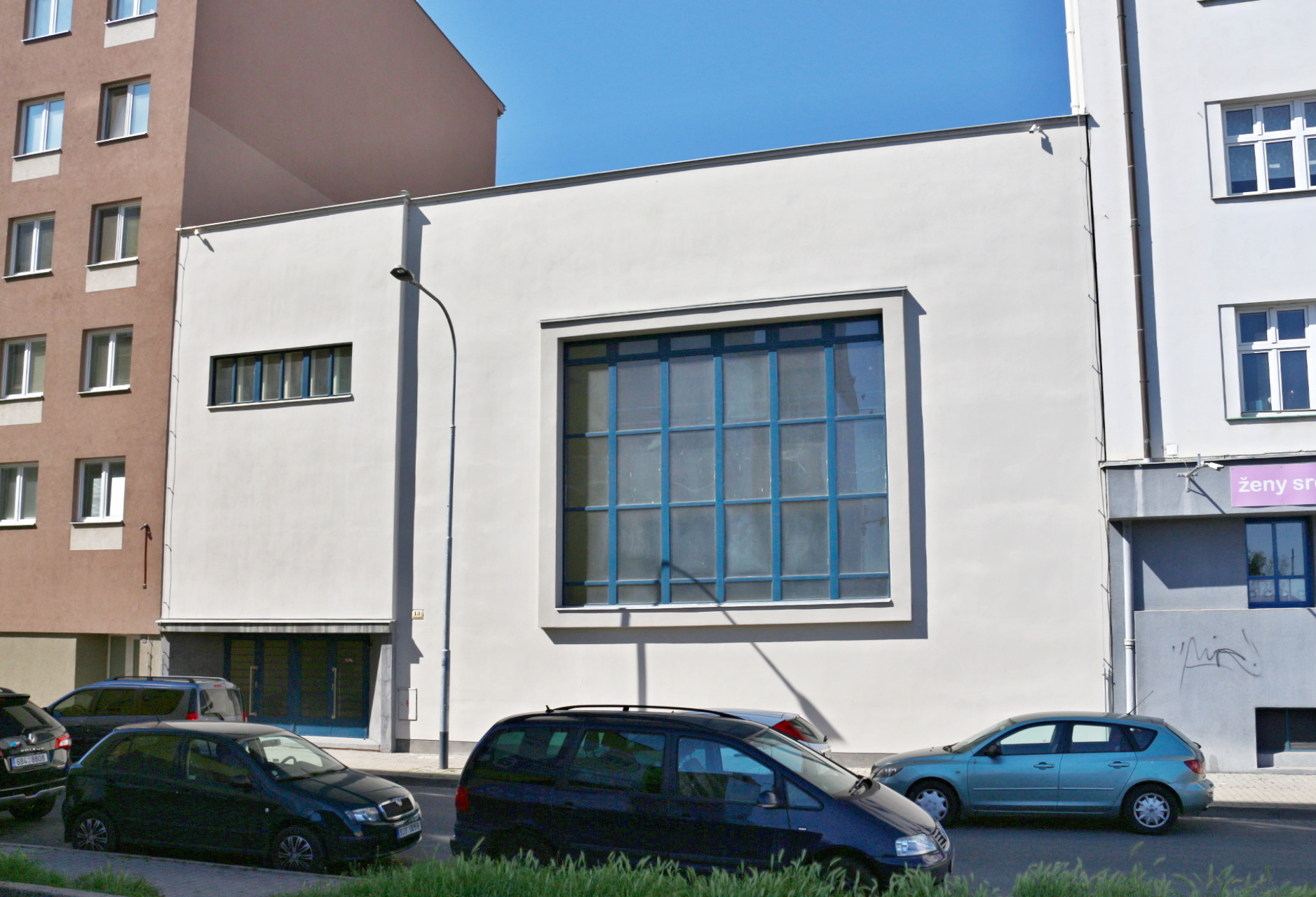
Synagoga Agudas achim v Brně
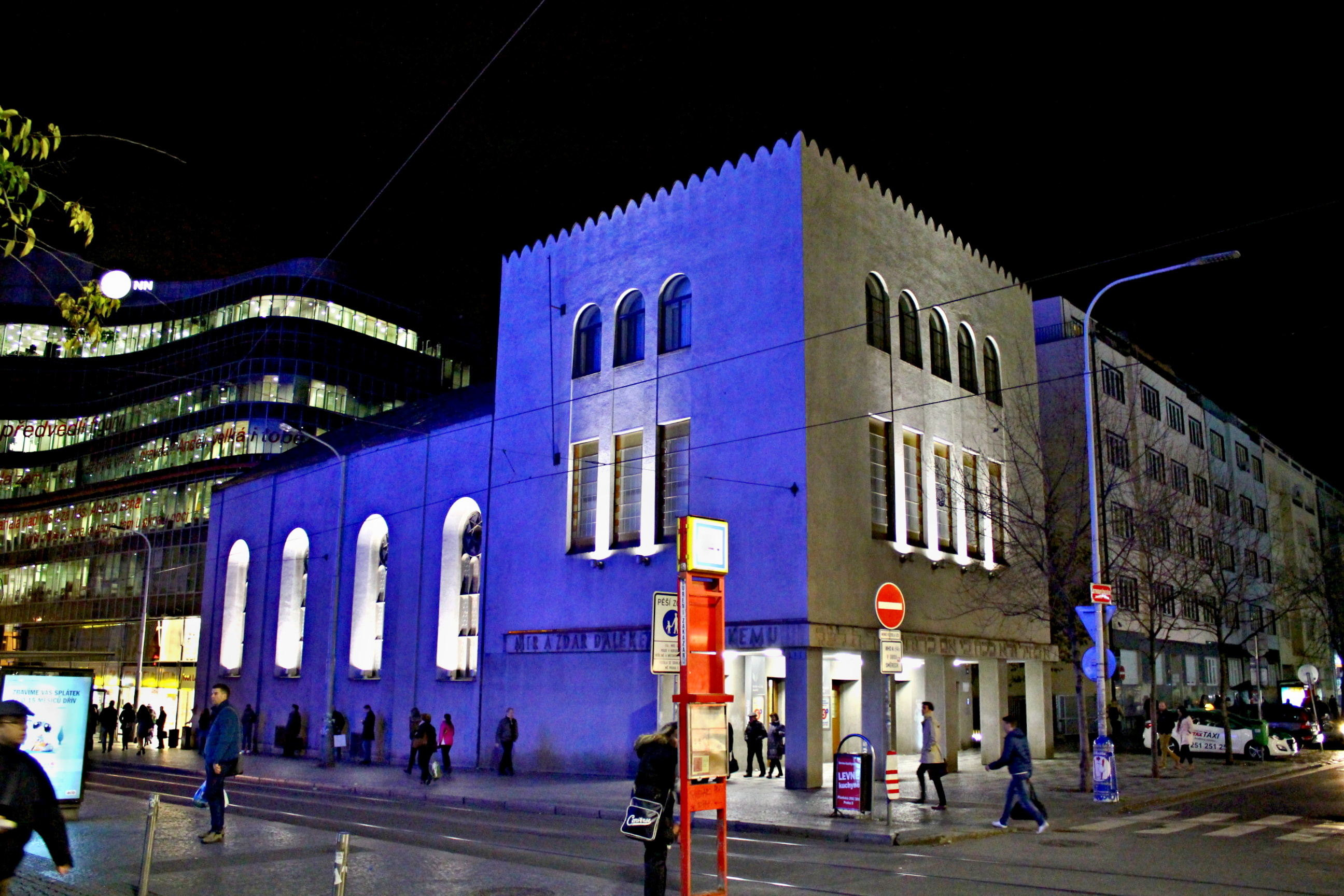
Smíchovská synagoga
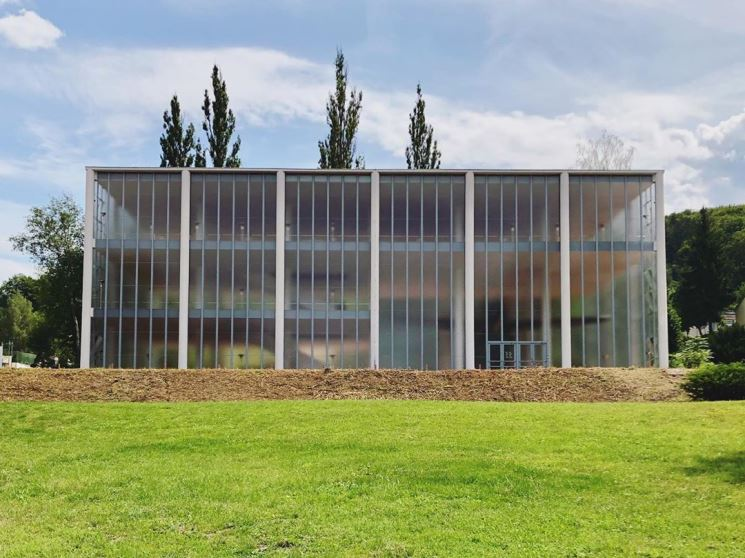
Památník Tomáše Bati ve Zlíně

## Druhá polovina 20. století

### Socialistický realismus

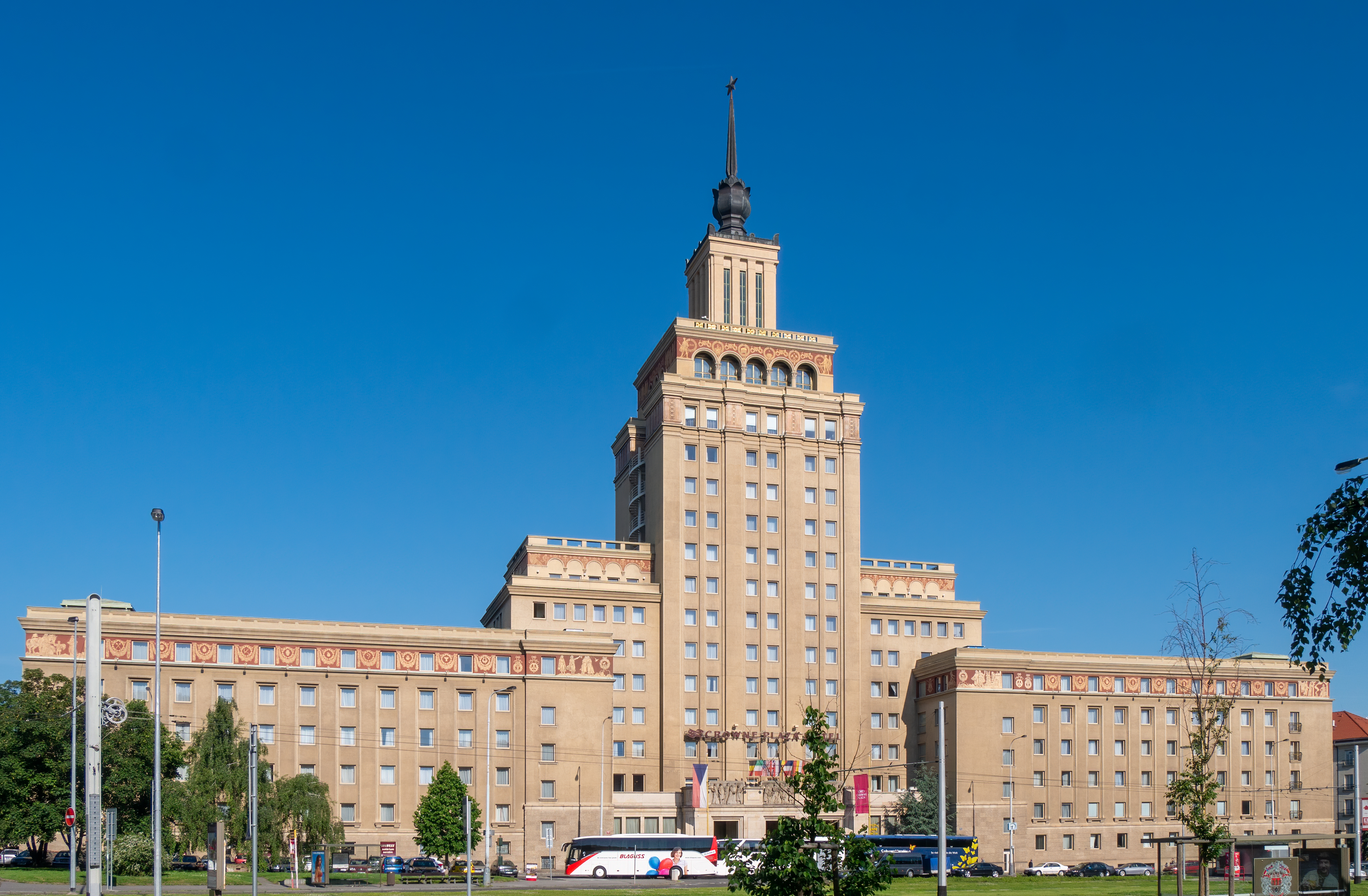
Hotel International

V 50. letech 20. století byl vyžadován jako oficiální styl socialistický realismus (též zvaný sorela). Charakteristickými stavbami v jeho duchu jsou hotel Jalta na Václavském náměstí či sídliště Poruba v Ostravě. Specifickou odnoží sorely byl tzv. stalinský neoklasicismus, který reprezentuje hotel International v pražských Dejvicích.

### Bruselský styl

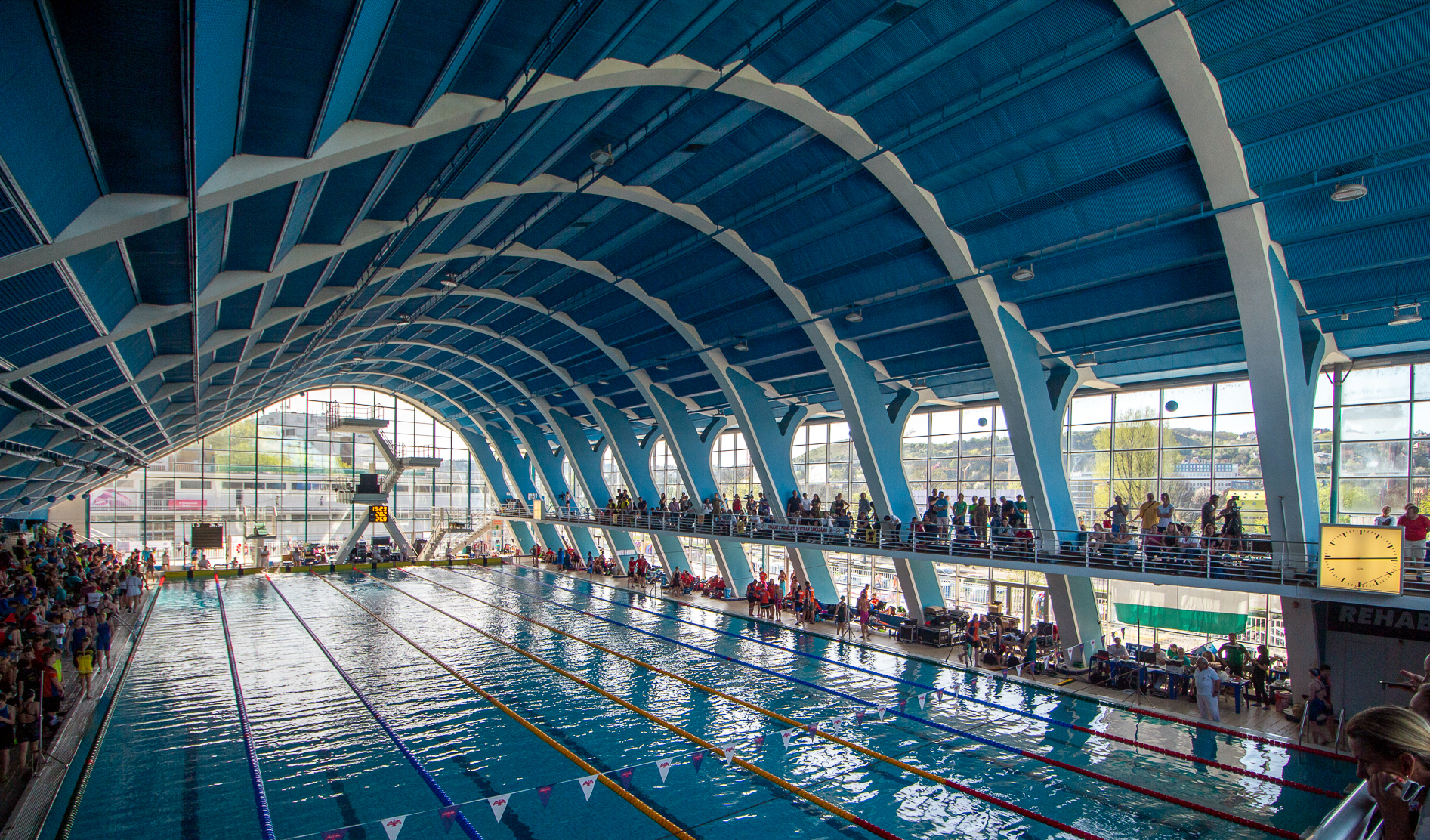
Plavecký stadion v Podolí

Na konci 50. let se však v architektuře (a ovšem i v designu) prosadil styl nový, zvaný bruselský – to podle toho, že byl představen na světové výstavě Expo 58 v Bruselu. Vyznačoval se oblými tvary a skleněnými fasádami. Typickou stavbou v bruselském stylu byl především výstavní pavilon Expa (dnes již neexistující) a budova české restaurace na Expu (dnes se nachází v Letenských sadech v Praze). Dalšími důležitými stavbami bruselského stylu byly pavilon Z na brněnském výstavišti, plavecký stadion v Podolí či nádraží v Havířově.

### Český brutalismus

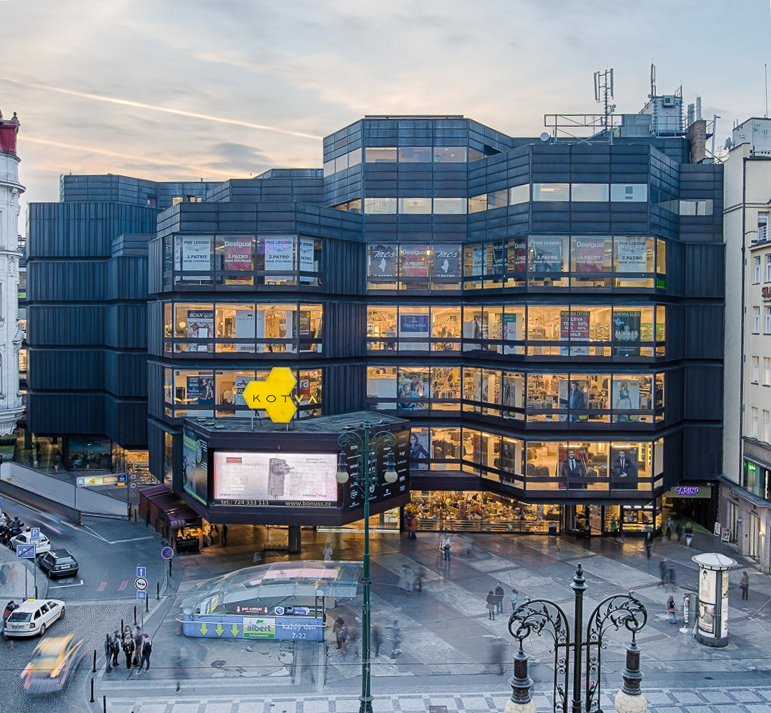
Obchodní dům Kotva na náměstí Republiky v Praze je příkladem českého brutalismu

Na konci 60. let však bruselský styl vytlačila česká verze brutalismu. Ceněny jsou zejména projekty z dílny Věry Machoninové a jejího manžela Vladimíra Machonina (dům bytové kultury v Praze, hotel Thermal v Karlových Varech, obchodní dům Kotva v Praze, velvyslanectví ČSSR v Berlíně). Z dalších brutalistických staveb je připomínáno zejména československé velvyslanectví v Londýně architektů Jana Bočana, Jana Šrámka a Karla Štěpánského, hotel Intercontinental v Praze od Karla Bubeníčka a Karla Filsaka či stavby Karla Pragera (budova bývalého Federálního shromáždění, Nová scéna Národního divadla). Nejoceňovanější stavbou této doby však byl vysílač a hotel na Ještědu od Karla Hubáčka.

### Postmoderní architektura
V polistopadové architektuře výraznou roli sehrálo dílo Franka Gehryho a Vlado Miluniće Tančící dům v Praze, které přímo inicioval Václav Havel, a jež bývá uváděno jako symbol postmoderní architektury. Z významných světových architektů v té době v Praze tvořil ještě Jean Nouvel (Zlatý Anděl na pražském Smíchově) či Ricardo Bofill, který se podílel na modernizaci kdysi dělnického Karlína (Corso Karlín aj.). Projekt proměny okolí Masarykova nádraží vypracovala držitelka Pritzkerovy ceny Zaha Hadidová. Z projektů domácích architektů si největší kredit získal projekt Národní technické knihovny v pražských Dejvicích. Hojně diskutovaný projekt nové budovy Národní knihovny Jana Kaplického zůstal jen na papíře. Mezi úspěšné současné české architekty patří také Eva Jiřičná, která navrhla například Oranžerii na pražském hradě, Kongresové centrum Zlín a další stavby v zahraničí.

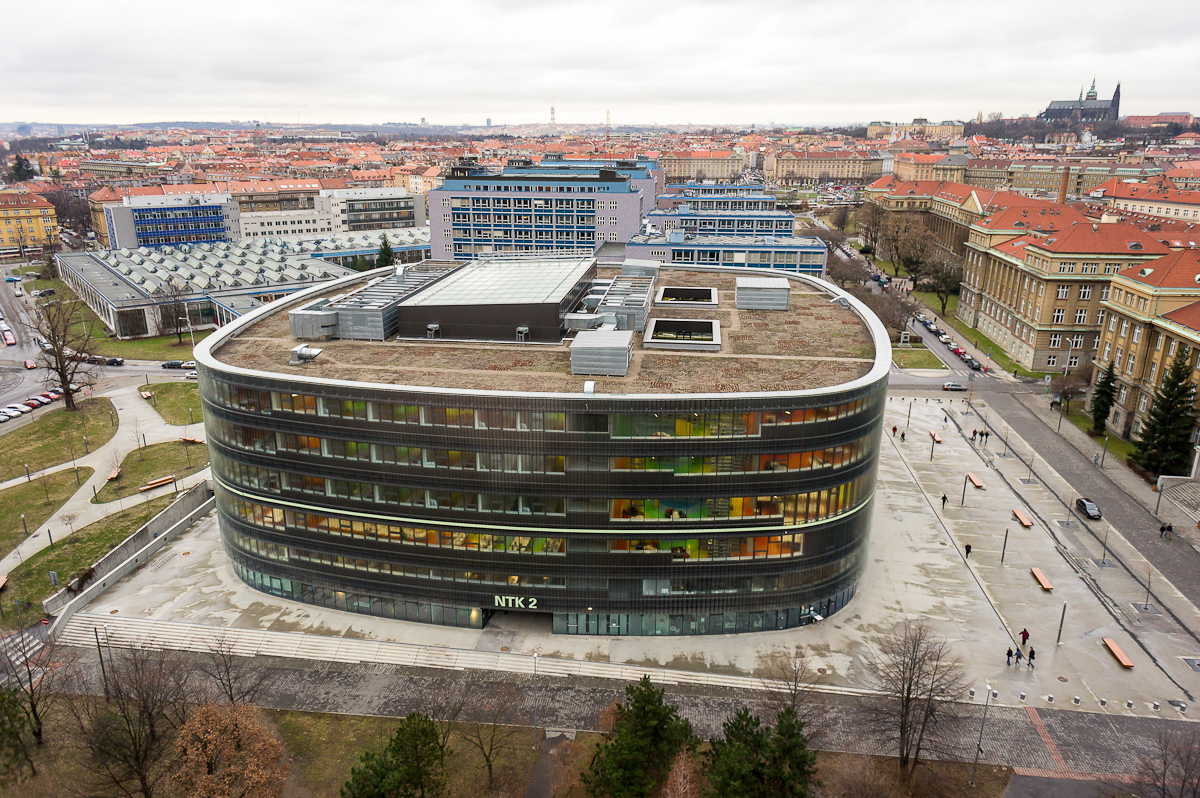
Národní technická knihovna v Praze
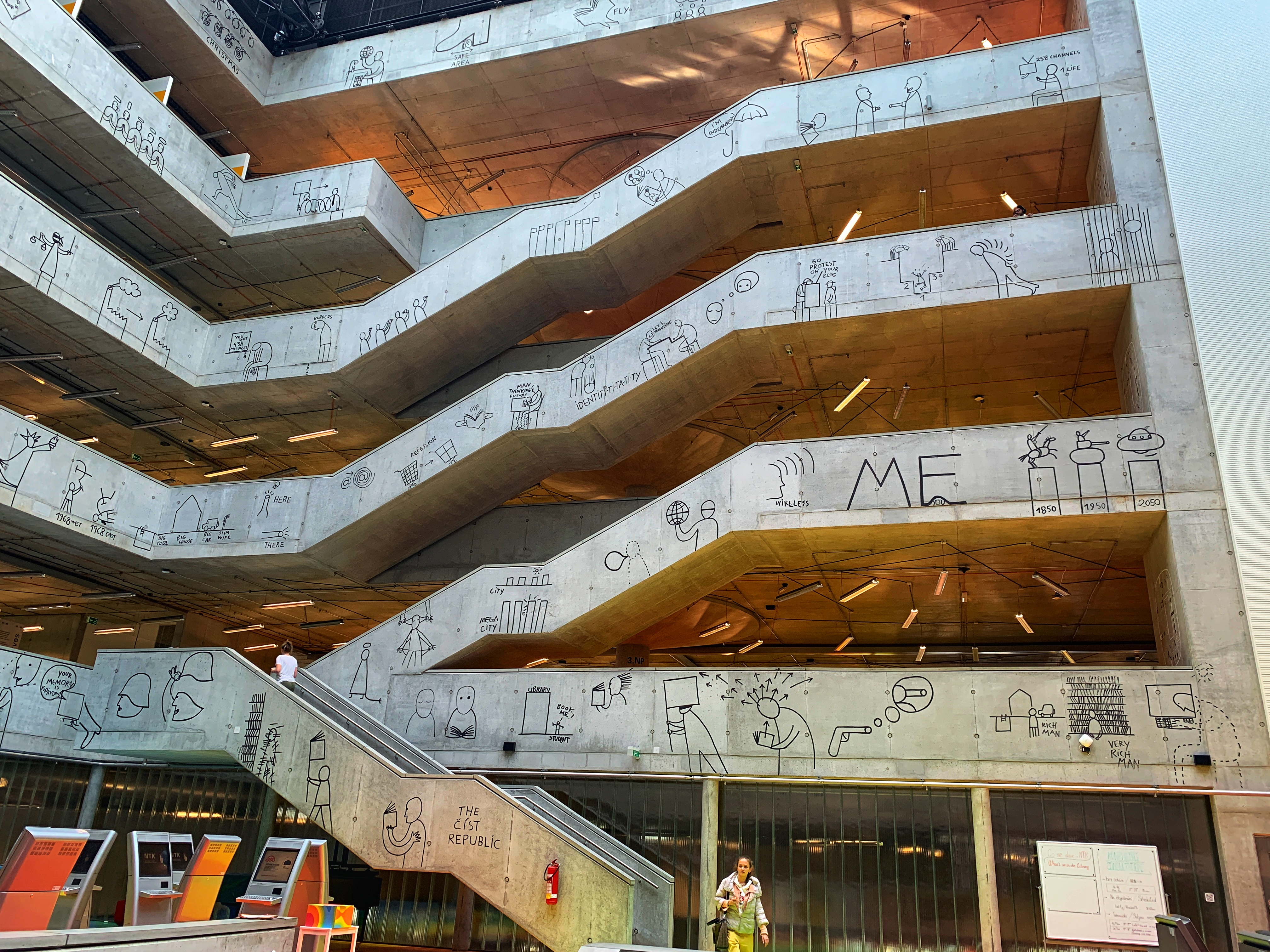
Národní technická knihovna - detail schodiště
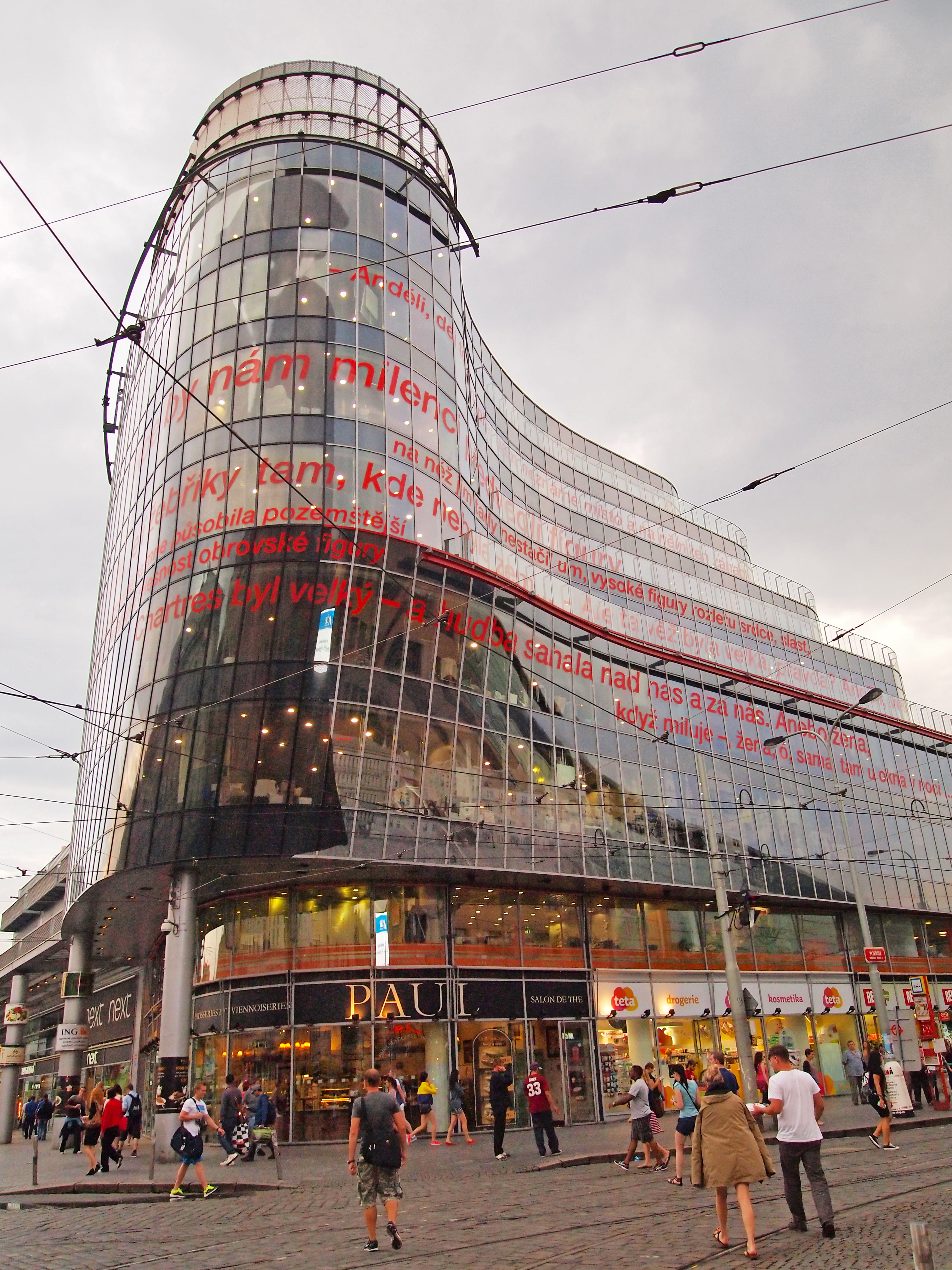
Zlatý Anděl na Smíchově
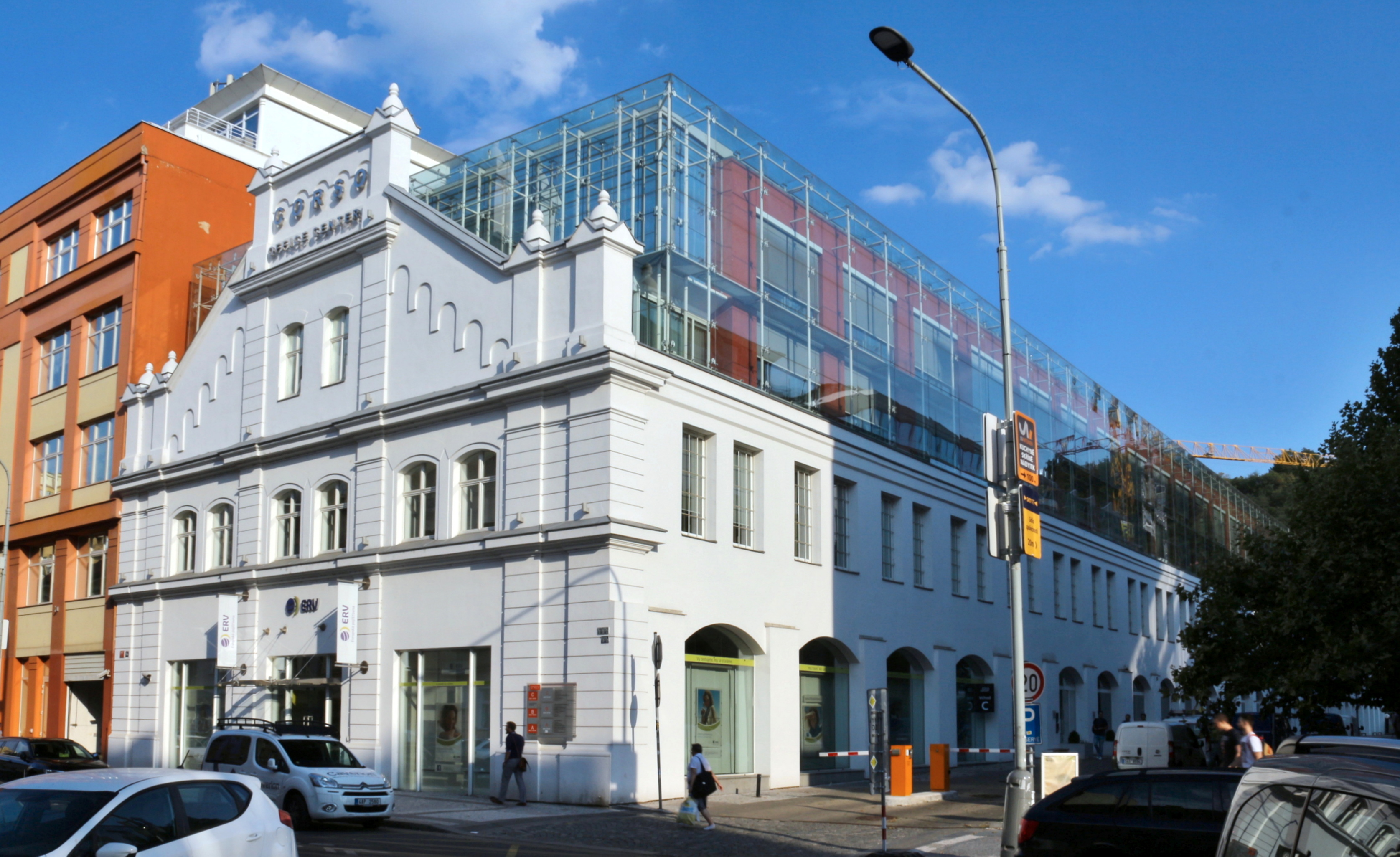
Corso Karlín - zdařilá přestavba staré tovární haly
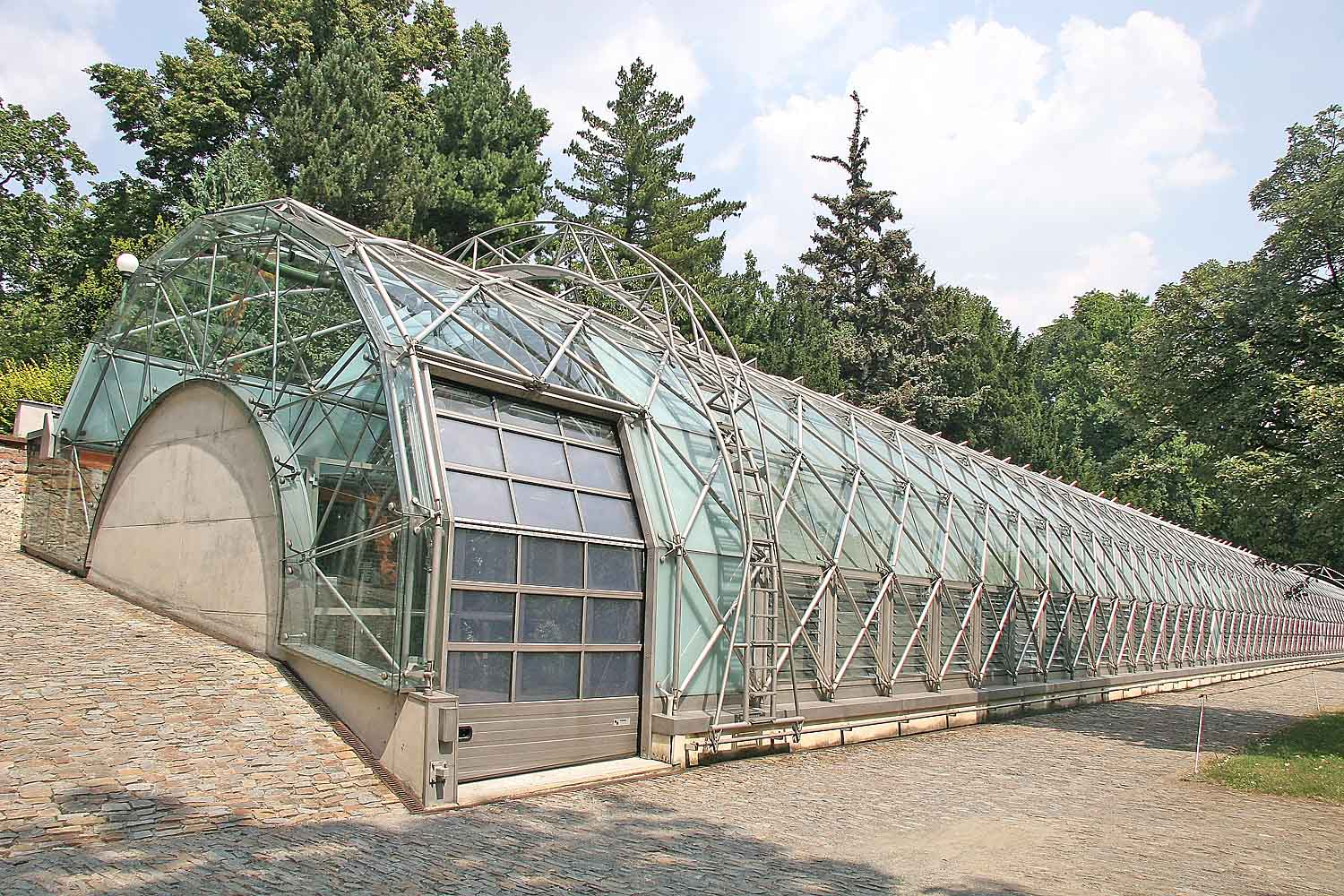
Revitalizovaná Oranžerie v Královské zahradě Pražského hradu
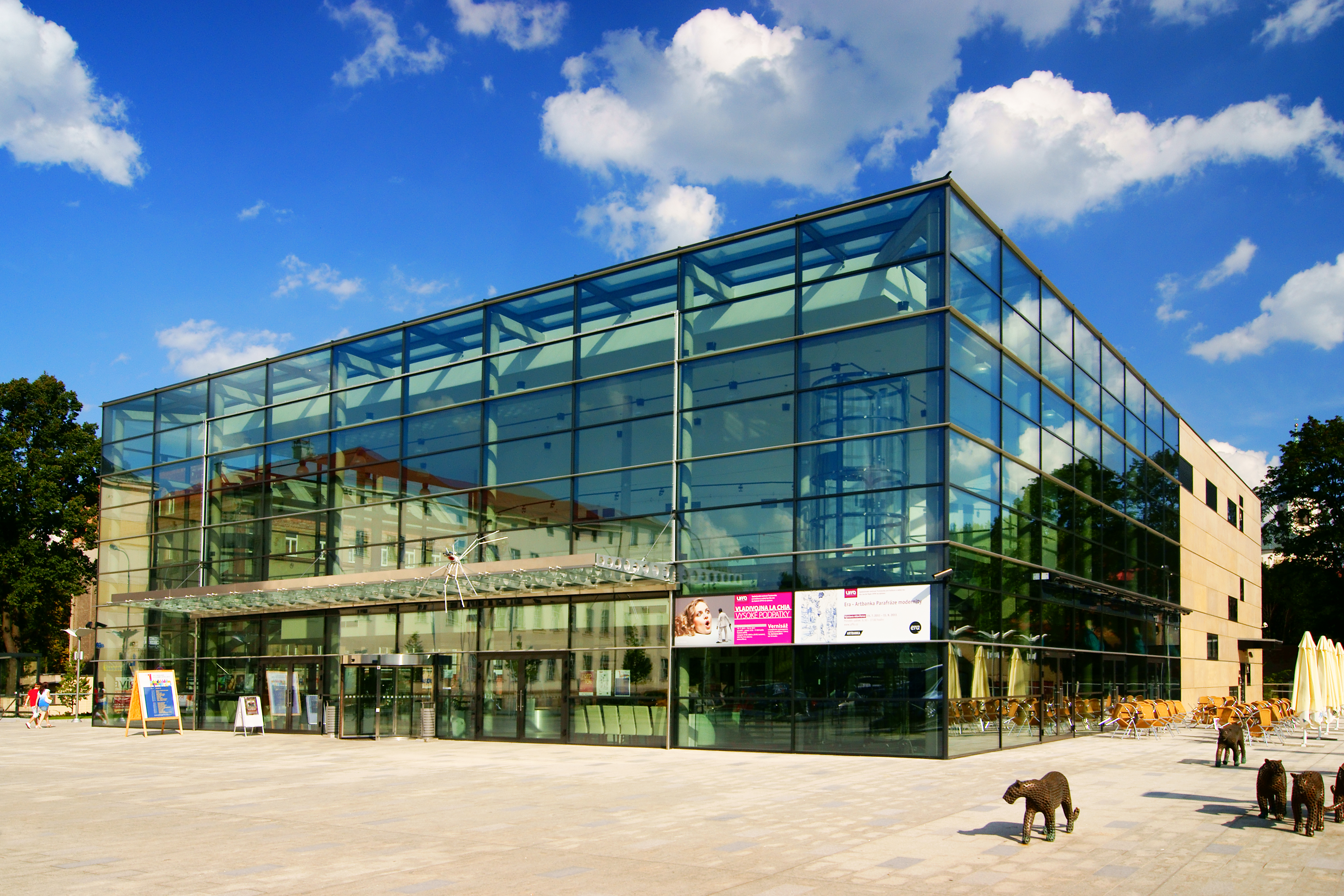
Společenské centrum UFFO v Trutnově
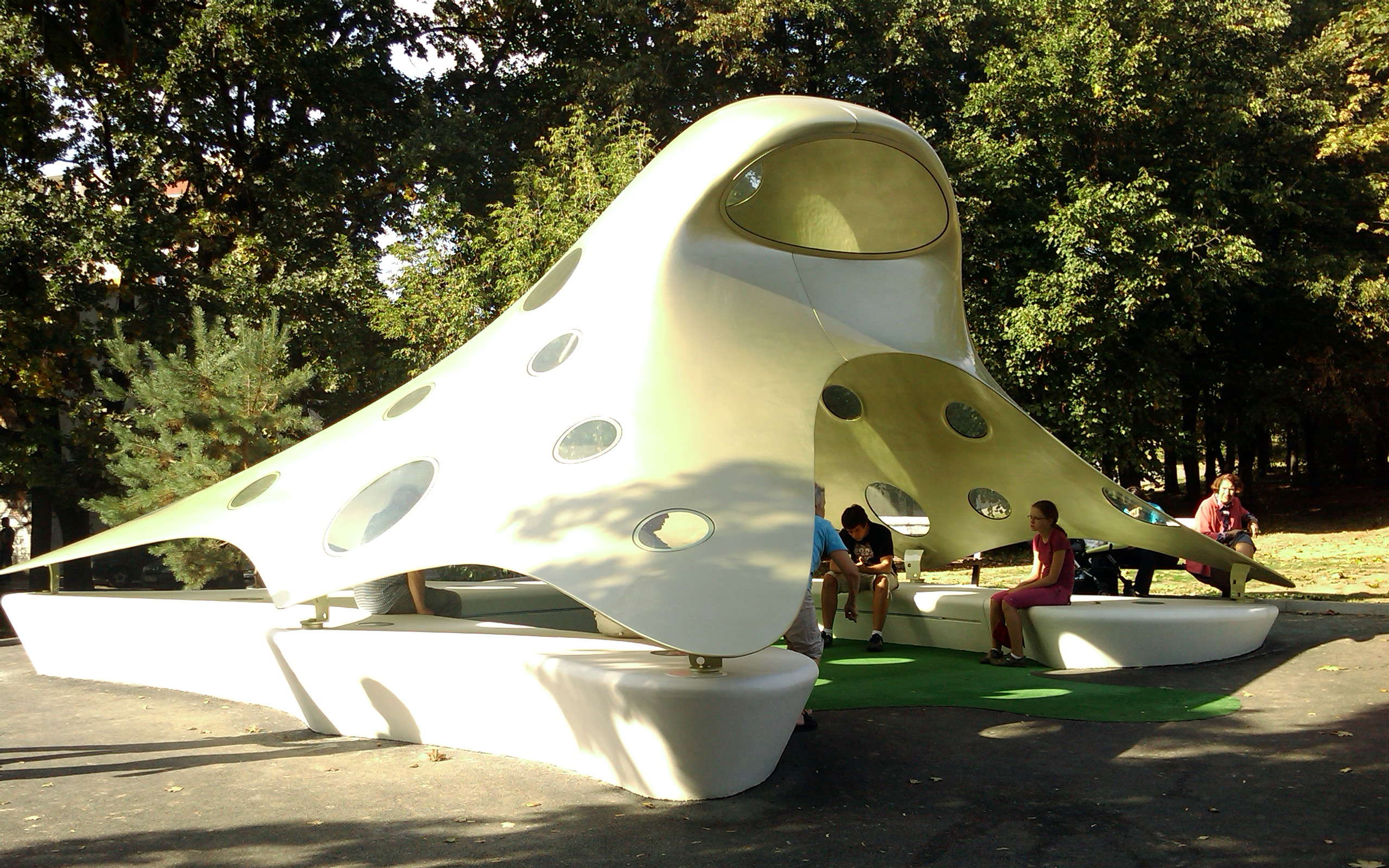
Původní návrh budovy Národní knihovny na Letné, tzv. "Blob". Jeho zmenšená verze slouží jako zastávka MHD v Brně
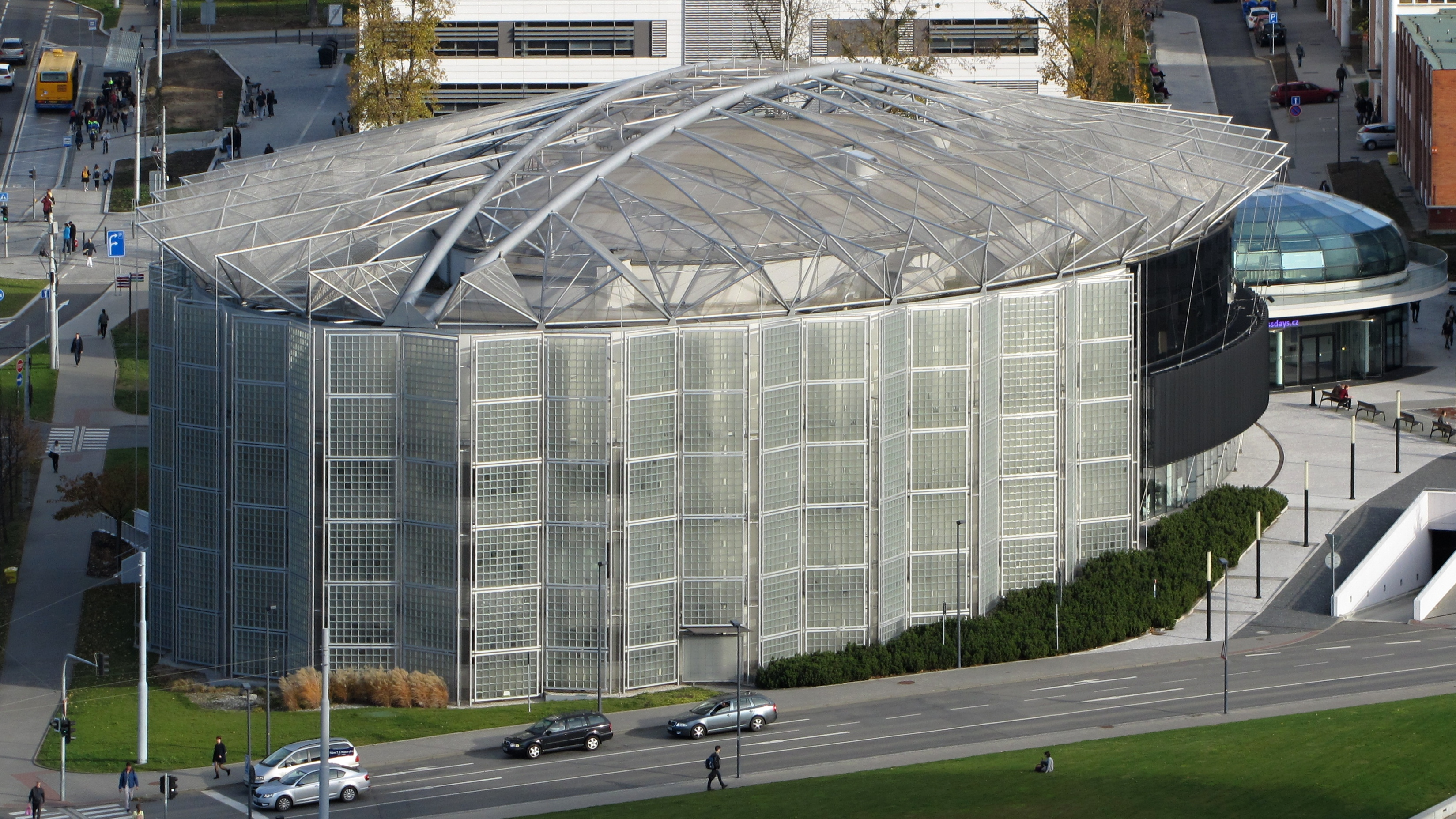
Kongresové centrum Zlín
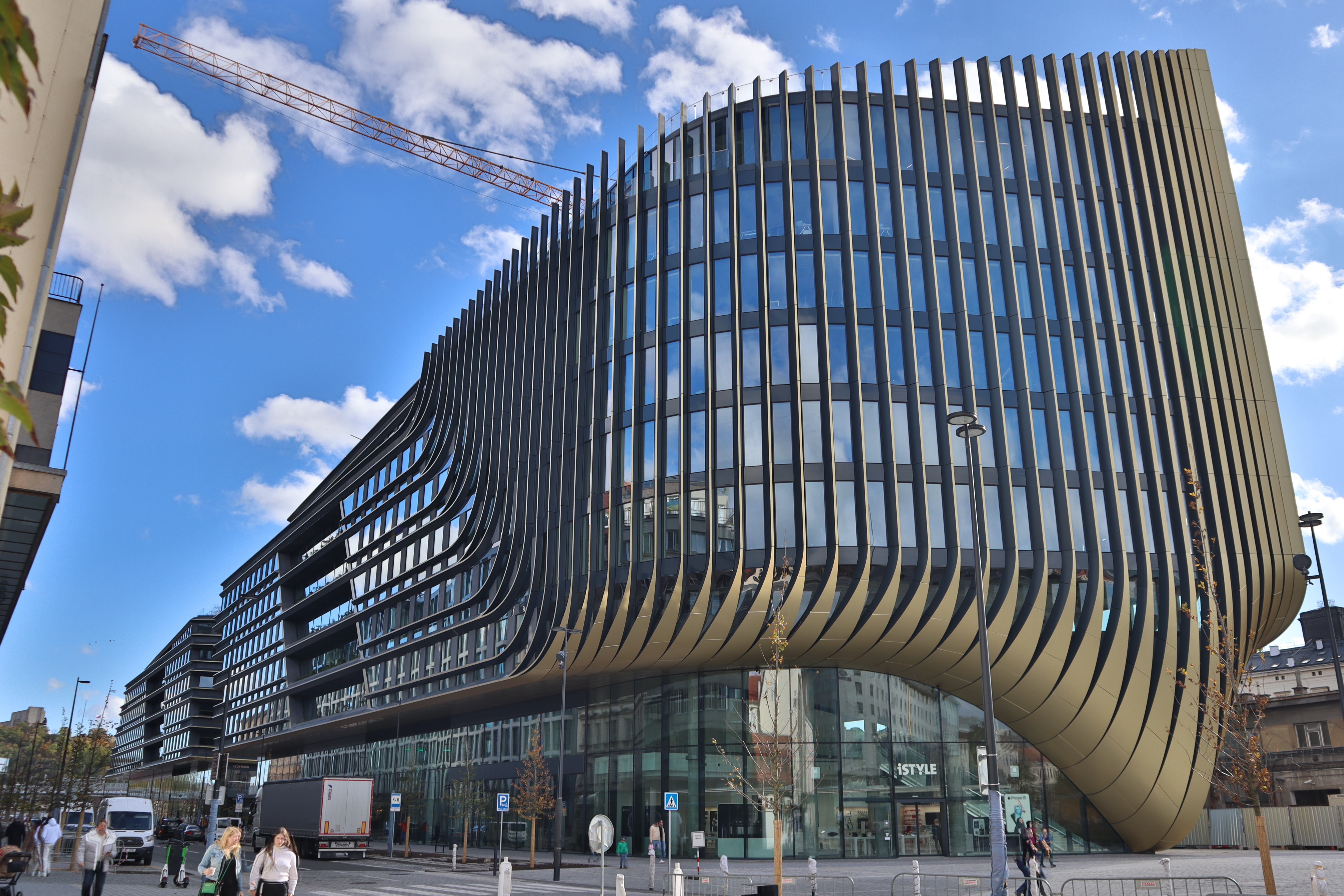
Central Business District Praha

## Architekti
- Významnými architekty byli např. též čeští rodáci Adolf Loos, Josef Hoffmann, Joseph Maria Olbrich či Balthasar Neumann ad. Ti se podíleli zejména na rozvoji Vídně, stejně jako český stavitel Josef Hlávka.
- viz též Seznam českých architektů